# Linz

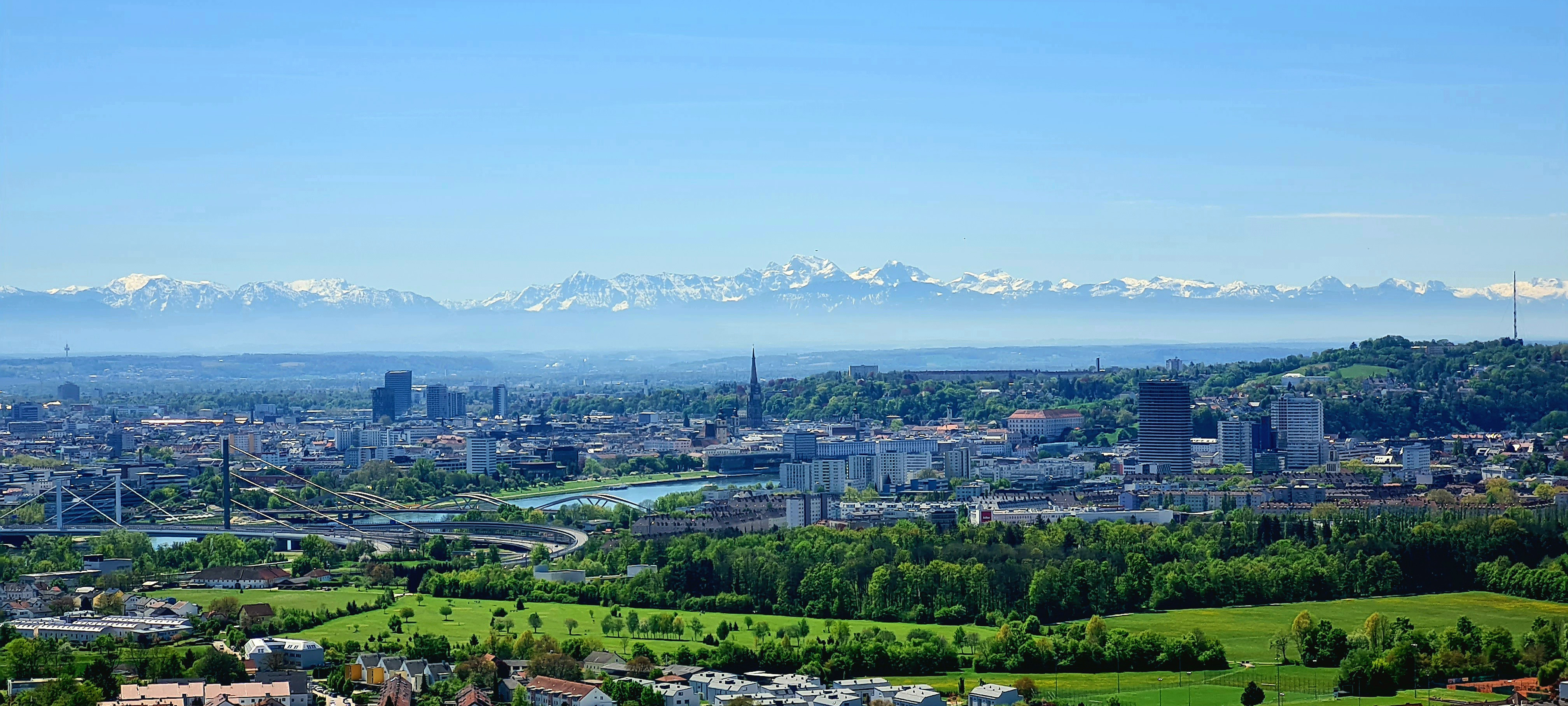
Panorama von Linz, Blickrichtung Südwesten. Im Hintergrund die Ostalpen mit dem Dachstein (ganz rechts)

Linz ist die Landeshauptstadt von Oberösterreich und mit 213.557 Einwohnern (Stand: 1. Jänner 2025) nach Wien und Graz die drittgrößte Stadt Österreichs und das Zentrum des mit 823.514 Menschen (Stand 2023) zweitgrößten Ballungsraumes des Landes.
Die Stadt an der Donau hat eine Fläche von 95,99 km² und ist Zentrum des oberösterreichischen Zentralraums. Als Statutarstadt ist sie sowohl Gemeinde als auch politischer Bezirk; außerdem Sitz der Bezirkshauptmannschaften der benachbarten Bezirke Linz-Land und Urfahr-Umgebung.
Nach dem Ende des Zweiten Weltkriegs (1945) hatte Linz den Ruf einer staubigen Stahlstadt, den sie dem größten Arbeitgeber, den Stahlwerken der heutigen Voestalpine AG, verdankte. Doch durch verbesserten Umweltschutz und zahlreiche Initiativen im Kulturbereich, beispielsweise Veranstaltungen wie die Linzer Klangwolke, das Brucknerfest, das Pflasterspektakel und den Prix Ars Electronica bzw. das Ars-Electronica-Festival, gewann die Stadt sukzessive ein neues Image. Seit 2004 wird jährlich das Filmfestival Crossing Europe veranstaltet. 2009 war Linz Europäische Kulturhauptstadt. 2013 wurde das neue Musiktheater am Volksgarten, ein modernes Theater- und Opernhaus, eröffnet. Linz konnte sich mit diesen und weiteren Initiativen als Kulturstadt positionieren, wobei auch Strukturen der alten Industriestadt zum Teil noch sichtbar sind. Dazu passend weist Linz als Universitätsstadt mit mehreren Universitäten auch zahlreiche Studienangebote im künstlerischen und kulturellen Bereich auf.
Die Stadt ist wahrscheinlich namensgebend für die Linzer Torte.
Die Stadt wird inoffiziell auch als Linz an der Donau bezeichnet, um nicht mit der Partnerstadt Linz am Rhein verwechselt zu werden.

## Geografie

### Geografische Lage
Linz liegt im östlichen Oberösterreich und erstreckt sich auf beiden Seiten der Donau. Die Nord-Süd-Ausdehnung beträgt 18,6 km, die Ost-West-Ausdehnung 12,3 km. Die Stadt befindet sich im Linzer Becken und grenzt im Westen an den Kürnberger Wald sowie das fruchtbare Eferdinger Becken. Nördlich der Donau, im Stadtteil Urfahr, wird Linz durch den Pöstlingberg (539 m), den Lichtenberg (927 m) und die Hügel bzw. Berge des Mühlviertels begrenzt. Der Pipieterkogel (567 m) ist der höchste Gipfel innerhalb der Stadtgrenzen von Linz.

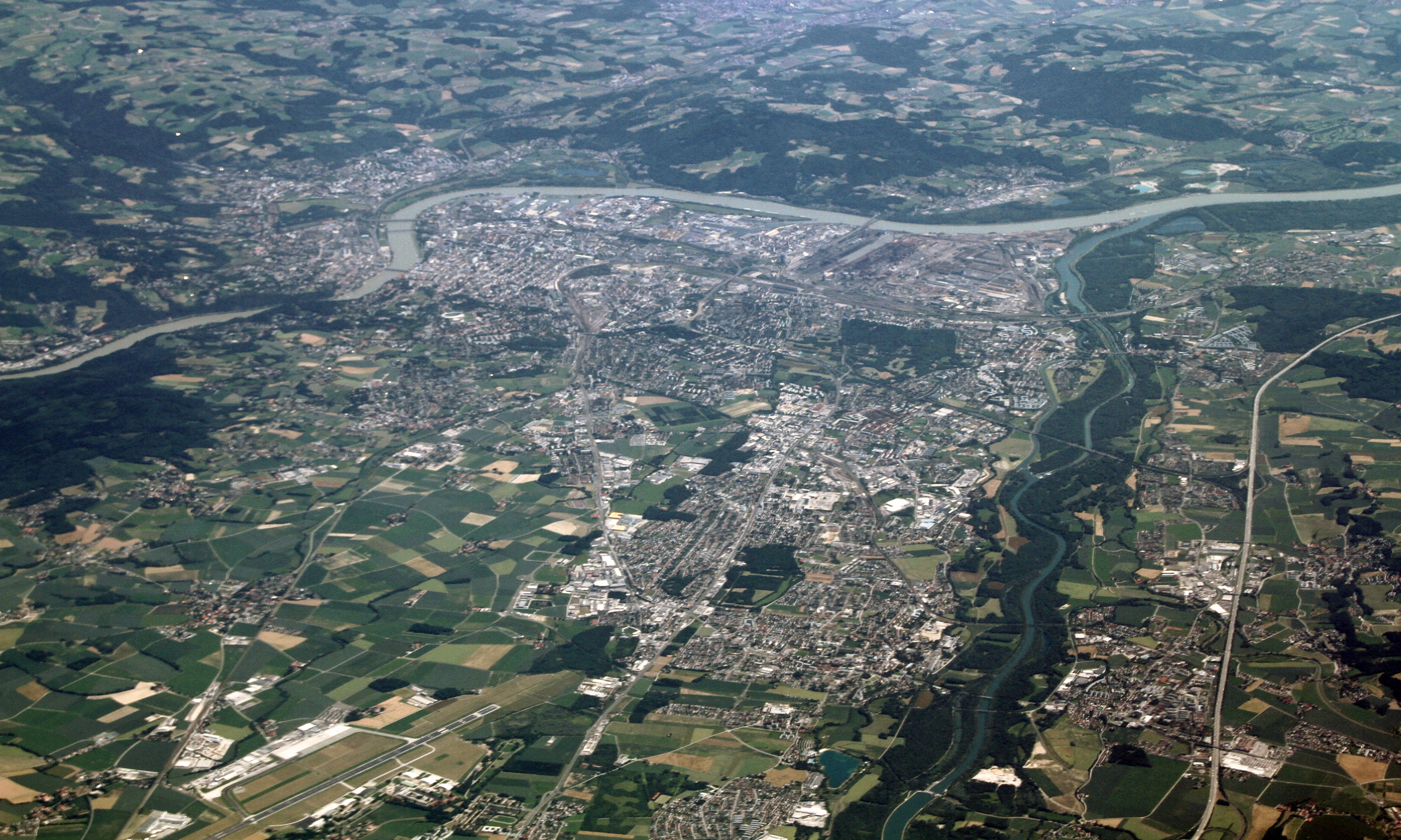
Luftbild von Westen mit der Stadt Traun im Vordergrund. Der Fluss rechts ist die Traun.

Die östliche Stadtgrenze ist durch die Donau markiert, welche das Stadtgebiet in einem nordost-südöstlichen Halbkreis erst durch- und dann umfließt. Die Traun mündet 7 km südöstlich des Stadtzentrums in die Donau und markiert die innerstädtische Grenze zum größten Stadtteil Ebelsberg. Südlich der Stadt beginnt das Alpenvorland.
Von den rund 96 km² Stadtfläche sind 29,27 % Grünland, 17,95 % Wald, 6,39 % Gewässer, 11,63 % machen Verkehrsflächen aus und 34,76 % sind Bauland.

### Nachbargemeinden
Linz grenzt im Norden und Osten, durchwegs links der Donau, an sieben Gemeinden des Bezirks Urfahr-Umgebung (UU), im Süden und Westen an fünf Gemeinden des Bezirks Linz-Land (LL), und im Südosten, in einem kurzen Abschnitt ebenfalls links der Donau, an eine Gemeinde des Bezirks Perg (PE).
Folgende Tabellen geben einen Überblick über die Gemeinden, die nach politischen Grenzen direkt an Linz grenzen, und die Gemeinden, die nicht direkt an Linz grenzen, aber unmittelbar danach folgen, und aufgrund hoher Pendlerraten in die Stadt ebenfalls dem Linzer „Speckgürtel“ zuzurechnen sind. Ebenfalls angegeben sind der Bezirk, in dem sich die jeweilige Gemeinde befindet, sowie die zuletzt erhobene Bevölkerungszahl.
Eine Eingemeindung einiger Nachbargemeinden (Groß-Linz) wird gelegentlich von der Politik und in den Medien diskutiert. Grund dafür ist, dass Linz aus seinem Budget viele überregionale Projekte finanziert, die auch den Bewohnern der Umlandgemeinden zugutekommen, ohne dass diese finanziell etwas dazu beitragen. Die Grenzen zwischen Stadtgebiet und Umland sind zwar politisch immer noch vorhanden, gesellschaftlich oder im Stadtbild jedoch nicht erkennbar.
| Gemeinde                                    | Bez. | Fläche in km² | Bevölkerung | Bevölkerung | Bevölkerung | Bevölkerung |
| Gemeinde                                    | Bez. | Fläche in km² | 1981        | 2001        | 2011        | 2025        |
| ------------------------------------------- | ---- | ------------- | ----------- | ----------- | ----------- | ----------- |
| Folgende Gemeinden grenzen direkt an Linz   |      |               |             |             |             |             |
| Leonding                                    | LL   | 24,04         | 19.389      | 22.203      | 25.295      | 29.244      |
| Traun                                       | LL   | 15,49         | 21.464      | 23.470      | 23.810      | 25.345      |
| Ansfelden                                   | LL   | 31,35         | 13.324      | 14.789      | 15.673      | 18.271      |
| Engerwitzdorf                               | UU   | 41,08         | 5.258       | 7.516       | 08.416      | 9.099       |
| Asten                                       | LL   | 8,49          | 3.431       | 6.025       | 6.230       | 7.444       |
| Sankt Florian                               | LL   | 44,17         | 4.129       | 5.530       | 5.913       | 6.318       |
| Steyregg                                    | UU   | 33,08         | 4.394       | 4.749       | 4.764       | 5.005       |
| Gramastetten                                | UU   | 40,20         | 3.663       | 4.525       | 4.677       | 5.137       |
| Puchenau                                    | UU   | 8,19          | 3.368       | 4.674       | 4.426       | 4.695       |
| Altenberg                                   | UU   | 36,21         | 2.853       | 4.075       | 4.334       | 4.835       |
| Luftenberg an der Donau                     | PE   | 16,86         | 3.079       | 3.665       | 3.867       | 4.329       |
| Lichtenberg                                 | UU   | 18,49         | 1.554       | 2.389       | 2.606       | 2.904       |
| Kirchschlag                                 | UU   | 16,78         | 1.378       | 1.903       | 2.009       | 2.247       |
| Weitere Gemeinden im Umkreis von rund 10 km |      |               |             |             |             |             |
| Pasching                                    | LL   | 12,48         | 6.325       | 6.123       | 6.584       | 7.931       |
| Gallneukirchen                              | UU   | 5,18          | 4.398       | 6.183       | 6.306       | 6.747       |
| Wilhering                                   | LL   | 29,97         | 4.108       | 5.191       | 5.778       | 6.571       |
| Hörsching                                   | LL   | 29,97         | 4.683       | 5.233       | 5.780       | 6.215       |
| Ottensheim                                  | UU   | 11,82         | 3.579       | 4.312       | 4.503       | 4.748       |
| St. Georgen an der Gusen                    | PE   | 7,12          | 3.093       | 3.529       | 3.639       | 4.459       |
| Gemeinde                                    | Bez. | Fläche in km² | 1981        | 2001        | 2011        | 2025        |
| Gemeinde                                    | Bez. | Fläche in km² | Bevölkerung |             |             |             |

### Agglomeration Linz
Die Agglomeration (Ballungsraum) beschreibt die Einwohnerzahl einer Kernstadt, in diesem Fall Linz, und der baulich direkt an diese angeschlossenen Siedlungen, ohne Rücksichtnahme auf politisch festgelegte Grenzen. Unter diesen Gesichtspunkten umfasst die Agglomeration Linz etwa 271.000 Personen. Die offizielle Einwohnerzahl von Linz und sämtlicher 13 Nachbargemeinden ist mit 289.107 Personen (2001) größer, da nicht alle Siedlungen der Nachbarstädte und -gemeinden direkt an Linz anschließen.
Eine weitere Möglichkeit die Bedeutung einer Stadtregion zu ermitteln ist die Pendlerrate. Da Linz mehr als 154.867 Arbeitsplätze aufweist, aber von den 188.118 Einwohnern nur 83.245 berufstätig sind, pendeln täglich 89.294 Personen nach Linz zur Arbeit – 7687 sogar aus anderen Bundesländern, zumeist aus dem nahen Niederösterreich. Zum täglichen Pendleraufkommen gesellen sich noch 18.525 Linzer dazu, die nicht in Linz arbeiten, sondern vorwiegend in den südlich und südwestlich gelegenen Gewerbe- und Industriegebieten. Bei einem durchschnittlichen Beschäftigungsgrad von 50 % in den umliegenden Gemeinden und 45 % in der Kernstadt, hängen rund 367.000 Personen von den Arbeitsplätzen in Linz ab. Inklusive der Zehntausenden, vor allem in den südlichen Vorstädten befindlichen Arbeitsplätze bindet der Ballungsraum Linz eine Bevölkerung von rund einer halben Million, welche vorwiegend im Oberösterreichischer Zentralraum sowie dem traditionell strukturschwächeren Hügelland Mühlviertel nördlich von Linz beheimatet ist.
Von den 89.294 Einpendlern nach Linz stammen 24.593 (27,5 %) aus den 13 Nachbargemeinden von Linz. Insgesamt betrachtet, kommen 41.489 Pendler, das sind rund 46,5 %, aus den vier Bezirken des Mühlviertels und weitere 23.403 oder 23,2 % aus dem Bezirk Linz-Land. 21,7 % kommen aus den restlichen Bezirken Oberösterreichs, überwiegend aus den nahegelegenen Bezirken Eferding, Wels, Wels-Land, Steyr und Steyr-Land. Die restlichen 8,6 % kommen aus anderen Bundesländern.

### Stadtgliederung

Karte der Linzer Bezirke

Die Stadt bildet eine einzige Ortschaft. Seit 1. Jänner 2014 (Beschluss des Stadtsenates vom September 2013) ist die Stadt in 16 statistische Bezirke eingeteilt:
| Nr.    | Stat. Bezirk          | Einw.   | Fläche in ha |
| ------ | --------------------- | ------- | ------------ |
| 1      | Innere Stadt          | 25.386  | 278,9        |
| 2      | Urfahr                | 24.017  | 426,8        |
| 3      | Pöstlingberg          | 4.619   | 858,1        |
| 4      | St. Magdalena         | 11.990  | 655,3        |
| 5      | Dornach-Auhof         | 7.298   | 682,6        |
| 6      | Kaplanhof             | 9.914   | 243,2        |
| 7      | Franckviertel         | 6.856   | 120,7        |
| 8      | Bulgariplatz          | 16.721  | 260,3        |
| 9      | Froschberg            | 11.733  | 452,8        |
| 10     | Bindermichl-Keferfeld | 20.303  | 412,0        |
| 11     | Spallerhof            | 12.725  | 297,1        |
| 12     | Neue Heimat           | 13.823  | 413,2        |
| 13     | Kleinmünchen-Auwiesen | 22.386  | 645,1        |
| 14     | Industriegebiet-Hafen | 137     | 1.277,4      |
| 15     | Ebelsberg             | 10.804  | 1.291,2      |
| 16     | Pichling              | 8.183   | 1.290,0      |
| GESAMT | GESAMT                | 206.895 | 9.604,7      |

#### Stadtgliederung bis 2013
1957 wurde Linz in neun Stadtteile und 36 statistische Bezirke unterteilt. Diese wiederum bestanden aus insgesamt 863 Baublöcken. Eine Aufteilung des Stadtgebiets in Stadtbezirke als politische Einheiten existiert in Österreich nur in den Städten Wien und Graz. Bei der Neubestimmung der innerstädtischen Grenzen wurden die Grenzen der einst eingemeindeten Gemeinden nur bedingt berücksichtigt. So wurden etwa alle Eingemeindungen südlich der Traun zu einem einzigen Stadtteil und zugleich statistischen Bezirk Ebelsberg zusammengefasst. Auch die Fläche des ehemaligen St. Peter wurde deutlich verändert, um nur zwei Beispiele zu nennen. Die bis Ende 2013 bestehenden Stadtteile und statistischen Bezirke können also nicht eins zu eins mit den Ausmaßen der ehemaligen Vororte von Linz gleichgesetzt werden.
Der sowohl einwohner- als auch flächenmäßig größte statistische Bezirk war das bereits erwähnte Ebelsberg im Süden der Stadt mit 25,81 km² und rund 17.421 Einwohnern. Der zweitgrößte und zugleich einwohnerschwächste Stadtteil und statistische Bezirk war St. Peter (Linz). Er hatte auf 9,13 km² nur 377 Einwohner, was allerdings darauf zurückzuführen war, dass sich auf dem Gebiet der abgetragenen, ehemals eigenständigen Gemeinde und des ehemaligen Bezirks, fast ausschließlich Industriegebiet befindet, wovon die voestalpine den meisten Platz beansprucht (seit Anfang 2014 Industriegebiet-Hafen). Der flächenmäßig kleinste statistische Bezirk war das 45,6 Hektar große Altstadtviertel.

#### Katastralgemeinden
Etwas abweichend davon gliedert sich die Stadt grundbücherlich in 14 Katastralgemeinden (Fläche Stand 31. Dezember 2023):
- Ebelsberg (467,39 ha)
- Katzbach (1.252,69 ha)
- Kleinmünchen (1.304,36 ha)
- Linz (612,93 ha)
- Lustenau (968,35 ha)
- Mönchgraben (175,35 ha)
- Pichling (397,87 ha)
- Posch (651,65 ha)
- Pöstlingberg (822,65 ha)
- St. Peter (800,24 ha)
- Ufer (478,76 ha)
- Urfahr (549,05 ha)
- Waldegg (712,74 ha)
- Wambach (404,83 ha)

#### Eingemeindungen

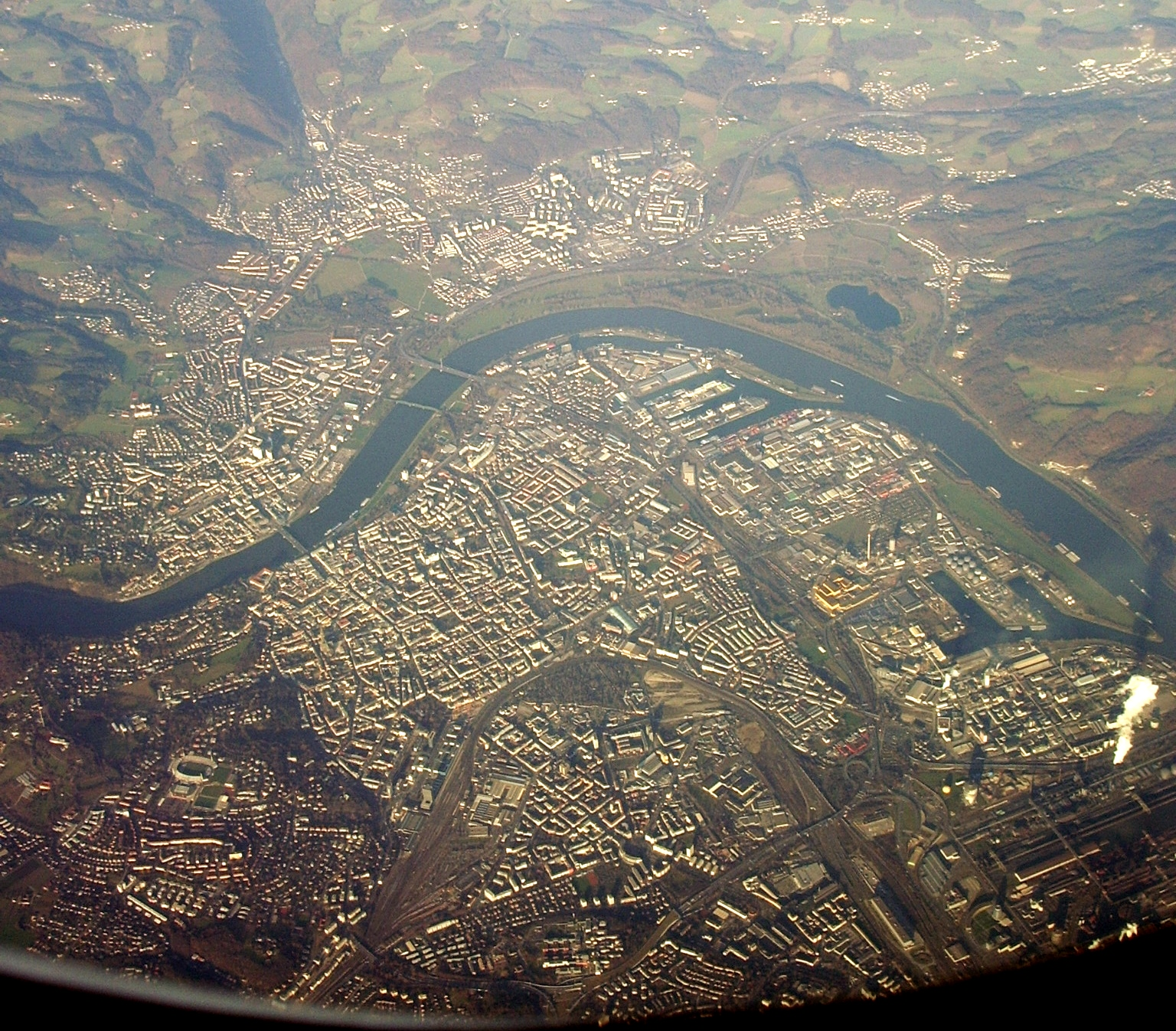
Luftaufnahme der Stadt

Als 1848 in Österreich das Gemeindesystem eingeführt wurde, war bereits vorgesehen, dass die damaligen Linzer Vororte Lustenau und Waldegg eingemeindet werden. Da die beiden Orte jedoch selbstständig bleiben wollten und sogar einen Zusammenschluss planten, konnte die Eingemeindung erst 1873, nachdem einem Antrag des Linzer Gemeinderates beim Landtag stattgegeben worden war, zwangsweise stattfinden. Das Linzer Stadtgebiet wuchs somit von 6 km² auf 20 km².

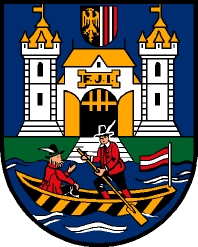
Wappen der ehemaligen Stadt Urfahr

1906, als Linz bereits deutlich an Attraktivität gewonnen hatte, strebten Teile der Gemeinde Leonding, namentlich Gaumberg, Untergaumberg und Landwied, eine Eingemeindung zu Linz an. Die damalige Gemeinde Leonding stellte jedoch unannehmbare Forderungen, sodass die Verhandlungen scheiterten. Keinen Widerstand gab es hingegen bei der Eingemeindung von St. Peter. Bereits 1912 konnte eine Einigung mit der Gemeindevertretung von St. Peter erzielt werden. Die Eingemeindung trat 1915 in Kraft und Linz wuchs auf 29 km² Stadtgebiet an. Zur selben Zeit waren nach mehreren gescheiterten Versuchen die Verhandlungen mit der Stadt Urfahr bereits weit fortgeschritten, doch mussten sie aufgrund des Ausbruchs des Ersten Weltkriegs zurückgestellt werden. Nach Kriegsende wurden die Verhandlungen fortgeführt, sodass per 31. Mai 1919 die Eingemeindung von Urfahr, inklusive der bis dahin eigenständigen Gemeinde Pöstlingberg, die kurz zuvor Urfahr angeschlossen worden war, rechtswirksam wurde. Linz erreichte nun eine Fläche von 42 km².
1923 wurde der damals südlich an Linz angrenzende und 13 km² große Industrieort Kleinmünchen eingemeindet. 1934 wurde das Stadtgebiet mit Abtretungen von unbewohntem Gebiet beiderseits der Donau von Katzbach (Heilham) und Steyregg (Steyregg besaß bis dahin als Relikt der Zeit vor der Donauregulierung unbewohnte Gründe westlich der Donau im heutigen Hafenviertel) arrondiert und wuchs dabei um eine Fläche von 2 km².

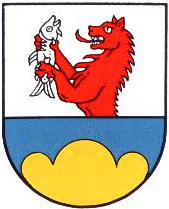
Wappen der ehemaligen Marktgemeinde Ebelsberg

Nach dem „Anschluss“ Österreichs an Deutschland im Jahr 1938 wurde die Gemeinde Ebelsberg nach Linz eingemeindet. Nördlich der Donau wurde St. Magdalena eingemeindet. Damit wuchs die Stadtgröße im Jahr 1938 auf 95 km² an, und seit der letzten geringfügigen Erweiterung 1939 (Keferfeld von Leonding) beträgt die Stadtgröße 96 km².

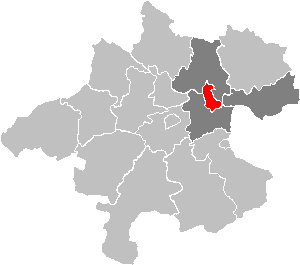
Linz (rot). Nachbarbezirke: Urfahr-Umgebung im Norden, Perg im Osten, Linz-Land im Süden

Die bis Ende 2013 geltende Einteilung der Stadtteile und Stadtbezirke geht auf einen Beschluss aus dem Jahr 1957 zurück. Die Aufgliederung der Stadt in ihre eingemeindeten Gemeinden nahm hiermit ein Ende. Die Stadt wurde in neun Stadtteile aufgeteilt, die teils mehrere eingemeindete Gemeinden zusammenfassten oder deren einstige Grenzen um neu bestimmte statistische Bezirke erweiterten. Innerhalb dieser Stadtteile wurden insgesamt 36 Stadtbezirke kreiert, die sich, sofern möglich, in ihrer Grenzziehung an einstigen Katastralgemeinden oder bestehenden oder zu erwartenden geschlossenen Siedlungen orientierten. Auch Verkehrswege dienten zur Festlegung der Grenzen. So dienten etwa die Landstraße, die Wiener Straße und die Stadtautobahn als Grenze für zahlreiche statistische Bezirke. Bei der Benennung der neuen Stadtbezirke wählte man zumeist die in der Bevölkerung gängige Bezeichnung des Siedlungsgebiets. Mit der Neugliederung vom 1. Jänner 2014 wurde diese Einteilung aufgegeben und stattdessen 16 neue statistische Bezirke eingerichtet. Zahlreiche alte statistische Bezirke wurden zusammengelegt, so gingen etwa das Hafenviertel und St. Peter im Bezirk Industriegebiet-Hafen auf. Der bislang größte Bezirk Ebelsberg dagegen wurde geteilt. Im Osten grenzt er nun an den neu geschaffenen Bezirk Pichling.

### Klima
Linz hat ein Übergangsklima mit sowohl ozeanischer als auch kontinentaler Prägung. Die Temperatur schwankt im langjährigen Monatsmittel zwischen −0,4 °C im Jänner und 19,9 °C im Juli. Die durchschnittliche Niederschlagsmenge beträgt rund 60 mm in den Monaten September bis April und steigt bis zu rund 95 mm in den Sommermonaten Juni, Juli und August an. Die Jahresniederschlagsmenge beträgt im Durchschnitt rund 870 mm.
Die langjährige mittlere Jahrestemperatur (ermittelt in den Jahren 1981–2010) beträgt 9,9 °C.
|                        | Jan  | Feb  | Mär  | Apr  | Mai  | Jun  | Jul  | Aug  | Sep  | Okt  | Nov  | Dez  |   |      |
| Mittl. Temperatur (°C) | −0,4 | 0,9  | 5,3  | 10,3 | 15,3 | 17,9 | 19,9 | 19,4 | 14,8 | 9,9  | 4,4  | 0,7  | ⌀ | 9,9  |
| Mittl. Tagesmax. (°C)  | 2,3  | 4,6  | 10,0 | 15,9 | 20,8 | 23,2 | 25,6 | 24,9 | 19,9 | 14,3 | 7,3  | 3,0  | ⌀ | 14,4 |
| Mittl. Tagesmin. (°C)  | −2,6 | −1,8 | 1,9  | 5,8  | 10,5 | 13,2 | 15,1 | 14,8 | 11,1 | 6,8  | 2,3  | −1,3 | ⌀ | 6,4  |
|                        |      |      |      |      |      |      |      |      |      |      |      |      |   |      |
| Niederschlag (mm)      | 62   | 55   | 75   | 59   | 77   | 90   | 104  | 96   | 68   | 58   | 62   | 66   | Σ | 872  |
|                        |      |      |      |      |      |      |      |      |      |      |      |      |   |      |
| Sonnenstunden (h/d)    | 1,48 | 2,86 | 3,80 | 5,77 | 7,39 | 7,27 | 7,87 | 7,35 | 5,20 | 3,45 | 1,57 | 1,16 | ⌀ | 4,6  |

| −2,6 |

| −1,8 |

| 1,9 |

| 5,8 |

| 10,5 |

| 13,2 |

| 15,1 |

| 14,8 |

| 11,1 |

| 6,8 |

| 2,3 |

| −1,3 |

| −2,6 |

| −1,8 |

| 1,9 |

| 5,8 |

| 10,5 |

| 13,2 |

| 15,1 |

| 14,8 |

| 11,1 |

| 6,8 |

| 2,3 |

| −1,3 |

| N i e d e r s c h l a g | 62  | 55  | 75  | 59  | 77  | 90  | 104 | 96  | 68  | 58  | 62  | 66  |
|                         | Jan | Feb | Mär | Apr | Mai | Jun | Jul | Aug | Sep | Okt | Nov | Dez |

### Ökologie und Umwelt

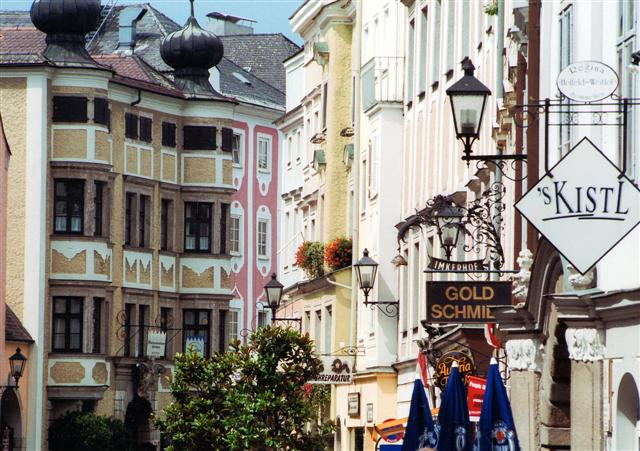
Häuser in der Altstadt

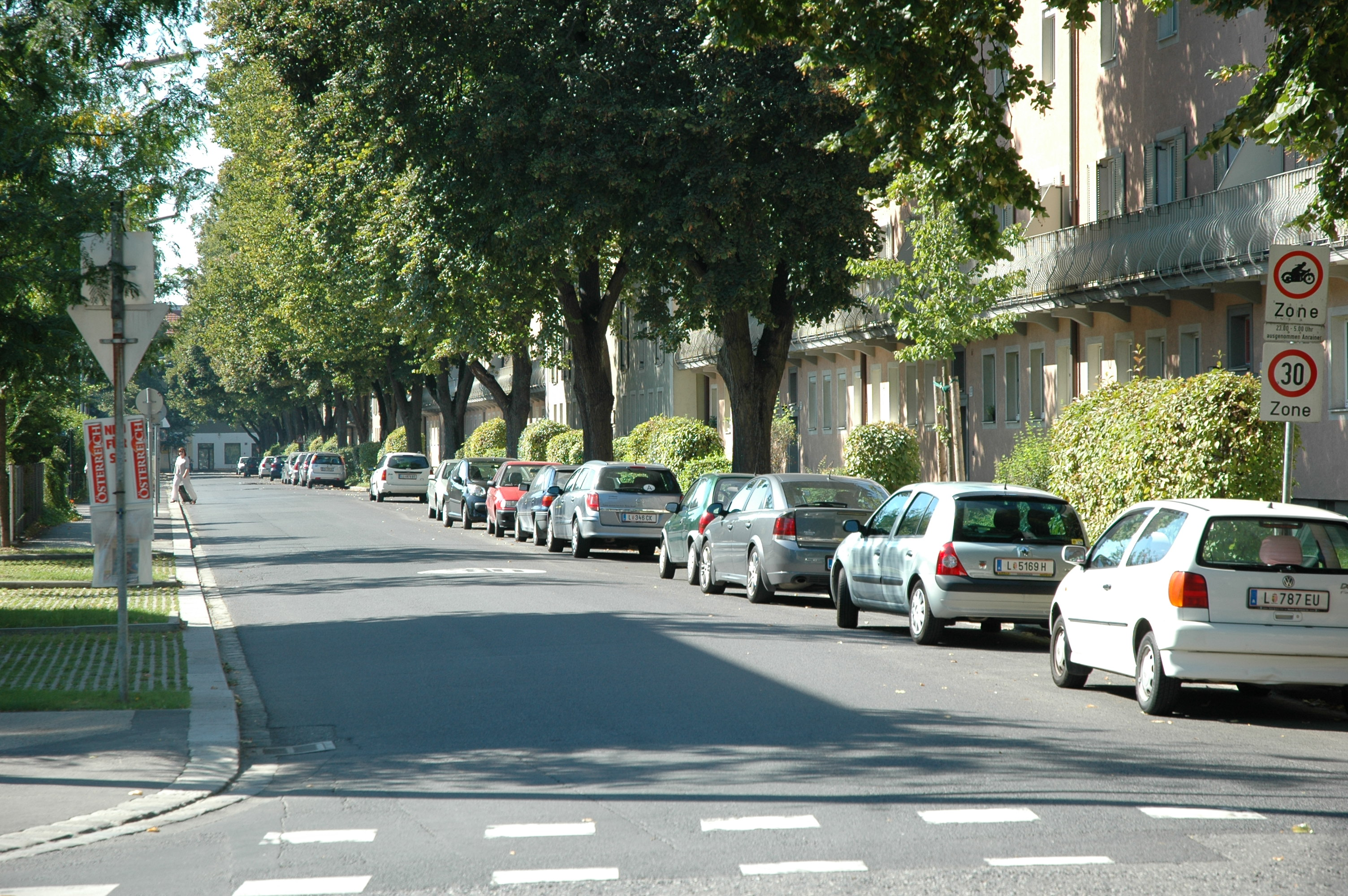
Typische Wohnstraße am Bindermichl

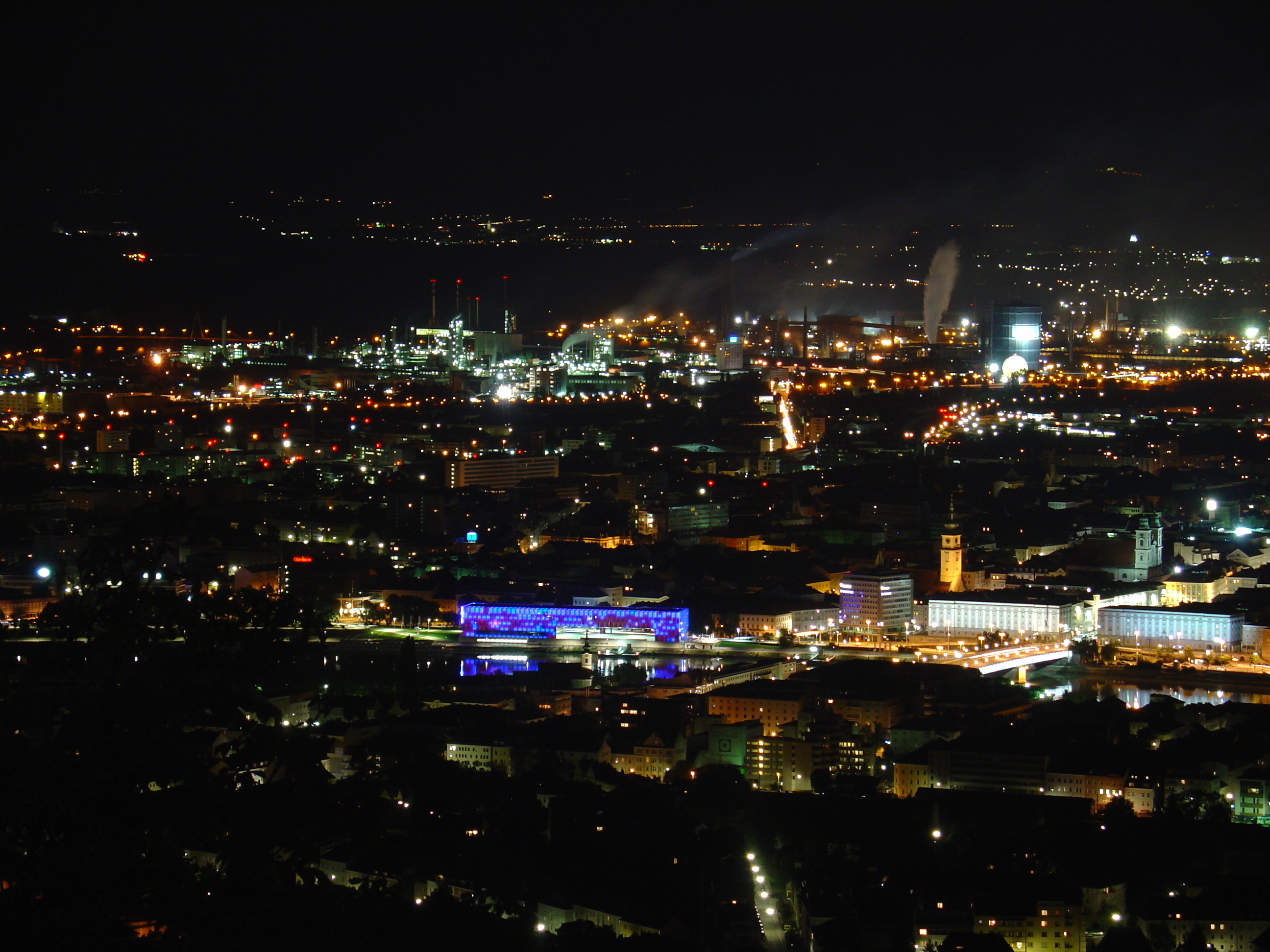
Linz bei Nacht vom Pöstlingberg aus gesehen

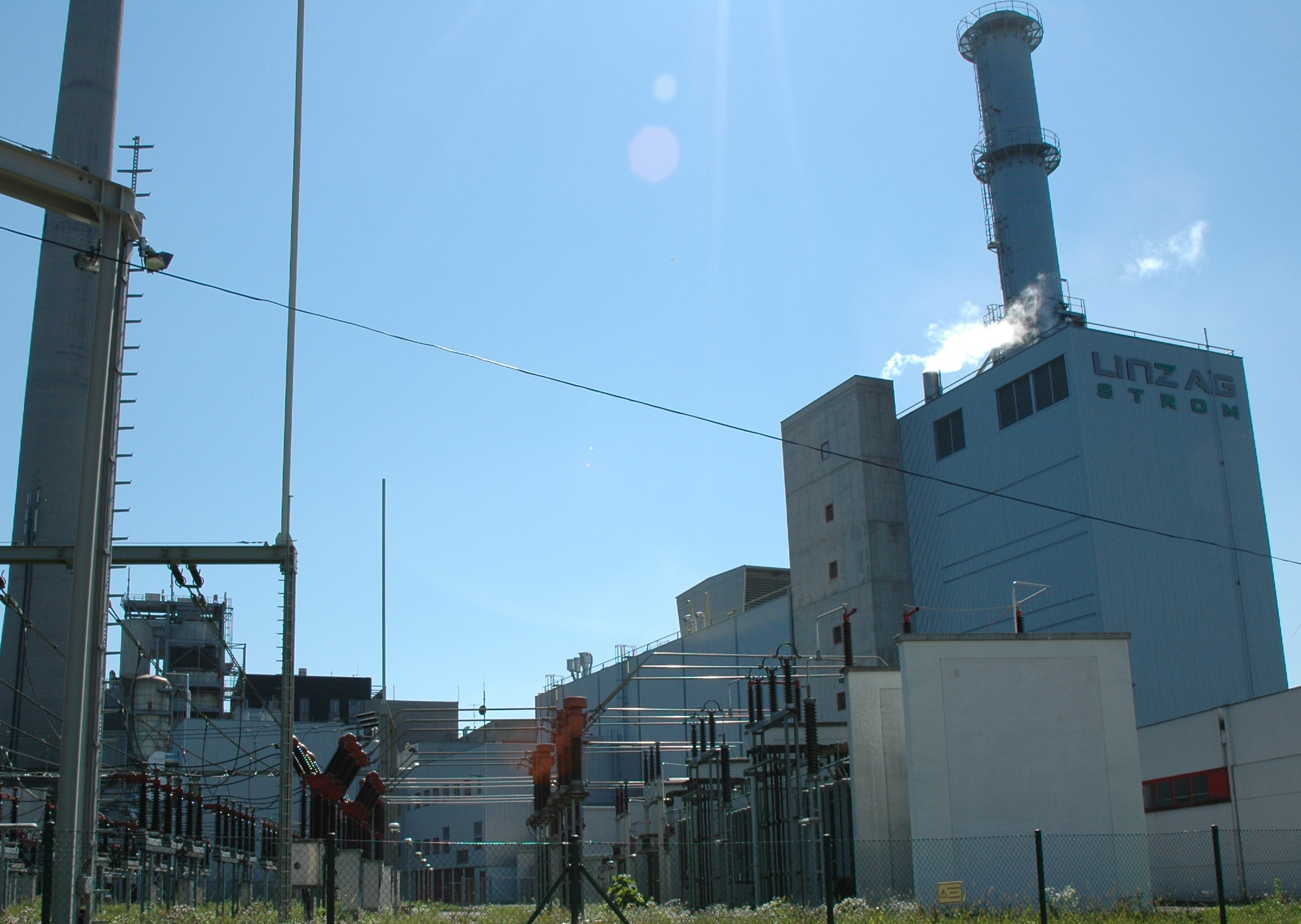
Gasheizwerk Linz-Mitte am Linzer Hafen

Das ehemals problematische Umweltimage als Industriestandort hat Linz durch eine diesbezüglich äußerst konsequente Politik seit Mitte der 1980er-Jahre abgelegt. Die Emission der Luftschadstoffe Schwefeldioxid (SO2), Feinstaub und Stickstoffdioxid (NO2) konnte von rund 47.000 Tonnen im Jahr 1985 auf rund 14.000 Tonnen im Jahr 2003 gesenkt werden. Am stärksten war der Rückgang bei Schwefeldioxid, der zu rund 80 % von der voestalpine, dem nach wie vor größten Industriebetrieb der Stadt, erreicht wurde. Doch der Rückgang von 18.000 Tonnen im Jahr 1985 auf 4.000 Tonnen im Jahr 2003 war nicht nur auf die voestalpine zurückzuführen.
Verursachten private Haushalte einst fast 1.000 Tonnen an SO2-Emissionen, ist dieser Wert aus der Statistik heute praktisch verschwunden. Heizwerke und Chemieindustrie, einst Verursacher von rund 2.000 Tonnen SO2-Emissionen, verringerten ihre Emissionen bis 2003 auf weniger als 100 Tonnen. Bis 2002 leicht gestiegen ist der Wert lediglich beim Verursacher Kfz-Verkehr, doch verursachte dieser nach rund 250 Tonnen im Jahr 2002 ein Jahr später sogar etwas weniger als die chemische Industrie plus Heizwerke. Die restlichen Emissionen verursachen einerseits die voestalpine, nämlich rund 3.700 Tonnen, und andererseits sonstige Industrie- und Gewerbebetriebe mit circa 200 Tonnen, statt 750 im Jahr 1985.
NO2-Emissionen waren einst zu rund 60 % auf die Chemiebetriebe der Stadt zurückzuführen, doch reduzierten diese ihre Emissionen von knapp 10.000 Tonnen im Jahr 1985 auf circa 800 Tonnen im Jahr 2003. Nachdem NO2-Emissionen auch beim Kfz-Verkehr auf knapp 2.000 halbiert werden konnten, ist der Hauptverursacher nun die voestalpine, welche die NO2-Ausstöße im gleichen Zeitraum nur um 1.000 Tonnen auf nun 3.000 drücken konnte. Staubemissionen, für welche die voestalpine 1985 zu 80 % verantwortlich war, senkte diese von 8.000 auf 1.500 Tonnen bis 2003. Der Kfz-Verkehr ist der einzige Bereich, in dem Zuwächse bei der Staubbelastung festzustellen waren. Beim Feinstaub mussten im Jahr 2006 an allen Messstationen im Stadtgebiet Überschreitungen der gesetzlichen Höchstwerte verzeichnet werden.
Die Zuwächse bei den CO2-Emissionen von 7,7 Mio. Tonnen im Jahr 1988 auf 10,4 Mio. Tonnen im Jahr 2007 sind auf die Heizwerke, die Chemie und vor allem auf die voestalpine zurückzuführen, die sich bis 1993, dem Jahr mit dem niedrigsten Gesamtwert, noch für den Rückgang der Emissionen auf insgesamt 6,8 Mio. Tonnen verantwortlich zeigte, danach jedoch wieder mehr CO2 ausstieß. Andere Wirtschaftsbetriebe, die Privathaushalte und der Kfz-Verkehr konnten diese Ausstöße jedoch durchgehend etwas verringern.
In den Jahren 2007 bis 2011 sind beim Belastungsniveau in Linz nur geringe Änderungen zu verzeichnen. Linz liegt beim internationalen Luftgütevergleich in keiner Extremposition. Einzig Schwefeldioxid (SO2) war im internationalen Vergleich sowie im Vergleich mit den anderen Landeshauptstädten in den Jahren 2007 bis 2011 leicht über dem Durchschnitt. Die Belastungstendenz in Linz ist allerdings gleichbleibend. Bei Stickstoffdioxid (NO2) und CO2 hingegen konnte Linz besser als der Durchschnitt bewertet werden.
Ab dem Jahr 2008 wurde der Luftgütevergleich um den Feinstaubanteil PM2.5 ergänzt. Diese Partikel haben erhebliche Auswirkungen auf die menschliche Gesundheit. Dieser konnte in Linz im Jahr 2011 mit 19 μg/m³ gemessen werden. Für einen transparenteren Vergleich der Messstellendichte wurden zudem die Bevölkerungszahl sowie die Größe des Immissionsgebietes mit aufgenommen.
In Linz liegt der Jahresmittelwert bei einer Bevölkerungsdichte von 189.845 sowie einem Immissionsgebiet von 96 km² bei 4 μg/m³ Schwefeldioxid (SO2), bei den NO2-Emissionen bei 32 μg/m³ und bei den CO-Werten bei 360 μg/m³. Die Feinstaubbelastung (PM10) liegt bei 18 μg/m³. Linz liegt bei der Überschreitung des PM10 Tagesmittelwertes von 50 μg/m³ mit 45 Tagen im Mittelfeld. Im Vergleich zu 2001 konnten die Tage von 62 auf 45 deutlich reduziert werden. Den geringsten Wert erreichte Linz im Jahr 2009 mit 30 Tagen.
Im etwa gleichen Ausmaß, wie die Emissionen zurückgegangen sind, sanken auch die Immissionen auf die Linzer Umwelt. Lediglich die Ozonwerte stagnieren auf einem hohen Niveau und variieren je nach Sommer geringfügig. Trotzdem konnte sich Linz bei der Luftverschmutzung im Vergleich der Landeshauptstädte in den letzten Jahren weiter verbessern und ist nun gleichauf mit Wien am ersten Rang.
2006 errang die Stadt Linz bei einem österreichweiten Wettbewerb des Österreichischen Naturschutzbundes den Titel „Naturfreundlichste Gemeinde Österreichs“. Ausgezeichnet wurden vor allem die Leistungen der Stadt Linz auf dem Gebiet des Artenschutzes (z. B. Nistkastenaktionen an Gebäuden), der Bachrenaturierungen (insgesamt wurden 9 km regulierte Bäche renaturiert) und der Förderung für ökologisch orientierte Landschaftspflege durch Stadtbauern. Zuständig für Naturschutz und Stadtökologie ist die Naturkundliche Station der Stadt Linz, die gemeinsam mit dem Botanischen Garten zu den Stadtgärten Linz gehört. Die Station publiziert die vierteljährlich erscheinende Zeitschrift ÖKO.L.

### Mittelpunkt
Der Mittelpunkt der Stadt Linz liegt in der Katastralgemeinde St. Peter, Aigengutstraße 20, auf einem Grundstück der ÖBB-Postbus GmbH.
Dieser Punkt stellt den geometrischen Schwerpunkt einer ebenen Fläche (= Flächenschwerpunkt) dar.
Konkret befindet sich der Mittelpunkt der Stadt Linz an folgenden Koordinaten:
N48°17'03,6" E014°18'58,1" (WGS84)
5.348.128 449.269 (UTM 33N)

## Geschichte

### Urgeschichte

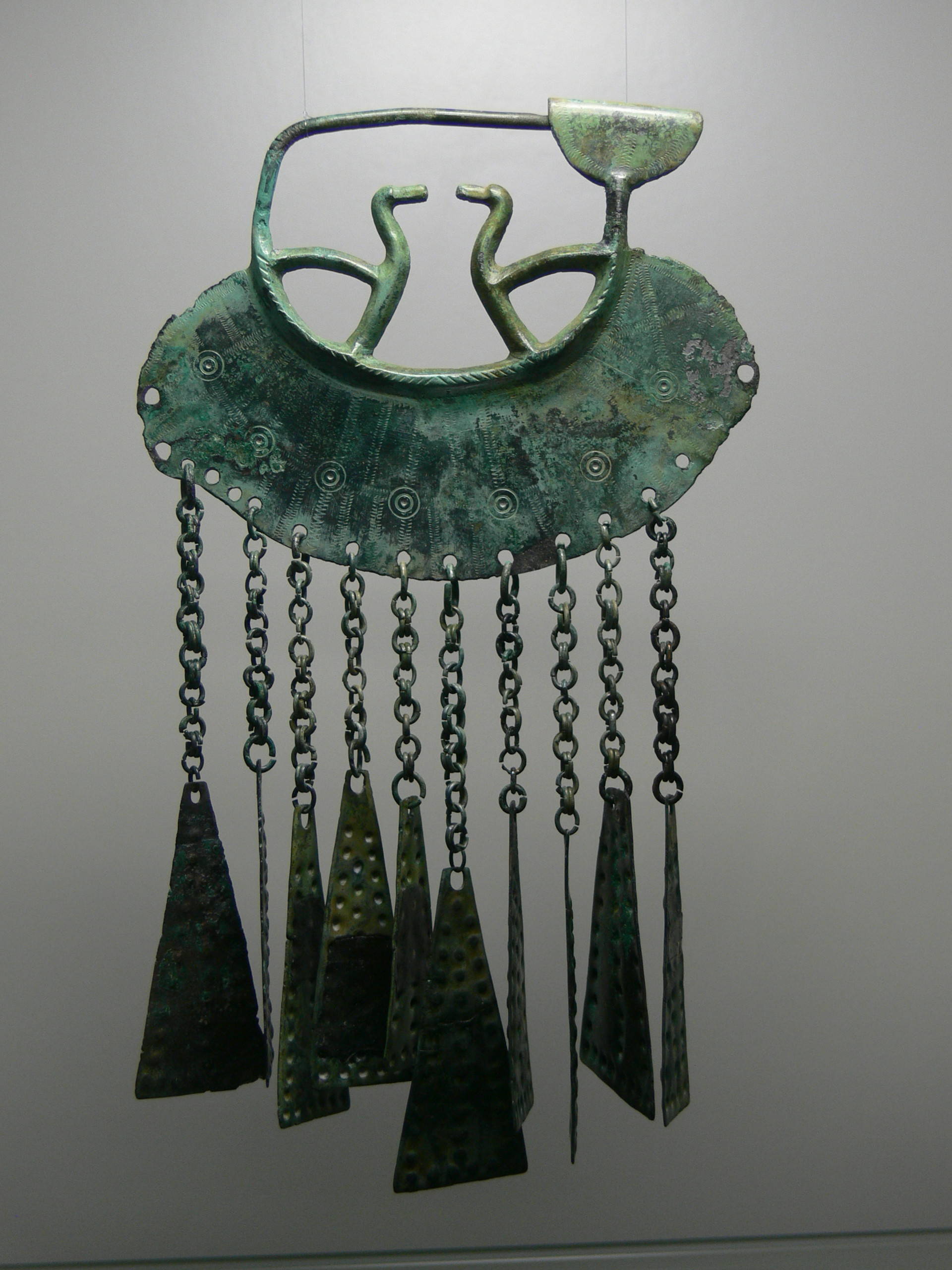
Schlossmuseum Linz – Hallstatt Gehängefibel

Um 400 v. Chr. entstanden innerhalb des heutigen Stadtgebietes und in näherer Umgebung, entlang der Donau, mehrere keltische Befestigungsanlagen und Siedlungen. Innerhalb der heutigen Stadtgrenzen lagen das Oppidum von Gründberg, im Gebiet des heutigen Urfahr westlich des Haselgrabens, und der Freinberg, westlich des Stadtkerns, als beeindruckende keltische Wallanlagen.
Wahrscheinlich trug bereits die Siedlung auf dem Freinberg den keltischen Namen Lentos, was so viel wie biegsam oder gekrümmt bedeutet. Der Name wurde in der Folge auf das spätere römische Kastell übertragen. Die Festung fiel wahrscheinlich mit der weitestgehend friedlich verlaufenen Eingliederung des Königreichs Noricum an Rom.

### Antike
Linz wurde zum ersten Mal im römischen Staatshandbuch Notitia dignitatum als „Lentia“ erwähnt. Zur Sicherung der Verbindung über die Donau legten die Römer Mitte des 1. Jahrhunderts ein Holz-Erde-Kastell an, das im 2. Jahrhundert durch ein größeres Steinkastell ersetzt wurde. Lentia wurde nach dem 2. Jahrhundert einige Male durch Einfälle der Germanen zerstört (z. B. zwischen 166 und 180 während der Markomannenkriege), überdauerte aber die Stürme der Völkerwanderung und hat somit über die Spätantike hinweg eine Besiedlungskontinuität vorzuweisen.

### Mittelalter
Im Frühmittelalter wurde Linz durch das Vordringen des bayerischen Herzogtums nach Osten wieder bedeutsamer. 799 wurde der deutsche Name der Stadt als „Linze“ zum ersten Mal urkundlich erwähnt. In der Raffelstettener Zollordnung (zwischen 902 und 906) wird erstmals Linz als ein königlicher Markt und Zollort genannt. Während der Herrschaft der Karolinger erfüllte Linz Markt- und Zollaufgaben für den Traungau. Bis 1210 unterstand Linz den Baiernherzögen.
Unter den Babenbergern entwickelte sich Linz zur Stadt, die unter Einbeziehung des alten Siedlungskerns 1207 planmäßig angelegt wurde. 1230 wurde der neue Hauptplatz geschaffen. Bis 1240 erhielt Linz einen Stadtrichter und ein Stadtsiegel. Die Linzer Maut war eine der wichtigsten Einnahmequellen der österreichischen Herzöge, wodurch die Stadt Aufschwung nahm. Ebenso war es durch seine Randlage zu Bayern als Ort für Fürstenversammlungen interessant. 1335 wurde in Linz der Erwerb von Kärnten durch die Habsburger abgeschlossen.
Seit Ende des 13. Jahrhunderts war Linz Sitz des Landeshauptmanns, und so zum Zentralort von Österreich ob der Enns geworden. Friedrich III. wählte die Stadt sogar als Residenzstadt aus und machte sie so von 1489 bis 1493 zum Mittelpunkt des Heiligen Römischen Reichs, nachdem Matthias Corvinus Wien erobert hatte. Dies als auch der sich von 1458 bis 1462 in Linz befindliche Hof von Herzog Albrecht VI. brachten der Stadt einerseits einen kulturellen wie politischen Bedeutungszuwachs, zugleich stellten aber die Anforderungen der Hofhaltung eine Belastung der Stadt dar.
Der erste oberösterreichische Landtag wurde 1408 in Enns abgehalten. Weitere frühe Landtage fanden in Enns und Wels statt. Der erste Landtag in Linz fand 1457 auf dem Linzer Schloss statt. 1490 wurde Linz erstmals als Landeshauptstadt bezeichnet und der Stadtrat erhielt das Recht einen Bürgermeister und einen Stadtrichter zu wählen. Am 3. März 1497 erhielt Linz vom römisch-deutschen König und späteren Kaiser Maximilian I. das Recht zum Bau einer Brücke über die Donau. Es war erst die dritte Donaubrücke in Österreich nach Wien und Krems.

### Neuzeit

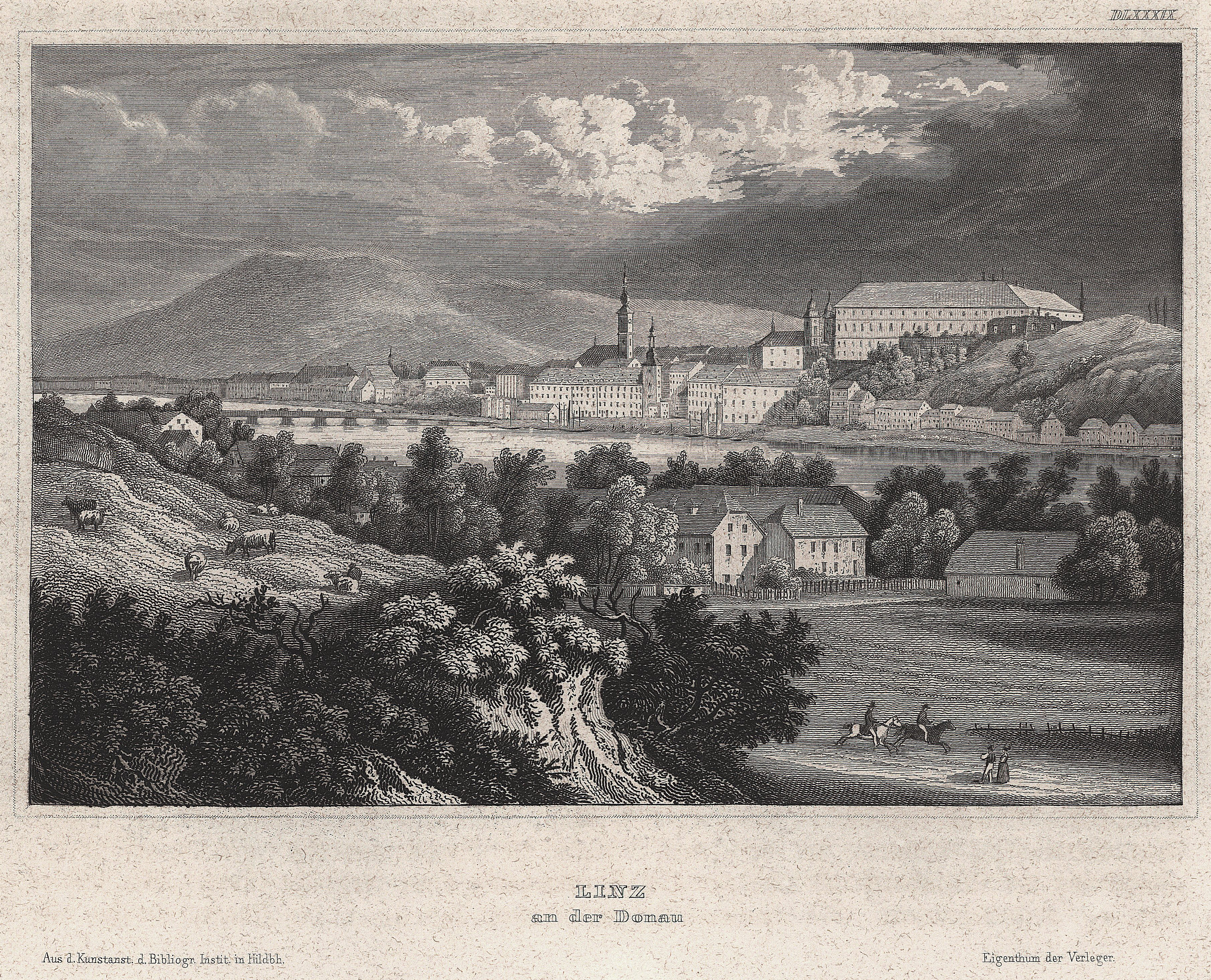
Panorama von Linz (1848)

Zur Zeit der Reformation war Linz bis 1600 protestantisch. Zeitweise gab es in Linz unter dem Reformator Wolfgang Brandhuber auch eine radikal-reformatorische Täufergemeinde. Während der protestantischen Zeit errichteten die Stände auf dem Gelände des ehemaligen Minoritenklosters das Landhaus im Stil der Renaissance als Zeichen ihrer Macht. Im Landhaus war später auch die Landschaftsschule untergebracht, an der zwischen 1612 und 1626 Johannes Kepler lehrte. Ab 1600 führten Jesuiten und Kapuziner die Gegenreformation durch. Der dadurch mit ausgelöste Oberösterreichische Bauernkrieg traf 1626 auch die Stadt, als sie unter der Führung Stefan Fadingers neun Wochen lang belagert wurde.
Zur Zeit der Gegenreformation wirkte hier der Jesuit Georg Scherer als flammender Prediger gegen die Reformation, der 1605 in einer Predigt zur Hexenverfolgung in der Kirche auf der Kanzel vom Schlag getroffen wurde und starb.
Nach dem Ende des Dreißigjährigen Kriegs wurde die Stadt barockisiert. Wesentlichen Anteil daran hatten neue Klostergründungen von Orden. 1672 gründete Christian Sint die „Wollzeugfabrik“, die erste Textilfabrik Österreichs. Im 18. Jahrhundert wurde diese verstaatlicht; zeitweise arbeiteten dort über 50.000 Menschen.
Im österreichischen Erbfolgekrieg wurde Linz 1741 von bayerischen und französischen Truppen besetzt. Am 3. Mai 1809 kam es bei den Koalitionskriegen beim Traunübergang zur blutigen Schlacht bei Ebelsberg zwischen Österreichern und Franzosen, die den Anstoß zum Bau einer Befestigungsanlage gab, welche ab 1830 verwirklicht wurde.
Zu Mariä Himmelfahrt, am 15. August 1800, brach ein Großbrand aus, der das Schloss, das Landhaus und die Altstadt stark beschädigte. Daraufhin wurden Stadtgraben und -wall eingeebnet.
Während der Märzrevolution von 1848 blieb Linz von Kämpfen, wie sie in Wien tobten, verschont. Am 15. März feierte man die Pressefreiheit und die Aufhebung der Zensur, was Kaiser Ferdinand tags zuvor in Wien unter öffentlichem Druck verordnet hatte. Zugleich gestattete er per kaiserlichem Patent die Bewaffnung des Bürgertums. Bereits am 16. März wurde daher in Linz eine Nationalgarde gegründet, die an die alte Tradition der Bürgerwehr anknüpfte und sich der Aufrechterhaltung der öffentlichen Ordnung und dem Schutz des Eigentums verpflichtet sah. Erster Kommandant der Garde, die während ihres rund dreijährigen Bestehens bis zum Verbot der Nationalgarden im Jahr 1851 nie mehr als 1.600 Mitglieder verzeichnete, war Graf Johann von Weißenwolff. Parallel zur Wiener Akademischen Legion gründete sich im Zuge der Revolution in Linz das Studentenkorps, das jedoch noch 1848 der Nationalgarde angegliedert wurde. Nach dem 15. März 1848 bildete sich ein Bürgerausschuss der sich auf Grundlage der Pillersdorfschen Verfassung organisierte und für den Juni die ersten Bürgermeisterwahlen ansetzte. Hierbei gewann der Demokrat Reinhold Körner, der den seit 27 Jahren regierenden Joseph Bischoff ablöste, und provisorischer Bürgermeister wurde.
Im Jahre 1850 trat eine provisorische Gemeindeordnung in Kraft, auf deren Grundlage die ersten Gemeinderatswahlen abgehalten wurden. Obwohl aufgrund vielfältiger Einschränkungen nur sechs Prozent der Bevölkerung, vorwiegend das Bildungs- und Besitzbürgertum und andere besser gestellte Personen, zur Wahl zugelassen waren, gewann erneut Reinhold Körner. Nach dem Silvesterpatent von 1851, das die Phase des Neoabsolutismus einleitete, wurden Demokraten und das liberale Bürgertum jedoch rasch aus dem politischen Leben zurückgedrängt. Als erster prominenter demokratisch gesinnter Politiker sah sich Karl Wiser zum Rücktritt von seinen politischen Ämtern gezwungen. 1854 folgte ihm Reinhold Körner. Danach wurde Linz bis 1861 von provisorisch ernannten Bürgermeistern regiert. Bei den Gemeinderatswahlen von 1861 konnten sich dennoch erneut die Demokraten behaupten. Reinhold Körner trat seine zweite Amtszeit an.

Straßerinsel und Fabriksarm

Ab Mitte des 19. Jahrhunderts wurde die Dampfschifffahrt auf der Donau eingeführt. Die 1832 von Budweis her errichtete Pferdeeisenbahn war die erste Eisenbahn auf dem Kontinent. Bis 1861 wurde die Stadt durch die Westbahn („Kaiserin Elisabeth-Bahn“) ein wichtiger Knotenpunkt auf dem Weg von Wien nach Salzburg beziehungsweise Passau. 1880 wurde in Linz eine Pferdestraßenbahn errichtet. Diese wurde 1897 elektrifiziert. Die Pöstlingbergbahn, die steilste Adhäsionsbahn der Welt, wurde 1898 eröffnet.
Ab der Mitte des 19. Jahrhunderts erfasste die Industrialisierung auch Linz. 1840 gründete Ignaz Mayer mit der Linzer Schiffswerft den ersten metallverarbeitenden Großbetrieb der Stadt und die deutsche Lokomotivfabrik Krauss & Comp. errichtete aufgrund hoher Importzölle 1879 eine Niederlassung in Linz, siehe Lokomotivfabrik Krauss & Comp. Linz. Auch die Textilindustrie hatte in Linz einen bedeutenden Standort.
Vom 6. bis 8. Juli 1870 fand in Linz der 8. Deutsche Feuerwehrtag statt.
Ab 1892 wurde der Fabriksarm der Donau zugeschüttet, dieser war 1572 bei einem Hochwasser gemeinsam mit der Straßerinsel (auch Straßerau oder Soldatenau) entstanden. Der Name Fabriksarm geht auf die dort ansässige Wollzeugfabrik zurück. Bei der Flussregulierung verschwand auch die Insel. Diese hieß erst Au, später nach Kasernengebäuden Soldatenau und zuletzt nach einem Besitzer Straßerau oder Straßerinsel.
Bis 1923 wurden zahlreiche ehemalige Vororte eingemeindet, darunter 1919 auch Urfahr am nördlichen Ufer der Donau.
Ansichten

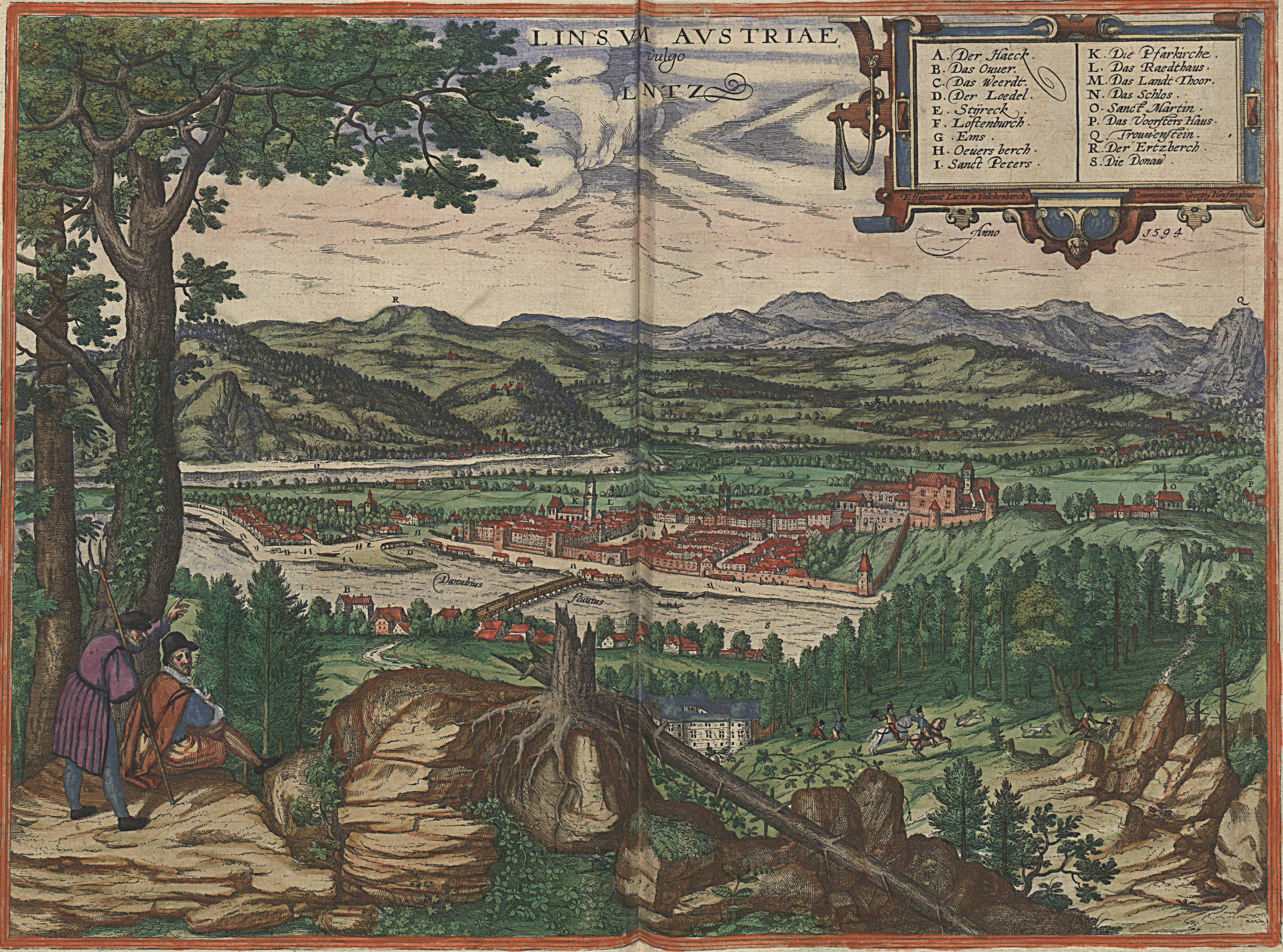
Linz anno 1594
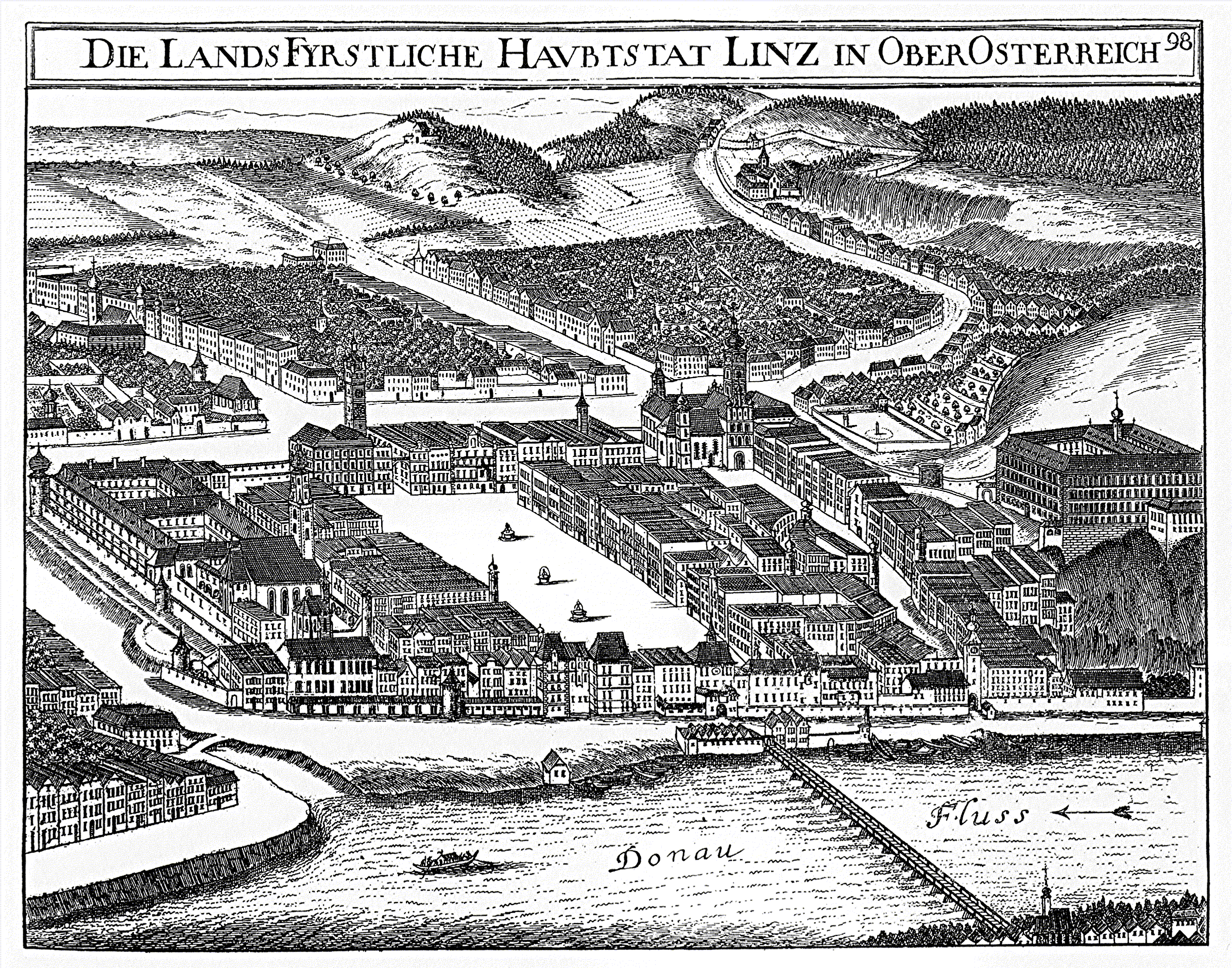
Ansicht um 1674. Kupferstich aus der Topographia Austriae superioris modernae
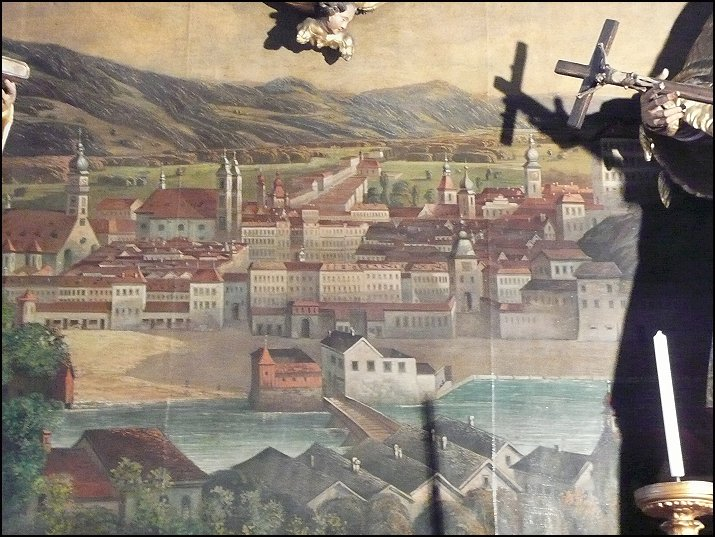
Stadtansicht (um 1694), Floriani-Altar der Stadtpfarrkirche
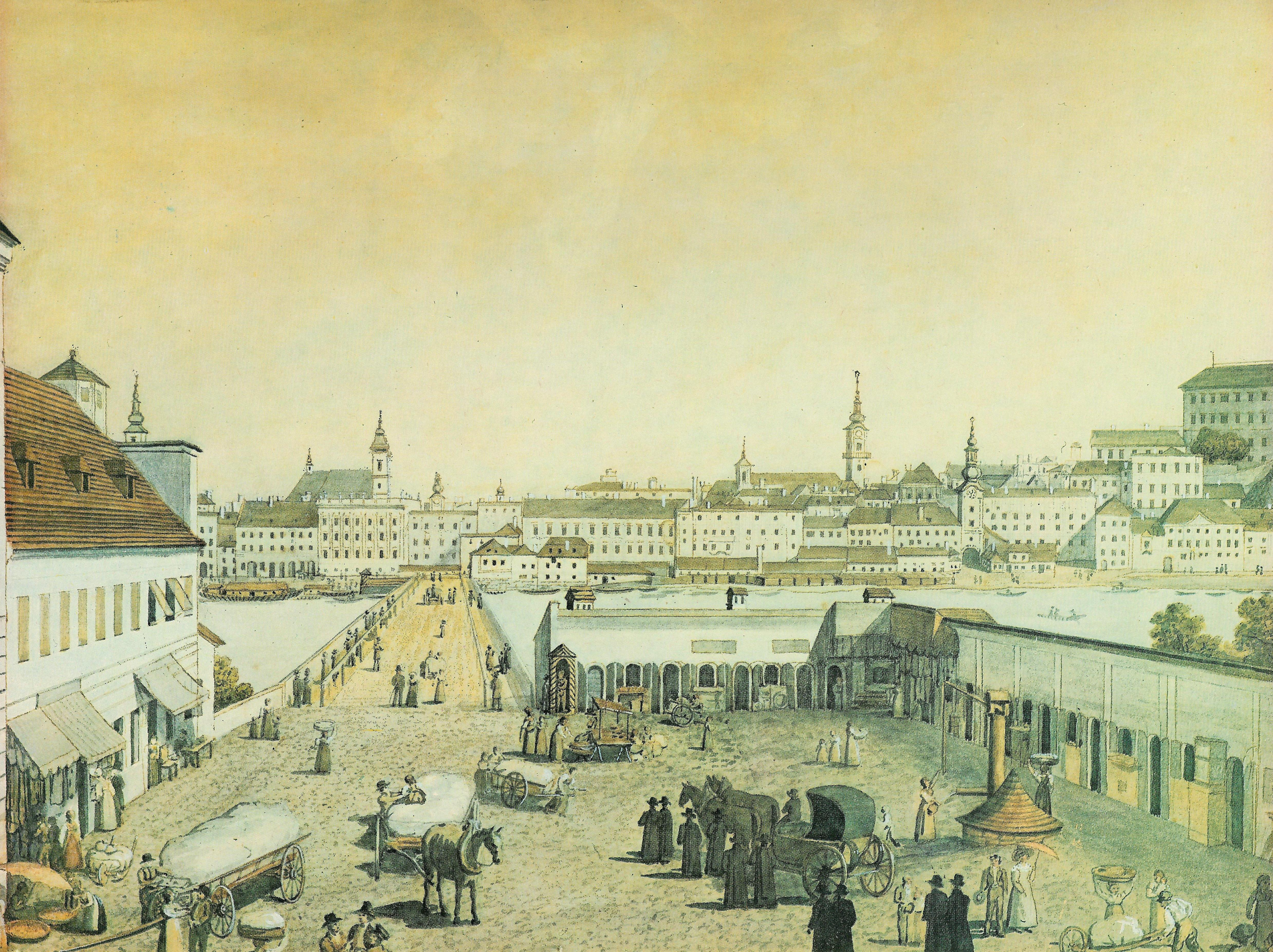
Blick vom „Platzl“ in Urfahr nach Linz (um 1830)

### Erste Republik
Nach dem Ende des Ersten Weltkrieges und der Ausrufung der Republik bestand in Linz – wie in vielen Orten – eine revolutionäre Stimmung, die sich auch in Demonstrationen und Plünderungen äußerte. Im Februar 1919 und im Mai 1920 wurde in der Stadt nach gewaltsamen Ausschreitungen das Standrecht verhängt.
Im Unterschied zum Land Oberösterreich, wo die Christlichsoziale Partei in der Republik wie in der Monarchie über die absolute Mehrheit verfügte, brachte in der Stadt Linz die erste Gemeinderatswahl 1919 nach dem allgemeinen und gleichen Wahlrecht eine politische Umwälzung: Aus der Zweidrittelmehrheit der Deutschnationalen wurde eine absolute Mehrheit der Sozialdemokratischen Arbeiterpartei Österreichs.

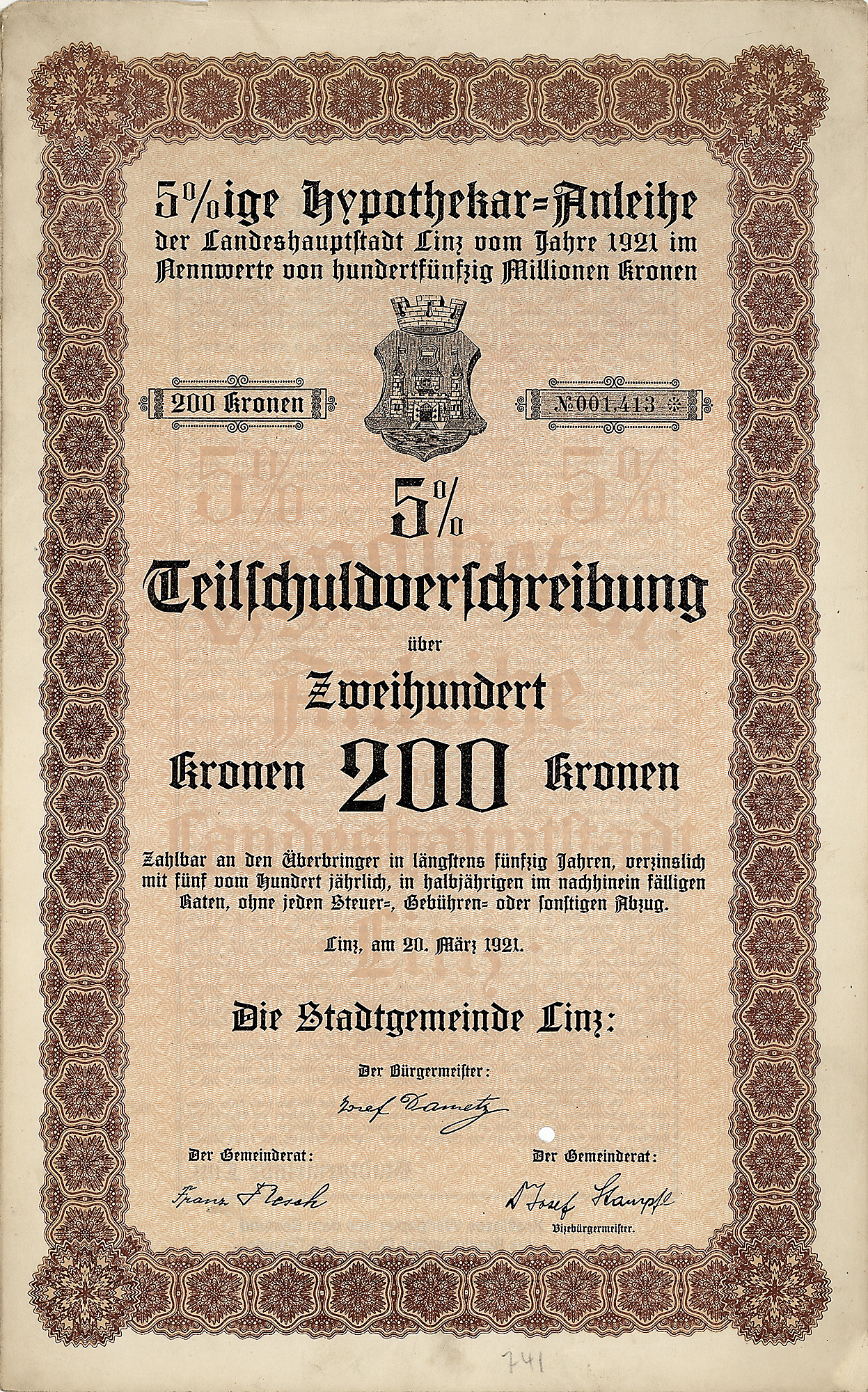
Anleihe über 200 Kronen der Landeshauptstadt Linz vom 20. März 1921

Während der demokratischen Phase der Ersten Republik entwickelte sich Linz zur Großstadt: Durch Zuwanderungen und durch Eingemeindungen wurde 1923 die 100.000-Einwohner-Marke überschritten. Mit der 1919 realisierten Vereinigung mit der Stadt Urfahr dehnte sich das Linzer Stadtgebiet auch nördlich der Donau aus. Damit musste unter wirtschaftlich schwierigsten Rahmenbedingungen die Infrastruktur vergrößert werden: die soziale Fürsorge wurde durch neue Mutterberatungsstellen, Kindergärten und verstärkte Jugendfürsorge erweitert, der städtische Wirtschaftshof zum zentralen Unternehmen für Müllabfuhr und Transport sowie als Materialbeschaffungsstelle ausgebaut. Weiters stand der städtische Wohnbau im Mittelpunkt, die überaus große Wohnungsnot konnte jedoch nicht gelöst werden. Trotz des Willens zur Zusammenarbeit traten hier die prinzipiellen Unterschiede zwischen den politischen Parteien zutage: Die bürgerlichen Parteien wollten den Siedlungswohnbau forcieren und lehnten die größeren Wohnbauten als „Zinskasernen“ ab. Sie sahen in den städtischen Betrieben eine unerwünschte Konkurrenz für die private Wirtschaft, während die Sozialdemokraten auf den städtischen Unternehmungen für die Bekämpfung der Arbeitslosigkeit und als Preisregulator bestanden.
1921 kam es zur Ausgabe einer Anleihe von 150 Mio. Kronen, die zur Finanzierung der Wasserwerksvergrößerung, des Stadtbades, dem Ausbau des Ziegelwerkes, der Vergrößerung der Gaswerke, dem Bau der Lokalbahn Linz-Leonfelden und der Ausgestaltung der Lokalbahn Linz-Eferding sowie der Hafen- und Industriegleisanlagen diente.
Während der Ersten Republik verband das Bekenntnis zur Demokratie und die Bereitschaft zur Zusammenarbeit Christlichsoziale, Sozialdemokraten und Großdeutsche in Linz trotz der unterschiedlichen Ideologien und Auffassungen bis 1933. Danach war durch die innen- wie außenpolitischen Entwicklungen auch in Linz die Zusammenarbeit in Sachfragen nachhaltig gestört.

### Februarkämpfe 1934
Als Folge der sich verschärfenden Konflikte zwischen den weltanschaulichen Lagern in der Ersten Republik und des antidemokratischen Kurses der Bundesregierung unter Engelbert Dollfuß ist der Österreichische Bürgerkrieg zu sehen. Seinen Ausgang nahm er in Linz bei einer Waffensuche in der Parteizentrale der Sozialdemokratischen Arbeiterpartei. Dem ging ein Schreiben des Linzer Schutzbundführers Richard Bernaschek und weiterer Funktionäre an den Parteivorstand in Wien vom 11. Februar 1934 voraus. Hierin wurde für den Fall weiterer Verhaftungen von Schutzbündlern oder Waffensuchern Widerstand angekündigt. Der Brief kam spätabends in Wien an. Otto Bauer gab telefonisch die Weisung, nichts ohne Zustimmung der Parteispitze zu unternehmen. Das Telefonat wurde jedoch abgehört. Die Polizei wusste also von Bernascheks Willen zum Widerstand, als sie am 12. Februar gegen sieben Uhr mit einer Waffensuche im Hotel Schiff, der sozialdemokratischen Parteizentrale an der Landstraße, begann. Von Bernaschek wurde noch vor seiner Verhaftung der Republikanische Schutzbund alarmiert und das Signal zum Aufstand gegeben. Die Schutzbundbesatzung im Hotel Schiff lieferte sich bis zum Mittag Kämpfe mit der eindringenden Exekutive und dem zur Hilfe gerufenen Bundesheer. Weitere Zentren der Kampfhandlungen in Linz waren die Eisenhandkreuzung, die Diesterwegschule, die Dorfhalle, das Parkbad und die Eisenbahnbrücke, in Urfahr der Spatzenbauer und am Freinberg der Jägermayrhof. Ein besonders folgenreicher Zwischenfall ereignete sich am Polygonplatz (heute Bulgariplatz): Ein Taxi mit vier Bundesheerangehörigen fuhr auf die Stellung des Schutzbundes zu, im anschließenden Feuergefecht wurden unter bis heute nicht restlos geklärten Umständen drei Soldaten getötet. Ein Standgericht fällte drei Todesurteile gegen die daran beteiligten Schutzbündler, wobei allein jenes über den Arbeitersamariter Anton Bulgari am 22. Februar vollstreckt wurde.
Mit Tagesanbruch des 13. Februar gab der Schutzbund die letzten noch bestehenden Straßenblockaden und Besetzungen in Linz auf. Die Kämpfe hatten in Linz mindestens 27 Todesopfer gefordert: vier Zivilisten, acht Schutzbundangehörige und 15 Gefallene auf Seiten der Exekutive. Auf Seiten des Schutzbundes wurden jedoch Verletzte und Tote aus Furcht vor Repressalien durch die Behörden verheimlicht, so dass genaue Angaben über Verwundete und Getötete nicht möglich sind.

### Ständestaat
Noch am 12. Februar 1934 wurde die Sozialdemokratische Partei verboten und wurden deren Vorfeldorganisationen zerschlagen. In Linz wurde ein Regierungskommissär eingesetzt und ab November 1934 ein Gemeindetag primär aus Christlichsozialen und Heimwehrvertretern bestellt. Es kam zu einem radikalen Personalwechsel in der städtischen Verwaltung, die kommunalen Betriebe mussten zum Teil ihre Tätigkeit einschränken bzw. wurden verkauft. Auch symbolisch versuchte sich der Ständestaat zu verankern: Straßen wurden umbenannt und Denkmäler für die auf Regierungsseite am 12. Februar 1934 Gefallenen errichtet. Der Kult um den am 25. Juli 1934 bei einem nationalsozialistischen Putschversuch getöteten Bundeskanzler Dollfuß fand auch in Linz Resonanz, unter anderem mit der Umbenennung der Diesterwegschule in „Dollfußschule“. Darüber hinaus sollte das kulturelle Leben entsprechend den ideologischen Positionen neu gestaltet werden.

### Anschluss und Zeit des Nationalsozialismus

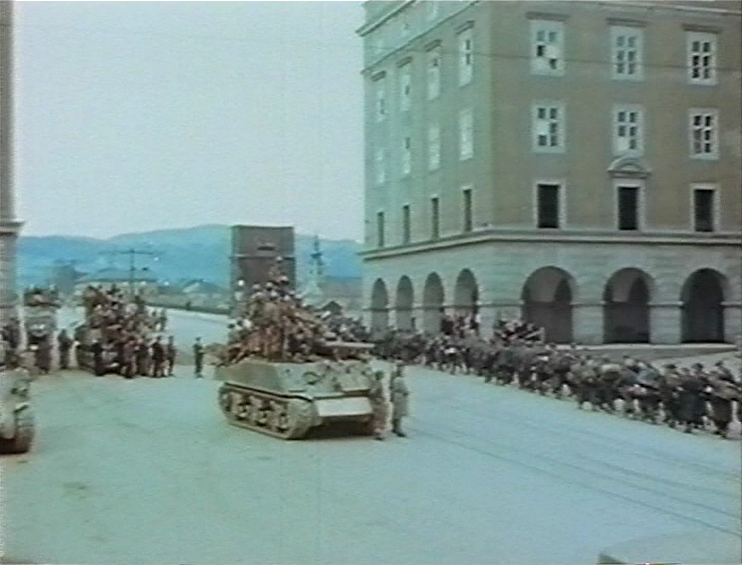
Der Hauptplatz nach der Ankunft der Amerikaner – Blick auf die Nibelungenbrücke, Glasscheiben mit Karton geflickt.

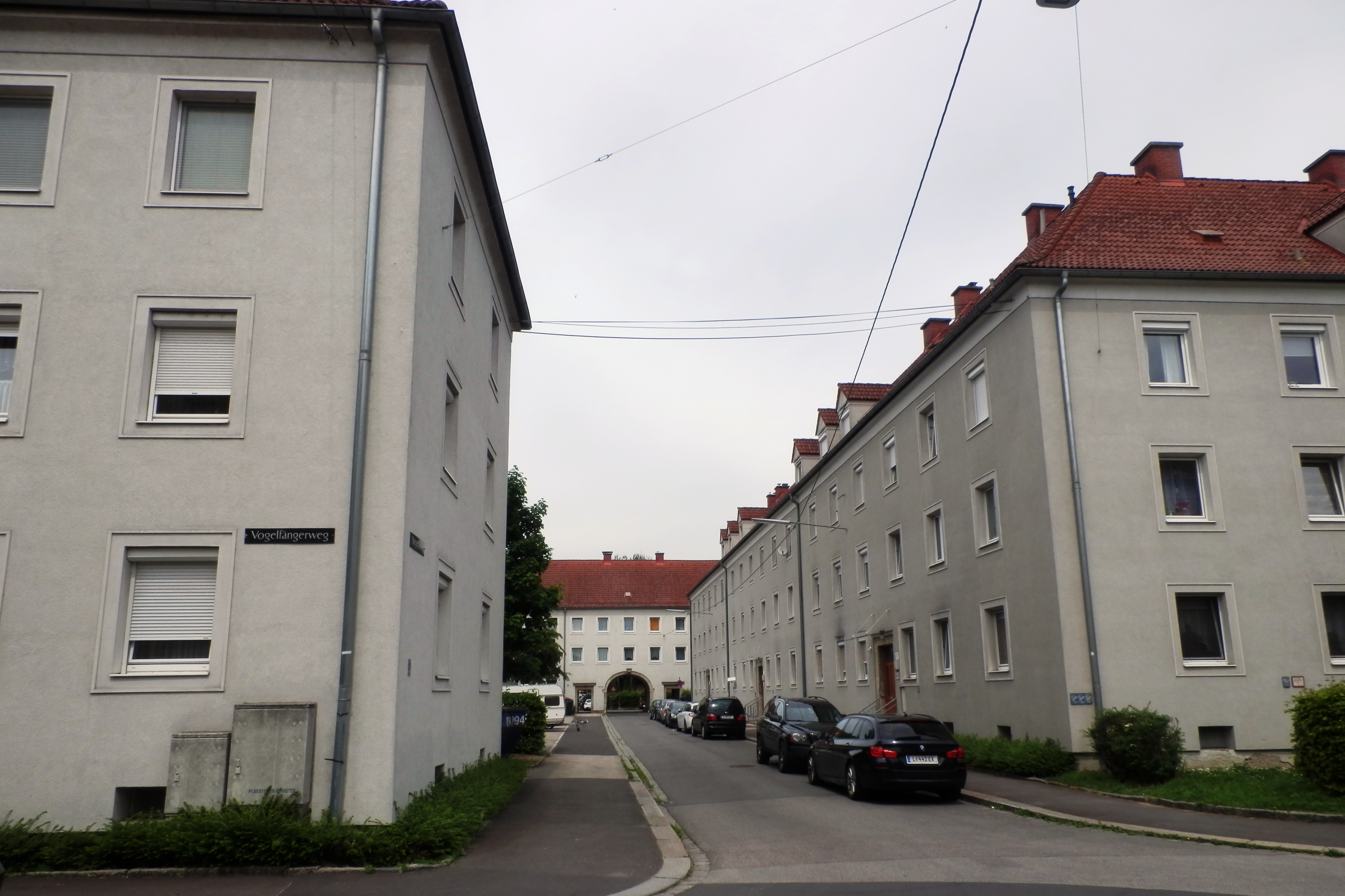
Zahlreiche Wohnsiedlungen („Hitlerbauten“) und ganze Stadtteile wurden in der NS-Zeit errichtet, wie z. B. hier die Neue Heimat (Negrelliweg/Vogelfängerweg; 2017)

Mit dem Einmarsch der deutschen Truppen am 12. März 1938 trat Adolf Hitler von seiner Geburtsstadt Braunau eine „Triumphfahrt“ nach Wien an und sprach in Linz erstmals als Reichskanzler auf österreichischem Boden. Erst hier entschloss er sich angesichts des Jubels in der Bevölkerung und der zurückhaltenden Reaktionen des Auslands, den Anschluss Österreichs an das Deutsche Reich sofort und vollständig zu vollziehen. Auf Grund seiner emotionalen Verbindung zu Linz übernahm Hitler noch an diesem Tag die „Patenschaft“ über Linz (das auch zu einer der fünf Führerstädte wurde) und versprach Investitionen des Reichs.
Am 13. März 1938 unterzeichnete Hitler im Hotel Weinzinger das Anschlussgesetz.
Hitler, der in Linz die Schule besucht hatte, beabsichtigte, hier einmal seinen Ruhestand zu verbringen. Daher hatte er der Stadt eine herausragende wirtschaftliche und kulturelle Rolle im Reich zugedacht. Zu den Ausbauplänen gehörten eine Prachtstraße mit Prunkbauten wie Oper, Theater und Galerien, besonders aber das „Führermuseum“, das die weltweit größte Kunst- und Gemäldegalerie beherbergen sollte. Für diese Sammlung wurden im Rahmen des „Sonderauftrags Linz“ in den Museen der besetzten Länder entsprechende Kunstwerke geraubt (siehe auch: Architektur im Nationalsozialismus). Darüber hinaus sollte Linz zu einem Industrie- und Verwaltungszentrum für die Nationalsozialistische Deutsche Arbeiterpartei (NSDAP) und ihre Teilorganisationen mit überdimensionierten Verwaltungsgebäuden ausgebaut werden. Dies hätte auf Linzer als auch auf Urfahrer Seite großflächige Schleifungen des historischen Baubestandes bedeutet. Die von Albert Speer forcierten Pläne wurden, von wenigen Ausnahmen wie der Nibelungenbrücke, den Brückenkopfgebäuden und dem heutigen Heinrich-Gleißner-Haus abgesehen, nicht umgesetzt.
Bei dem Ausbau der bestehenden Industrie ist vor allem die Umstrukturierung auf Großbetriebe im metallurgischen und chemischen Bereich zu nennen. Mit dem ab 1938 in der Zeit des Nationalsozialismus errichteten Stahl- und Rüstungsbetrieb Reichswerke AG für Erzbergbau und Eisenhütten „Hermann Göring“ Linz sowie den Stickstoffwerken Ostmark wurde der Grundstein für die spätere VÖEST und all ihre Nachfolgeunternehmen sowie für die Linzer Chemieindustrie gelegt. Für die Errichtung der Werksgelände und für den Bau des zugleich dort vorgesehenen Hafens wurden die Bewohner von St. Peter-Zizlau abgesiedelt und die Gebäude geschleift.
1941–1943 wurde die Bahnstrecke nach Gusen mitsamt einer Donaubrücke nächst der zwei Großindustriebetriebe hinüber nach Steyregg als Abzweigung von der Westbahn errichtet. In Gusen lagen mehrere Konzentrationslager, mit der unterirdischen Produktion großer Teile von Messerschmitt-Flugzeugen. Indizien aus 2019 sprechen auch für den Bau der Rakete V2 und für Forschung an der Kernspaltung.
In den genannten Industriebetrieben kamen neben Kriegsgefangenen und Fremdarbeitern auch Häftlinge des KZ Mauthausen zum Einsatz.
Durch den Ausbau der Industrie, die damit verbundenen Umsiedlungen und den Zuzug von Arbeitskräften verschärfte sich der bereits bestehende Wohnraummangel. Als Abhilfe wurden ganze Stadtteile wie etwa am Bindermichl oder die „Neue Heimat“ mit großen Wohnanlagen, die bis heute das Erscheinungsbild dieser Stadtteile prägen, errichtet. Der Ausbau der nötigen Infrastruktur (Schulen, Kindergärten) unterblieb. Mit den zeitgleichen Eingemeindungen wurde das Stadtgebiet nahezu verdoppelt und erreichte die heute noch bestehende Ausdehnung.
Linz war aber auch ein Zentrum der Verfolgung: Im nahen Konzentrationslager Mauthausen sowie in dessen Nebenlagern kamen über 100.000 Menschen aus ganz Europa ums Leben. Es befanden sich drei Außenlager von Mauthausen sowie 77 Lager für Zwangsarbeiter auf Linzer Stadtgebiet. Die 600 Juden hatten Linz zu verlassen – 150 von ihnen wurden von den Nationalsozialisten ermordet. Hunderte Opfer der NS-Euthanasie gab es in der Linzer Heil- und Pflegeanstalt Niedernhart, dem heutigen Neuromed Campus, rund 600 Patienten wurden von dort in die Euthanasieanstalt Schloss Hartheim bei Linz verlegt. Zudem diente Niedernhart als Zwischenanstalt für Tausende Patienten anderer Psychiatrien, die zur Ermordung nach Hartheim gebracht wurden.
Letztlich hatten auch jene, die dem Regime aus Begeisterung oder erzwungener Loyalität gedient hatten, unter den Folgen nationalsozialistischer Politik zu leiden. In Linz wurde aus Propagandagründen die Errichtung von Luftschutzbauten für die Bevölkerung erst Ende 1943 forciert. Noch im November 1944 waren ganze Stadtviertel ohne sichere Deckung bei Luftangriffen. Über 1.600 Menschen starben bei den 22 Bombenangriffen zwischen Juli 1944 und April 1945 auf Linz, tausende Linzer verloren als Angehörige der Wehrmacht ihr Leben.
In Linz wurden in den Göring-Werken Panzer und im Bereich des Hafens U-Boote gebaut.
Am 4. und 5. Mai 1945 lag die Stadt unter amerikanischem Artilleriebeschuss und Gauleiter August Eigruber setzte sich ins südliche Oberösterreich ab. Auf den ursprünglichen Plan, die Stadt im Häuserkampf zu verteidigen, wurde verzichtet. Am 5. Mai um 11:07 Uhr trafen die ersten amerikanischen Panzer am Hauptplatz ein.

### Nachkriegszeit

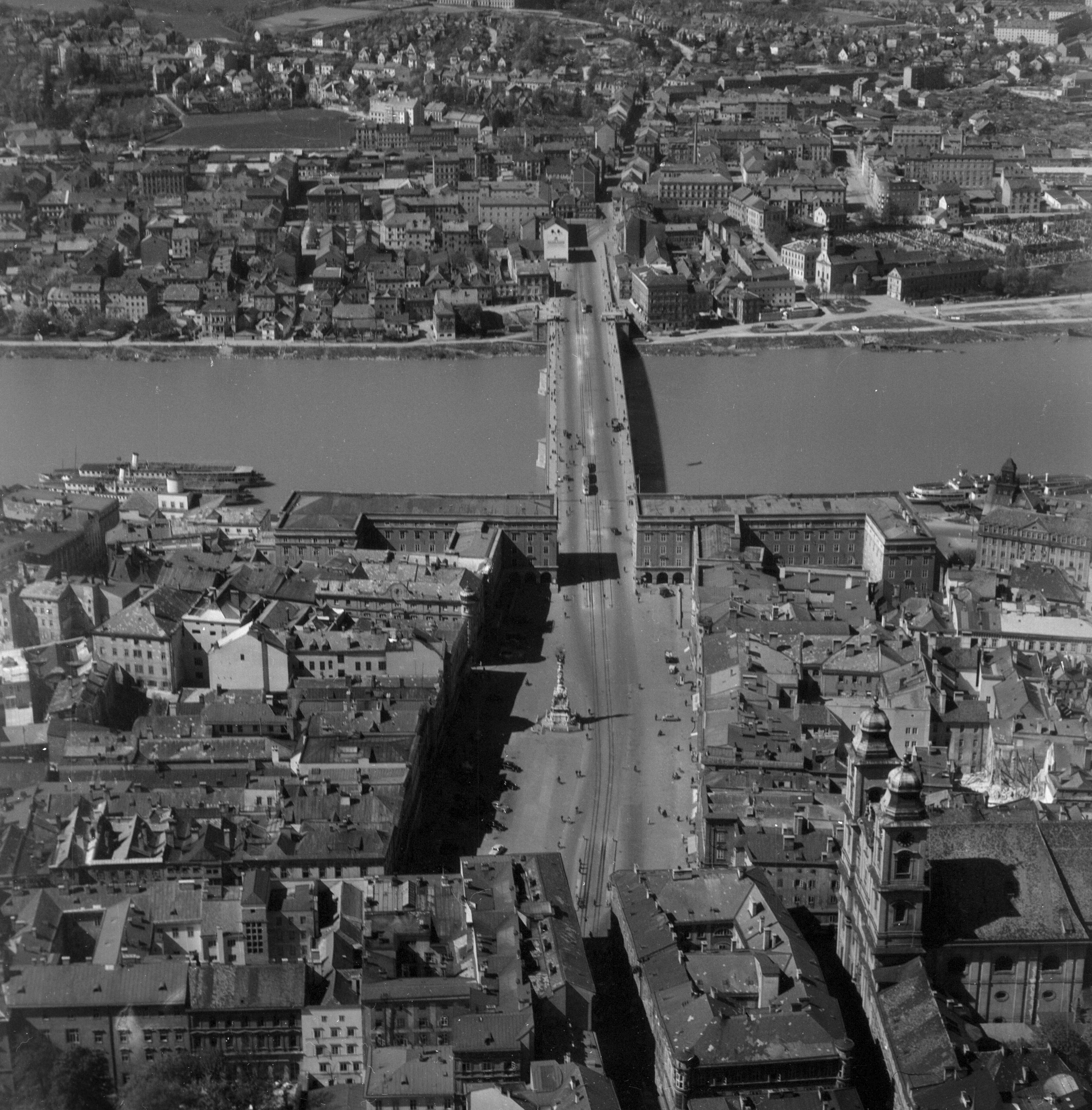
Luftbild der Innenstadt und von Urfahr aus dem Jahr 1951

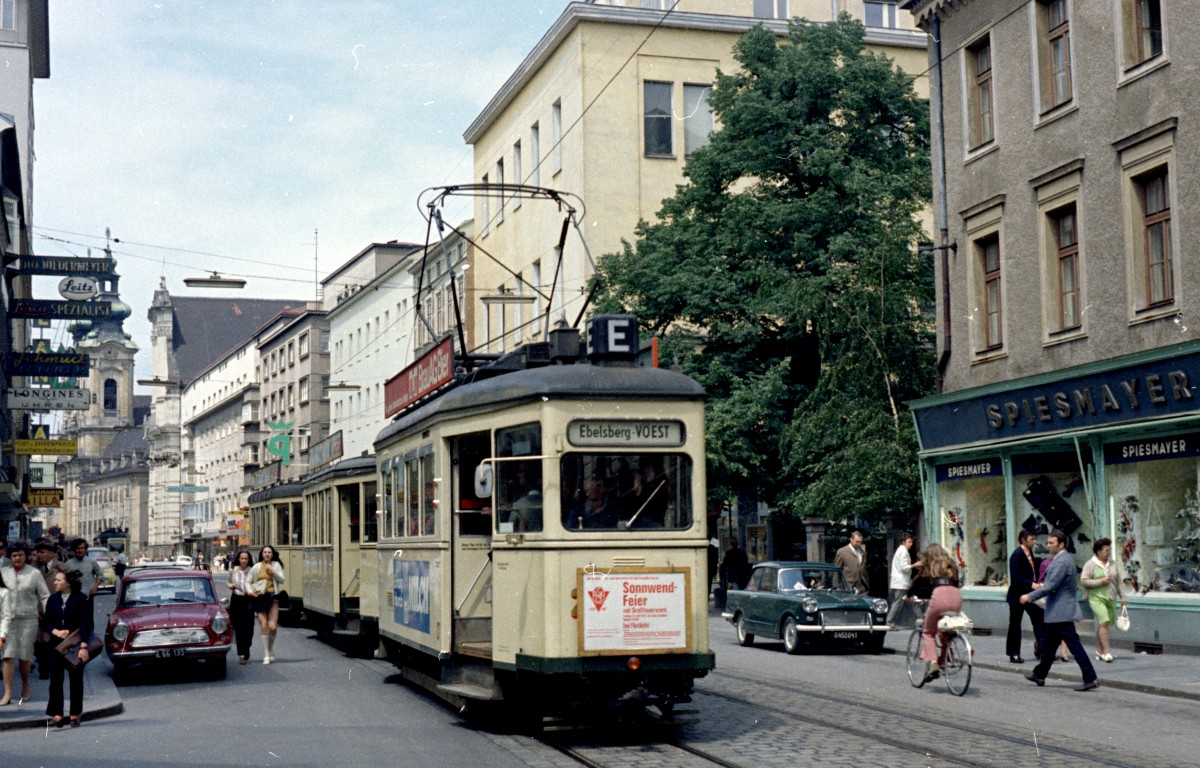
Die Landstraße Anfang der 1970er-Jahre, vor Errichtung der Fußgängerzone

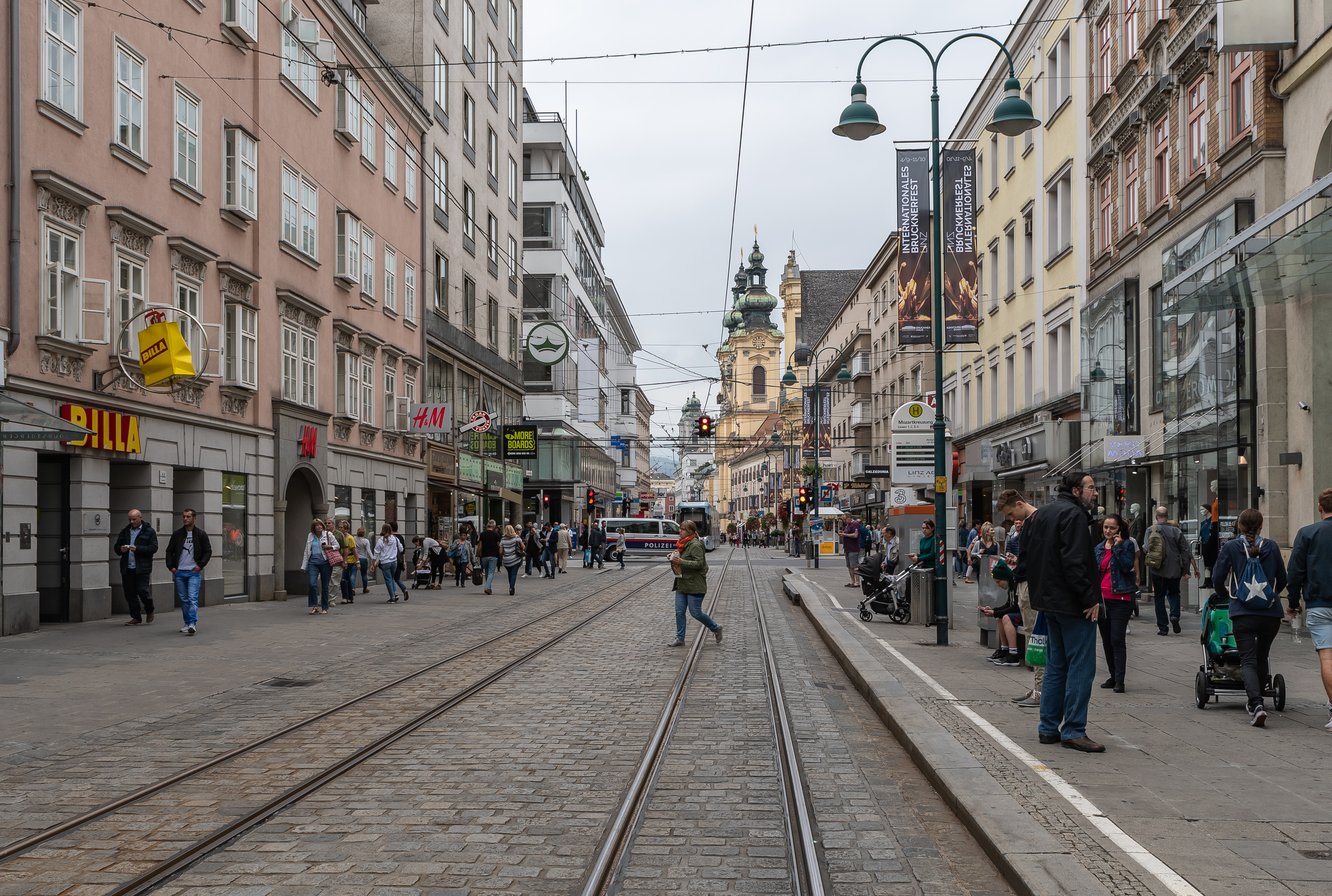
Die Landstraße vor der Mozartkreuzung (2019)

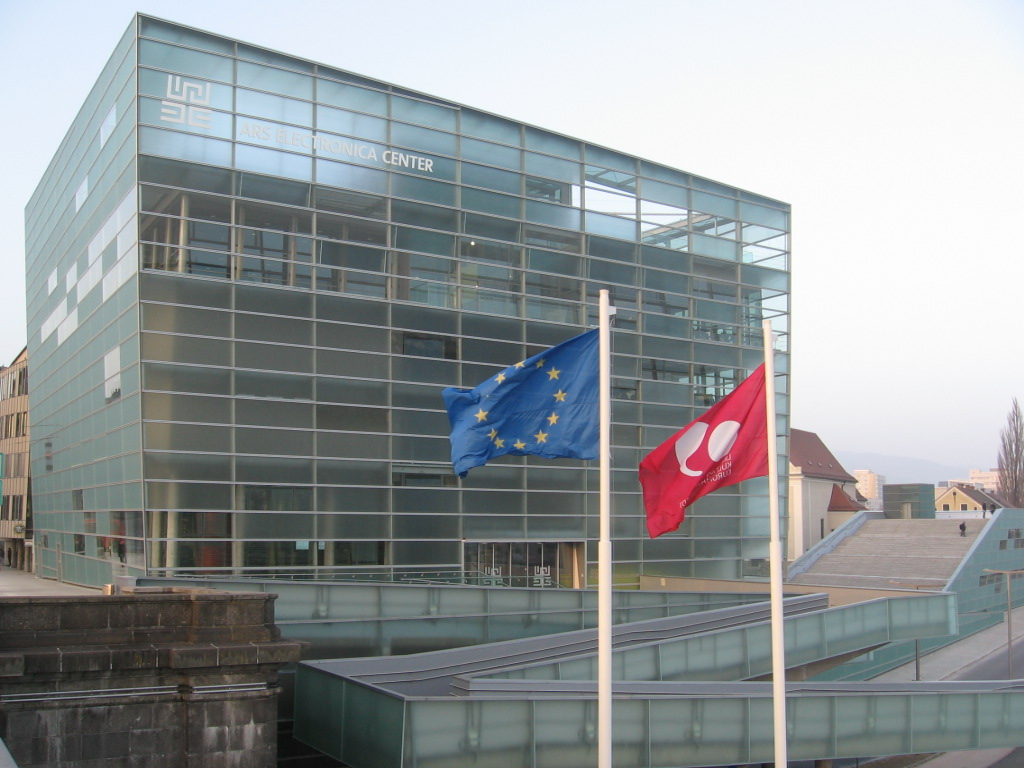
Von der Industrie- zur Kulturstadt: das am 2. Jänner 2009 wiedereröffnete Ars Electronica Center, das von Treusch architecture, Wien, umgebaut und erweitert wurde

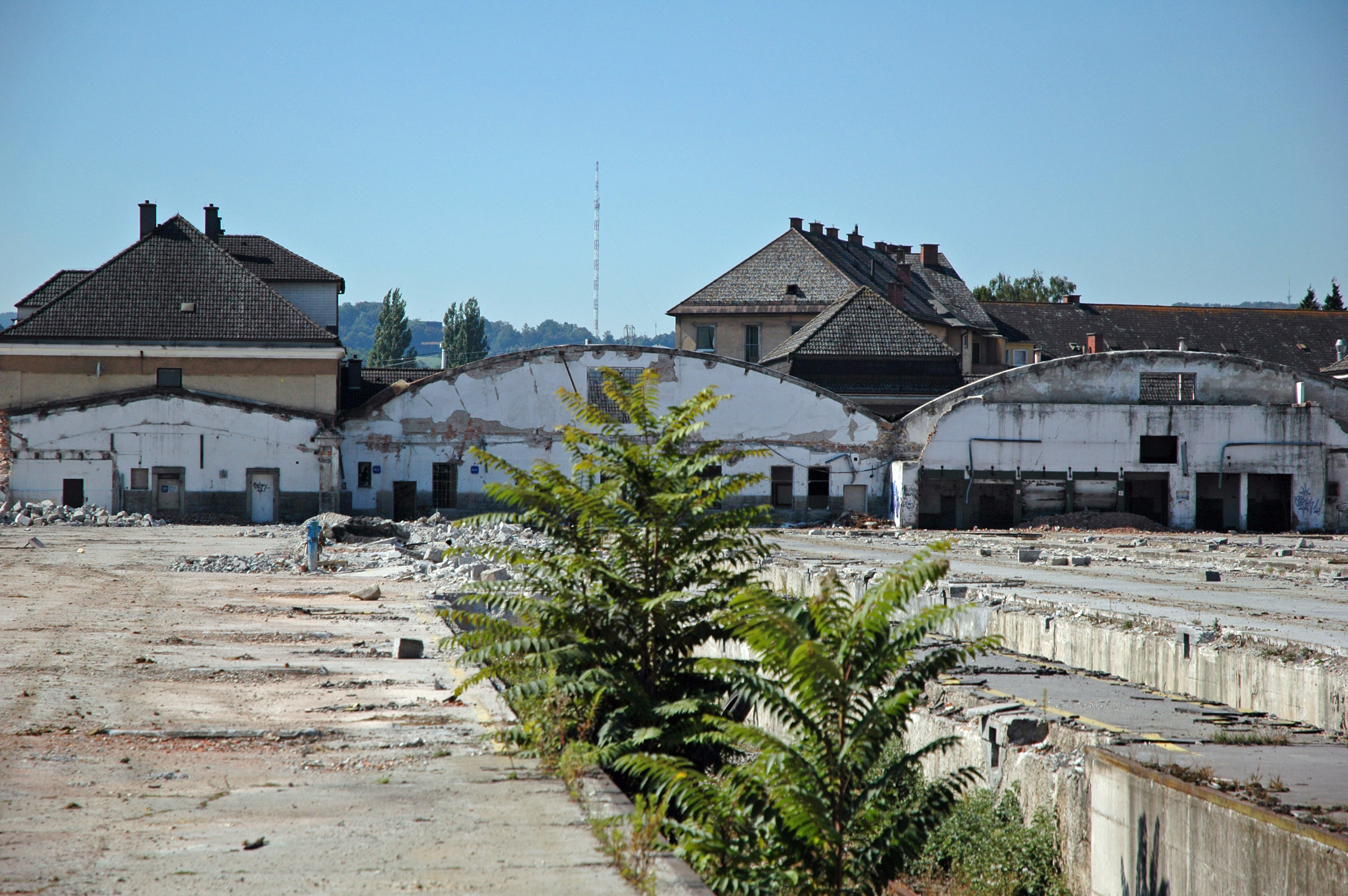
Am früheren Gelände des Frachtenbahnhofs (etwas südöstlich des Hauptbahnhofs) entsteht seit 2013 ein neuer Stadtteil

Von 1945 bis zum Ende der Besatzungszeit 1955 war Linz entlang der Donau geteilt. Der Norden (Urfahr) war sowjetisch besetzt, der Süden (Linz) von den US-Amerikanern.
1966 wurde Linz mit der „Hochschule für Sozial- und Wirtschaftswissenschaften“ zur Universitätsstadt, daraus entstand 1975 die Johannes Kepler Universität Linz. Von 1971 bis 1991 erreichte Linz seinen höchsten Einwohnerstand (siehe Abschnitt Bevölkerung). Bis Ende der 1970er Jahre wurden viele Wohnbauten errichtet, die heute als „Bausünden“ der damaligen Zeit bezeichnet werden. Innerhalb weniger Jahre entstanden in vielen Stadtteilen einfachste Hochhäuser zur Deckung der enormen Wohnungsnachfrage. In diesem Umfeld entstanden Projekte wie das Lentia 2000 und andere Wohnhausparks. Ab Ende der 1970er Jahre versuchte Linz, vom „Stahlstadt“-Image der grauen und schmutzigen Industriestadt wegzukommen. Umweltmaßnahmen und Auflagen für Industriebetriebe zur Verbesserung der Luftqualität wurden getroffen (siehe Abschnitt Ökologie und Umwelt), die Linz bis heute zu einer der saubersten Großstädte Österreichs machen.
Im Jahr 1974 wurde das Brucknerhaus an der Donaulände eröffnet, 1978 das Anton Bruckner Institut Linz (ABIL). Im Jahr 1979 rief die Stadtverwaltung die Ars Electronica, ein Festival für Computerkunst, ins Leben. Dieses Festival gehört inzwischen zu den wichtigsten und bedeutendsten seiner Art. Durch das Ars Electronica Center und das städtische Lentos Kunstmuseum für moderne Kunst (2003 eröffnet) wurde Linz auch als Kulturstadt bedeutend. Diese Bedeutung würdigte die Europäische Union durch die Wahl als Kulturhauptstadt Europas im Jahr 2009. Am Standort Blumauer Kreuzung, nahe dem Hauptbahnhof und an den Volksgarten angrenzend, wurde 2013 ein neues Musiktheater eröffnet.
Mit dem steigenden Wohlstand im Nachkriegsösterreich stieg der Wunsch vieler Familien nach einem „Haus im Grünen“. Dies hatte in den 1990er Jahren für Linz gravierende Folgen. Obwohl es 1990 rund 12.000 Wohnungssuchende gab, verlor Linz innerhalb von nur zehn Jahren rund 20.000 Einwohner an die Umlandgemeinden, da es auf dem Stadtgebiet kein geeignetes Wohnangebot gab. Seither versucht Linz, vielfach unterstützt vom Land Oberösterreich, sein Erscheinungsbild und seine Attraktivität zu verbessern. Dies geschieht zum einen durch Infrastrukturprojekte, wie dem Neubau des Hauptbahnhofs samt Entwicklung des umliegenden Bereichs zu einem Büroviertel mit Hochhäusern der ÖBB, der Energie AG und dem stadteigenen Wissensturm, wo seit 2007 die Volkshochschule und die Stadtbibliothek untergebracht sind. Weiters wurde das Straßenbahnnetz nach Süden hin erweitert und die Bus- und Straßenbahnflotte wird kontinuierlich erneuert. Maßnahmen zur Verbesserung der Lebensqualität waren die Unterflurlegung der Stadtautobahn am Bindermichl sowie der Neubau des Allgemeinen Krankenhauses, des Unfallkrankenhauses und der Wagner-Jauregg-Landesnervenklinik. Direkte Maßnahmen zur Erhöhung der Einwohnerzahl sind die verstärkte Wohnbautätigkeit. Mehrere große Wohnprojekte wurden seit Ende der 1990er Jahre verwirklicht: die solarCity Pichling, der Lenaupark und die Erschließung des Stadtgebiets im Süden. Die zwischen 1999 und 2005 errichteten 1.300 Wohnungen der Solar City gelten nicht nur als ein Vorreiterprojekt des sozialen Wohnbaus im 21. Jahrhundert, sondern zugleich auch als Beispiel für ökologisch durchdachtes Bauen.
Im Jahr 2007 wurde mit dem Bau von 1700 Wohnungen begonnen. Die meisten davon werden auf dem Gelände der ehemaligen Frauenklinik (415 Wohnungen) errichtet, 200 Wohneinheiten entstehen am Winterhafen. Auch der Süden der Stadt wird weiter ausgebaut, etwa mit dem Wohnprojekt am ehemaligen Tiefbaudepot Laskahof und der Traunausiedlung in Kleinmünchen. Der Bau eines neuen Stadtviertels am Gelände des ehemaligen Frachtenbahnhofs wurde Ende 2013 begonnen. Seit der letzten Volkszählung bis 2006 konnten somit 5.000 Einwohner zurück- oder neu gewonnen werden.

### Aufarbeitung der NS-Vergangenheit
Der Gemeinderat der Stadt Linz beschloss am 19. September 1996, die Zeit des Nationalsozialismus inklusive der Zeit vor 1938 und der Entnazifizierung nach 1945 durch das städtische Archiv umfassend wissenschaftlich aufarbeiten zu lassen. Linz war damit die erste Stadt in Österreich, die sich intensiv mit der eigenen nationalsozialistischen Vergangenheit auseinandersetzte. Bei der Endpräsentation im Mai 2001 konnte auf sieben wissenschaftliche Publikationen, Internetpräsentationen und zahlreiche Vorträge als Ergebnis des Projektes verwiesen werden.
Die Erinnerungskultur manifestiert sich auch in der Errichtung von Denkmälern und Gedenktafeln für Opfer des Nationalsozialismus. Besonders seit dem Jahr 1988 wurden zahlreiche Erinnerungsorte im öffentlichen Raum geschaffen. Auch Straßenumbenennungen oder Straßenneubenennungen spiegeln die Auseinandersetzung mit der NS-Vergangenheit wider: Wurden im Jahr 1945, unmittelbar nach Ende der NS-Diktatur, 39 Straßen in Linz umbenannt, so waren es zwischen 1946 und 1987 nur zwei. Seit 1988 wurden hingegen 17 neue Verkehrsflächen nach Opfern des Nationalsozialismus oder nach Widerstandskämpferinnen und Widerstandskämpfern benannt. In der jüngeren Vergangenheit erhielten mehrere NS-Opfer und Aktivisten gegen den Nationalsozialismus hohe Auszeichnungen der Stadt Linz wie zum Beispiel Simon Wiesenthal, der nach 1945 sein erstes jüdisches Dokumentationszentrum in Linz gegründet hatte.

## Bevölkerung

Einwohnerentwicklung von 1869 bis 2016

### Übersicht
Bei der Volkszählung des Jahres 1971 erreichte Linz einen erstmaligen Höchststand von 204.889 Einwohnern. Zeichneten sich die Nachkriegsjahre, allen voran das Jahr 1947, mit rund 3750 Geburten zu 2000 Todesfällen, durch enorme Geburtenüberschüsse aus, halbierte sich die Geburtenzahl ab 1962 von rund 3200 auf 1600 im Jahr 1979. Geburtendefizite gab es aber bereits 1970, wo die bis dahin stetig gestiegene Zahl der Todesfälle (von 2000 im Jahr 1947 auf 2500 im Jahr 1970) die Zahl der Geburten überholte. Die Todesfälle gingen zwar seither wieder zurück, auf rund 1.900 im Jahr 2004, doch stieg auch die Geburtenzahl, die 1979 ihren Tiefpunkt erreichte, nach einem Zwischenhoch 1993 (etwa 2000 Geburten) und einem Zwischentief 1999 (knapp 1700 Geburten), nur unregelmäßig und langsam wieder an. Gab es im Jahr 2001 fast genauso wenige wie 1999, stieg die Zahl seither stetig an, auf 1886 im Jahr 2005.
Linz ist die einzige Großstadt Österreichs, die – mit 157.000 Arbeitsplätzen – fast doppelt so viele Stellen aufweist wie die Stadtbevölkerung deckt. Dieser enorme Arbeitsplatzüberschuss bewirkt eine hohe Einpendlerrate aus dem Umland, mit enormen Verkehrsproblemen in der Stadt. In der Metropolregion Linz, leben laut Eurostat-Erhebung von 2016 rund 781.833 Menschen.
Südlich befinden sich zudem große Gewerbegebiete. Auch mehrere Einkaufszentren (etwa die PlusCity oder das Infra Center) in Linz und den Nachbargemeinden verschärfen die Verkehrsproblematik.
Stärker als andere österreichische Städte erlebte auch Linz in den letzten Jahrzehnten, besonders zwischen 1991 und 2001, große Bevölkerungseinbußen wegen der Übersiedelung vorwiegend von Familien in das Umland. Diese Abwanderungstendenz verstärkte sich durch gute Verkehrsanbindungen, wie die mehrmals ausgebaute West Autobahn A 1 und Mühlkreis Autobahn A 7 sowie der Linzer Lokalbahn (LILO), der Mühlkreisbahn, der Pyhrnbahn und der Summerauer Bahn, die rasche Verbindungen auch in größerer Distanz ermöglichen. Eine Gegenbewegung, wie sie seit 2001 in Wien, Graz oder Salzburg zu starken Bevölkerungsanstiegen geführt hat, war hier erst ab 2012 zu beobachten. Gegen Ende 2015 wurde die 200.000er-Marke bei der Einwohnerzahl wieder überschritten.
Am 1. Jänner 2024 hatte Linz 211 944 Einwohner und Einwohnerinnen.

### Religion
Gemäß der Volkszählung von 2001 verteilt sich die Religionszugehörigkeit wie folgt:
- 60,9 % römisch-katholisch
- 21,6 % konfessionslos
- 06,7 % islamisch
- 04,4 % evangelisch
- 02,5 % christlich-orthodox
- 03,9 % andere Religionen

Von 1867 (Religionspatent) bis 1938 bestand nach Zuwanderung aus dem Raum Nürnberg, Böhmen und Mähren eine kleine Israelitische Kultusgemeinde Linz, die in den 1920er Jahren am Höchststand knapp 1.000 Mitglieder zählte – die Mehrheit davon lebte im Stadtteil Urfahr. Im Jahr 1877 errichtete die junge Gemeinde die Linzer Synagoge. Bereits zu Beginn der 1930er Jahre setzte angesichts des wachsenden Antisemitismus die Emigration ein. Ab dem Anschluss 1938 setzte die organisierte Vertreibung und Ermordung ein, jüdisches Eigentum wurde arisiert. In der Reichspogromnacht 1938 wurde die Synagoge zerstört. Auf dem Grundstück wurde 1968 eine neue Synagoge eröffnet. Heute zählt die jüdische Gemeinde Linz weniger als 100 Angehörige.
Zu den christlichen Sakralbauten zählen der Neue Dom, der Alte Dom, die Stadtpfarrkirche, die Wallfahrtsbasilika Pöstlingberg, die besonders alte Martinskirche.
Bedeutende römisch-katholische Einrichtungen der Stadt sind die Katholisch-Theologische Privatuniversität Linz und der Bischofssitz der Diözese Linz.
In Linz bestehen mehrere römisch-katholische und evangelisch-lutherische (AB) Gemeinden. Daneben gibt es eine evangelisch-reformierte (HB) und eine altkatholische Gemeinde. Freikirchen und andere Gemeinschaften sind die Baptisten, die Evangelikalen, die Mennoniten, die Methodisten, die Adventisten oder die Neuapostolische Kirche.
Die islamische Glaubensgemeinschaft arbeitet an der Verwirklichung eines Kulturzentrums im Süden der Stadt, das neben einem Betraum auch islamische Vereine, Sozial- und Kultureinrichtungen beherbergen soll.
Serbische Auswanderer gründeten die Serbisch-orthodoxe Kirche Linz, rumänische evangelische Christen die inzwischen zur Pfingstbewegung gehörende Hoffnungskirche.

## Politik

### Kurzgeschichte

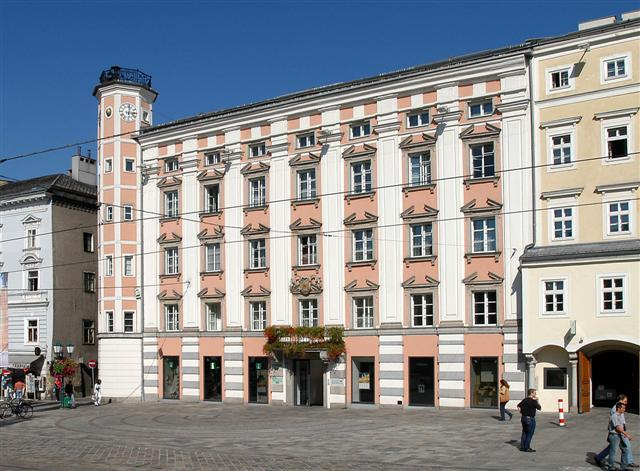
Altes Rathaus, Hauptplatz 1, Sitz des Bürgermeisters (2002)

Die ersten Gemeinderatswahlen konnten in Linz, wie auch im restlichen Österreich, erst nach der Märzrevolution von 1848 abgehalten werden. Bis ins 20. Jahrhundert war das Wahlrecht nur einem kleinen, wohlhabenden Teil der Bevölkerung, vorbehalten. Alle drei Jahre waren Gemeinderatswahlen vorgesehen. Die so gewählten Gemeinderäte wählten dann wiederum den Bürgermeister. Ab 1875 wurde zusätzlich ein Vizebürgermeister bestimmt.
Im Jahr 1867 wurden anlässlich des österreichisch-ungarischen Ausgleichs erstmals die Grundrechte der Staatsbürger festgeschrieben und ein Vereinsgesetz verabschiedet, das in weiterer Folge die Gründung von politischen Parteien ermöglichte. Der katholische Volksverein konnte zwar schon 1848 gegründet werden, wurde aber erst 1869/70 unter der Führung des Linzer Bischofs Franz Josef Rudigier politisch aktiv. Der Volksverein wurde als Massenpartei angelegt und zählte oberösterreichweit schon bald viele Mitglieder. Im Jahr 1884 erreichte der Verein im Landtag erstmals die Mehrheit, während man innerhalb der Stadt Linz deutlich davon entfernt blieb.
Der 1869 von Karl Wiser gegründete und geführte liberal-politische Verein war erfolgreicher. Die Anhänger der Revolution von 1848 wurden immer weniger, da jüngere Generationen andere Ansichten pflegten. Das führte dazu, dass die liberale Partei zunehmend nationalistischer wurde, sodass die Partei 1885 zum Deutschen Verein umbenannt wurde. Im Jahr 1888 gründete Carl Beurle den Deutschnationalen Verein für Oberösterreich und Salzburg, der bald auch im Linzer Gemeinderat vertreten war. Die beiden Parteien schlossen sich 1897 zum Deutschen Volksverein zusammen.
Die Arbeiterschaft konnte sich erst gegen Ende des 19. Jahrhunderts in Parteien organisieren, da das politische Treiben von kaiserlichen Behörden überwacht wurde. Zwar entstanden bereits ab 1868 Arbeitervereine, doch wurden diese 1877 behördlich aufgelöst. Im Bemühen um die Arbeiterschaft gegen Ende des 19. Jahrhunderts wurde ein christlicher Arbeiterverein gegründet, der 1907 mit der christlichsozialen Partei vereinigt wurde. Im Jahr 1891 wurde in Linz die Landesparteiorganisation der Sozialdemokraten unter maßgeblicher Beteiligung von Anton Weiguny gegründet. Ein dichtes Netz an Basisorganisationen bildete sich und mit der Ausweitung des Wahlrechts nach der Jahrhundertwende stiegen die Sozialdemokraten auch in Linz zur Massenpartei auf. Im Jahr 1905 erfolgte erstmals der Einzug in den Gemeinderat.

### Stadtsenat
Im Stadtsenat vertretene Parteien mit Anzahl ihrer Abgeordneten:
- 4 SPÖ
- 2 ÖVP
- 1 Die Grünen
- 1 FPÖ

### Gemeinderat und Bürgermeister
Bis 1877 war der Linzer Gemeinderat stark von Liberalen, Anhänger der Revolution von 1848, geprägt. Danach gewannen konservative Parteien zunehmend an Einfluss. Bis 1900 wurden die Bürgermeister jedoch weiterhin von den Liberalen, die ab 1885 aufgrund des aufkommenden Gesinnungswechsels im gesamten deutschsprachigen Teil der Monarchie zum nationalbewussten Deutschen Verein wurden, gestellt. Im Jahr 1900 wurde mit Gustav Eder erstmals ein deutschnationaler Bürgermeister gewählt. Auch sein Nachfolger Franz Dinghofer, der von 1907 bis 1918 regierte, gehörte der deutschnationalen Partei an, die in Linz stärker als anderswo vertreten war.
Von 2013 bis zu seinem am 23. August 2024 angekündigten Rücktritt per 2. September 2024 war Klaus Luger, SPÖ, Bürgermeister von Linz. Die drei Linzer Vizebürgermeister waren ab 2015 Detlef Wimmer (FPÖ) und Bernhard Baier (ÖVP) sowie seit 2017 Karin Hörzing (SPÖ), die am 2. September 2024 das Bürgermeisteramt von Luger interimistisch übernahm. Mit 7. März 2019 schied Wimmer aus der Linzer Stadtregierung aus, als Vizebürgermeister folgte ihm der bisherige Stadtrat Markus Hein nach. Neuer Stadtrat wurde Michael Raml. Im Oktober 2021 schied Hein aus der Politik aus.
Am 26. September 2024 wurde Stadtrat Dietmar Prammer anstelle von Karin Hörzing erster Vizebürgermeister, der damit bis zur Wahl eines neuen Bürgermeisters am 12. Jänner 2025 die Geschäftsführung übernahm. Bei der Stichwahl am 26. Jänner 2025 wurde Dietmar Prammer gemäß vorläufigem Endergebnis mit 77,1 %der abgegebenen Stimmen zum neuen Linzer Bürgermeister gewählt.
Für frühere Bürgermeister siehe die Liste der Bürgermeister von Linz.
Im Gemeinderat aufgrund der Wahl vom September 2021 vertretene Parteien:
- SPÖ (22)
- FPÖ (9)
- ÖVP (11)
- Die Grünen (10)
- NEOS (2)
- KPÖ (2)
- LINZ+ (2)
- MFG (2)
- WANDEL (1)

### Städtepartnerschaften
Die Stadt Linz listet folgende Partnerstädte auf:
| Stadt                                      | Land                    | seit                                   | Typ                    |
| ------------------------------------------ | ----------------------- | -------------------------------------- | ---------------------- |
| Albufeira                                  | Portugal                | 2008                                   | Partnerstadt           |
| Brașov                                     | Rumänien                | 2012                                   | Partnerstadt           |
| Budweis                                    | Tschechien              | 1987                                   | Partnerstadt           |
| Berliner Bezirk Charlottenburg-Wilmersdorf | Deutschland             | 2001 (Bezirk Charlottenburg seit 1995) | Partnerstadt           |
| Chengdu                                    | Volksrepublik China     | 1983                                   | Partnerstadt           |
| Dodoma                                     | Tansania                | 2019                                   | Partnerstadt           |
| Dunaújváros                                | Ungarn                  |                                        | Partnerschaft          |
| Eskişehir                                  | Türkei                  | 2012                                   | Partnerstadt           |
| Gabès                                      | Tunesien                | 1977 (beendet 2016)                    | ehemalige Partnerstadt |
| Gwangyang                                  | Südkorea                | 1991                                   | Partnerstadt           |
| Halle (Saale)                              | Deutschland             | 1975                                   | Partnerstadt           |
| Kansas City                                | Vereinigte Staaten      | 1988                                   | Partnerstadt           |
| Kastrytschnizki Rayon, Minsk               | Belarus                 |                                        | Freundschaftsstadt     |
| Linköping                                  | Schweden                | 1995                                   | Partnerstadt           |
| Linz am Rhein                              | Deutschland             | 1920 (erneuert 1987)                   | Partnerstadt           |
| Lom                                        | Bulgarien               |                                        | Partnerschaft          |
| Modena                                     | Italien                 | 1992                                   | Partnerstadt           |
| Nasushiobara                               | Japan                   | 2016                                   | Partnerstadt           |
| Nischni Nowgorod                           | Russland                | 1993                                   | Partnerstadt           |
| Norrköping                                 | Schweden                | 1995                                   | Partnerstadt           |
| Passau                                     | Deutschland             |                                        | Freundschaftsstadt     |
| San Carlos                                 | Nicaragua               | 1988                                   | Partnerstadt           |
| Saporischschja (Zaporižžja, Saporoshje)    | Ukraine                 | 1983                                   | Partnerstadt           |
| Tampere                                    | Finnland                | 1995                                   | Partnerstadt           |
| Tuzla                                      | Bosnien und Herzegowina | 2014                                   | Partnerstadt           |
| Ulm                                        | Deutschland             |                                        | Partnerschaft          |
| Podujeva                                   | Kosovo                  | 2021                                   | Partnerschaft          |

### Stadtwappen

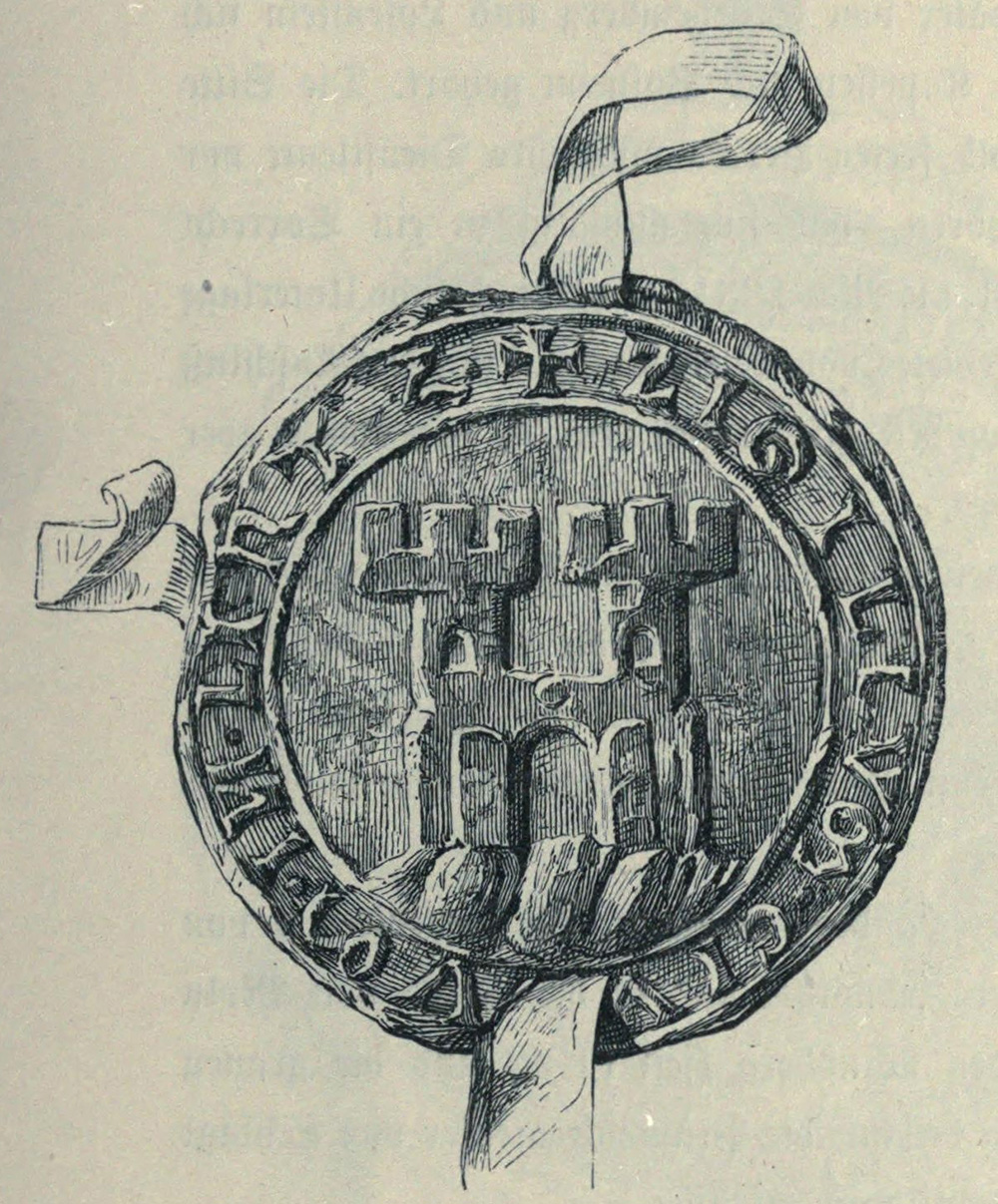
Stadtsiegel von 1275 (Nachzeichnung)

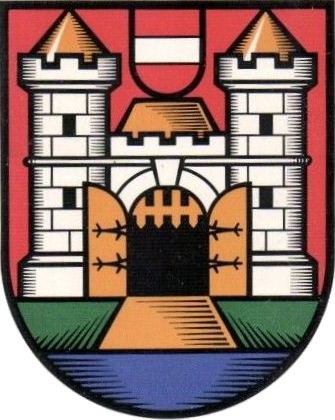
Linzer Wappen bis 1965

#### Wappengeschichte
Das Stadtwappen entwickelte sich aus dem Siegelbild. Der Gebrauch eines Stadtsiegels ist seit 1242 durch den Ankündigungstext "cum appositione sigilli civium in Linzhae" in einer Wilheringer Urkunde vom 1. März erwiesen. – Das Siegel mit der Umschrift
+ SIGILLVM . CIVIVM . IN . LINTZ
an einer Urkunde vom 14. Oktober 1272 zeigt bereits das doppeltürmige, zinnenbewehrte, offene Stadttor auf felsigem Grund (Fünfberg). – Im frühgotischen Siegel mit der Umschrift
+ S . VNIVERSORVM . CIVIVM . IN . LINTZ
von einem mit 28. Jänner 1288 datierten Schiedsspruch des Rates zu Linz, sind die nun am gewellten Wasser stehenden, naturalistisch geformten Türme und der Toraufbau mit Dächern versehen; staatsrechtlich bedeutsam ist die Einbeziehung des österreichischen (rot-weiß-roten) Bindenschildes in das Stadtsiegel.
Im Privileg vom 10. März 1490 gestattete Kaiser Friedrich III. der „haubtstat unnsers fürstentumbs Österreich ob der Enns“ mit erweiterten Stadtfreiheiten auch das Vorrecht der Siegelung in rotem Wachs. – Der erste farbige Beleg des Stadtwappens aus dem Jahre 1503 findet sich als aquarellierte Federzeichnung im Rieder Sebastian-Bruderschaftsbuch.
Als Folge des absolutistischen Einheitsstaates Österreich unter Kaiser Joseph II. erscheint – im Gebrauch ab 2. August 1785 nachweisbar – im
. SIGILLUM . CIVITATIS . LINCENSIS .
der nunmehr zu einer staatlichen Magistratsbehörde gewordenen Stadtverwaltung das Stadtwappen untergeordnet als Brustschild des das Siegelfeld beherrschenden, gekrönten, Schwert und Zepter haltenden, kaiserlichen Doppeladlers.
Im 19. Jahrhundert wandelten sich die „künstlerischen“ Darstellungen des Wappens in wahlloser Nachahmung und Vermischung älterer Stilarten zu oft überladenen, formschwachen Bildern. – Die vom Linzer Stadtrat in seiner Sitzung am 22. April 1926 als „richtige Ausführung“ anerkannte, von Franz Lehrer und Max Kislinger vorgeschlagene Fassung des Stadtwappens blieb bis zum Jahre 1935 in Geltung. – Mit der Beschreibung im Linzer „Stadtrecht 1935“ wurde das von willkürlichen Zutaten früherer Jahrzehnte befreite Stadtwappen erstmals gesetzlich verankert und 1936 auf Grund eines Ideenwettbewerbes seine Darstellung nach dem von einer Jury ausgewählten Entwurf von Franz Lehrer offiziell festgelegt.
Das neue Wappen ist eine Vereinfachung des als zu farben- und formenreich empfundenen Stadtwappens durch einen 1962/63 von der Stadtverwaltung öffentlich ausgeschriebenen Wettbewerb. Die landesgesetzliche Festlegung im neuen Stadtstatut 1965 mit gleichzeitiger Fixierung der Stadtfarben „Rot-Weiß“ wurde zur Unterscheidung von der vom Land Oberösterreich geführten weiß-roten Farbkombination fixiert.

Tor und Türme sind das Charakteristikum der mittelalterlichen wehrhaften Stadt. Die Erweiterung der vorerst auf den Berg beschränkten Siedlung zur Donau herab wurde durch die Aufnahme des Wassers im Schildfuß hervorgehoben. Die Eingliederung des österreichischen (rot-weiß-roten) Bindenschildchens ist der heraldische Hinweis auf die landesfürstliche Stadtherrschaft.

#### Blasonierung
Vor 1965 lautete die Blasonierung des über Jahrhunderte tradierten, im Wesentlichen unverändert gebliebenen Linzer Stadtwappens folgendermaßen:
„Das Stadtwappen von Linz zeigt im roten Feld ein silbernes, gequadertes und zinnengekröntes Stadttor mit weit geöffneten goldenen Torflügeln und mit einem hochgezogenen Fallgatter. Zu beiden Seiten des Stadttores erheben sich zwei silberne, gequaderte und zinnengekrönte Rundtürme mit goldenen Kegeldächern, über dem Torbogen erscheint ein goldener Dachwalm, darüber das österreichische Bindenschild. Vom geöffneten Tor führt über grünen Grund ein goldener Weg zum blauen Strom.“

Aktuelles Linzer Wappen seit 1965

Seit dem seit 1965 in Geltung stehenden neuen Stadtstatut, mit dessen Erlassung das Wappen geändert wurde, lautet die Blasonierung:
„Das Wappen zeigt in rotem Schild über einem silbernen Zwillingswellenbalken zwei silberne, mit drei Zinnen bekrönte Türme. Die Türme schließen ein offenes Tor ein, über dem der rot-weiß-rote Bindenschild Österreichs angebracht ist.“
Die Farben der Stadt sind Rot-Weiß, vor 1965 waren sie Weiß-Rot.

## Wirtschaft

### Gesamtsituation in Linz
Linz ist der größte Wirtschaftsstandort im oberösterreichischen Zentralraum, der zu den drei stärksten in ganz Österreich zählt. Rund 190.000 Menschen (2005) sind in der Stadt beschäftigt. Das sind fast doppelt so viele, wie in Linz Berufstätige wohnhaft sind, weshalb Linz massive Pendlerverkehrsströme bewältigen muss. An Arbeitstagen pendeln rund 100.000 Berufstätige in die Stadt ein, 18.500 aus. Linz verfügt über einen von vier österreichischen Donauhäfen und ist somit ein attraktiver Standort für Logistik- und Handelsbetriebe, aber auch Produktionsbetriebe, wie sie sich im Hafengebiet vielfach finden. Die wirtschaftliche Bedeutung von Linz war über Jahrhunderte durch den Handel begründet. Nachdem die Industrialisierung in Linz nur langsam vor sich gegangen war, war für das langjährige Image einer Industriestadt der Nationalsozialismus verantwortlich. Dieser brachte Linz auch heute noch bestehende Großindustrieunternehmen wie die Voestalpine AG (entstanden aus den rüstungsindustriellen Hermann-Göring-Werken) oder die Chemie Linz (aus den Stickstoffwerken entstanden), und damit verbunden, zehntausende Arbeitsplätze sowie branchenverwandte Betriebe.

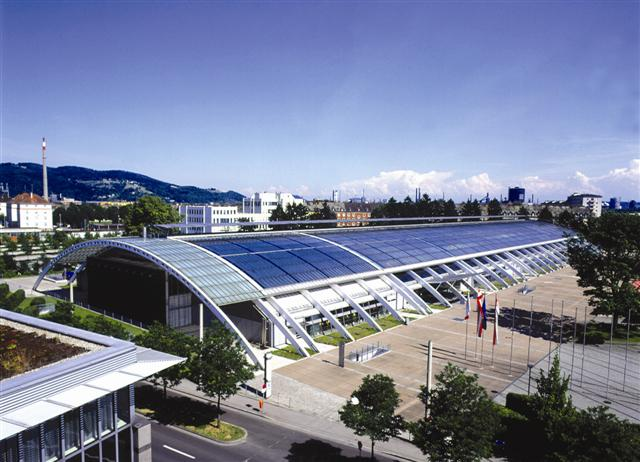
Design-Center

Weitere Unternehmen aus der Metall-, Papier- und chemischen beziehungsweise pharmazeutischen Industrie sowie Unternehmen aus dem Forschungs- und Entwicklungsbereich siedelten sich in der Folge im Industriegebiet im Osten der Stadt, zwischen Westbahngleisen und Donau, an. Dass dort ein geschlossenes Industriegebiet überhaupt entstehen konnte, ist in der weitgehenden Vermeidung von Verbauung bis etwa 1938 begründet, da das Gebiet ursprünglich Überschwemmungsland war. Die Nationalsozialisten ließen das Gebiet jedoch auf mehreren Quadratkilometern für den Bau der Hermann-Göring-Werke mit Schotter aufschütten. Ebenso ist Linz Standort für Niederlassungen aus der Lebensmittel- (Haribo, Spitz) und Versandhausbranche (Amazon).
In den letzten Jahren entwickelte sich Linz zunehmend zu einer Kongressstadt. Laut einem Ranking des Meeting Industry Report Austria (mira) ist Linz unter den Top 3 der beliebtesten Kongressstädte Österreichs. Der Anteil des Gesamtvolumens an Kongressen, Firmentagungen sowie Seminaren liegt bei 7,4 %. Mit 7,2 % Teilnehmern befindet sich Linz ebenfalls auf dem dritten Platz. Besonders hoch liegt der Anteil an den Bundesland-Veranstaltungen, von denen 71,8 % in Linz abgehalten werden.
Rund 76.000 Teilnehmer gab es im Meeting-Bereich in Linz (Stand 2014). In Linz fanden 6 % des österreichischen Gesamtvolumens von Kongressen, Tagungen und Seminaren statt. Die Stadt verfügt neben über 60 Räumlichkeiten für verschiedenste Veranstaltungen auch über ein interessantes Rahmenprogramm abseits der Tagungen (z. B. Schaubacken in den Linzer Konditoreien). Regelmäßiger Schauplatz für Kongresse, Messen und Ausstellungen ist das 1994 eröffnete, in moderner Architektur gestaltete Design-Center. Die Beliebtheit als Kongressstadt beeinflussen auch positiv die Anzahl der Nächtigungen. 2013 konnte Linz 136.000 Übernachtungen auf Tagungen zurückführen. Die oberösterreichische Hauptstadt liegt demnach im Bundesländerranking beim Nächtigungsanteil von Meetings auf Platz eins.
Im Winterhafen wurde Ende der 1990er Jahre das Technologieforschungszentrum Tech cEnter Linz Winterhafen errichtet, das eng mit der Johannes Kepler Universität Linz zusammenarbeitet. Im Herbst 2015 gründete die Universität das Linz Institute of Technology (LIT). Jährlich wird dabei ein spezieller Forschungsschwerpunkt gesetzt und ein oberösterreichischer Industriebetrieb übernimmt die Patenschaft. Ziel des LIT ist es, die Technik in den Fokus zu setzen und Fortschritte in der Weiterentwicklung der Industrie zu erzielen. Hierfür soll ein internationales Lehr- und Forschungszentrum für Produkt- und Produktionsprozessforschung sorgen.

### Medien
Bis zur Märzrevolution 1848 gab es in Linz nur zwei kaiserfreundliche und unkritische Zeitungen: Die „Linzer Zeitung“ und das „Volksblatt für Herz, Verstand und gute Laune“. Die erste Neugründung nach Aufhebung der Pressezensur am 16. März 1848 waren die unregelmäßig erscheinenden „Briefe des Poldel Blitz“, die erstmals am 17. März 1848 erschienen. Sie griffen die Sorgen der unteren Bevölkerungsschichten auf und waren kritisch-satirisch gefärbt. Der Linzer Stadtpfarrkoordinator Albert von Pflügl gab ab Juni 1848 das „Volksblatt für Religion und Gesetz“ heraus, dem es vor allem um die Verteidigung der Kirche ging, welches aber mit teils deutlich antisemitischen Tönen die freie Presse verteufelte. Im Jahr 1849 wurde die Zeitung in „Katholische Blätter für Glauben, Freiheit und Gesinnung“ umbenannt. 1869 wurde sie letztendlich zum „Linzer Volksblatt“.
Als Organ der demokratisch und fortschrittlich gesinnten Bürger diente ab Anfang September 1848 „Der freie Linzer Postillon“, der eng mit dem Linzer demokratischen Verein verbunden war. Die Berichte waren stark lokal orientiert und sollten die sozial untere Bevölkerungsschicht aufklären. 1849 wurde die Zeitung ob ihrer revolutionären Züge aufgrund der erneuten Einschränkung der Pressefreiheit verboten. Auch das reaktionäre, deutschnationale Blatt „Der Vaterlandsfreund“ bestand nur zwischen Juni 1848 und Herbst 1849.
Ab 1865 erschien die „Tagespost“, die 1954 mit den 1945 gegründeten „Oberösterreichischen Nachrichten“ (OÖN) zusammengelegt wurde. Die OÖN sind im 21. Jahrhundert die nach der Regionalausgabe der Kronen-Zeitung auflagenstärkste Tageszeitung Oberösterreichs. Lokalredaktionen von österreichweit erscheinenden Zeitungen, wie der Kronen Zeitung, befinden sich ebenfalls in Linz. Von 1898 bis zum 10. März 1938 erschien die sozialdemokratische „Wahrheit!“, welche ursprünglich eine Wochenzeitung war, zwischen 1911 und 1916 aber täglich herausgegeben wurde. Nach ihrer erneuten Umstellung auf eine Wochenzeitung wurde sie durch die 1916 bis 11. März 1938 erscheinende Tageszeitung Oberösterreichisches Tagblatt ergänzt. Beide Zeitungen unterlagen nach dem Österreichischen Bürgerkrieg im Februar 1934 politisch bedingten Veränderungen und wurden mit dem Anschluss Österreichs 1938 eingestellt. Nach dem Ende des Zweiten Weltkrieges erschien die Zeitung bis zur Übernahme durch die Arbeiter-Zeitung 1987 erneut.
Als regionale Wochenzeitungen erscheinen die Tips Linz und die BezirksRundSchau Linz.
Am längsten mit Radio- und Fernsehsendern in Oberösterreich vertreten ist der staatliche ORF, dessen Landesstudio Oberösterreich sich in Linz befindet. Seit der Vergabe von Rundfunklizenzen an Privatunternehmen sind in Linz zusätzlich die pop-orientierten Radiosender Life Radio und KroneHit ansässig, sowie Radio Arabella mit Oldies. Als einziger Radiosender für Alternativmusik und -kultur dient Radio FRO, das seinen Sitz und seine Studios im Gebäude des Kulturvereins Stadtwerkstatt hat.
In Linz existieren zwei lokale Stadtfernsehsender: LT1, der in Linz und Umgebung über Kabel und DVB-T empfangen werden kann sowie über Astra 19,2° Ost ausgestrahlt wird, sowie der offene Sender dorf tv, der via DVB-T im oberösterreichischen Zentralraum zu empfangen ist.
| Fernsehen(HD) (über Antenne)  | - Kanal 43 (562 MHz): ORF 1, ORF 2 Oberösterreich, ORF 2 Niederösterreich, ORF III, ORF SPORT + - Kanal 37 (538 MHz): ATV, ATV2, Puls 4, ServusTV, 3sat - Kanal 44 (658 MHz): dorf tv, LT1, TV1, oe24 TV, Kurier TV, WT1, RTV | - Kanal 43 (562 MHz): ORF 1, ORF 2 Oberösterreich, ORF 2 Niederösterreich, ORF III, ORF SPORT + - Kanal 37 (538 MHz): ATV, ATV2, Puls 4, ServusTV, 3sat - Kanal 44 (658 MHz): dorf tv, LT1, TV1, oe24 TV, Kurier TV, WT1, RTV                                                                                    |
| UKW/DAB-Radiosender (Antenne) | - Ö1 97,5 MHz, 90,9 MHz, 94,3 MHz, 97,2 MHz - Ö3 88,8 MHz, 99,0 MHz, 101,3 MHz, 88,1 MHz - * 88,6 * 102,0 MHz, 96,0 MHz, 90,6 MHz, 101,6 MHz, DAB+ - Arabella 96,7 MHz, DAB+ - Radio Austria 89,2 MHz, 101,8 MHz, 98,3 MHz, DAB+ - FM4 104,0 MHz, 104,6 MHz - Radio Oberösterreich 95,2 MHz, 92,4 MHz, 101,2 MHz - Radio B138 94,2 MHz - Radio Niederösterreich 90,1 MHz - KroneHit 92,6 MHz | - Energy DAB+ - Life Radio 100,5 MHz, 102,2 MHz, DAB+ - Welle 1 91,8 MHz, 107,5 MHz, DAB+ - Radio Salzburg 94,8 MHz - Radio Maria Österreich DAB+ - Freies Radio Salzkammergut 100,2 MHz - Bayern 1 92,1 MHz, 93,7 MHz, DAB+ - Freies Radio Freistadt 107,1 MHz - LoungeFM DAB+ - Radio FRO 105,0 MHz, 102,4 MHz |

### Immobilienpreise
Die Quadratmeterpreise für gebrauchte Eigentumswohnungen stiegen im Jahr 2013 um 9,8 % auf 2.500 Euro pro Quadratmeter, die für neuwertige Eigentumswohnungen sanken dagegen um 4,1 % auf 3.259 Euro pro Quadratmeter. Die Preise bei Einfamilienhäusern stiegen ebenfalls und lagen 2014 im Schnitt bei 4,4 % auf 2.436 Euro pro Quadratmeter. Die Preise bei Mietwohnungen hingegen sind gleich geblieben oder sogar leicht gesunken.
2018 lagen die Quadratmeterpreise sowohl für Eigentumswohnungen als auch für Häuser bei etwa 4.000 Euro.

### Märkte
In Linz gibt es elf Lebensmittel- und Grünmärkte, einen wöchentlichen Flohmarkt sowie zwei Weihnachtsmärkte. Großer Beliebtheit erfreut sich dabei vor allem der Urfahraner Markt, welcher jeweils im Frühjahr und Herbst jeden Jahres stattfindet. Dieser bietet den Besuchern eine Mischung aus Vergnügungseinrichtungen und Verkaufsständen sowie mehreren Festzelten. Außerdem gibt es noch jährlich stattfindende Christbaum- und Silvestermärkte.
Der jährlich stattfindende Linzer Marktfrühling setzt weitere Akzente und soll durch attraktive Angebote neue Käufer ansprechen.

### Shopping
Linz bietet verschiedene Shopping-Möglichkeiten, sei es in Einkaufszentren oder den bekannten Einkaufsstraßen.
Einkaufszentren und Einkaufsstraßen 

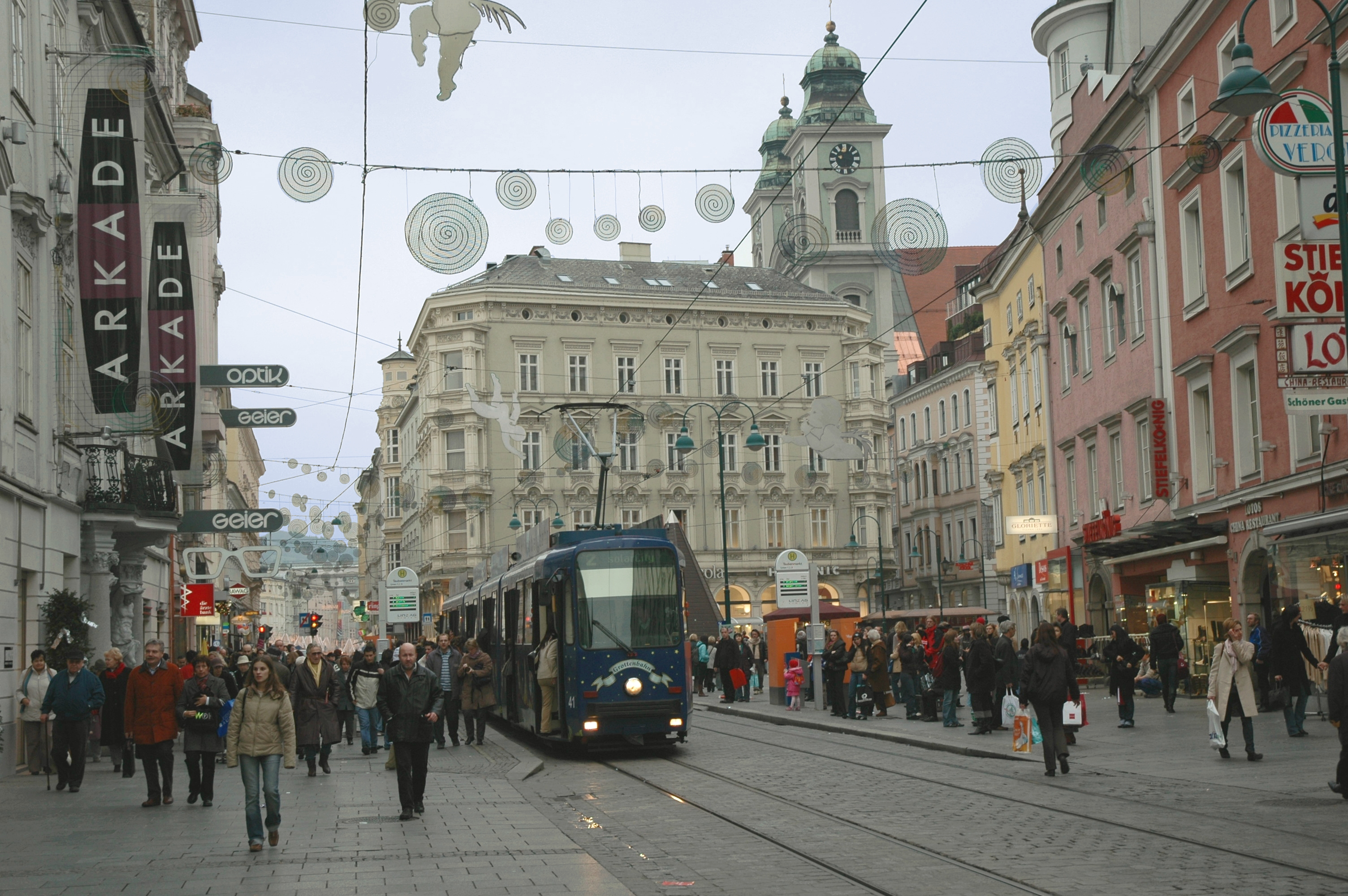
Der im Stadtzentrum und an der Einkaufsmeile Landstraße gelegene Taubenmarkt ist einer der am stärksten frequentierten Plätze Österreichs.

Linz verfügt über dreizehn Einkaufszentren sowie drei weitere im Umland. In der Linzer Innenstadt befinden sich drei innerstädtische Einkaufszentren, welche zum Shoppen einladen. Die folgende Liste enthält alle Shoppingcenter:

- Atrium City Center
- Einkaufszentrum Auwiesen
- Einkaufszentrum Biesenfeld
- Einkaufszentrum Ebelsberg
- Einkaufszentrum Industriezeile
- Einkaufszentrum Kleinmünchen
- Einkaufszentrum Muldenstraße
- Einkaufszentrum Wegscheid
- Infra Center
- Lentia City
- Linzerie am Taubenmarkt, ehemals Arkade
- Passage
- Pro Kaufland

Die Linzer Landstraße ist laut den von Infrapool erhobenen Daten im Oktober 2010 die belebteste Einkaufsstraße außerhalb Wiens. Die Landstraße verbucht eine Wochenfrequenz von 240.500 (Mo–Sa, 8–19 Uhr) bzw. 228.400 Passanten (8–18 Uhr). Dies ist der zweithöchste Wert in den letzten zehn Jahren, lediglich 2005 gab es mehr Passanten. Weitere Einkaufsstraßen in Linz:
Linz Nord
- Alturfahr West
- Hauptstraße Urfahr

Linz Mitte:
- City
- Altstadt
- Pfarrplatz
- Eisenhandstraße
- Südbahnhofmarkt

Linz Süd
- Einkaufsviertel Wiener Straße
- Franckviertel
- Bindermichl
- Kleinmünchen
- Ebelsberg[77]

### Tourismus
Im Stadtgebiet befinden sich insgesamt etwa 544 Gastronomie- und Gaststättenbetriebe.
Die Linzer Hotellerie verfügt über 4.544 Betten – 2.302 davon in den zehn Vier-Sterne-Hotels. Neun Betriebe gibt es im Drei-Sterne-Bereich, welcher über 1.226 Betten verfügt. Zudem gibt es sieben Zwei- und Ein-Stern-Hotels mit 472 Betten sowie 544 zusätzliche Betten nicht kategorisierter gewerblicher Betriebe. Fünf-Sterne-Hotels gibt es keine.
Im Jahr 2004 zählte Linz 647.482 Übernachtungen. 2013 waren es 775.396 Nächtigungen. Im Vergleich des Monats Mai von 2015–2016 stieg die Anzahl der Nächtigungen in den 4-Sterne-Hotels von 34.762 auf 36.420. Hingegen sanken die Nächtigungen in den 3-Sterne-Hotels um 3,3 % von 21.164 auf 20.469. Die 2-Sterne- und 1-Stern-Hotels verbuchten einen Anstieg der Nächtigungen von 0,8 % (von 4.556 auf 4.594) und im Bereich der nicht kategorisierten Betriebe wurde ein Anstieg von 0,5 % (von 3.431 auf 3.449) erzielt. Die Übernachtungen in den 4-Sterne Hotels stiegen im Zeitraum von Februar 2017 bis Februar 2018 um mehr als 5 % von 20.590 auf 21.655. Im selben Zeitraum gab es bei den 3-Sterne-Hotels einen Anstieg um 22 % von 13.383 auf 16.330 Nächtigungen. Knapp 1 % mehr Übernachtungen gab es mit 2.864 bei den 2-Sterne- und 1-Stern-Hotels. Bei den nicht kategorisierten Hotels gingen die Übernachtungszahlen um fast 10 % von 4.177 auf 3.763 zurück.
2018 wurden 408.074 Übernachtungen aus dem Inland registriert. Unter den Ausländern verbuchten Gäste aus Deutschland die meisten Übernachtungen mit insgesamt 170.518, gefolgt von Italienern mit 24.534 Nächtigungen und Touristen aus China, Hongkong sowie Macao mit 23.256 Nächtigungen.
| Rang | Staat                  | Nächtigungen |
| ---- | ---------------------- | ------------ |
| 1.   | Deutschland            | 170.518      |
| 2.   | Italien                | 24.534       |
| 3.   | Volksrepublik China    | 23.256       |
| 4.   | Schweiz, Liechtenstein | 17.063       |
| 5.   | Vereinigte Staaten     | 13.800       |
| 6.   | Vereinigtes Königreich | 12.414       |
| 7.   | Niederlande            | 11.409       |
| 8.   | Frankreich             | 10.984       |
| 9.   | Tschechien             | 10.749       |
| 10.  | Ungarn                 | 9.240        |

## Stadtversorgung

### Unternehmensgruppe
Die Unternehmensgruppe Stadt Linz ist der größte Dienstleister der Landeshauptstadt und das größte Linzer Unternehmensnetzwerk in öffentlichem Eigentum. Jeweils ca. ein Viertel ihrer Mitarbeiter sind im Magistrat, in der Linz AG und im Allgemeinen Krankenhaus tätig. Das letzte Viertel entfällt auf die übrigen Teile der Gruppe wie die LIVA, die GWG, die LILO, die Flughafengesellschaft, die Betriebsgesellschaften des Design-Centers und des Ars Electronica Centers, die Seniorenzentren-GmbH oder die Linz 2009 – Kulturhauptstadt Europas Organisations-GmbH. Letztere führte das Kulturhauptstadtjahr aus.
Die Unternehmensgruppe Stadt Linz ist nach dem voestalpine-Konzern der zweitgrößte lokale Investor. Die rege Investitionstätigkeit belebt die Wirtschaft und sichert einen hohen infrastrukturellen Standard.
Linz ist neben Steyr Standort eines der beiden Krematorien Oberösterreichs. Errichtet wurde es 1929 vom Bestattungsverein Die Flamme und 1953 von der Stadt erworben. Heute ist die städtische Bestattung und Friedhofsverwaltung Teil der Linz AG.

### Wasserversorgung
Die Linzer Wasserversorgung wird durch sechs Wasserwerke in den Ortschaften Scharlinz, Fischdorf, Heilham, sowie im Gemeindegebiet von Steyregg (Plesching), im Bereich der Gemeinde Goldwörth und im Stadtgebiet von Ansfelden (Haid) mit insgesamt 29 Brunnen und 29 Hochbehältern sichergestellt. Durchschnittlich werden täglich etwa 64.000 m³ Wasser verbraucht, d. h. keines der Wasserwerke fährt auf Volllast. Falls es zu einem Ausfall eines Wasserwerkes kommen sollte, kann dies durch eine erhöhte Produktion problemlos kompensiert werden.

## Verkehr und Transport

### Grundsätzliches
Linz ist aufgrund seiner Lage ein wichtiger Knotenpunkt für den Straßen-, Eisenbahn und Schiffsverkehr. Die Entwicklung der Aufteilung des Verkehrs innerhalb der Stadt (der sogenannte Modal Split) wird in der folgenden Tabelle beschrieben:
| Verkehrsmittel                         | 1990 | 1998 | 2002 | 2012 | 2022 |
| -------------------------------------- | ---- | ---- | ---- | ---- | ---- |
| Öffentlicher Personennahverkehr (ÖPNV) | 17   | 20   | 24,0 | 21,0 | 20,5 |
| Motorisierter Individualverkehr (MIV)  | 51   | 49   | 48,4 | 49,1 | 42,1 |
| ÖPNV-MIV-Mischverkehr                  |      |      |      | 0,9  | 0,9  |
| Fahrrad                                | 4    | 6    | 5,3  | 7,2  | 10,7 |
| Zu Fuß                                 | 28   | 25   | 21,9 | 21,8 | 25,7 |

### Straßenverkehr

#### Überblick

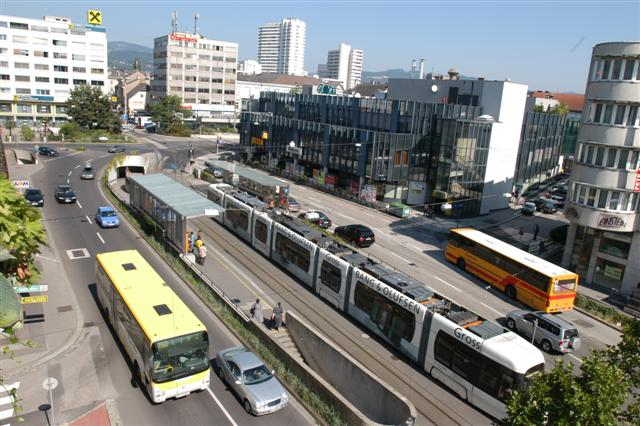
Verkehrsknotenpunkt Hinsenkampplatz in Urfahr, kurz vor der Nibelungenbrücke, auf der sich Fuß-, Rad, Kfz- und Straßenbahnverkehr konzentriert. Darunter queren die internationale Wasserstraße Donau und die die Ufer begleitenden Straßen.

Die Stadt Linz ist ein wichtiger Verkehrsknotenpunkt. Neben der im Süden vom Stadtgebiet verlaufenden West Autobahn A 1 Wien – Salzburg verläuft die Mühlkreis Autobahn A 7, die zusammen mit der Mühlviertler Schnellstraße S 10, eine wichtige Verkehrsverbindung nach Tschechien darstellt, durch das Stadtgebiet. Im Stadtgebiet von Ansfelden, südwestlich von Linz gelegen, zweigt die Welser Autobahn A 25 ab, die in die Innkreis Autobahn A 8 mündet, welche bis zur Staatsgrenze nach Deutschland bei Passau führt.
Im Sommer 2017 starteten die Vorarbeiten für den Westring A 26 und die vierte Donaubrücke. Der Bau des Westringes soll in drei Phasen durchgeführt werden, die komplette Verkehrsfreigabe soll Dezember 2031 erfolgen. Der Westring soll den Römerbergtunnel sowie den Straßenzug Kapuzinerstraße/Hopfengasse/Sandgasse/Kellergasse/Waldeggstraße entlasten. In der ersten Phase, die im Oktober 2024 abgeschlossen sein soll, wird die neue Donaubrücke errichtet. Von Oktober 2024 bis Juni 2029 ist die zweite Phase geplant, mit dem Bau des Freinbergtunnels (mit Anschluss zur Kärntner Straße/Hauptbahnhof) und der Unterflurtrasse Waldeggstraße. Die letzte Phase besteht aus dem Neubau der Westbrücke und dem Lückenschluss zur Mühlkreis Autobahn A 7, diese soll von Juni 2029 bis Dezember 2031 andauern.
Im Jänner 2018 wurde mit der Errichtung von Bypässen bei der VÖEST-Brücke begonnen, da die Brücke spätestens im Jahr 2020 saniert werden muss. Um die angespannte Stau-Situation auf der Mühlkreis Autobahn A 7 nicht noch mehr zu belasten, hat man sich für den Bau der Bypässe entschieden, die auch nach 2020 bestehen bleiben und den innerstädtischen Verkehr aufnehmen sollen. Das Bypass-System hat sich schon bei der Sanierung der meistbefahrenen Brücke Österreichs, der Prater-Brücke auf der Wiener Südosttangente A 23 bewährt.
Zur Verkehrsentlastung wurde 1998 der Busfahrstreifen der Rohrbacher Straße von Puchenau nach Pöstlingberg kommend auch für Autos mit drei oder mehr Insassen freigegeben. Jährlich würden so volkswirtschaftlich rund 270.000 Euro aus 60.000 Personenstunden Fahrzeitgewinn und Reduktion der CO2-Emission eingespart.

#### Innerstädtische Durchzugsstraßen (Auswahl)
- Wiener Straße (Nord-Süd)
- Dinghoferstraße (Nord-Süd), als Einbahn geführt, ihr Gegenstück ist die Humboldtstraße
- Humboldtstraße (Nord-Süd), als Einbahn geführt, ihr Gegenstück ist die Dinghoferstraße
- Salzburger Straße (Ost-West)
- Freistädterstraße (Ost-West) die als Prager Straße und über die Rudolfstraße als Rohrbacher Straße aus Linz führt
- Leonfeldner Straße (Nord-Süd)
- Waldeggstraße/Kellergasse/Sandgasse/Hopfengasse/Kapuzinerstraße („Westumfahrung“, Nord-Süd)
- Kremstal Straße (Ost-West)
- Rudolfstraße (Ost-West)
- Obere / Untere Donaulände (Ost-West)
- Franckstraße (Nord-Süd), als Verbindung von Donaulände zur Donau Straße
- Stahlstraße (Nord-Süd)
- Umfahrung Ebelsberg zwischen Oiden und der Anschlussstelle Voest samt Mona-Lisa-Tunnel und Traunquerung

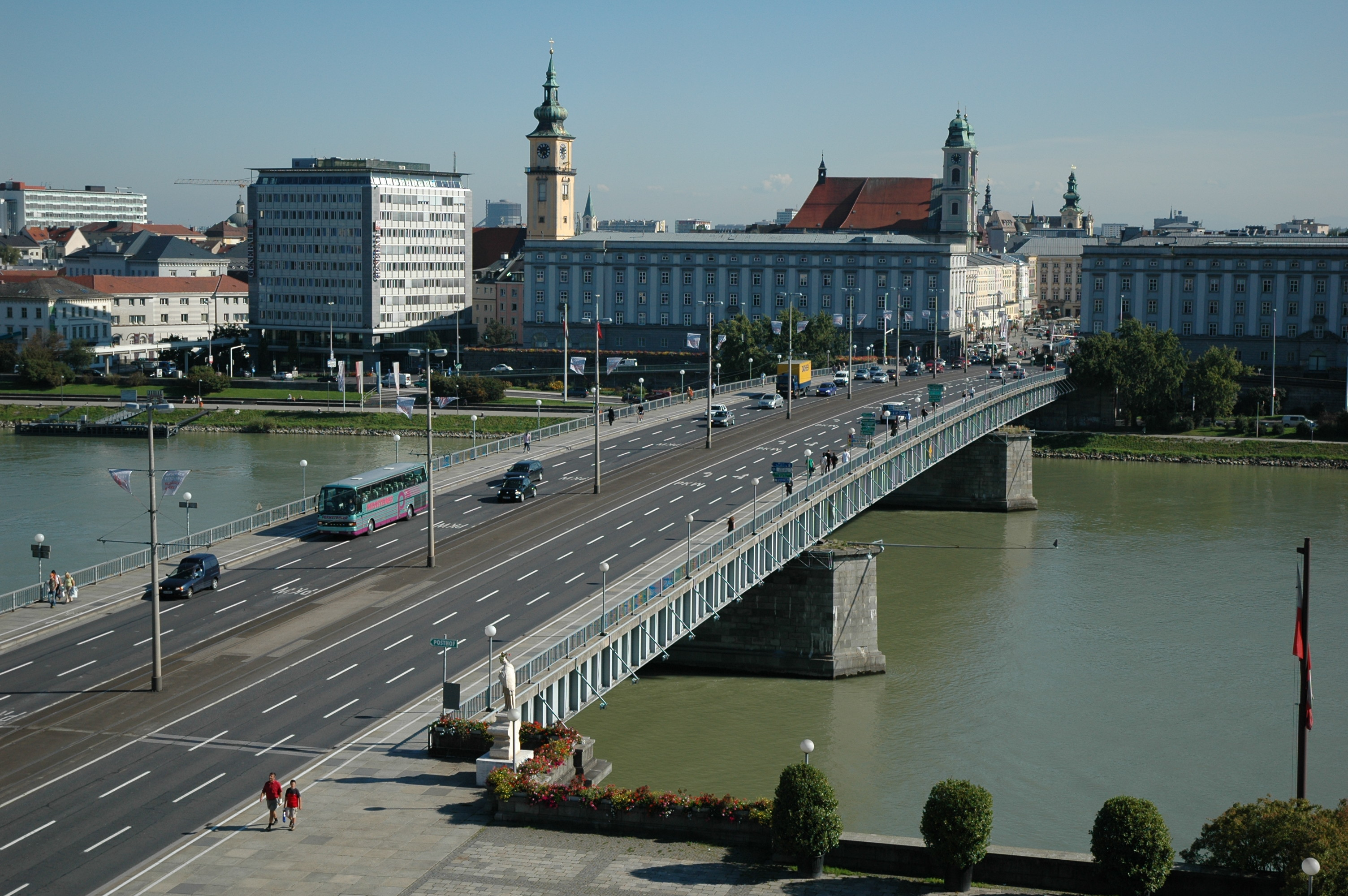
Die Nibelungenbrücke verbindet das Linzer Zentrum mit Alt-Urfahr.

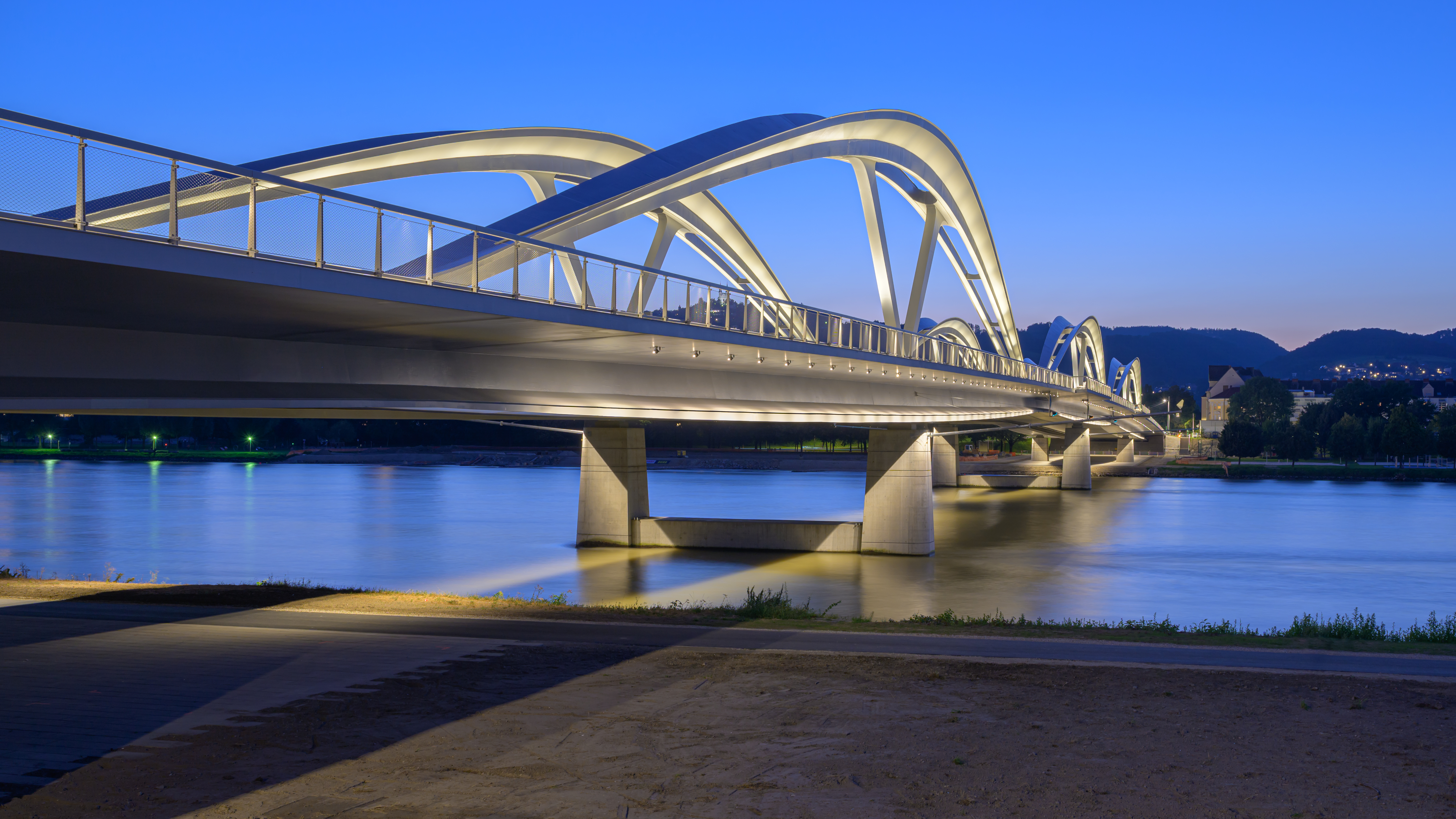
Neue Eisenbahnbrücke

#### Brücken
Chronologie der Fertigstellung:
- Historisch gab es an der Stelle der heutigen Nibelungenbrücke Vorgänger.
- Eisenbahnbrücke Steyregg: erbaut 1873, erneuert 1920
- Nibelungenbrücke: eröffnet 1940
- VÖEST-Brücke: Autobahn plus beidseits Rad- und Gehweg, eröffnet 1971, von 2018–2020: Errichtung von zwei parallelen Bypassbrücken.
- Steyregger Brücke: eröffnet 1979
- Alte Eisenbahnbrücke: eröffnet 1900, abgerissen 2016
- Neue Eisenbahnbrücke Linz: Ersatz für die alte Eisenbahnbrücke, Verkehrsfreigabe am 30. August 2021[86]
- Donautalbrücke: Baubeginn 2018, Verkehrsfreigabe am 15. November 2024[87]

#### Tunnel
- Römerbergtunnel: eröffnet 1967
- Einhausung Bindermichl: eröffnet 2005
- Einhausung Niedernhart: eröffnet 2005
- Mona-Lisa-Tunnel: eröffnet 2000
- Freinbergtunnel: geplante Eröffnung 2031
- Unterflurtrasse Waldeggstraße: geplante Eröffnung 2031

#### Geplante Straßenverbindungen
- Westring A 26: geplant Verkehrsfreigabe 2035

### Eisenbahn

#### Überblick

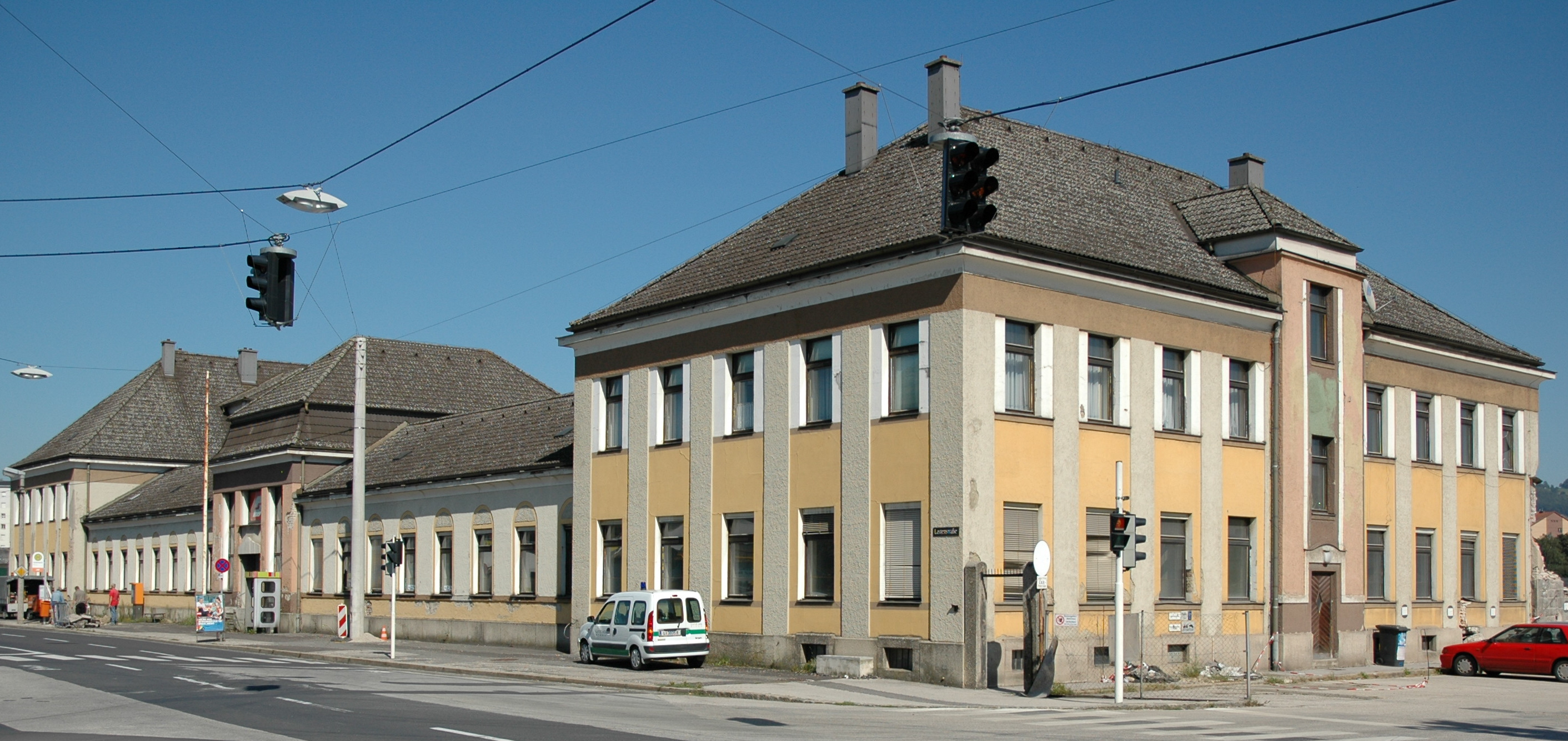
Frachtenbahnhof kurz vor seinem Abriss im Herbst 2006

Die ab 1825 errichtete und 1832 eröffnete Pferdeeisenbahnstrecke von Gmunden über Wels und Linz nach Budweis war die erste Bahnstrecke auf dem europäischen Festland. Diese Bahnstrecke verband die Donau mit der Moldau und machte Linz zu einem bedeutenden Verkehrsknotenpunkt.
Linz wurde 1852 an die Kaiserin Elisabeth-Bahn angeschlossen und wurde ein wesentlicher Knotenpunkt für den Verkehr nach Bayern und Salzburg. Neben dem Hauptbahnhof am damaligen Südende der Stadt wurde 1880 zusätzlich der Central-Frachten- und Rangierbahnhof für den Güterverkehr errichtet.
Der ursprüngliche Linzer Hauptbahnhof wurde im Zweiten Weltkrieg zerstört und zwischen 1945 und 1950 neu aufgebaut. Zwischen 2000 und 2004 wurde er im Zuge der Bahnhofsoffensive der ÖBB durch ein neues Bahnhofsgebäude mit einer verbesserten Nahverkehrsanbindung ersetzt. Dieser Neubau wurde 2004 abgeschlossen, 2005 wurde die LILO, die Linzer Lokalbahn, eingebunden und der Lokalbahnhof aufgelassen. Mittlerweile wurde der Linzer Bahnhof bereits zum zweiten Mal zum beliebtesten Bahnhof Österreichs gewählt. Aufgrund kurzer Umsteigewege, großzügiger Gestaltung und hellem Ambiente wurde das Gebäude sieben Mal in Folge (2005 bis 2011) und ein weiteres Mal 2014 vom Verkehrsclub Österreich zum beliebtesten und schönsten Bahnhof Österreichs gekürt.

#### Linzer Bahnhöfe (Personenverkehr)
- Linz Franckstraße
- Linz Hauptbahnhof

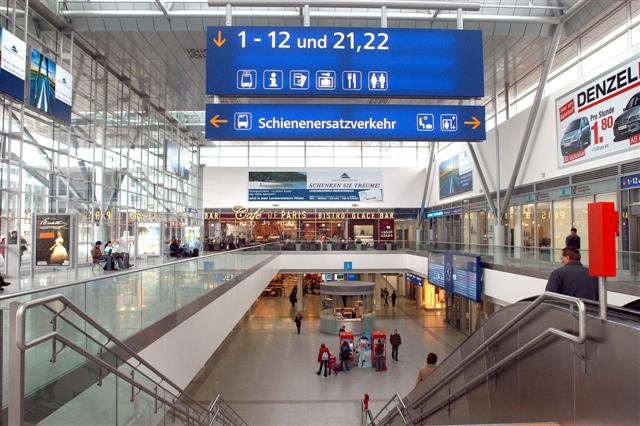
Linz Hauptbahnhof

- Linz-Urfahr (vulgo Mühlkreisbahnhof, 1888 errichtet)
- Linz Wegscheid
- Pöstlingbergbahn mit ehemaliger Tal-Station in Urfahr zwischen Mühlkreisbahnhof und Straßenbahnremise an der Straßenbahnlinie 3 und Bergbahnhof am Pöstlingberg. Seit Umspurung von 1000 auf 900 mm um 2009 fährt diese Bahn als Straßenbahn bis zum Hauptplatz.

#### Linzer Eisenbahnhaltestellen
- Linz Ebelsberg
- Linz Oed
- Linz Pichling

#### Linzer Eisenbahnbrücken
- Eisenbahnbrücke: eröffnet 1900, abgerissen im Sommer 2016. Die 2021 eröffnete neue Eisenbahnbrücke soll einmal der geplanten Stadtbahn dienen, ist derzeit aber eine reine Straßenbrücke.
- Eisenbahnbrücke Steyregg (1873, 1925)

### Öffentlicher Personennahverkehr

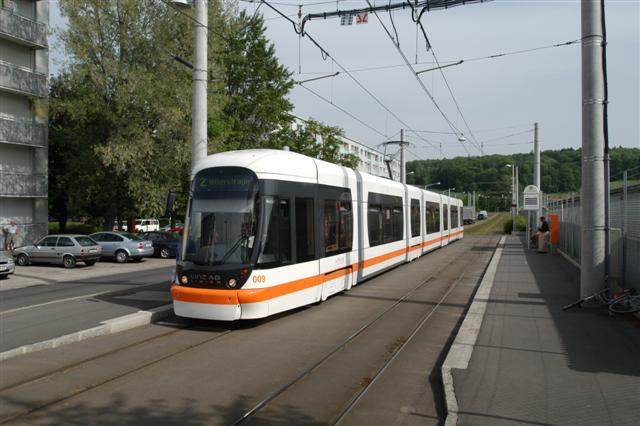
Ein Cityrunner aus dem Fahrzeugpark der Linz AG Linien

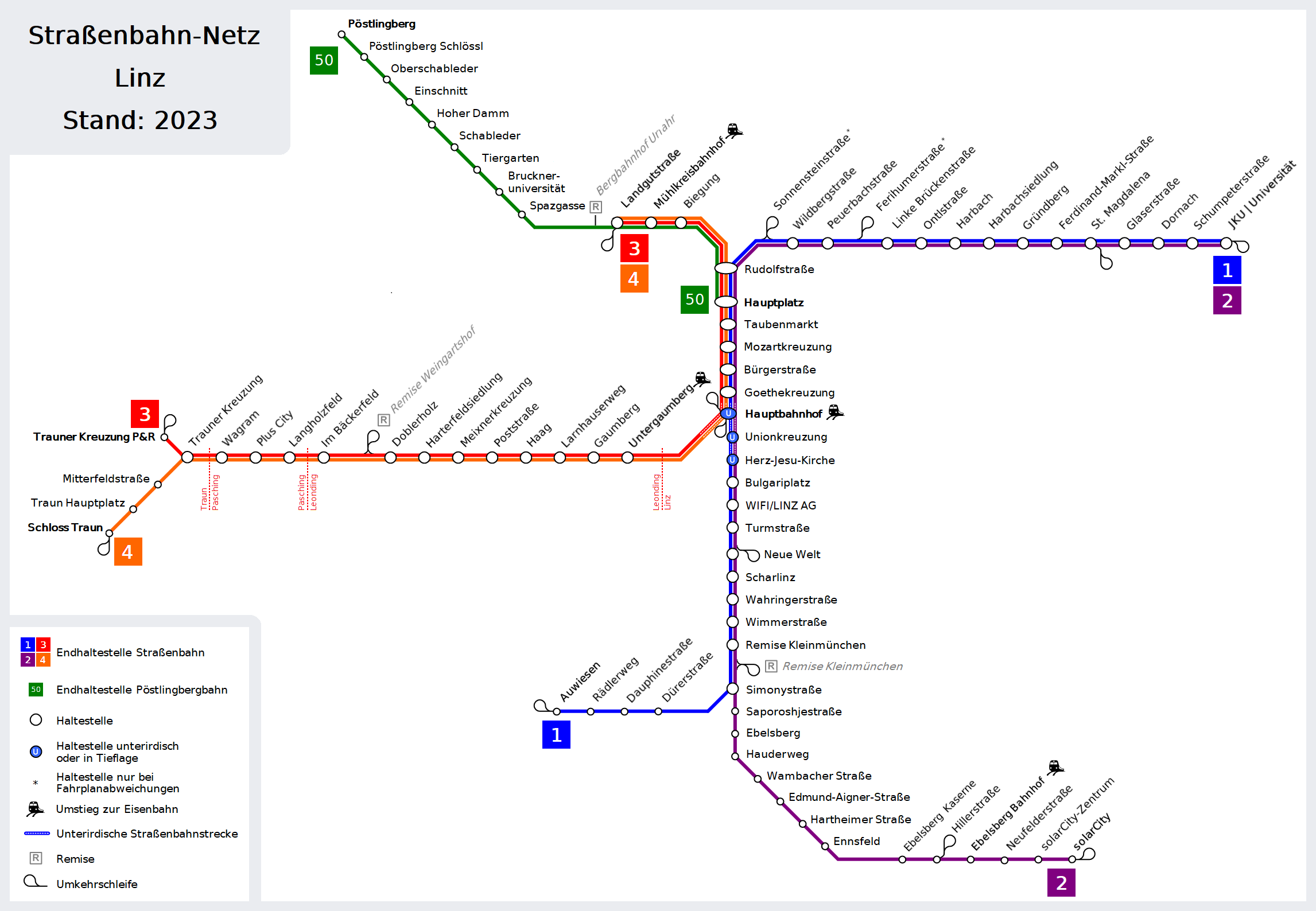
Streckennetz der Straßenbahn Linz

Die Linz Linien (ehemals ESG, heute Teil des Linz AG Konzerns) sind als Betreiber mit der Straßenbahn-, der O-Bus- und der städtischen Autobuslinien das wichtigste Standbein des innerstädtischen öffentlichen Verkehrs. Dieser wird durch das AST (Anruf-Sammel-Taxi) ergänzt, das am Tag in bestimmten Linzer Gebieten sowie in den Nachtstunden innerhalb von Linz und in einigen Nachbargemeinden verkehrt.
Mit 5. Dezember 2004 ging die Nahverkehrsdrehscheibe-Linz in Betrieb. Kernstück ist eine unterirdische Straßenbahntrasse zwischen den Stationen Bulgariplatz und Goethekreuzung (1,9 km Länge), die am 31. August 2004 eröffnet wurde. Dadurch wurde eine direkte Anbindung des neugebauten Hauptbahnhofes verwirklicht. Die Planung dieser Linienvariante geht auf das Jahr 1976 zurück. 2001 wurde nach langem Hin und Her mit dem Bau begonnen, welcher im Jahr 2004 – drei Monate früher als geplant – abgeschlossen wurde. Neben dem Bahnhof entstand auch ein neues Busterminal unter dem Landesdienstleistungszentrum.
Am 11. Dezember 2016 ging die S-Bahn Oberösterreich in Betrieb und verbindet den Linzer Hauptbahnhof mit dem Umland. Die S-Bahn verfügt über 5 Linien, die über die West-, Rudolfs-, Pyhrn- und Summerauerbahn sowie Linzer Lokalbahn verlaufen. Es ist geplant, die S-Bahn um zwei Linien Richtung Norden zu erweitern. Zu diesem Zweck soll eine Stadtbahnstrecke vom Hauptbahnhof nach Urfahr gebaut werden. Eine Linie soll über diese neue Stadtbahnstrecke und die Mühlkreisbahn, die andere Linie über diese Stadtbahnstrecke und auf einer neu zu errichtenden Strecke über Gallneukirchen nach Pregarten verlaufen.

### Radverkehr
Der Radverkehrsanteil in Linz liegt bei 10,7 % (Stand 2022). Zwar ist die Stadt Linz bestrebt, die geeigneten Einbahnen für Radfahrer zu öffnen und auch auf den Busspuren wird das Fortkommen erleichtert, doch enden die eigentlichen Radwege oft gerade dort, wo sie die Verkehrssituation am notwendigsten erfordern würde. Manche Stadtteile sind überhaupt nur auf stark befahrenen Straßen erreichbar oder befahrbar. Daher fordert die Initiative Fahrrad (Oberösterreichischer Tochterverein der ARGUS) eine mehrjährige Schwerpunktaktion zum Ausbau des Linzer Radwegnetzes.
Linz liegt am viel befahrenen Donauradweg R1 zwischen Passau und Wien. Dieser zählt zu den beliebtesten Radfernwegen in Österreich und Deutschland. Der Donauradweg wurde nach dem Zertifizierungsprogramm des ADFC als Qualitätsradweg Nr. 1 mit vier Sternen ausgezeichnet. Die Kriterien dieser Bewertung belaufen sich auf eine gute Beschilderung, sicher befahrbare Routen sowie eine ansprechende touristische Infrastruktur. Entlang der Wegstrecke finden sich zahlreiche radfreundliche Unterkünfte mit E-Bike Ladestationen. In Linz verläuft der Donauradweg entlang des neu gestalteten Donauufers mit dem Ars Electronica Center, dem vis-à-vis liegenden Lentos Kunstmuseum, dem Brucknerhaus, der Tabakfabrik und der nahen Linzer Altstadt mit Flaniermeile und Dom.

### Schiffsverkehr und Häfen

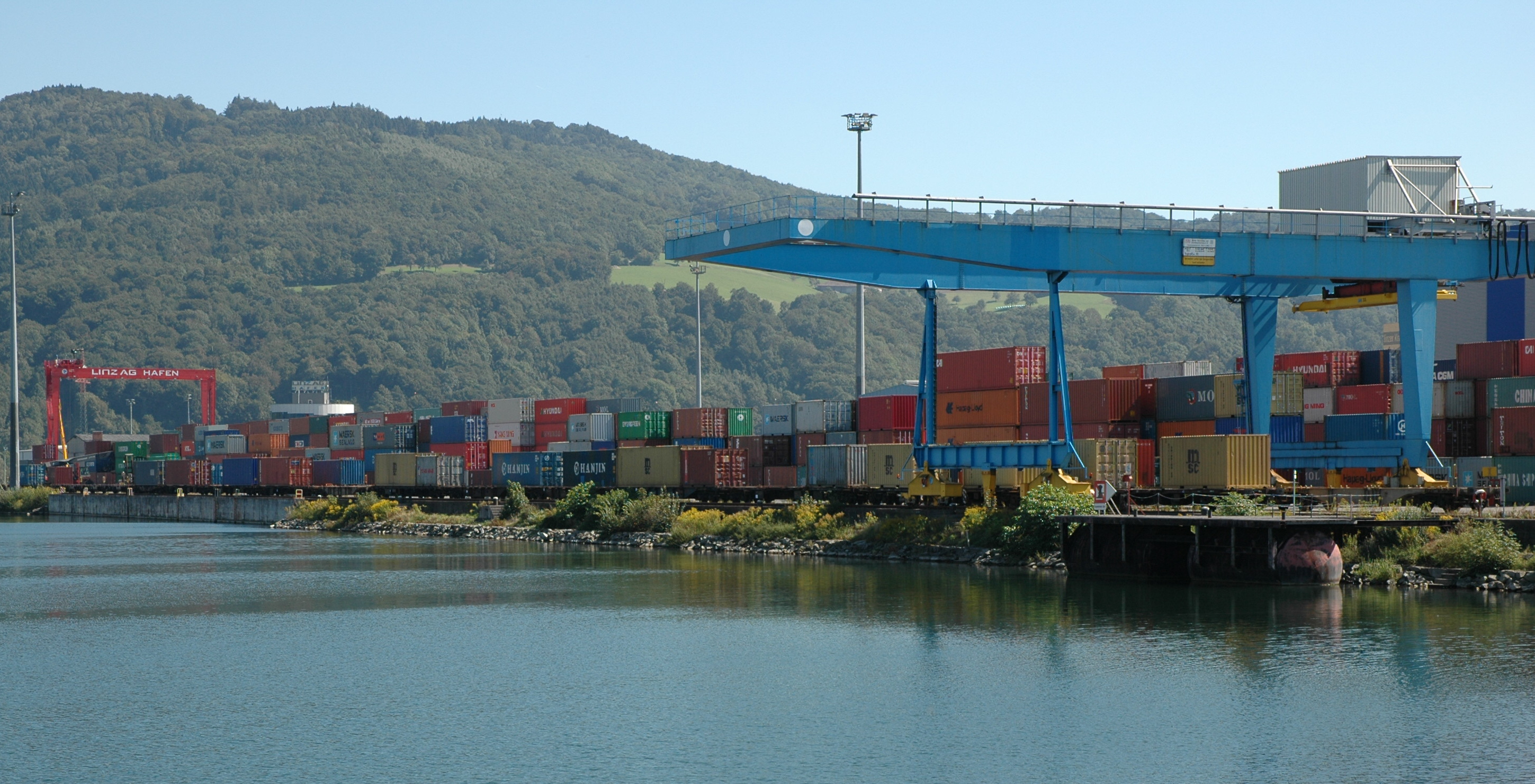
Containerhafen in Linz

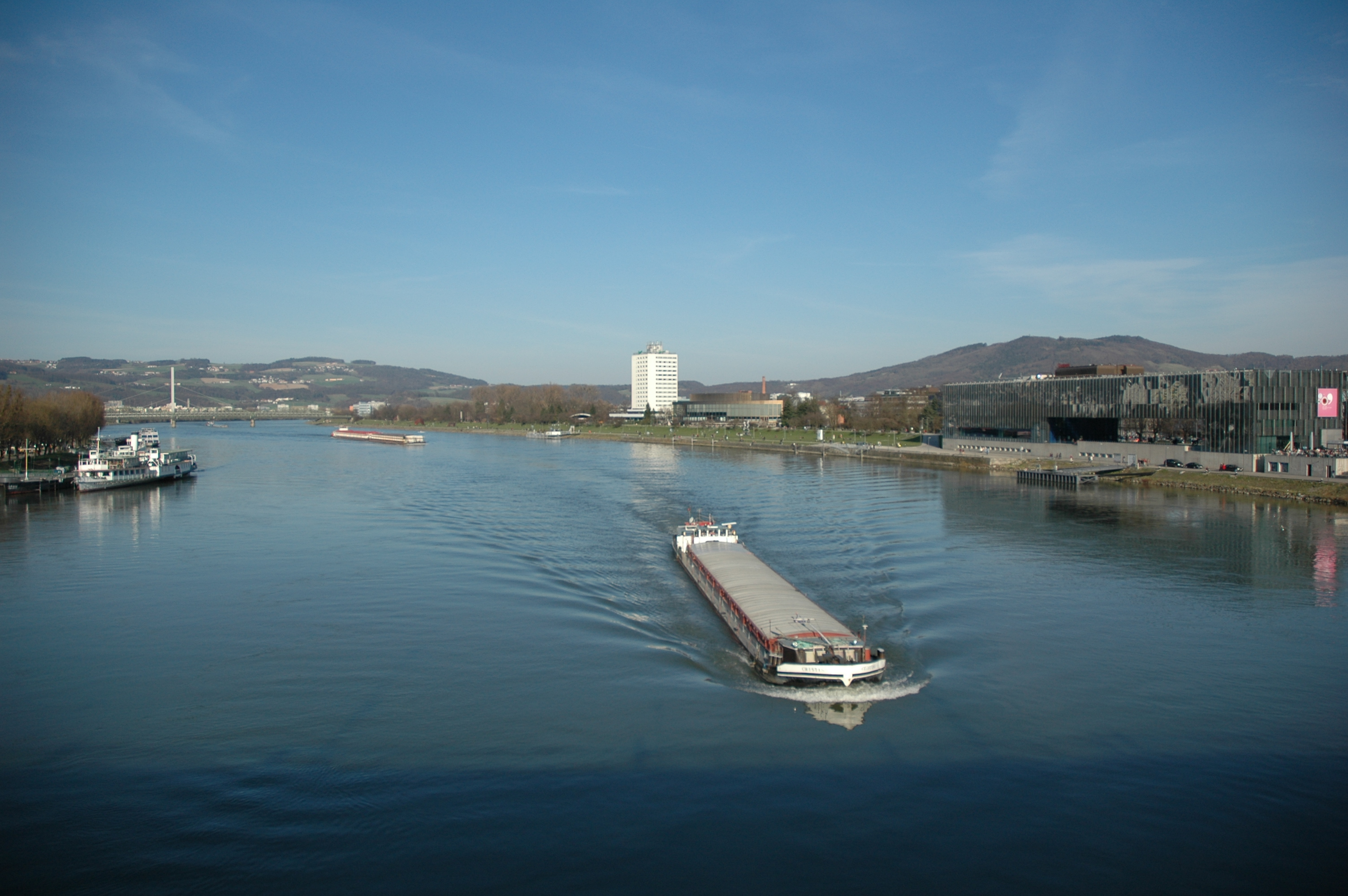
Frachtschiff auf der Donau in Linz

Linz war bis 2011 der größte Hafenplatz Österreichs und der oberen Donau. Er liegt an der größten Wasserstraße Europas, die dank des Rhein-Main-Donau-Kanals eine durchgehende Wasserverbindung zwischen Nordsee und Schwarzem Meer ermöglicht. Rund 6,9 Millionen Tonnen Güter wurden 2005 im städtischen Hafen der Linz AG und im voestalpine-Werkshafen umgeschlagen. In unmittelbarer Nähe befindet sich der in den letzten Jahren stark ausgebaute Hafen Enns, ein weiterer der vier österreichischen Donauhäfen.
Im Jahr 2005 entfielen von den 6,9 Millionen Tonnen rund 0,6 Mio. auf den Handelshafen, 0,6 Mio. auf den Tankhafen, 1,9 Millionen auf den Containerhafen und 3,8 Millionen auf den voestalpine-Hafen.
Die Gesamtfläche der Hafenanlagen beträgt rund 150 ha, bis 2011 waren davon 45 ha Wasserfläche. Eine großangelegte Umgestaltung, die eine weitere Kapazitätserhöhung bringen soll, hat 2012 begonnen. Nicht mehr benötigte Hafenbecken werden zugeschüttet und für Lagerhäuser und Verwaltungsgebäude verwendet. Dafür wird der beibehaltene Teil modernisiert und neu gestaltet.
Zunehmend gibt es in Linz auch Passagierschiffsverkehr, vor allem Donau-Kreuzfahrtunternehmen sowie Tagesfahrten.
Ab 2015 sollen am Hafen etwa nicht mehr benötigte Silos abgerissen, Bauten modernisiert und neu errichtet sowie neu eine Ebene (über gewerblich genutzten Hallen) in bis zu 18 m Höhe für Kultur eingerichtet werden: Fußläufig mit dem Veranstaltungsort Posthof verbunden und mit Treppen hinunter zu den Hafenbecken.
Im September 2020 wurde im Handelshafen ein zweiter Containerkran errichtet.

### Flughafen

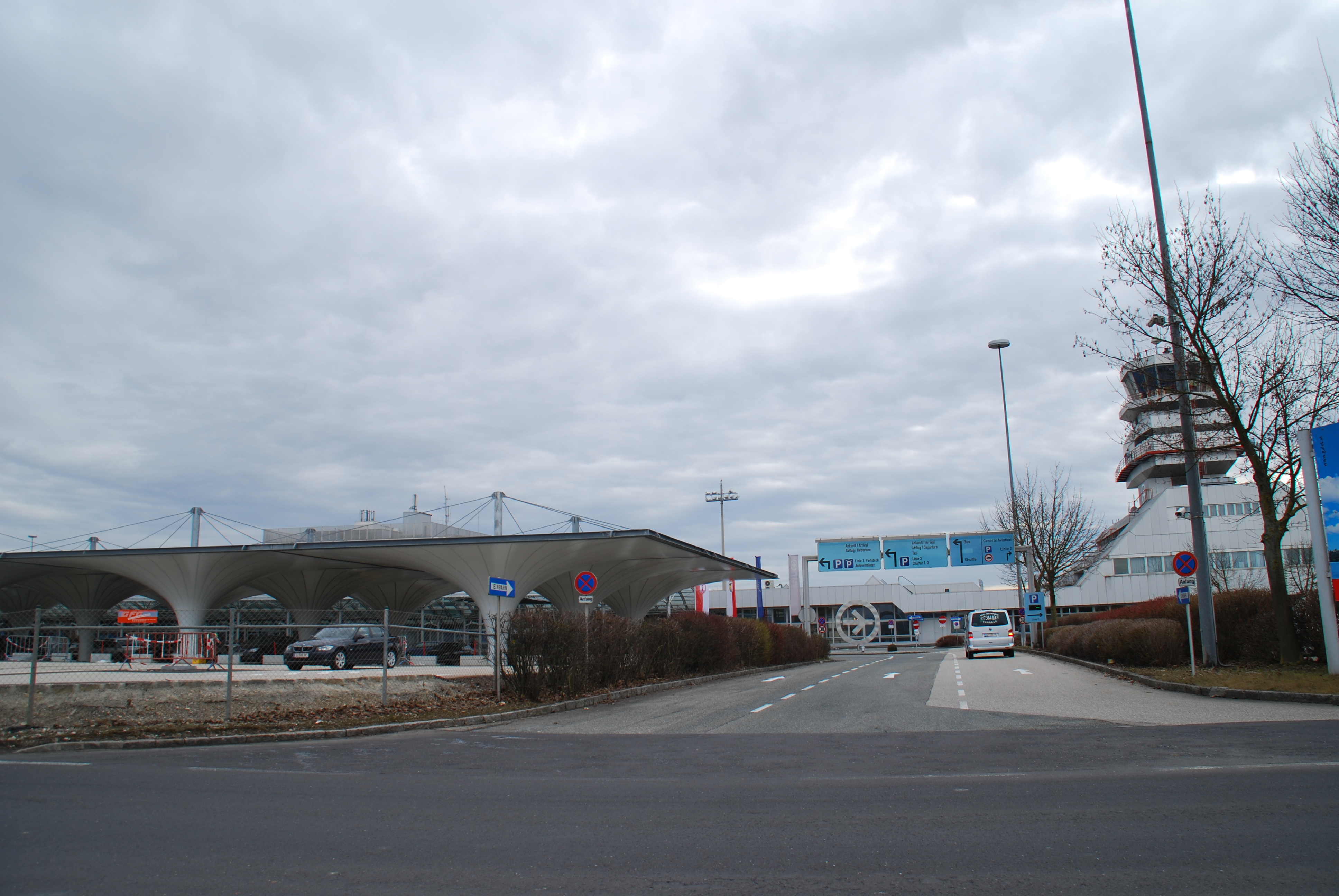
Flughafen Linz-Hörsching

In Hörsching befindet sich der Flughafen Linz mit Linienverbindungen nach Düsseldorf, Frankfurt am Main und Wien. Billigflugverbindungen gibt es mit Ryanair nach London (3 × pro Woche). Zusätzlich bestehen noch einige Charterverbindungen nach Ägypten, Griechenland, Italien, Kroatien, Spanien, Tunesien und der Türkei. 2023/24 gibt es noch Linienflüge von und nach Düsseldorf und Frankfurt am Main. Der Schwerpunkt liegt weiterhin bei Charterflügen (nach Ägypten, Bulgarien, Frankreich, Griechenland, Italien, Kroatien, Polen, Malta, Marokko, Spanien, Türkei und Zypern).
Der Flughafen hat eine gewisse Bedeutung als Standort für Luftfracht-Speditionen. Es gibt einen werktäglichen Frachtflug zum DHL Hub Leipzig. In Linz war überdies die einzige österreichische Cargoairline Amerer Air beheimatet. 2014 wurde der Flughafen von rund 561.000 Passagieren frequentiert und 44.414 Tonnen Fracht umgeschlagen. Im Folgejahr lag die Anzahl der Passagiere bei 529.785 und die Fracht erhöhte sich auf 45.985 Tonnen. 2023 wurden nur mehr 232.950 Passagiere abgefertigt. Damit stieg das Passagieraufkommen zwar um 12,1 Prozent im Vergleich zum Jahr 2022, lag aber weiterhin unter dem Aufkommen des Jahres 2019. Mit 44.342 Tonnen Luftfracht ist der Flughafen Linz weiterhin der mit Abstand führende Bundesländer-Frachtflughafen Österreichs.

## Sozialwesen und Sicherheitswesen
In Linz gibt es
- 07 städtische Seniorenheime mit 1.249 Betreuungsplätzen,
- 07 private Seniorenheime mit 821 Betreuungsplätzen,
- 03 Tageszentren für Senioren mit 110 Betreuungsplätzen,
- 144 betreute Wohnungen,
- 19 Seniorenklubs (Club Aktiv genannt),
- 09 städtische Krabbelstuben mit 212 Betreuungsplätzen,
- 90 Tagesmütterplätze,
- 46 städtische Kindergärten mit 3.376 Betreuungsplätzen,
- 39 private Kindergärten mit 1.911 Betreuungsplätzen,
- 31 städtische Horte mit 2.880 Betreuungsplätzen,
- 08 private Horte mit 529 Betreuungsplätzen,
- 13 Jugendzentren,
- 03 Jugendinformations- und -beratungsstellen,
- 03 Streetworkprojekte,
- 01 Kinder- und Jugendwohnhaus mit 24 Plätzen,
- 01 Jugendwohngemeinschaft SISAL mit 8 Wohnplätzen,
- 6 Obdachlosenheime mit 245 Plätzen,
- 01 Frauenhaus mit 14 Betreuungsplätzen,
- 01 Mutter-Kind-Haus mit 8 Betreuungsplätzen,
- 09 private Eltern-Kind-Zentren,
- 01 städtisches Eltern-Kind-Zentrum in Ebelsberg,
- 01 Familienzentrum in der Solar City in Pichling,
- 15 Eltern- und Mutterberatungsstellen,
- 01 Sozialmarkt SOMA (privat),
- 5 Sozialstationen,
- 03 Kompass-Sozialberatungsstellen,
- 120 geförderte Sozialvereine.

### Gesundheitswesen
In Linz gibt es (Stand 2016)
- 7 Krankenhäuser,
- 170 Fachärzte,
- 37 Apotheken und
- 2 Rettungsdienste.

Krankenhäuser

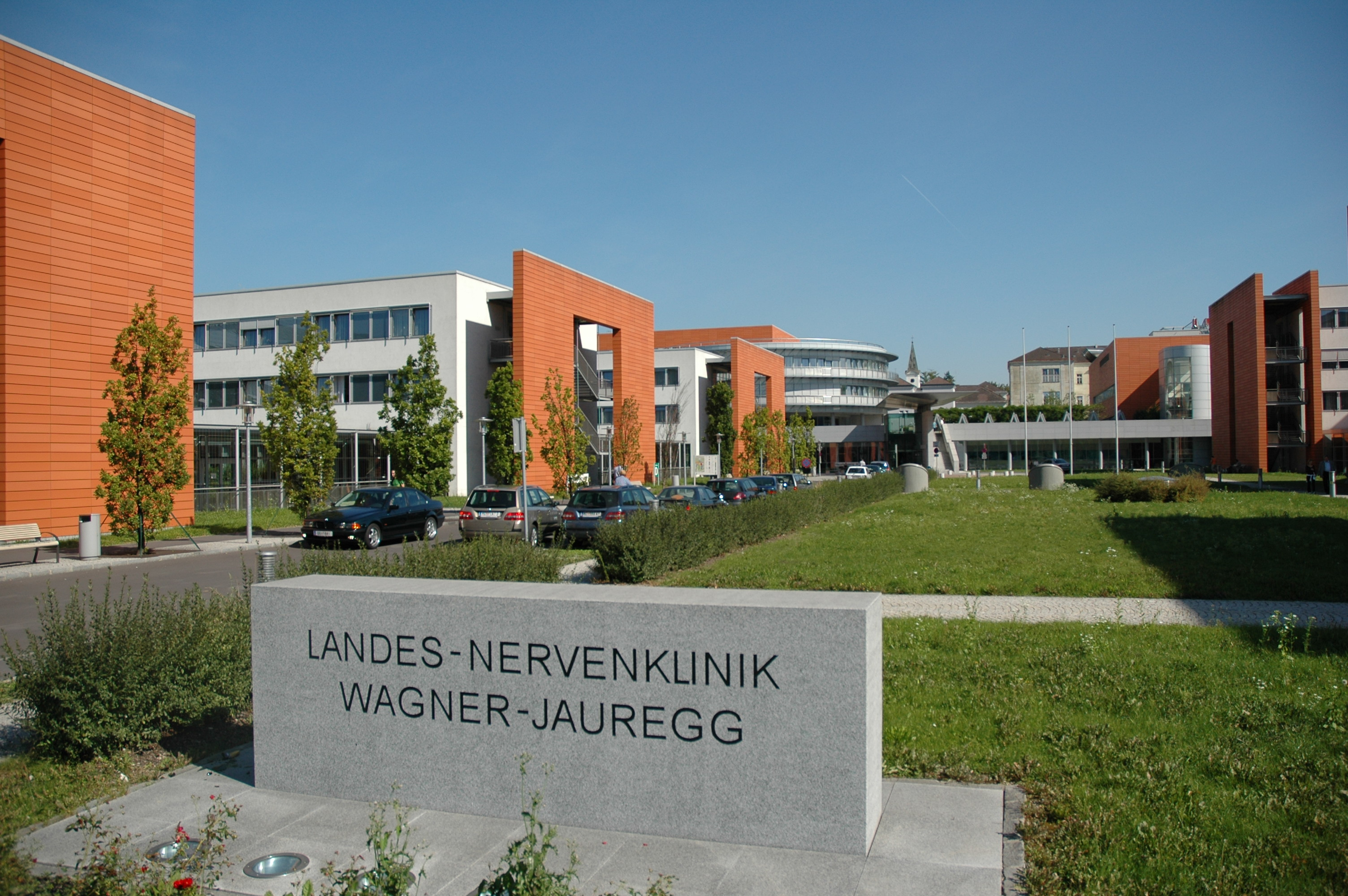
Landesnervenklinik Wagner-Jauregg

- Kepler Universitätsklinikum, bestehend aus den Bereichen:[102]
  - Med Campus III, bis Ende 2015 das Allgemeine Krankenhaus (AKh) mit 996 Betten und insgesamt 2.513 Mitarbeitern
  - Med Campus IV, bis Ende 2015 die Landes-Frauen- und Kinderklinik mit 268 Betten
  - Neuromed Campus, bis Ende 2015 die Landesnervenklinik Wagner-Jauregg mit 731 Betten
- Unfallkrankenhaus (UKH) mit 155 Betten
- Krankenhaus der Barmherzigen Brüder mit 372 Betten
- Ordensklinikum (Fusion per 1. Jänner 2017[103])
  - Krankenhaus der Barmherzigen Schwestern mit 713 Betten
  - Krankenhaus der Elisabethinen mit 481 Betten
- Klinik Diakonissen Linz mit 116 Betten
- Tagesklinik Linz mit 14 Betten

Rettungsorganisationen, die auch weitere Aufgaben wahrnehmen:
- Arbeiter-Samariter-Bund
- Rotes Kreuz

### Bildung

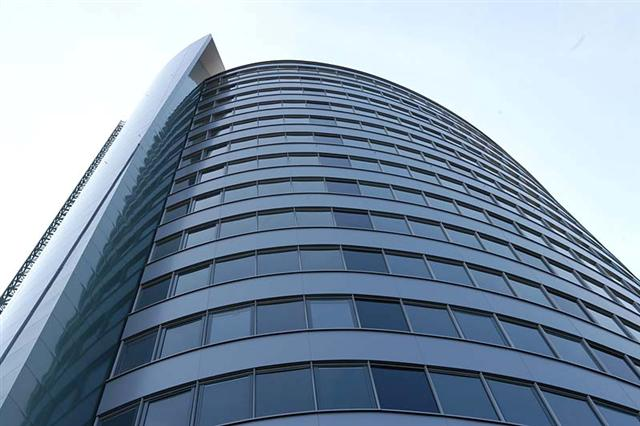
Wissensturm in der Nähe des Linzer Hauptbahnhofes – seit 2007 Sitz von Volkshochschule und Stadtbibliothek; kurz vor seiner Fertigstellung

#### Grund-, Ober- und Berufsschulen
(Quelle: )
- Öffentliche Pflichtschulen: insgesamt 12.333 Schüler (Schuljahr 2022/23)
  - 37 Volksschulen
  - 16 Mittelschulen
  - 05 Sonderschulen
  - 02 Polytechnische Schulen
- Private Pflichtschulen: insgesamt 1.960 Schüler (Schuljahr 2022/23)
  - 4 Volksschulen
  - 4 Mittelschulen
  - 7 sonstige allgemein bildende Schulen
- 17 Allgemeinbildende höhere Schulen mit 10.717 Schülern (Schuljahr 2022/23)
  - U. a. fünf private, religiöse Bildungseinrichtungen wie das Oberstufenrealgymnasium der Diözese Linz, das Kollegium Aloisianum, das Bischöfliche Gymnasium Petrinum, Gymnasium der Kreuzschwestern Linz und das ROSE Oberstufenrealgymnasium

- 12 Berufsbildende mittlere und höhere Schulen mit 6.779 Schülern, drei davon privat mit katholischem Träger (Schuljahr 2022/23)
- 03 Bildungsanstalten für Elementarpädagogik mit 1.011 Schülern, zwei davon privat mit katholischem Träger (Schuljahr 2022/23)
- 10 Berufsschulen mit 9.230 Schülern (Schuljahr 2022/23)

#### Universitäten und Hochschulen
(Quelle: )
- Johannes Kepler Universität Linz mit 21.989 Studierenden (Stand 2022/23)
- Universität für künstlerische und industrielle Gestaltung Linz (Kunstuniversität Linz) mit 1.227 Studierenden (Stand 2022/23)
- FH Oberösterreich, Campus Linz, mit 1.624 Studierenden (Stand 2022/23)
- Anton Bruckner Privatuniversität für Musik, Schauspiel & Tanz mit 905 Studierenden (Stand 2022/23)
- Institute of Digital Sciences Austria / Technische Universität Linz, im Aufbau
- Pädagogische Hochschule Oberösterreich mit 4.683 Studierenden (Stand 2022/23)
- Private Pädagogische Hochschule der Diözese Linz mit 2.020 Studierenden (Stand 2022/23)
- Katholische Privat-Universität Linz mit 375 Studierenden (Stand 2022/23)
- LIMAK Austrian Business School

#### Bibliotheken
Im September 2007 wurde neben dem Hauptbahnhof der „Wissensturm“ fertiggestellt, in dem die Linzer Hauptbibliothek und die Volkshochschule untergebracht sind. 2007 wurde zudem mit dem Ausbau der Landesbibliothek am Schillerplatz begonnen.
- Hauptbibliothek und zehn Zweigstellen: 1.159.212 Entlehnungen (2013)[109]
- Landesbibliothek: 86.262 Entlehnungen (2005)

Die Hauptbibliothek ist die größte öffentliche Bibliothek in Oberösterreich. Die Bibliothek verfügt über einen Bestand von 220.000 Medien, davon rund 60.000 audiovisuelle Medien, sowie zahlreiche Zeitschriften. Die Bibliothek bietet außerdem öffentlichen Internetzugang sowie Computer zum Surfen an. Die Stadtbibliothek hat sich die Leseförderung zum Schwerpunkt gesetzt. Zudem finden regelmäßig Veranstaltungen wie Lesungen, Workshops oder eReading-Sprechstunden statt.

#### Erwachsenenbildung
- Volkshochschule (VHS Linz[111]) mit 1.710 Kursen mit insgesamt 15.891 Teilnahmen und 606 Einzelveranstaltungen mit 13.883 Teilnahmen (Kursjahr 2021/22)[112]
- Berufsförderungsinstitut (BFI) mit 56.300 Kursteilnehmern (Kursjahr 2010)
- Wirtschaftsförderungsinstitut (WIFI) mit 41.726 Kursteilnehmern (Kursjahr 2004/05)
- Bildungszentrum der Sicherheitsexekutive (BZS) Linz der Sicherheitsakademie

### Polizei
Als Sicherheitsbehörde für die Stadt fungiert die Landespolizeidirektion Oberösterreich. Als Dienststelle des Wachkörpers für das Stadtgebiet ist ihr das Stadtpolizeikommando Linz unterstellt.

### Feuerwehren

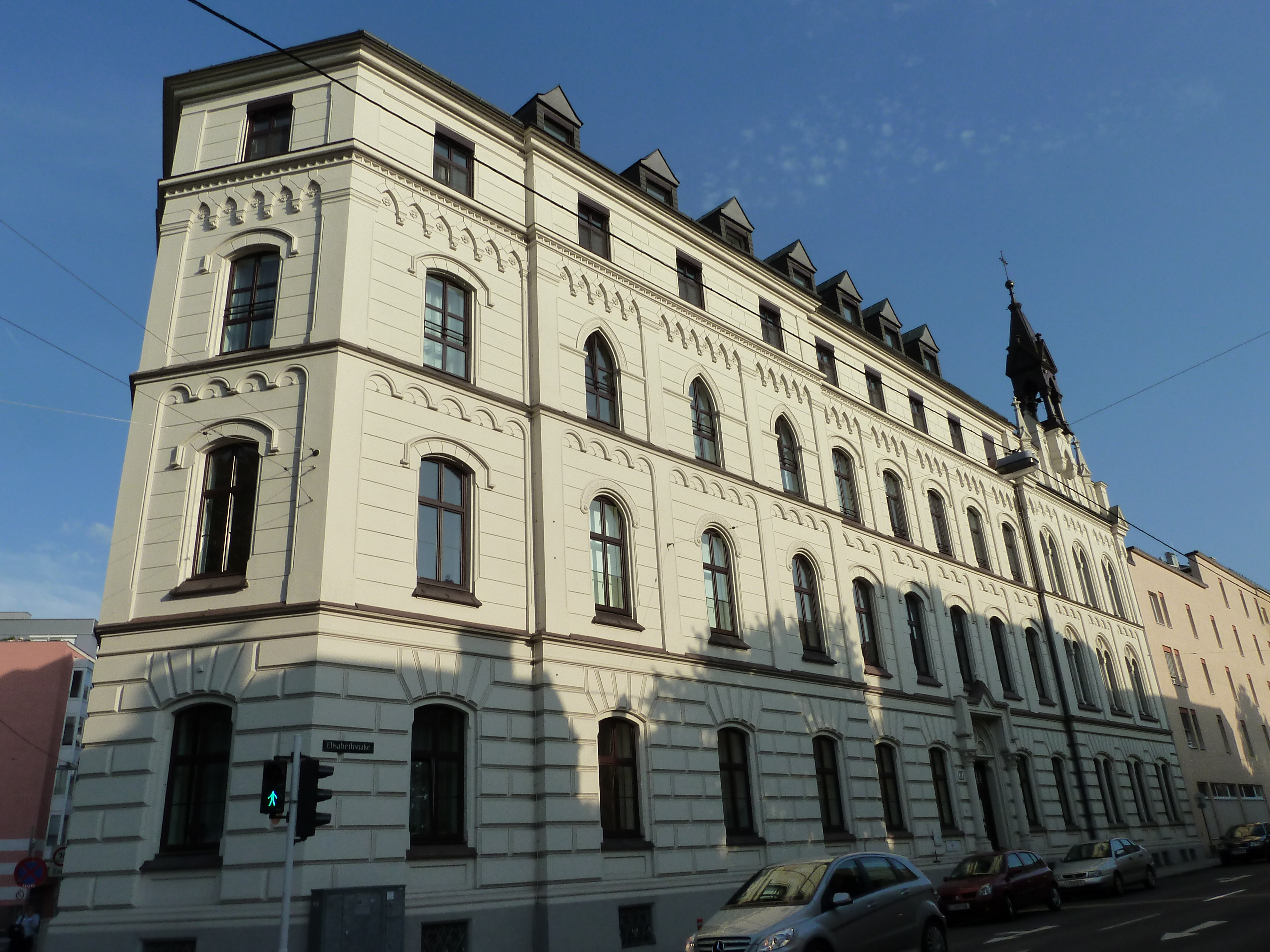
Seniorenwohnhaus Karl Borromäus

In Linz befindet sich eine der sechs in Österreich befindlichen Berufsfeuerwehren. Vier Freiwillige Feuerwehren (Ebelsberg, Pichling, Pöstlingberg, St. Magdalena) und neun Betriebsfeuerwehren ergänzen das Linzer Feuerwehrwesen. Daneben befindet sich in Linz die dem Oberösterreichischen Landesfeuerwehrverband unterstehende Landesfeuerwehrschule, die die Ausbildung der Feuerwehrmitglieder aller oberösterreichischen Freiwilligen und Betriebsfeuerwehren durchführt.

### Betreuung und Pflege
Für die Betreuung alter und pflegebedürftiger Menschen bietet die Stadt Linz städtische Seniorenzentren an. Daneben betreiben private Organisationen Alten- und Pflegeheime, zum Beispiel die Diakonie das Haus für Senioren in der Körnerstraße und die Caritas Oberösterreich die Seniorenhäuser St. Anna und Karl Borromäus.

## Freizeit

### Parks und Erholungsgebiete

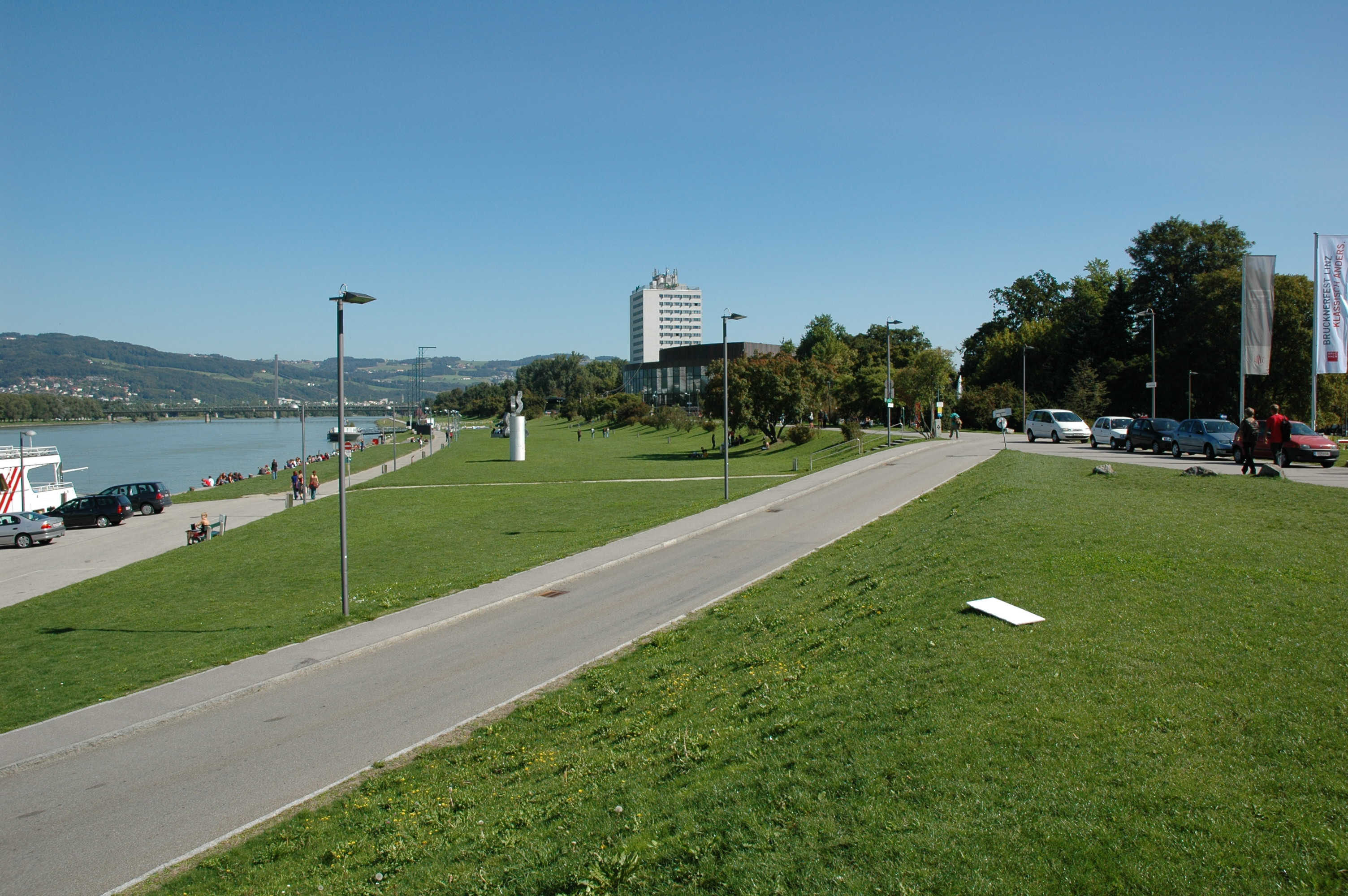
Die Donaulände, im Volksmund kurz Lände genannt, ist im Sommer ein beliebter Treffpunkt für Jugendliche.

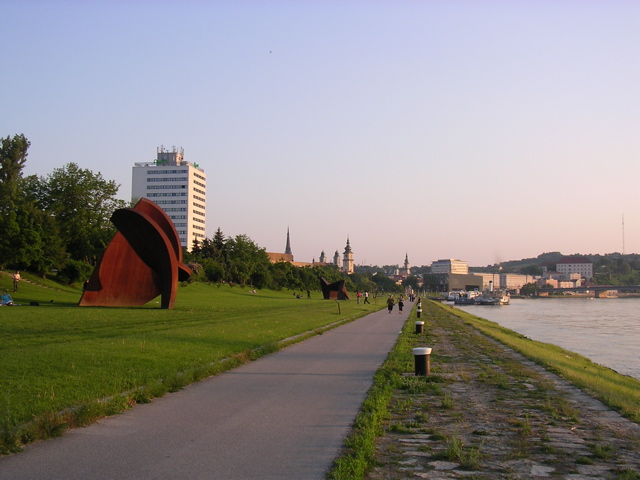
Donaulände flussaufwärts (Richtung Westen)

Die Stadt Linz verfügt über eine Vielzahl von Parks sowie mehrere größere Erholungsgebiete, die im Folgenden genannt werden:
- Seen und Freibäder: Pichlinger See, Pleschinger See, Weikerlsee, Biesenfeldbad, Hummelhofbad, Parkbad, Schörgenhubbad. Die Badeseen in Linz sind für die Besucher kostenlos und gehören zu den saubersten in Österreich. Die Messungen der Wasserqualität wurden in den vergangenen Jahren für „gut“ bewertet. Die Analysen des Wassers werden von der AGES durchgeführt. Der Pleschinger See, der Pichlinger See sowie der Weiklersee werden von der Linz AG betreut.[116] Zu den ersten Schwimmbädern der Stadt gehörten jene im ehemaligen „Fabriksarm“, einem um 1890 zugeschütteten Seitenarm der Donau in der Biegung der Donau (ab heutigem Parkbad bis etwa Winterhafen). Danach wurde als Provisorium an der Oberen Donaulände ein „Strombad“ (Strom im Sinne des Donaustroms) errichtet, das bis zum Hochwasser 1954 bestand. 1901 wurde auch die neue „Städtische Schwimmschule“ an der Stelle des heutigen Parkbades errichtet.
- Botanischer Garten: Mit rund 100.000 Besuchern zählt der Botanische Garten zu den am besten besuchten Einrichtungen der Stadt. Die am Bauernberg gelegene, rund 4,2 Hektar große, seit 1952 bestehende Anlage besticht durch ihre harmonische Gestaltung, ihren Reichtum an Pflanzenarten (rund 8.000 verschiedene Arten in Kultur) und das reichhaltige Kultur- und Veranstaltungsprogramm.
- Donaulände oder „Lände“: öffentlicher Park an der Donau zwischen Lentos und Brucknerhaus. Im Sommer beliebter Treffpunkt der Linzer Jugend. Schauplatz der Linzer Klangwolke.
- Freinberg: öffentlicher Park, von Familien und Joggern sehr gut besucht. Eine der schönsten Wohngegenden von Linz.
- Bauernberganlagen: Großer historischer, landschaftsgärtnerisch gestalteter, zum Teil denkmalgeschützter Park mit zahlreichen Kunstdenkmälern.
- Pfenningberg: Teil des nordöstlichen Grüngürtels Richtung Steyregg mit Ausblick auf die Hafenanlagen und das Gelände der VÖEST
- Wasserwald: Großer Park (ca. 1 km²) im Süden von Linz im Stadtteil Kleinmünchen, in welchem sich ein großes Wasserwerk befindet. Wird von Spaziergängern, Joggern, Nordicwalkern und Hundebesitzern gerne besucht. Der Park ist mit gut gepflegten Gehwegen, Kinderspielplätzen, zwei Rodelhügeln, einem Fitnessweg, einer Laufstrecke sowie einem Seniorenpark mit Freischach ausgestattet. Weiters sind zwei öffentliche Toilettenanlagen vorhanden.
- Stadtpark: Am 22. August 2003 wurde der neue Linzer Stadtpark zwischen Huemer-, Museum-, Noßberger- und Körnerstraße offiziell eröffnet. Mit 10.807 Quadratmeter ist die Grünfläche die zweitgrößte innerstädtische Parkanlage. Die Stadt Linz hat durch ein Tauschgeschäft mit der österreichischen Post dieses Areal erworben. Seit dem Schillerpark im Jahr 1909 hat es in der Linzer Innenstadt keinen neuen Park in dieser Größenordnung mehr gegeben.
- Landschaftspark Bindermichl-Spallerhof: Für die erste Ausbaustufe des 8,3 Hektar großen Areals, das die Stadtbezirke Bindermichl und Spallerhof wieder verbindet, zeichnete das Land Oberösterreich verantwortlich. Der Park ersetzt die Stadtautobahn, die in diesem Bereich seit 2006 unterirdisch verläuft. Alte Wege konnten wieder eingerichtet werden und bis etwa Mitte 2007 gestalteten die Stadtgärtner die neue Parklandschaft mit 550 Bäumen sowie verschiedenen Sträuchern, Stauden- und Blumenbeeten, die dem Park ein vielfältiges Aussehen verleihen.
- Zoo Linz: Der Linzer Zoo befindet sich am Pöstlingberg und beherbergt rund 600 Tiere aus 110 verschiedenen Arten auf vier Hektar. 2016 wurde der 3500 m² große „Haustierpark“, mit Tieren wie dem Zwerghängebauchschwein oder der Walliser Schwarzhalsziege, eröffnet. Der Park bringt Tierfreunden die Vielfalt seltener Haus- und Nutztierrassen näher. Im selben Jahr schaffte es der Zoo auf 132.400 Besucher und knackte erneut den Besucherrekord.[117]
- Kirchschlag: Das Skigebiet liegt 15 km nördlich von Linz und verfügt über drei Schlepplifte: Den Hauslift, den Waldlift und den Babylift. Zu den Besonderheiten des Skigebiets gehören die „Wie schnell bin ich – Strecke“, in der eine automatische Zeitnahme die gefahrene Zeit misst, oder das Abendskifahren. Außerdem verfügt das Skigebiet über eine 2 km lange Langlaufloipe, eine Eistockbahn und einen Natureislaufplatz.[118][119]
- Stadt-Wald: 18 Prozent der insgesamt 96 Quadratkilometer großen Stadt sind bewaldet und nehmen somit bis zu 1.724 Hektar Wald ein, 74 ha mehr als noch im Jahr 2004. Linz steht im Stadt-Waldflächenranking vor Graz, auch wenn nur 500 ha im Besitz der Stadt selbst sind. Diese werden nachhaltig bewirtschaftet und gepflegt, wobei 87 ha Nutz-, 46 ha Schutz-, 30 ha Erholungs- und 353 ha Wohlfahrtsfunktion entsprechen. Letzteres stellt die Hauptfunktion des Linzer Waldes dar.[120]

Im dicht verbauten innerstädtischen Bereich kommt auch den kleineren Parks eine wichtige Bedeutung als „Grünoasen“ zu. So gibt es entlang der Hauptachse der Linzer Innenstadt, der Landstraße, mehrere solcher kleinen Grünanlagen. Diese sind zum einen der Landhauspark, der im Zuge eines Tiefgaragenbaus bis 2009 umgestaltet wurde, wobei die alten Bäume erhalten blieben. Ebenfalls in der Innenstadt befindet sich der Hessenplatz bzw. -park, der 1884 als Zentrum des Neustadtviertels angelegt wurde. Direkt an der Landstraße befindet sich der Schillerpark, der 1909 an die Stelle einer Trainkaserne trat, sowie der Volksgarten, der 1829 von einem Unternehmer angelegt und 1857 von der Stadt gekauft wurde.

### Wanderwege

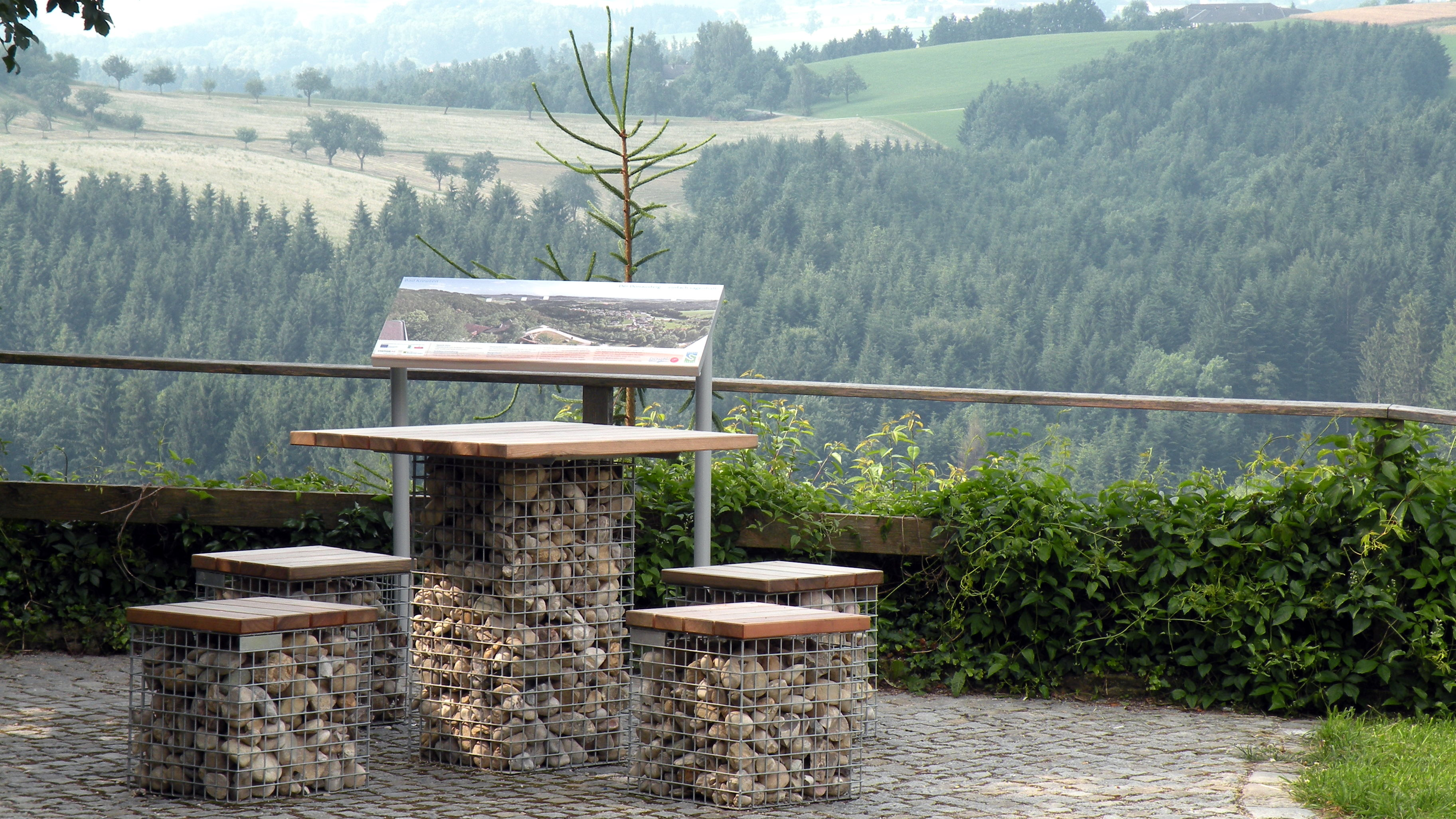
Donausteig Start-, Rast- und Panoramaplatz

Durch Linz führen zwei österreichische Weitwanderwege: Auf dem Pöstlingberg nimmt der oberösterreichische Mariazellerweg, der über Steyr, Waidhofen an der Ybbs sowie Lunz am See in den steirischen Wallfahrtsort Mariazell führt, seinen Ausgang. Weiters wird Linz vom 430 km langen Salzsteigweg durchquert, welcher vom Sternstein im Mühlviertel nach Arnoldstein in Kärnten verläuft.
Der Donausteig ist ein nichtalpiner, 450 Kilometer langer, in 23 Etappen gegliederter, österreichisch-bayerischer Weitwanderweg und führt seit Sommer 2010 großteils an den beiden Donauufern von Passau über Linz bis nach St. Nikola und Grein. Der Donausteig verläuft weitestgehend in der Natur und führt zu beliebten Landschafts- und Aussichtspunkten.

### Hafenrundfahrt
Eine 100-minütige Hafenrundfahrt an Bord des Design-Schiffes „MS Linzerin“ findet im Zeitraum von Ende April bis Anfang Oktober immer dreimal täglich (Dienstag bis Sonntag) statt. Die Fahrt beginnt im Linzer Donaupark, verläuft entlang der Linzer Kulturmeile, führt vorbei am Brucknerhaus und endet im Hafenviertel mit der Einfahrt in die ÖSWAG Schiffswerft Linz.

## Kultur

### Überblick

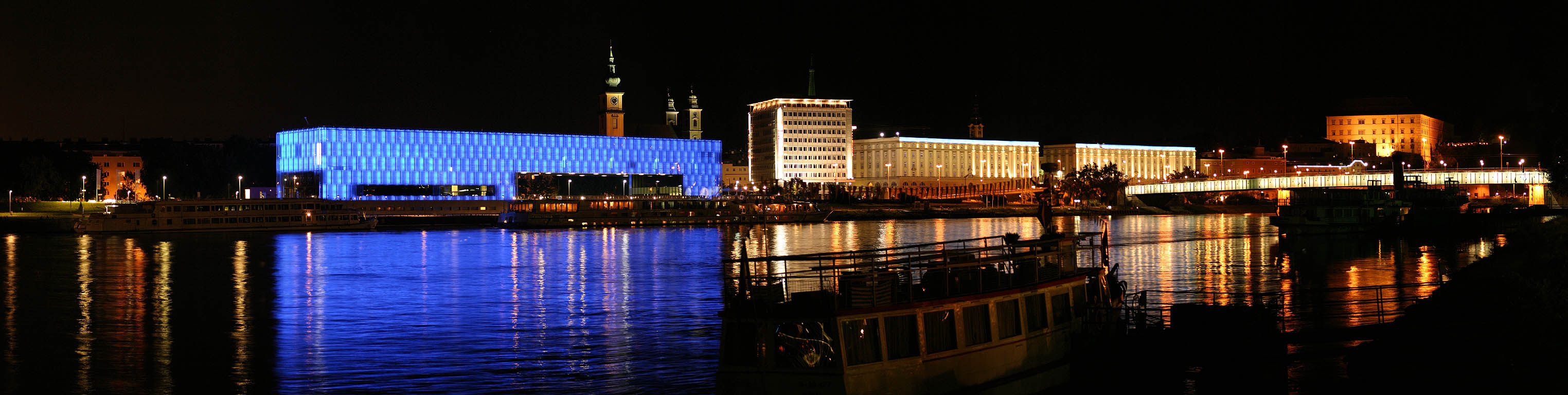

Das bekannteste Linzer Kulturereignis ist die jährlich stattfindende Linzer Klangwolke im Rahmen des Brucknerfestes. Auch die Ars Electronica, Festival für Kunst, Technologie und Gesellschaft, hat sich rasch zu einem Aushängeschild der Kulturstadt entwickelt. Zudem bereichern neben dem seit 1987 jährlich stattfindenden internationalen Straßenkunst-Fest Pflasterspektakel auch noch zahlreiche feste Institutionen das Linzer Kulturgeschehen. Dem früheren Linzfest folgte 2018 erstmals das urbane Musikfestival Stream im Zentrum Linz, welches zusätzlich Workshops, den Stream Talk anbietet.
Das Bruckner Orchester Linz, vor allem bekannt als Symphonie- und Opernorchester, seit September 2017 unter Chefdirigent Markus Poschner begleitet regelmäßig Aufführungen im Musiktheater. Als Hausorchester des Landestheaters Linz gibt es außerdem Gastauftritte im Brucknerhaus.
In Linz gibt es 43 Galerien und Ausstellungsräume, 13 Volkshäuser (267.693 Besucher (2009)), ein Vereinszentrum (20.817 Besucher (2004)) sowie vier „Bildungshäuser“. Die Linz Kulturcard 365 bietet Ermäßigungen und Angebote sowie freien Eintritt für viele dieser Einrichtungen.
Nach dem Anschluss 1938 wurde Linz für kurze Zeit zur Spielwiese nationalsozialistischer Machtphantasien. Als Jugendstadt Adolf Hitlers und Führerstadt sollte Linz nicht nur zu einer bedeutenden Industrie- und Handelsstadt werden, sondern auch zu einer europäischen Kunstmetropole.
Im Jahr 1986 deklarierte sich Linz zur Friedensstadt, deren Ziel es ist, jeglichem politischen Extremismus, Rassismus und Antisemitismus gegenzusteuern. Teil dieses Bekenntnisses war und ist die kritische Auseinandersetzung mit der nationalsozialistischen Vergangenheit der Stadt.
2009 war Linz Europäische Kulturhauptstadt. Finanziert wurde das Projekt „Kulturhauptstadt Linz“ zu gleichen Teilen von Bund, Land und Stadt (jeweils 20 Mio. Euro), geringen Förderungen der EU, Sponsorengeldern sowie Einnahmen aus Verkauf von Karten und Merchandising-Artikeln. Insgesamt standen rund 70 Mio. Euro zur Verfügung, die zur Renovierung sowie zum Aus- und Neubau von Kultureinrichtungen wie etwa dem Ars Electronica Center (AEC), dem Musiktheater (das allerdings erst im April 2013 eröffnet wurde) oder der Anschaffung und Adaptierung von Ausstellungsräumen verwendet wurden. Zugleich wurden Maßnahmen der Stadtverschönerung getroffen: Etwa die Umgestaltung der Promenade im Zuge des Tiefgaragenbaus, sowie die Neugestaltung des Pfarrplatzes.
Am 1. Dezember 2014 wurde Linz als „City of Media Arts“ in das internationale Netzwerk der UNESCO Creative Cities (UCCN) aufgenommen. „In über drei Jahrzehnten hat sich Linz als Standort für digitale Medienkunst und die Ars Electronica mit dem Festival, dem AEC und dem Futurelab als Marke für Innovation und Kreativität etabliert. Die Aufnahme in das internationale Netzwerk (…) unterstreicht die Internationalität und das langjährige Know-How, welches Linz seit Jahren repräsentiert“, so Bürgermeister Klaus Luger.
Aktuell gehören 69 Städte weltweit dem Creative Cities-Netzwerk an, das in sieben thematische Kategorien unterteilt ist: Literatur, Film, Musik, Volkskunst, Design, Medienkunst und Gastronomie. Das Netzwerk soll die Entwicklung vorhandener Potenziale erleichtern, lokale sowie internationale kulturelle Entwicklungen verstärken und Arbeitsplätze schaffen, welche die Entwicklung gesellschaftlicher und wirtschaftlicher Ziele der Städte fördern. Der Titel „City of Media Arts“ wird Städten verliehen, die Medienkunst erfolgreich fördern und integrieren, das urbane Leben damit bereichern und die Zivilgesellschaft in diese elektronischen Kunstformen einbindet. Neben Linz gibt es sieben weitere Städte, die sich City of Media Arts nennen dürfen: Enghien-les-Bains, Lyon, Sapporo, Dakar, Gwangju, Tel Aviv-Jaffa und York.
Gemeinsam mit St. Pölten ist Linz Teil der Aktion „Kultur verbindet“. Der Preis inkludiert ein Ticket für eine Vorstellung im Landestheater Linz oder im Brucknerhaus sowie die Linz Card, mit der freier Eintritt für alle Linzer Museen gewährleistet ist. Weiters kann die Karte als Fahrschein für die öffentlichen Verkehrsmittel verwendet werden und bietet zusätzliche Angebote und Ermäßigungen auf das kulturelle Angebot in Linz und St. Pölten.

### Regelmäßige Veranstaltungen
- Ahoi! Pop. Zeitmusik am Hafen: Seit Herbst 2011 findet im Posthof Linz eine Woche lang das Ahoi! Pop statt. Die verschiedenen Musikrichtungen stehen unter dem Motto „Es muss was geben!“ und bieten den Besuchern einen Mix aus aktueller und urbaner Musik.[133] Seit 2016 findet Mitte Juli das Open-Air-Festival „Ahoi! The Full Hit Of Summer“ im Donaupark statt.[134]
- Ars Electronica: internationales Festival für Medienkunst, das 1979 zum ersten Mal stattfand, und seit 1986 jährlich veranstaltet wird. Die Symposien, Ausstellungen, Performances, Interventionen und Konzerte, die während des mehrtägigen Festivals stattfinden, widmen sich jedes Jahr einem bestimmten Thema, zum Beispiel “C … what it takes to change” (Thema 2014).[135] 2015 besuchten rund 92.000 Besucher das Ars Electronica Festival.[136]
  - Das Thema 2016 lautete RADICAL ATOMS and the alchemists of our time.[137]
  - 2017 widmete sich das Festival dem Motto „Artificial Intelligence – Das Andere Ich“.[138]
Das Festival findet in verschiedenen öffentlichen Räumen statt und versteht sich als Auseinandersetzung mit und in der Öffentlichkeit.
- Black Humour Festival: Alle zwei Jahre im Mai findet das Festival des schwarzen Humors im Linzer Posthof mit Gästen aus ganz Europa statt. Die letzte Durchführung des Festivals war von 2.–28. Mai 2015.[139]
- Bubble Days: zweitägige Veranstaltung im Linzer Handelshafen, mit Streetart und Graffiti, Extrem-Sport und Live-Musik. Die Bubble Days werden von der Linzer Kreativgruppe LI.K.I.DO. seit 2011 veranstaltet und finden seither jährlich im Juni statt.[140] Rund 12.000 Besucher (2013).[141]
- Crossing Europe Filmfestival: internationales Filmfestival des zeitgenössischen, europäischen Autorenkinos, das seit 2004 jährlich in Linz veranstaltet wird. Konnte das Festival 2004 9.000 Besucher verzeichnen, so hat sich die Besucherzahl mittlerweile auf 20.000 (2013) erhöht.[142][143]
- Donau in Flammen: Jährliches Musikfeuerwerk von Juni bis August in Oberösterreich am Ufer der Donau, begleitet von einem breiten Rahmenprogramm.[144] „Donau in Flammen begeistert jedes Jahr tausende Besucher. Vom Ufer aus werden bengalische Feuer und Feuerwerke synchron zu thematisch abgestimmter Musik gezündet und lassen die Donau in buntem Lichterglanz erstrahlen.“[145]
- Festival 4020 [mehr als musik]: Seit 2001 findet das Festival „4020“ regelmäßig in ganz Linz statt. An verschiedenen Spielorten treten junge Komponisten, Musikers und Ensembles auf und spielen sowohl klassische Werke als auch moderne Interpretationen.[146]
- Festival der Regionen: Zeitgenössisches Kunst- und Kulturfestival. Findet seit 1993 alle zwei Jahre jeweils in einer anderen Region Oberösterreichs statt.[147]
- Festival for Children’s Rights: Das Festival versteht sich als kindergerechtes Fest und eine Plattform für Kinderrechte.[148]
- Höhenrausch: Der Höhenrausch ist ein jährlich stattfindendes Kunstprojekt, welches 2009 im Rahmen des Europäischen Kulturhauptstadtjahres entwickelt wurde.[149] Als Teil der DonauArt, einem institutionsübergreifenden Kulturprojekt, stand der Höhenrausch 2018 unter dem Motto „Das andere Ufer“. Das Element Wasser wurde von internationalen Künstlern bearbeitet, wobei die Definition des Ufers im Mittelpunkt der künstlerischen Auseinandersetzung stand. Die unterschiedlichsten Räume und Orte unterstrichen die Präsentation dieses Projekts.[150] Das Projekt „Flying Ship“ des russischen Künstlers Alexander Ponomarev, welches symbolhaft für den Aufbruch zum anderen Ufer steht, bleibt auch nach Ende des Höhenrausches 2018 noch für längere Zeit montiert.[151][152]
- Internationales Brucknerfest: Eine der renommiertesten Musikveranstaltungsreihen Österreichs, welche im Brucknerhaus und weiteren Spielstätten – seit 1977 jährlich im September/Oktober – stattfindet. Der Namensgeber der Musikveranstaltungsreihe ist Anton Bruckner, Veranstalter ist das Brucknerhaus.[153] Das Brucknerfest 2018 fand vom Geburtstag des Komponisten am 4. September bis zu dessen Sterbetag am 11. Oktober statt. Dieser Termin wird jährlich bis zum 200. Gedenkjahr an Anton Bruckner im Jahr 2024 beibehalten.[154] Jedes Jahr widmet sich dieses Musikfestival einem neuen Thema, 2018 stand unter dem Motto „Bruckner und die Tradition“.[155]
- Internationaler TriRun Linztriathlon: bis zu 1.000 Teilnehmer und 5.000 Besucher.
- Jugend hackt Österreich: Computer- und Technikfans zwischen 12 und 18 Jahren verbringen ein Wochenende in Linz an dem gehackt, programmiert und für eine Vision einer besseren Gesellschaft gebastelt wird.[156]
- Kinderfilmfestival: Das internationale Kinderfilmfestival wird von den Kinderfreunden OÖ organisiert. Die Filme werden in Originalfassung gezeigt während ein Schauspieler den Film live synchronisiert.[157]
- Kinderkulturwoche: Die Kinderkulturwoche findet seit 2013 regelmäßig statt. Geboten werden Theaterstücke, Workshops sowie u. a. Schnupperkurse für Kinder und Jugendliche.[158]
- Klangwolke: musikalische Veranstaltung im Donaupark, die seit 1979 jährlich das Internationale Brucknerfest eröffnet. Seit 1985 gibt es neben der „Klassischen Klangwolke“ auch noch eine „Visualisierte Klangwolke“, seit 1998 zusätzlich eine „Kinder Klangwolke“.[159][160] Rund 110.000 Besucher (2013).[161]
- Lange Nacht der Bühnen: Bis nach Mitternacht wird an 30 Spielstätten Programm geboten. Aufgeführt wird nicht nur in Theatern, sondern auch in Bibliotheken, Kulturvereinen oder unter anderem in einem Doppeldeckerbus.[162]
- Lange Nacht der Forschung: Seit sieben Jahren findet die Lange Nacht der Forschung auch in Linz statt. Universitäten, Kliniken und Unternehmen erklären hierbei komplexe Themen auf verständliche Art und Weise.[163]
- Lange Nacht der Kirchen: Jährlich im Juni findet die Lange Nacht der Kirchen statt. Bei der 2004 ins Leben gerufenen Veranstaltung geht es neben den Hauptthemen Religion und verschiedenen Konfessionen auch um den Schwerpunkt Kirchenarchitektur.[164]
- Lange Nacht der Museen: Die Lange Nacht der Museen findet 2016 bereits zum 17. Mal österreichweit statt. Galerien und Museen sind von 18 Uhr bis 1 Uhr früh geöffnet. Zudem werden Sonderveranstaltungen und Events geboten.[165]
- Linz-Marathon: Die Großveranstaltung mit rund 20.000 Teilnehmern und mehr als 100.000 Zuschauern (2019) findet seit 2002 jährlich im April statt.[166]
- Kunst- und Designmarkt: Jährlich stattfindender Markt in der Tabakfabrik.[167]
- Linzer Autofrühling: Der Linzer Autofrühling zählt zu den größten Automessen in Oberösterreich. Seit 1971 werden aktuelle Fahrzeugangebote und neueste Fahrzeugmodelle präsentiert.[168]
- Linzer Christkindlmärkte
- LINZ FMR: Das Festival widmet sich der Kunst in digitalen Kontexten und öffentlichen Räumen. Die erste Ausgabe des biennalen Formats findet im März 2019 an der Linzer Donaulände statt.[169][170]
- Linz International Short Film Festival: Das Linz International Short Film Festival ist das erste Filmfestival Oberösterreichs, bei dem internationale Kurzfilme im Fokus stehen. Die erste Ausgabe mit 114 Filmen an vier Tagen fand im Oktober 2018 im Moviemento (Linz) statt. Für das Konzept verantwortlich zeichnet die Festivalleiterin Parisa Ghasemi.[171]
- Linzer Krone-Fest: Mit 12 Bühnen und über 70 Konzerten zählt das seit 2000 stattfindende Linzer Krone-Fest zu den größten Open-Air-Konzerten Oberösterreichs.[172]
- Linz Story: Das 1988 gegründete internationale Storytelling-Festival zählt zu den bedeutendsten Erzählkunstfestivals in Europa. Neben Linz findet das Festival auch in Graz, Wien und Niederösterreich statt.[173]
- Linzer Tag der Sprachen: findet anlässlich des Europäischen Tags der Sprachen jedes Jahr im September statt. Der Event dauert eine Woche und geht auf eine Initiative des Europarates zurück.[174]
- MUSEUM TOTAL: Zusammen mit dem Tourismusverband bieten neun Linzer Museen während der Semesterferien ein besonderes Programm. Neben Ausstellungen werden Workshops, Kurzführungen oder auch Sonderveranstaltungen für die ganze Familie abgehalten. Das Ziel der Veranstaltung ist auf die Linzer Museen aufmerksam zu machen und die Vielfalt an Kunst und Kultur zu erleben.[175]
- Nacht der Familie: Insgesamt 13 verschiedene Linzer Institutionen öffnen während der Nacht der Familie von 18 bis 24 Uhr ihre Türen und laden zum Erkunden ein.[176]
- NEXTCOMIC: Das NEXTCOMIC Festival fand erstmals im Jahr 2009 statt und ist in Österreich einzigartig, da es den Fokus auf die Verbindung von Comics zu bildender Kunst zeigt.[177]
- Pflasterspektakel: mehrtägiges Straßenfestival mit lokalen und internationalen Künstlern, das seit 1987 jährlich in der Linzer Innenstadt stattfindet. Zu sehen gibt es Objekt- und Improtheater, Hochseil- und Feuerakrobatik, Musik, Tanz und Performance, Clownerie, Jonglage und Comedy. Rund 230.000 Besucher (2013).[178]
- Schäxpir: Ein internationales Jugend- und Theaterfestival in Linz und Oberösterreich seit 2002. „SCHÄXPIR bietet innovatives und mutiges Theater für junge Menschen. Neue und außergewöhnliche Ansätze und Spielarten sind das Programm. Am Grundsatz, anspruchsvolle und qualitativ hochwertige Produktionen zu zeigen, hält das Festival seit 2002 fest!“[179]
- Sicht:wechsel: Das seit 2007 regelmäßig stattfindende Kulturfestival stellt Kunst und Ästhetik von Menschen mit Behinderungen vor.[180]
- Sommer im Rosengarten: Von Juni bis August wird den Besuchern jedes Jahr eine Mischung aus Theater-, Musik- und Kabarettprogramm geboten.[181]
- Steirisch Herbst'ln: alle vier Jahre stattfindendes Event, veranstaltet von der Steirischen Tourismus GmbH.[182]
- Stream Festival: Eine Open-Air-Musikveranstaltung mit freiem Eintritt an mehreren Standorten in Linz.[183] Die erste Ausgabe des Stream Festivals, als Nachfolger des Linzfests, fand von 31. Mai bis 2. Juni 2018 statt. Im Zentrum des Festivals steht – passend zu Linz als UNESCO City of Media Arts – die Digitalisierung.[184] Neben elektronischer Musik werden bei dem Festival auch Workshops, Vorträge und Talks angeboten.[185]
- TGW Lentos Jump: 2015 ging der Stabhochsprung der etwas anderen Art in seine erste Runde. Auf dem überdachten Platz unterhalb des LENTOS Kunstmuseums fand der erste Stabhochsprungwettkampf im Rahmen eines Bewegungstages rund um das Thema Leichtathletik statt.[186] Ein zusätzliches Highlight des Sportereignisses ist die verspiegelte Decke des Lentos.[187]
- Ufern: Jährliches Donau-Strand-Fest in Alturfahr.
- Urfahraner Märkte im Frühjahr und Herbst: je rund 500.000 Besucher.[188]
- Wein & Kunst: Das Wein- und Kulturfest findet seit 1994 jährlich in der Linzer Altstadt statt.[189]

### Kultureinrichtungen und Sehenswürdigkeiten

#### Museen

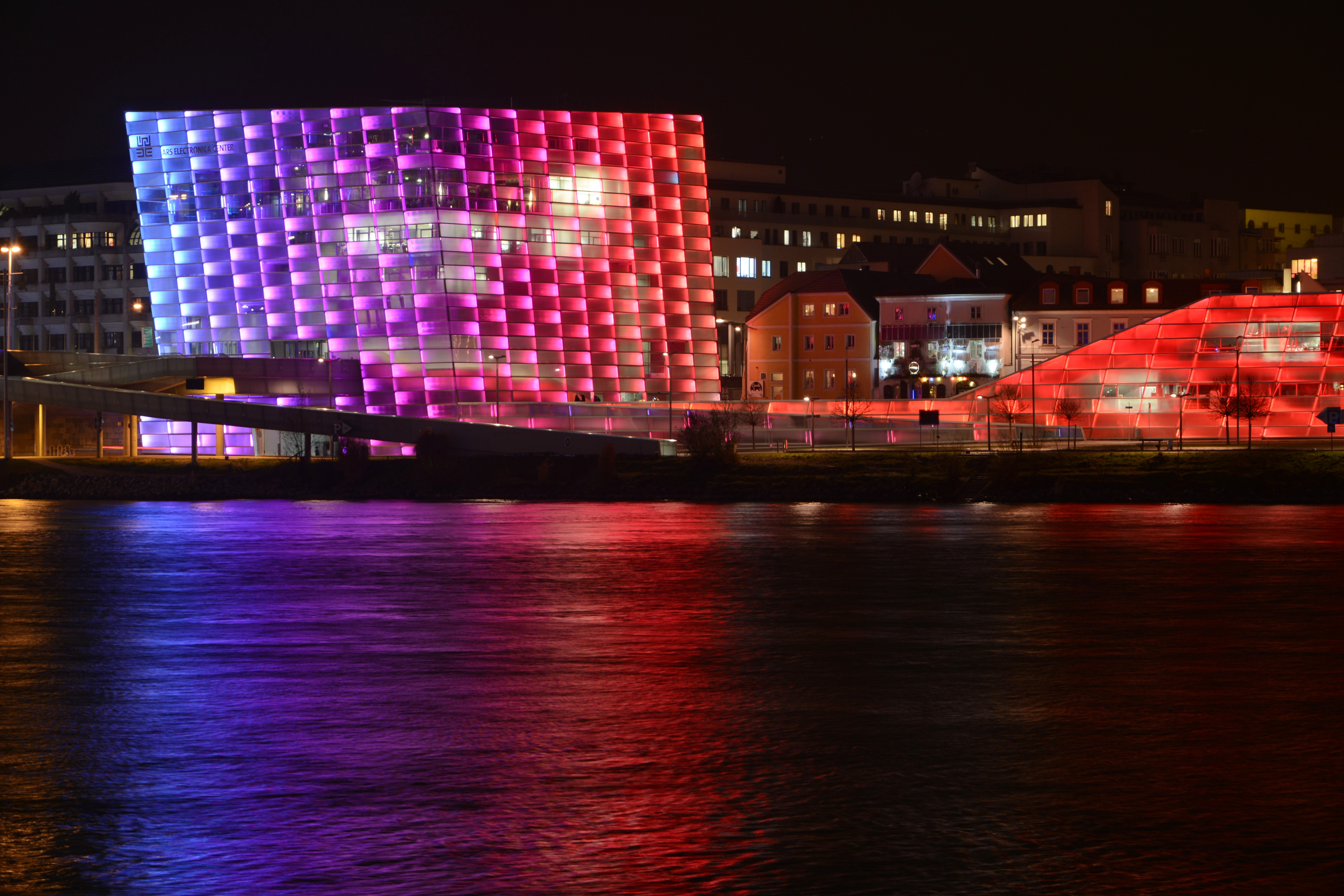
Ars Electronica Center bei Nacht (2013)

- Ars Electronica Center / Museum der Zukunft: Museum für Elektronische Kunst in Linz-Urfahr am Brückenkopf der Nibelungenbrücke: 175.261 Besucher (2013).[190] Die Ars Electronica sucht seit Beginn an nach Verbindungen und Überschneidungen, nach Ursachen und Auswirkungen zwischen Kunst, Technologie und Gesellschaft. Sie ruft Künstler, Wissenschaftler und Forscher aus der ganzen Welt nach Linz, um in Ausstellungen, Vorträgen, Workshops und Symposien ein bestimmtes Thema zu behandeln. Hierbei ist das Ausprobieren, Bewerten und Neuerfinden die angestrebte Methodik an die Auseinandersetzung und soll Antwort geben, was uns Menschen als Gesellschaft ein Stück weiterbringt.[191]

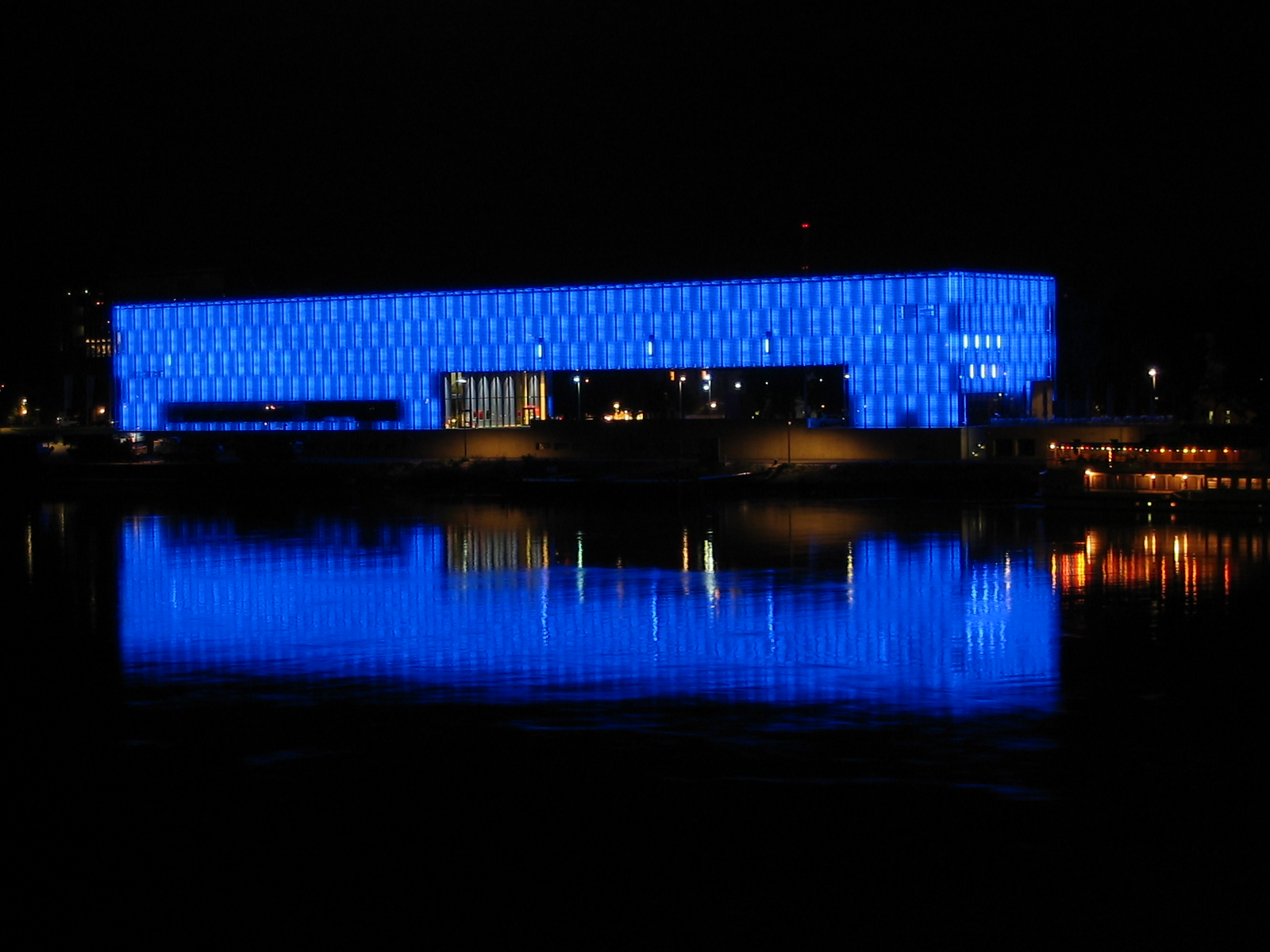
Lentos bei Nacht (2004)

- Lentos: Das Museum für moderne und klassische Kunst an der Donaulände wurde 2003 eröffnet. Wegen der klaren Architektur ist es in der Bevölkerung nicht unumstritten. 71.000 Besucher (2013).[192] Das von den Zürcher Architekten Weber & Hofer geschaffene Museum ist mit der nächtlichen Beleuchtung seiner Glashülle bereits zum Linzer Wahrzeichen geworden. In unmittelbarer Nähe zur Donau, zwischen Nibelungenbrücke und Brucknerhaus, liegt es nur wenige Gehminuten vom Hauptplatz entfernt und bietet zugleich Erholung im weitläufigen, grünen Uferbereich. Großdimensionierte Räume im Obergeschoß gewährleisten einen tageslichtreichen Ausstellungsplatz, so auch die Ausstellungshalle, der gleichzeitig der größte Museumsraum Österreichs ist. Im Untergeschoß ist Grafik und Medienkunst untergebracht, ebenso wie Foyer, Shop, ein Auditorium mit 250 Sitzplätzen, ein flexibel gestaltbarer Raum für Kunstvermittlung sowie die Bibliothek ergänzen wichtige öffentliche Bereiche, zu denen auch das beliebte Café-Restaurant mit seiner Donau-Panoramaterrasse zählt.[193] Das Lentos Kunstmuseum Linz zählt mit seiner stetig erweiternden Sammlung zu den bedeutendsten Museen moderner und zeitgenössischer Kunst in Österreich, von Meisterwerken der europäischen Malerei der ersten Hälfte des 20. Jahrhunderts bis hin zu Grafiksammlungen und Fotobeständen. Lentos spannt den Bogen zwischen der klassisch-historischen Kunst des frühen 20. Jahrhunderts bis hin zu aktuellsten Kunst unserer Gegenwart.[194]
- Stadtmuseum Nordico: Die Sammlung setzt sich aus einer Kunstsammlung, der stadthistorischen und der archäologischen Sammlung zusammen, jeweils mit starkem inhaltlichen Bezug zur Stadt Linz. Die 2023 eröffnete Sammlungsschau Linz kompakt erzählt im Erdgeschoß die 2000-jährige Stadtgeschichte in acht kompakten Kapiteln.[195] Im 2. Obergeschoß untersucht die im September 2023 eröffnete Dauerausstellung Linz Blick mit einem kritischen Blick für Geschichte, Gegenwart und Zukunft die Stadt.[196] 16.000 Besucher (2013),[192] 10.000 Besucher (2022, Rückgang Covid-bedingt).[197]
- Zahnmuseum: Museum zur Entwicklung von Zahnmedizin und Zahntechnik, dessen älteste Exponate aus 1720 stammen.[198] 1.680 Besucher

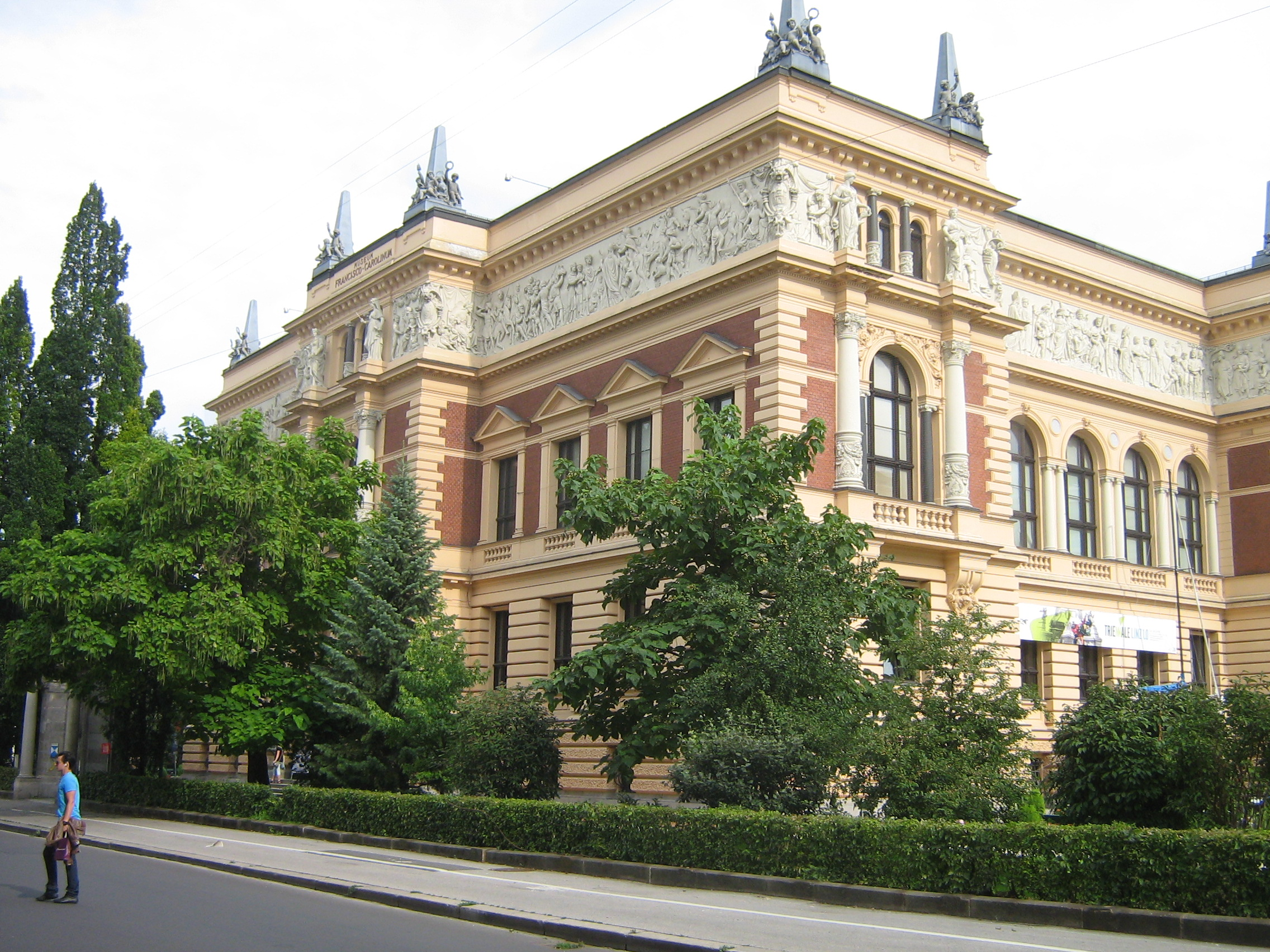
Francisco-Carolinum

- Oberösterreichisches Landesmuseum:
  - Francisco-Carolinum/Landesgalerie: moderne und zeitgenössische Kunst, 23.400 Besucher (2013).[199]
  - Schlossmuseum Linz: archäologisches Museum, 89.500 Besucher (2013).[199]
  - Biologiezentrum Linz-Dornach: Naturkundliche Sammlung mit mehr als 16 Millionen Exponaten,[200] 11.400 Besucher (2013).[199]
- Oberösterreichischer Kunstverein: Verein zur Förderung der Gegenwartskunst (Gründung 1851), mit Galerie im Ursulinenhof[201][202]
- StifterHaus – Zentrum für Literatur und Sprache in Oberösterreich: Sitz des Adalbert-Stifter-Instituts, einer Forschungsstätte für Literatur- und Sprachwissenschaft, und des Oberösterreichischen Literaturhauses, einem Veranstaltungsort für Lesungen, wissenschaftlichen Vorträgen, Symposien u. a.[203]
- Architekturforum Oberösterreich im Haus der Architektur: Vorträge, Ausstellungen und Tagungen, Wettbewerbe und Projektentwicklungen.[204] 6.000 Besucher.
- Offenes Kulturhaus Oberösterreich: Kunsteinrichtung zur Präsentation und Entwicklung zeitgenössischer Kunst mit Schwerpunkt auf installativen und medialen Arbeiten[205]
- Cowboy-Museum Fatsy (April bis Juni geöffnet): Museum für Cowboy-Kultur, mit Exponaten aus Amerika,[206] 2.100 Besucher.

#### Theater

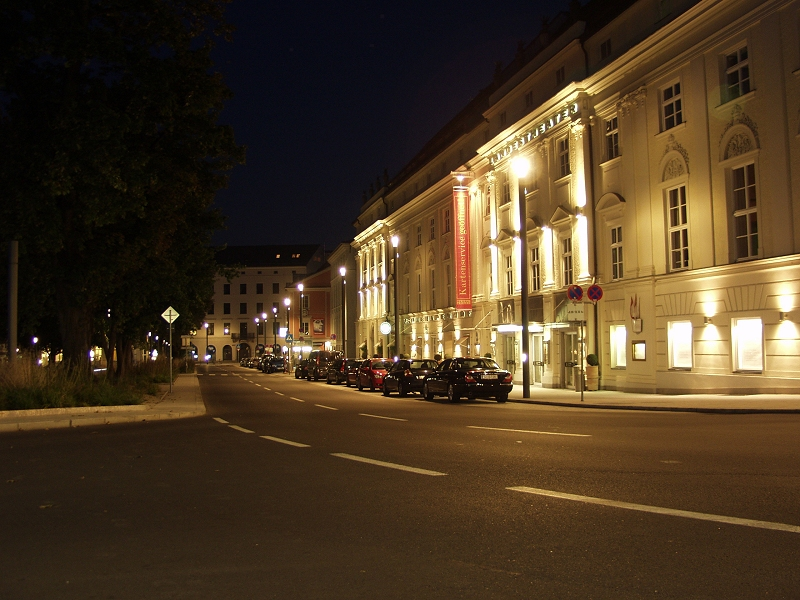
Landestheater bei Nacht

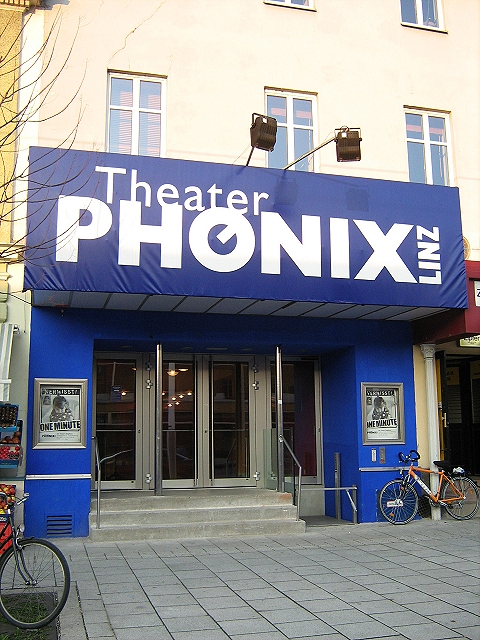
Theater Phönix in der Wiener Straße

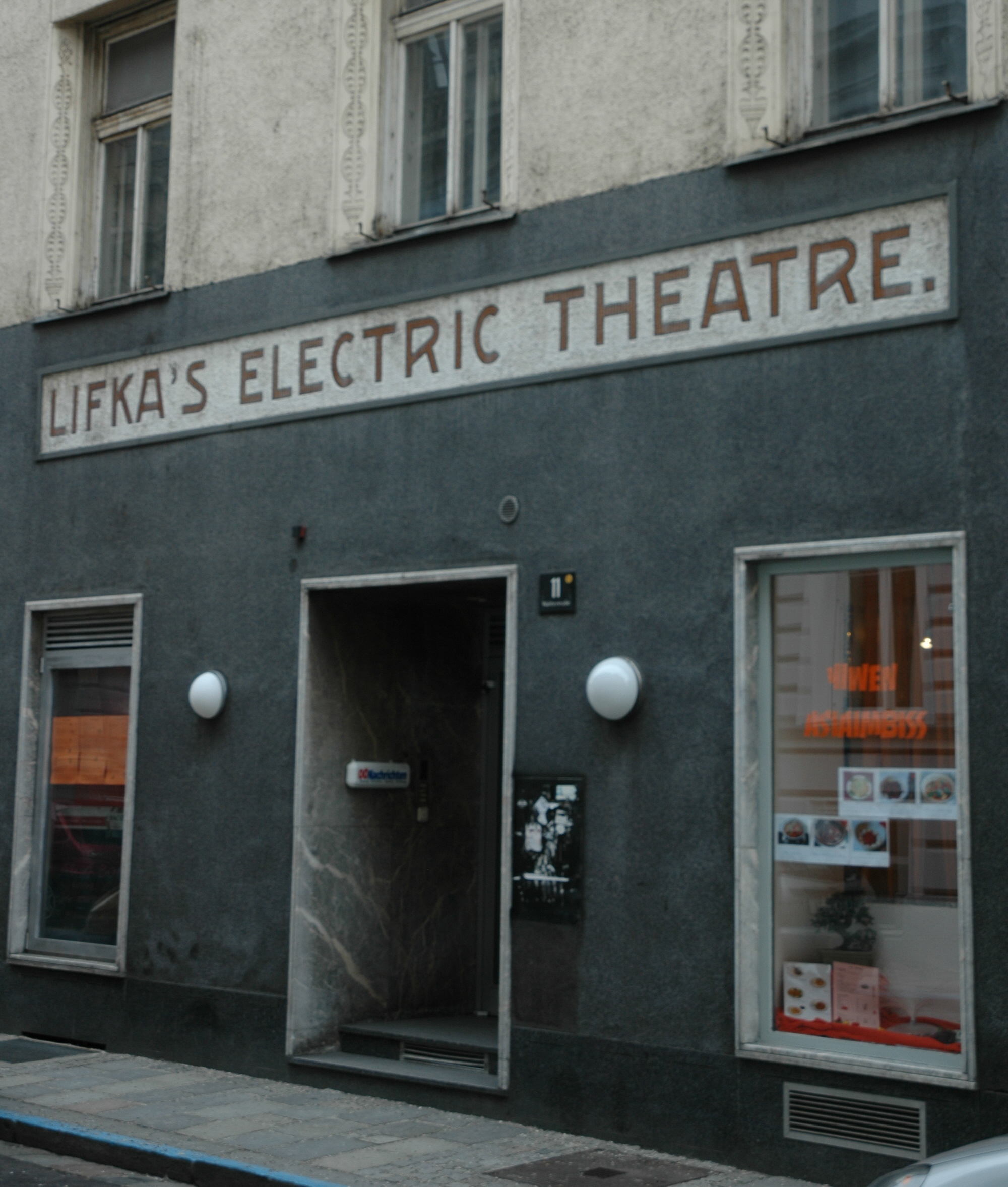
Der Schriftzug des ersten Linzer Kinos ziert noch heute das Gebäude.

- Landestheater: Großes Haus (121.214 Besucher) und Kammerspiele (81.055 Besucher), Ursulinenhof (u/hof, 12.215 Besucher) sowie Eisenhand-Theater (11.564 Besucher).[207]
- Musiktheater: Theater- und Opernhaus der Stadt Linz. Zwischen 2008 und 2013 errichtet und im April 2013 eröffnet. 162.500 Besucher (2013).[208]
- Theater Phönix: Fassungsvermögen bis zu 270 Besucher. 20.050 Besucher in der Saison 2012/13.[209]
- Theater in der Innenstadt: Das ehemalige Varieté Theater Chamäleon wird seit 2011 unter neuer Leitung weitergeführt.[210]
- Kellertheater: 7.200 Besucher in der Saison 2011/12.[211]

#### Kinos
Die Geschichte von Kino und Film beginnt in Linz am 1. September 1896, als im Rahmen eines Varietéprogrammes in „Roithner’s Varieté“ erstmals in Oberösterreich ein Filmprogramm gezeigt wurde. Bis zur nächsten Vorführung eines Filmgerätes dauerte es bis zum 20. März 1897, als im „Hotel zum Goldenen Schiff“ an der Hauptgeschäftsstraße, der Landstraße, für einige Tage das Wanderkino von Johann Bläser gastierte. Bis zur Eröffnung des ersten ortsfesten Kinos mit regelmäßigem Programm dauerte es jedoch noch bis Ende des Jahres 1908. Damals eröffnete Karl Friedrich Lifka (1874(?)–1929) sein „Lifka’s Grand Théâtre électrique“ in jenem Gebäude, in dem bereits die erste Filmvorführung der Stadt stattgefunden hatte, in „Roithner’s Varieté“. Das zweite Kino der Stadt eröffnete nur wenige Monate später. Als der Wanderkinobesitzer Johann Bläser in Linz sesshaft wurde, kaufte er das Hotel Schiff, in dem er bereits in den Jahren zuvor hin und wieder Vorführungen gab, und richtete darin ein festes Kino ein – das „Bio-Kinematograph“, später: „Bläsers Zentral-Kinematograph“.
Das dritte, ortsfeste Kino der Stadt wurde um 1910 vom Varietébetreiber Karl Roithner als „Kino Kolosseum“ gegründet. Erster Standort war die ehemalige Volksfesthalle am Hessenplatz. Nur vier Jahre später musste das Kino jedoch wieder schließen, da das Militär das Gebäude zur Kaserne umfunktionierte. Nach Kriegsende, 1919, erhielt Roithner das Gebäude wieder zurück und richtete wieder sein Kino darin ein. 1928 folgte der erste Umzug. Das „Kolosseum Kino“ zog in die Mozartstraße (4–14). 1936 folgte der nächste Umzug an seinen endgültigen Standort am Schillerplatz. Dort wurde das Kino mit vier Sälen bis zur Jahrtausendwende weiterbetrieben. Das auffällige Kinogebäude wurde in der Folge zu einer Disco umfunktioniert, die wiederum 2006 schloss und die Fläche an eine Diskontkette übergab.
Mit einer 96-jährigen Geschichte war das Kolosseum somit das am längsten betriebene Kino von Linz. Das erste Kino der Stadt, das „Lifka“, schloss bereits in den 1980er Jahren. Doch das zweitälteste Kino, „Bläsers Zentral-Kinematograph“, konnte die 96 Jahre des Kolosseums noch überbieten. Als „Central Kino“ wurde dieses letzte Kommerzkino unter den drei Innenstadtkinos bis zum 28. November 2006, als die letzte Vorstellung stattfand, weiterbetrieben. Das Kino schloss nach 97 Jahren fast durchgehenden Betriebes aufgrund zu geringer Auslastung, bedingt durch die beiden Kino- und Entertainmentcenter „Cineplexx“ und „Megaplex“ am Stadtrand. Neben diesen beiden Kinocentern, von denen das „Megaplex“ eigentlich kein Linzer Kino ist, da es in der Vorstadt Pasching steht, gibt es in Linz nur noch zwei weitere Kinos mit regelmäßigem Betrieb. Diese, das „Moviemento“ und „City Kino“, werden gemeinsam als Programmkinos betrieben.
Heutige Linzer Kinos
- City-Kino (seit 2000, zwei Säle) und Moviemento (seit 1990, drei Säle):[213] Zwei Programmkinos in der Linzer Innenstadt, nur wenig voneinander entfernt, mit abgestimmtem Programm. Gezeigt werden aktuelle Filme aus aller Welt, abseits des Hollywood-Mainstream, häufig in Originalfassung mit deutschen Untertiteln.
- Cinematograph: Hier werden unregelmäßig Stummfilme (manchmal mit Live-Klavierbegleitung), Filme aus der Nachkriegszeit sowie alte Kinderfilme gezeigt. Historische Einrichtung aus 1912.
- CineplexxLinz: Multiplex-Kino inklusive Gastronomie- und Unterhaltungsbetrieben im Linzer Industriegebiet, am 8. Dezember 1999 eröffnet und mit 10 Sälen das größte Kino der Stadt.
- Megaplex Pasching: Kein Linzer Kino, aufgrund seiner Nähe aber integraler Bestandteil der Linzer Kinoszene. Multiplex-Kino mit 14 Sälen (darunter der größte IMAX-Saal Österreichs), Gastronomie und Unterhaltungsbetrieben im Paschinger Einkaufstempel PlusCity nun erreichbar per Straßenbahn.
- Wanderkino Steininger bietet persönliche Filmvorführungen in den Formaten Digitalkino, 35 mm (Standardkinoformat), 16 mm, Videoprojektion und Geräteverleih in ganz Österreich.[214]

#### Sehenswürdigkeiten

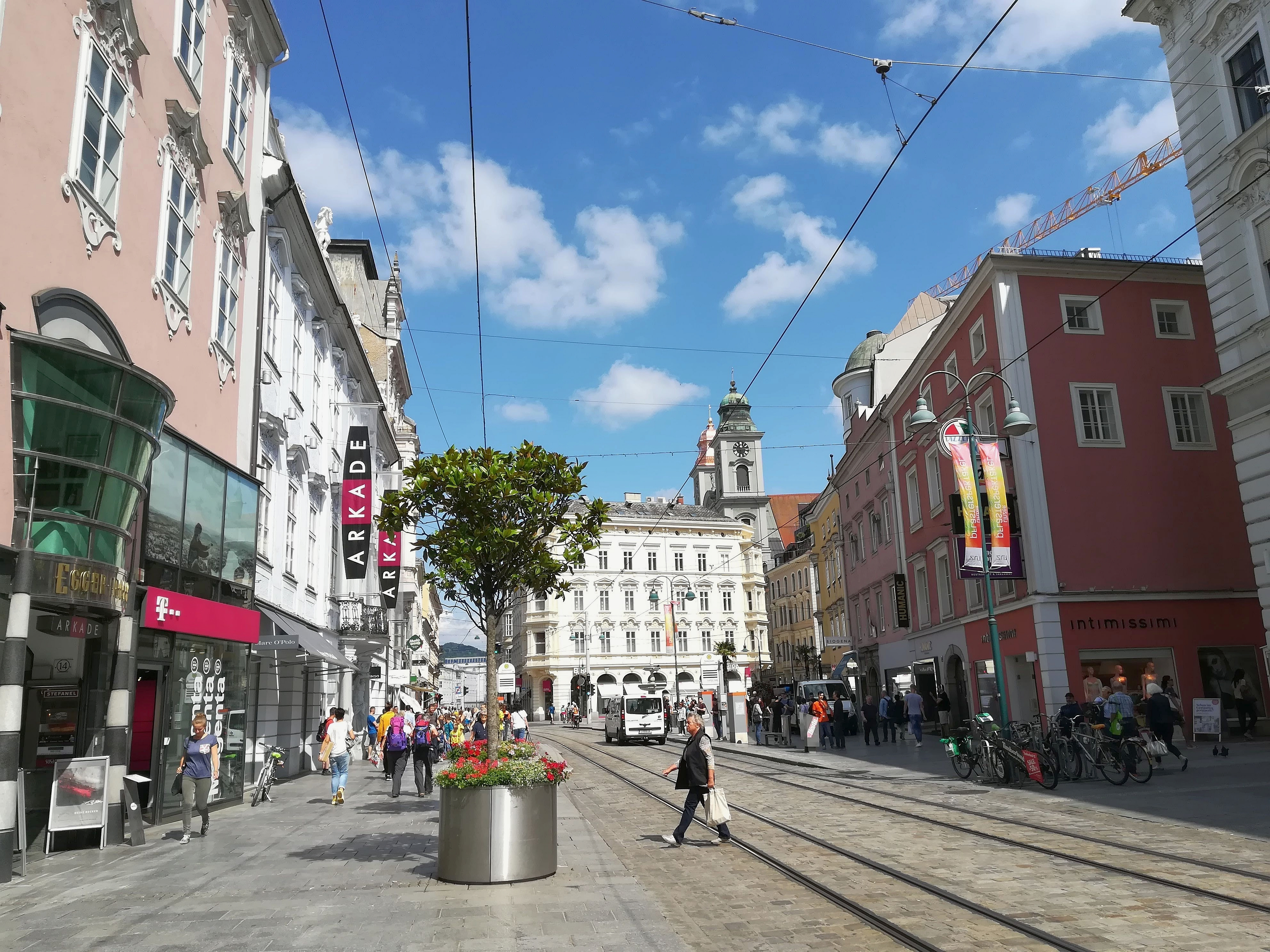
Taubenmarkt, Landstraße

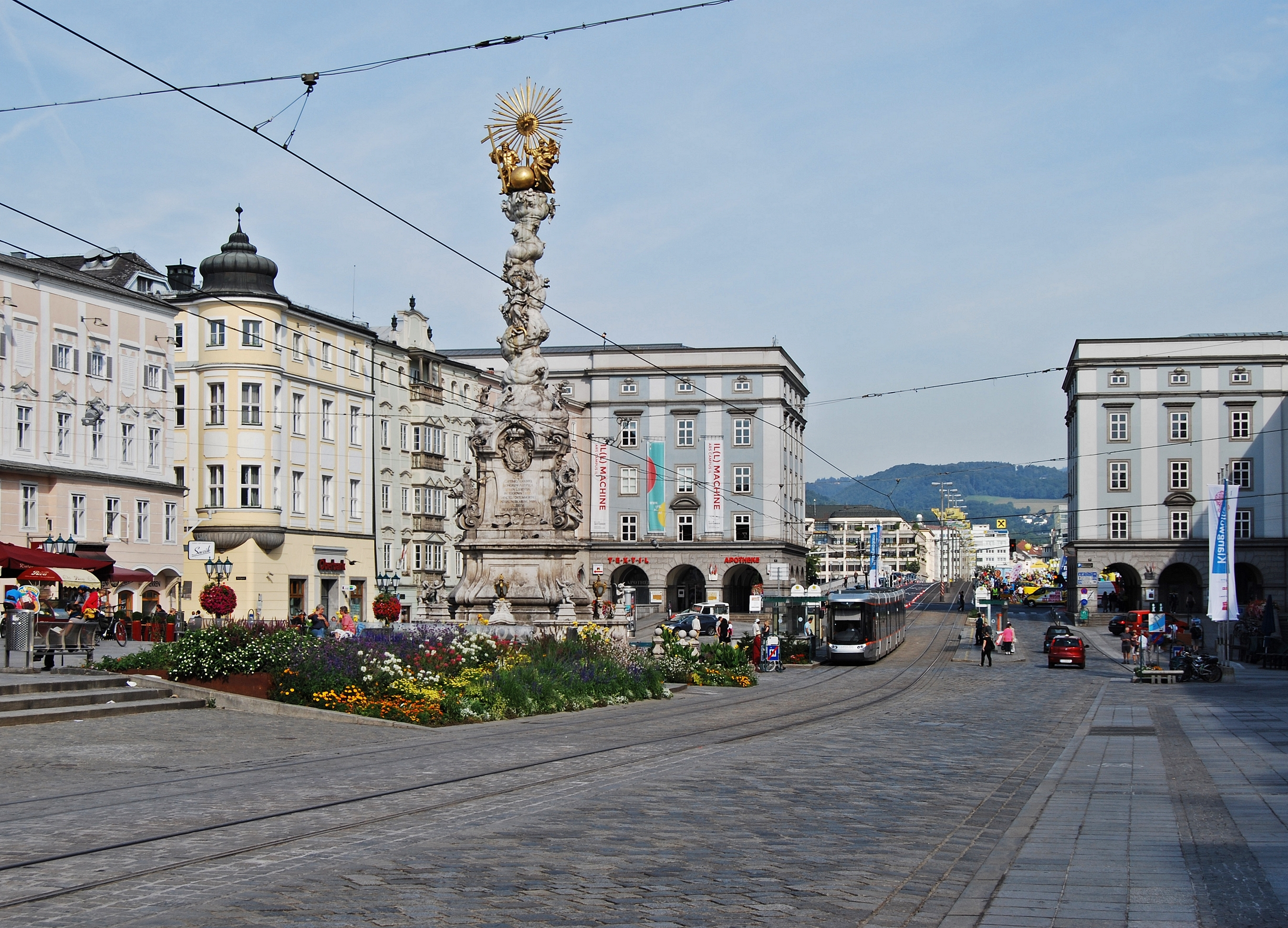
Hauptplatz

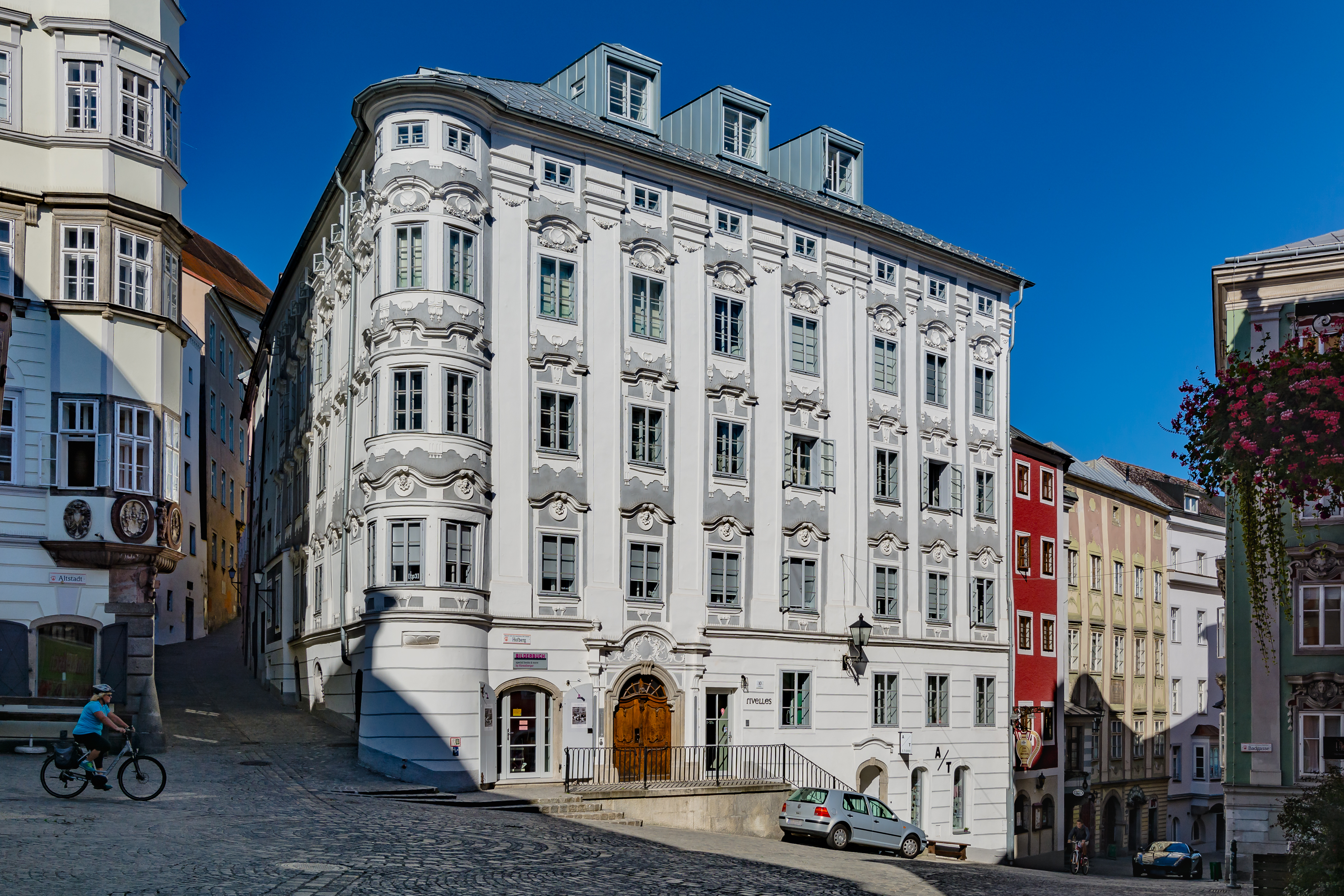
Hofberg, Altstadt

Bedeutende Sehenswürdigkeiten sind unter anderem in der gesamten Innenstadt, dem ältesten Linzer Stadtteil, gelegen:
So führt die Hauptstraße „Landstraße“ vom Blumauerplatz zum Taubenmarkt nahe dem Hauptplatz.
Der um das Jahr 1230 angelegte Hauptplatz zählt mit einer Fläche von 13.200 m² zu einem der größten umbauten Plätze Europas. In der Mitte des Hauptplatzes befindet sich zum Gedenken an die Opfer der Pest die 20 Meter hohe, aus weißem Marmor gefertigte Dreifaltigkeitssäule, errichtet von 1717 bis 1723. Um den Hauptplatz befinden sich viele geschichtlich relevante bzw. architektonisch interessante Häuser, wie das im 16. und 17. Jahrhundert erbaute Alte Rathaus, das Feichtinger-Haus mit seinem berühmten Glockenspiel, welches je nach Jahreszeit die Melodie wechselt, das Kirchmayr-Haus, das Schmidtberger-Haus oder die Brückenkopfgebäude, die einen Teil der Linzer Kunstuniversität beherbergen.
Westlich des Hauptplatzes liegt das Altstadtviertel mit vielen weiteren historischen Gebäuden, wie z. B. Renaissancebürgerhäusern oder älteren Häusern mit barockisiertem Gesicht. Nahe dem Schloss, das von 1489 bis 1493 Residenz Kaiser Friedrich III. war, befindet sich die romanische Sankt-Martins-Kirche aus dem 11. Jahrhundert. Östlich des Hauptplatzes liegt das Rathausviertel.
Auswahl:
- Der römisch-katholische Mariä-Empfängnis-Dom wurde von 1862 bis 1924 im neugotischen Stil errichtet und ist die größte Kirche Österreichs.
- Im Mozarthaus, welches in der zweiten Hälfte des 16. Jahrhunderts errichtet wurde, komponierte Wolfgang Amadeus Mozart in nur drei Tagen die „Linzer Sinfonie“ und die „Linzer Sonate“. Das Haus selbst kann nur von außen besichtigt werden, der Gastgarten ist aber öffentlich zugänglich.[215]
- Das Kremsmünsterer Haus befindet sich am „Alten Markt“ in der Linzer Altstadt. Der Legende nach starb hier 1493 Kaiser Friedrich III.[216]
- Das Landhaus stammt aus dem 16. Jahrhundert und ist heute Sitz des Landeshauptmannes, des Landtages und der Landesregierung Oberösterreichs. Der italienisch inspirierte Arkadenhof erinnert an Johannes Kepler, welcher hier 14 Jahre lang an der protestantischen Landschaftsschule unterrichtete.[217]

Weitere beliebte Sehenswürdigkeiten sind die oben angeführten, auch architektonisch interessanten und abends eindrucksvoll illuminierten Museen (wie etwa das Ars Electronica Center oder das Lentos Kunstmuseum), das Brucknerhaus, die Tabakfabrik, die Donaulände, der Linzer Hafen inklusive Mural Harbor, die Voestalpine Stahlwelt oder der Stadtteil Urfahr. In naher Umgebung liegt der Pöstlingberg, von dem aus auch die barocke Wallfahrtsbasilika, der Zoo Linz oder das Märchen- und Zwergenreich der Linzer Grottenbahn besichtigt werden können.

#### Auswahl an anderen Kultureinrichtungen und Veranstaltungsorten

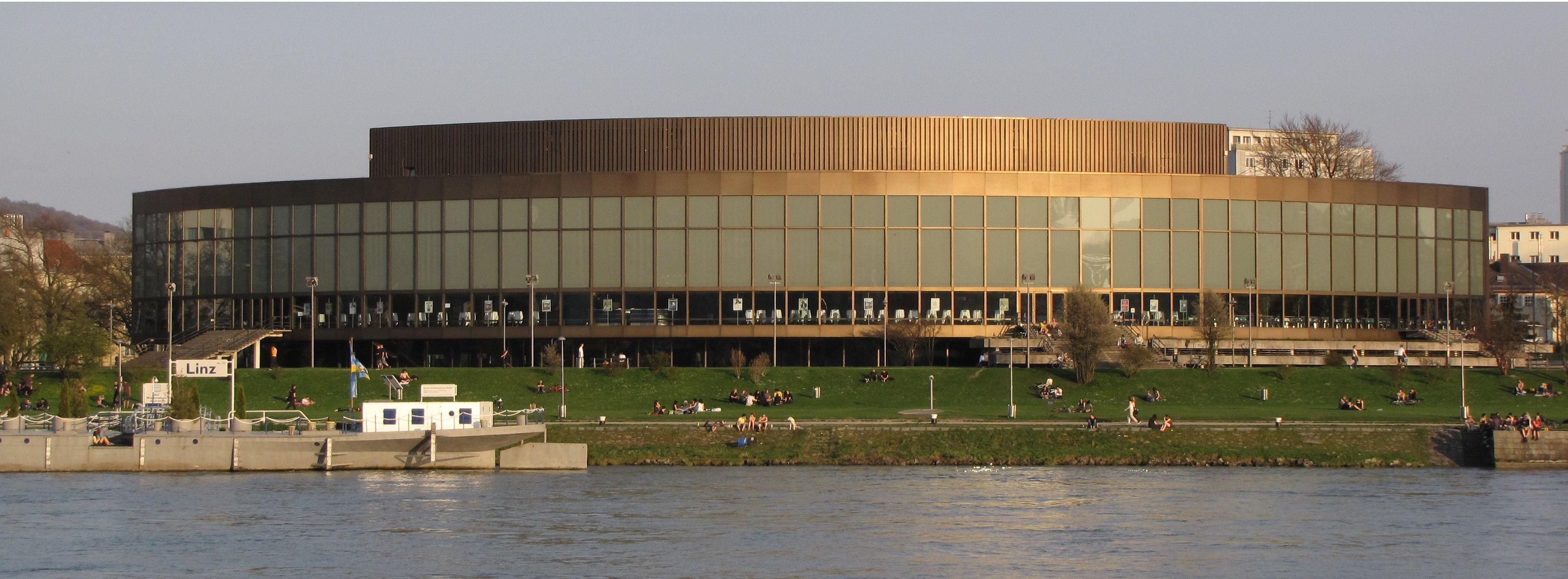
Brucknerhaus

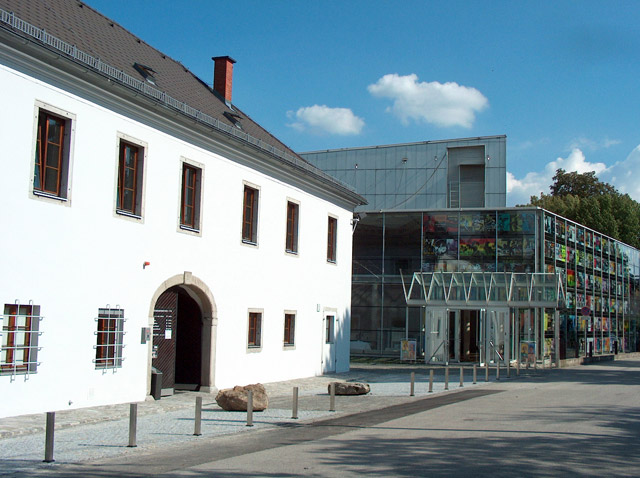
Posthof

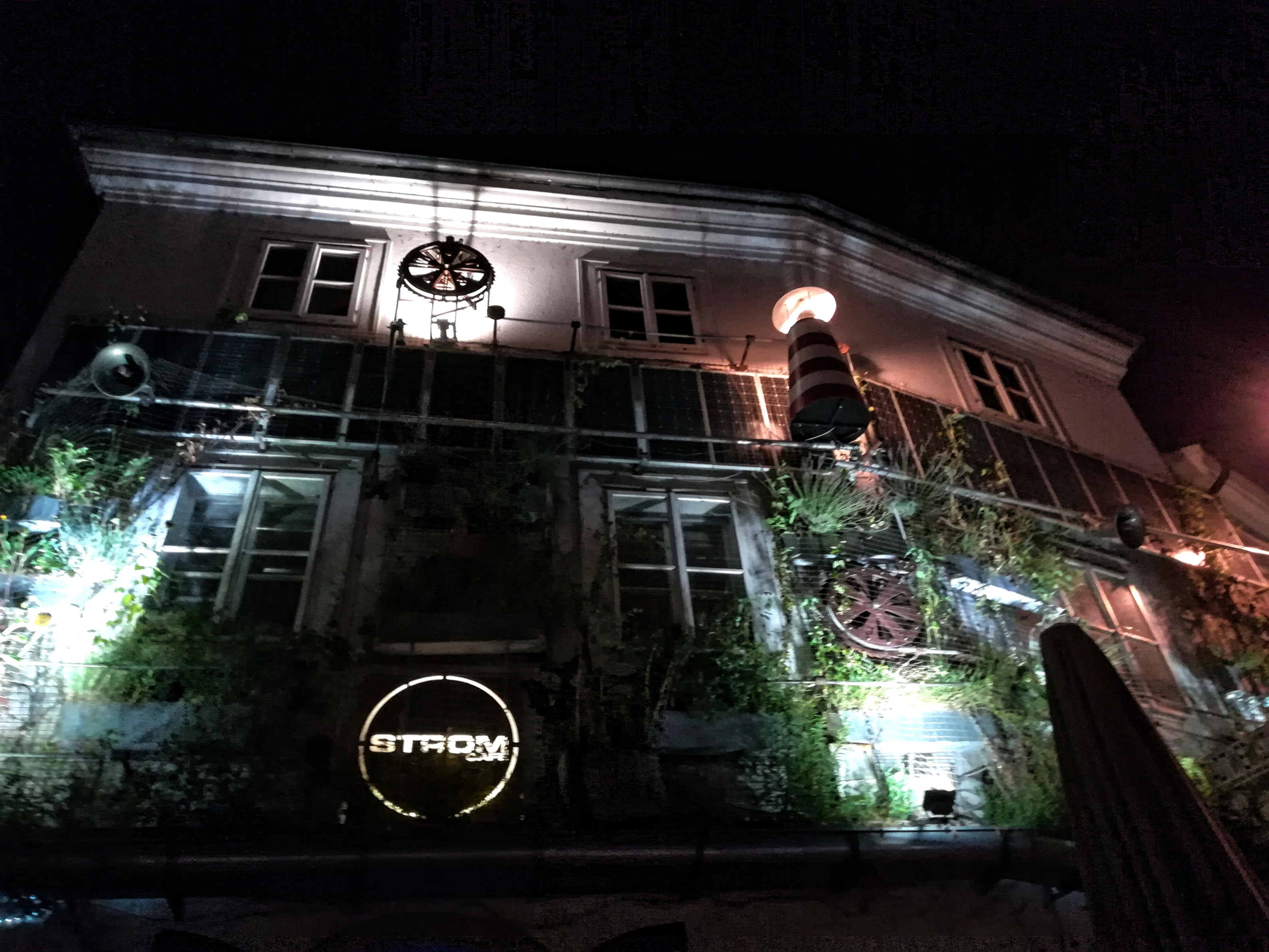
Stadtwerkstatt bei Nacht

- Alte Welt: Konzerte und Kleinkunst
- Archiv der Stadt Linz: Sammeln und Bewahren der wichtigsten Unterlagen der Stadt Linz; Erforschung und Präsentation der Linzer Stadtgeschichte, Auseinandersetzung mit der NS-Vergangenheit der Stadt.
- Atelierhaus Salzamt, früher auch bekannt als „Salzstadl“ oder „Kliemsteinhaus“: Das denkmalgeschützte Gebäude ist Wohn- und Arbeitsmöglichkeit für bildende Künstler mit laufendem Ausstellungsbetrieb.
- Botanischer Garten: jährlich rund 100.000 Besucher, Garten-Pavillon: im Sommer Kulturprogramm im Freien mit Musik, Lesungen, Tanz
- Brucknerhaus: Konzert- und Kongresshaus an der Donaulände, 1973 eröffnet, seit 1974 Schauplatz des Brucknerfestes, nach Anton Bruckner benannt. Wurde 2005 von 170.000 Personen besucht. Das moderne Konzerthaus verdankt seiner Holzverkleidung eine weltweit einzigartige Akustik. Der Große Saal des Brucknerhauses, auch Brucknersaal genannt, bildet das bauwerkliche Glanzstück, inklusive Orgel mit über 4200 Pfeifen und 51 Register. Vor allem die großflächige Bühne ist für bis zu 220 Mitwirkende konzipiert.[218]

2017 standen die Werke und das Wirken von Anton Bruckner unter dem Motto „Bruckner elementar“ im Fokus des Brucknerfests. Das Œuvre Bruckners wurde dabei von nationalen sowie internationalen Künstlern in den Mittelpunkt gestellt.
- Club Spielplatz: Club mit Events unterschiedlicher Musikrichtungen, von House / Deep House bis Reggae, Drum and Bass, Rave oder Hip-Hop
- Club Tunnel: Veranstaltet meist Partys der verschiedensten Techno- und/oder Drum-and-Bass-Stilrichtungen
- Cultur-Café Smaragd: Lokal mit kleiner Bühne im Kellergewölbe, auf der neben regionalen Jazz-, Pop- und Rockbands auch internationale Größen zu hören sind.
- Design Center Linz: ist ein modernes Kongress- und Ausstellungszentrum, dessen Glasdach eine blendfreie Tageslichtatmosphäre im Inneren erzeugt.[220]
- Johannes-Kepler-Sternwarte Linz: eröffnet 1983
- Kapu: Veranstaltungen mit Schwerpunkt auf Hip-Hop, Reggae, Experimental, Noise-Rock und Alternative Musik. 10.000 Besucher (2005)
- Kijani: Bar/Veranstaltungsort für Konzerte im elektronischen Bereich
- Kinderkulturzentrum Kuddelmuddel: Am 27. April 1990 eröffnet, 22.382 Besucher (2005)
- KUBA Jugendkultur: ist eine Einrichtung des VJF Linz, dem Verein für Jugend und Freizeit in Linz, und wendet sich an alle jungen Menschen, die sich für Kultur interessieren.[221]
- Kulturhaus Reiman, Promenade 29, Konzerte, Jugendtheater, Kabarett und Kleinkunst
- Kulturzentrum Hof: 40.520 Besucher (2005) Das Kulturzentrum Hof, mit mehr als 400 m², wurde 1984 gegründet und ursprünglich als Jugendzentrum initiiert.[222]
- Kunstraum Goethestrasse: 1998 gegründet, ist der Kunstraum ein Ort zeitgenössische Kunst, Kulturtheorie und Soziales
- Landeskulturzentrum Ursulinenhof: eröffnet am 21. März 1977, 183.511 Besucher (2005)
- Linzer Auge: drehbares Ponton in der Donau, eröffnet am 11. September 2009, gesunken in der Nacht auf den 4. Juni 2010.
- LIVA (Linzer Veranstaltungsgesellschaft GmbH): Die LIVA vereint Kultur und Sport unter einem Dach. Zur LIVA gehören das Brucknerhaus, der Posthof, das Linzer Kinderkulturzentrum „Kuddelmuddel“ sowie das Stadion, die Sport- und Mehrzweckhalle sowie die Sportanlagen Froschberg, Lissfeld und Auwiesen.[223]
- MAIZ: ist ein autonomes Zentrum von und für Migrantinnen in Linz, das eigene Kulturprojekte umsetzt.[224]

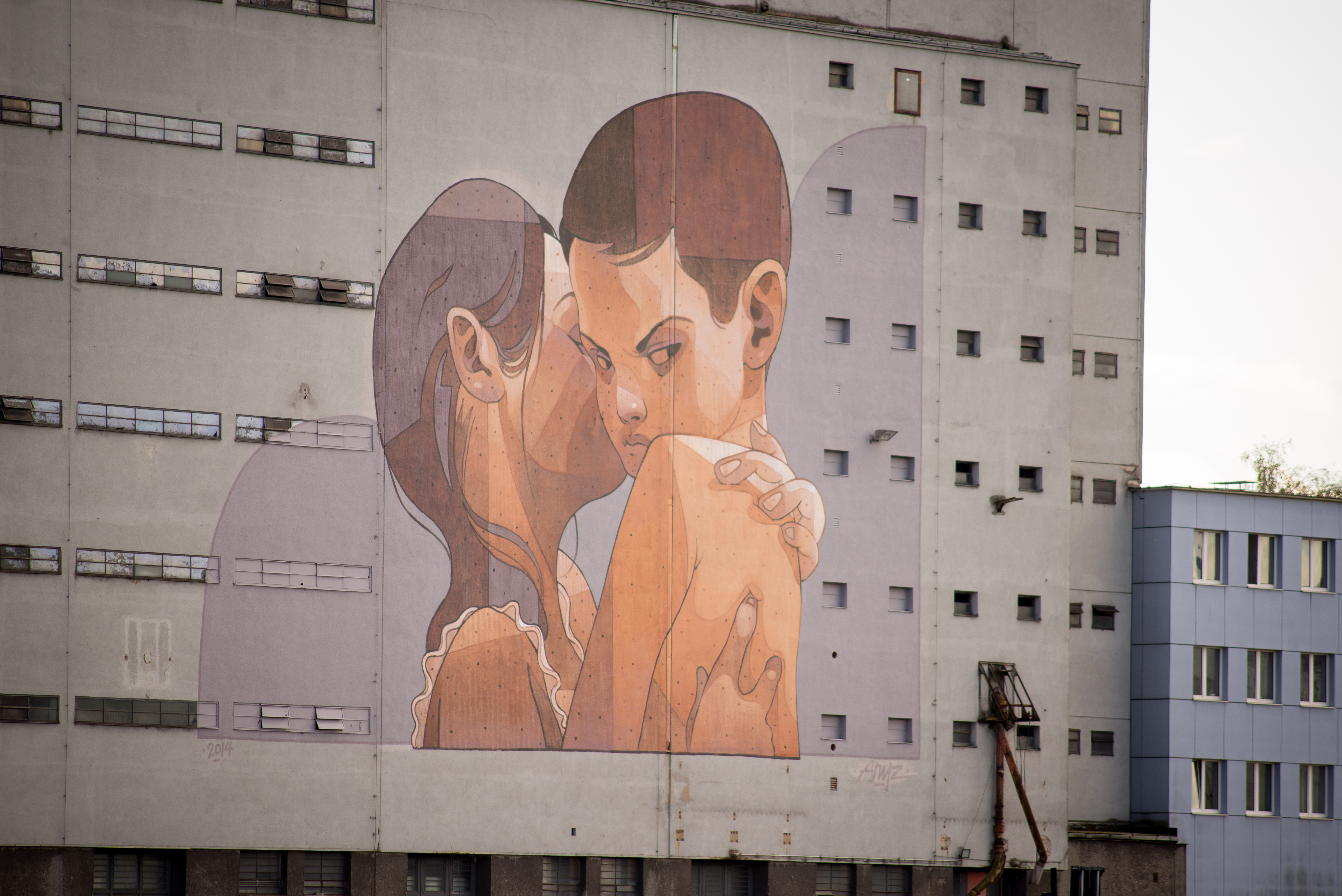
Mural Harbour: eines der Wandbilder

- Mural Harbor: Graffiti und zeitgenössische Wandmalerei sind das Hauptaugenmerk des Kulturvereins Mural Harbor. Mit ihrem Sitz direkt in der BoxxOffice in der Linz AG Handelshafen, liegt das Ziel des Vereins darin, die spezielle Umgebung und das Hafenmilieu mit Farben und Codes unserer Generation zu bereichern – als Zeitspuren von heute. Die galerieartigen Darstellungen dienen vor allem der Aufhellung und Verschönerung des Alltags eines jeden Stadtbewohners. Einheimische sowie internationale Künstler aus Deutschland, Serbien, Griechenland, Spanien, Brasilien, Venezuela, USA oder Australien haben sich an diesem bunten Projekt beteiligt und farbenreiche Motive und Zeichnungen an Wänden und Mauern hinterlassen.[225] Es bestehen Angebote, sich per Flusskreuzfahrt oder per Führung zu Fuß die Graffitikunst näherbringen zu lassen. Am Ende jeder Tour ist man eingeladen, sich selbst in der modernen Wandmalerei zu beweisen und sogar einen entsprechenden Workshop zu besuchen. Die Homepage bietet die Möglichkeit zur Vernetzung mit den Ansprechpartnern („Don’t be a stranger“), wenn es um Fragen zu den Künstlern, Kreuzfahrten, Workshops geht oder man mitmachen bzw. Kritik hinterlassen will. Jede dieser Mitteilungen wird individuell bearbeitet.[226]
- Musikpavillon im Donaupark: 4.065 Besucher (2005)
- Posthof: 1984 eröffnetes Veranstaltungszentrum für Pop-, aber auch viel alternative Musik (Reggae, Hip-Hop, Metal, Drum and Bass), Tanz, Aktions- und Kleinkunst; sehr vielfältiges Programm; das größte Veranstaltungszentrum in Linz. 78.702 Besucher (2009)
- Stadtwerkstatt: 1979 gegründete Kulturvereinigung; In ihrer Heimstätte in der Kirchengasse 4 im Stadtteil Urfahr befindet sich auch das „Café Strom“ sowie ein Veranstaltungssaal für oft international besetzte alternative Musikveranstaltungen, aber auch Lesungen u. ä. 19.000 Besucher (2005)
- Raumschiff: 2014 gegründete Kultur- und Kunstvereinigung; der gemeinnützige Verein ermöglicht Kunst- und Designschaffenden Präsentationsmöglichkeiten und Experimentierräume[227]
- Tabakfabrik: Ausstellungen sowie musikalische Veranstaltungen; der Linzer Karikaturist Gerhard Haderer kritisiert und entlarvt seit rund vier Jahrzehnten die Gehorsamen der Gesellschaft. Sein Projekt „Schule des Ungehorsams“ ist ein Aufruf an alle Menschen, die sich einmischen wollen, um die Gesellschaft mitzugestalten, in einer spielerischen Art und Weise Ungehorsam durchzudenken. Ihren Sitz hat sie seit November 2017 in der Linzer Tabakfabrik,[228] Haderer selbst ist der Schulwart.[229] Die geplanten Aktivitäten umfassen Ausstellungen, Lesungen, Publikationen, Vorträge und Workshops.[230] 2020 schloss die Schule des Ungehorsams den Standort in der Tabakfabrik.[231]
- Weinkellerei Josef Cembran: Veranstaltungen von Weinverkostungen bis hin zu Techno/Drum-and-Bass-Partys.

### Kulturvereinigungen
Neben der bereits oben erwähnten Stadtwerkstatt existieren noch zahlreiche weitere Kulturvereinigungen wie:
- AVRASYA – Kultur-, Bildungs- und Hilfsverein
- Backlab: Seit über zehn Jahren ist das in Oberösterreich gegründete Künstlerkollektiv Backlab in Österreich, und gelegentlich im Ausland, tätig. Aus einer kleinen Gruppe Mühlviertler Künstler und Kulturaktivisten gewachsen, umfasst das Kollektiv mittlerweile mehr als vierzig Personen und kann auf eine langjährige Reihe erfolgreicher Projekte zurückblicken. Aus dem Kollektiv entstanden auch zwei eigene Labels: „temp~records“ und „!records“ (RufzeichenRecords).
- Business & culture: 2004 von Kulturschaffenden und Unternehmer als gemeinnütziger Verein gegründet. business & culture bildet Netzwerke, um höhere Synergien im Bereich Kultur und Wirtschaft zu erzielen (z. B. Kreativwirtschaft, Sponsoring, Corporate Cultural Responsibility) und Entwicklungen kritisch zu reflektieren.
- Die Fabrikanten: 1990 gegründet, als Kommunikationsagentur und Künstlergruppe im Film-, Medien- und Aktionskunstbereich tätig.
- Forum Metall: Im Linzer Donaupark finden sich Plastiken nationaler sowie internationaler Künstler, dessen Ursprungsidee die Verschmelzung von Kunst und Wirtschaft versinnbildlichen soll. Gründer dieser Idee, Helmuth Gsöllpointner und Peter Baum, wollten den Industriestandort Linz als Kunstmetropole etablieren. Plastiken von Herbert Bayer, Max Bill, David Rabinowitch gibt es im Linzer Donaupark für sich zu entdecken.[232]
- FIFTITU%: Feministisches Forum für Künstler und Kulturarbeiter.[233]
- Freundinnen der Kunst: Künstlerkollektiv, kommend aus den Bereichen Video, Bühnenbild, Bildende Kunst und Grafikdesign.[234]
- IFEK – Institut für erweiterte Kunst: ist ein Linzer Kunst und Kulturverein, der im Grand Hotel Cafe zum Rothen Krebsen beheimatet ist.[235]
- junQ.at: ist die größte unabhängige Jugendredaktion Oberösterreichs.[236]
- KUPF: ist die zentrale Plattform für Initiativen der freien und zeitgenössischen Kulturarbeit in OÖ. Ziel der KUPF ist die ständige Verbesserung der Rahmenbedingungen für freie Kulturarbeit.[237]
- Kulturzentrum Hof: Vom 1985 gegründeten Verein werden diverse kulturelle Veranstaltungen, wie z. B.: Konzerte, Kabarett, Lesungen, Diavorträge oder Ausstellungen organisiert.[238]
- Linzer Konzertverein: ein seit 1919 bestehendes Amateurorchester
- Linzer Volksbildungsverein: Der Verein ist besonders im Bereich Erwachsenenbildung und der Regionalkultur tätig.[239]
- MAERZ Künstlervereinigung
- Medea – Initiative für Kunst & Medien: 1998 wurde Medea In Linz gegründet. Neben dem Offenen Atelier beheimatet Medea die Künstlergruppe XX, das Absurde Orchester und bis 2005 die interkulturelle Medienwerkstatt Pangea. Jährlich findet eine große Gruppenausstellung statt. Das Offene Atelier begibt sich regelmäßig auf Tournee (On Tour). Der Aktivisten-, Künstler- und Theoretikerkreis von MEDEA umfasst etwa 20 bis 30 Personen.
- Pangea – Interkulturelle Medienwerkstatt: Der Verein setzt sich für ein positives Miteinander von Menschen unterschiedlicher Herkunft ein. Mit Kunst-, Kultur- und Medienprojekten sollen jede Form von Rassismus, Diskriminierung und Ausgrenzung aktiv bekämpft werden.[240]
- Pixelhotel: Der Kulturverein wurde 2006 mit dem Ziel gegründet, seinen Gästen die Besonderheiten einer Stadt zugänglich zu machen und sie an ungewöhnlichen Orten zu beherbergen.[241]
- qujOchÖ: Im August 2004 hat sich die Kunst- und Kulturinitiative „qujOchÖ“ zusammen mit befreundeten Künstlern an der Linzer Kulturmeile angesiedelt, wo dieses Kollektiv Labor, Werkplatz und Atelier als Grundlage für kontinuierliche und professionelle Kunst- und Kulturarbeit vorfindet.
- Kulturverein Schloß Ebelsberg: Der Verein wurde 1977 gegründet um Das Schloss sowie den Park zu restaurieren. Veranstaltungen wie etwa Weihnachtsmärkte oder Konzerte werden vom Kulturverein organisiert.
- Social Impact – Kunst & Aktionsforschung: 1997 in Linz gegründet, wird an der Entwicklung und Erprobung von Strategien gearbeitet, um gesellschaftliche Konflikte mit den Mitteln von Kunst und Aktionsforschung zu bearbeiten. Das Arbeitsfeld reicht von Sprachkursen für Sexarbeiterinnen am Straßenstrich bis zur Subversiv Messe – Fachmesse für Gegenkultur und Widerstandstechnologien.
- servus.at: Die Kulturinitiative leistet seit 1996 einen Betrag zur selbstbestimmten Nutzung des Netzes als Medium für neue künstlerische und medienkulturelle Produktion im Raum Oberösterreich und darüber hinaus.[242]
- Time’s Up: International agierendes Künstlerkollektiv im Grenzbereich zwischen Kunst, Wissenschaft, Technologie und Unterhaltung.[243]
- Vereinigung Kunstschaffender Oberösterreichs – bvoö (ehem. Berufsvereinigung Bildender Künstler Oberösterreichs – BVOÖ): Unabhängige Plattform für zeitgenössische Kunst und internationalen Festivalhighlights mit der Galerie im Ursulinenhof im OÖ Kulturquartier.
- Zülow Gruppe: Der Zweck des Vereins liegt in der kritischen Auseinandersetzung mit der Umwelt in zeitgenössischen Darstellungsformen. Die Zülow Gruppe übt gemeinnützige Zwecke aus.[244]

### Architektur

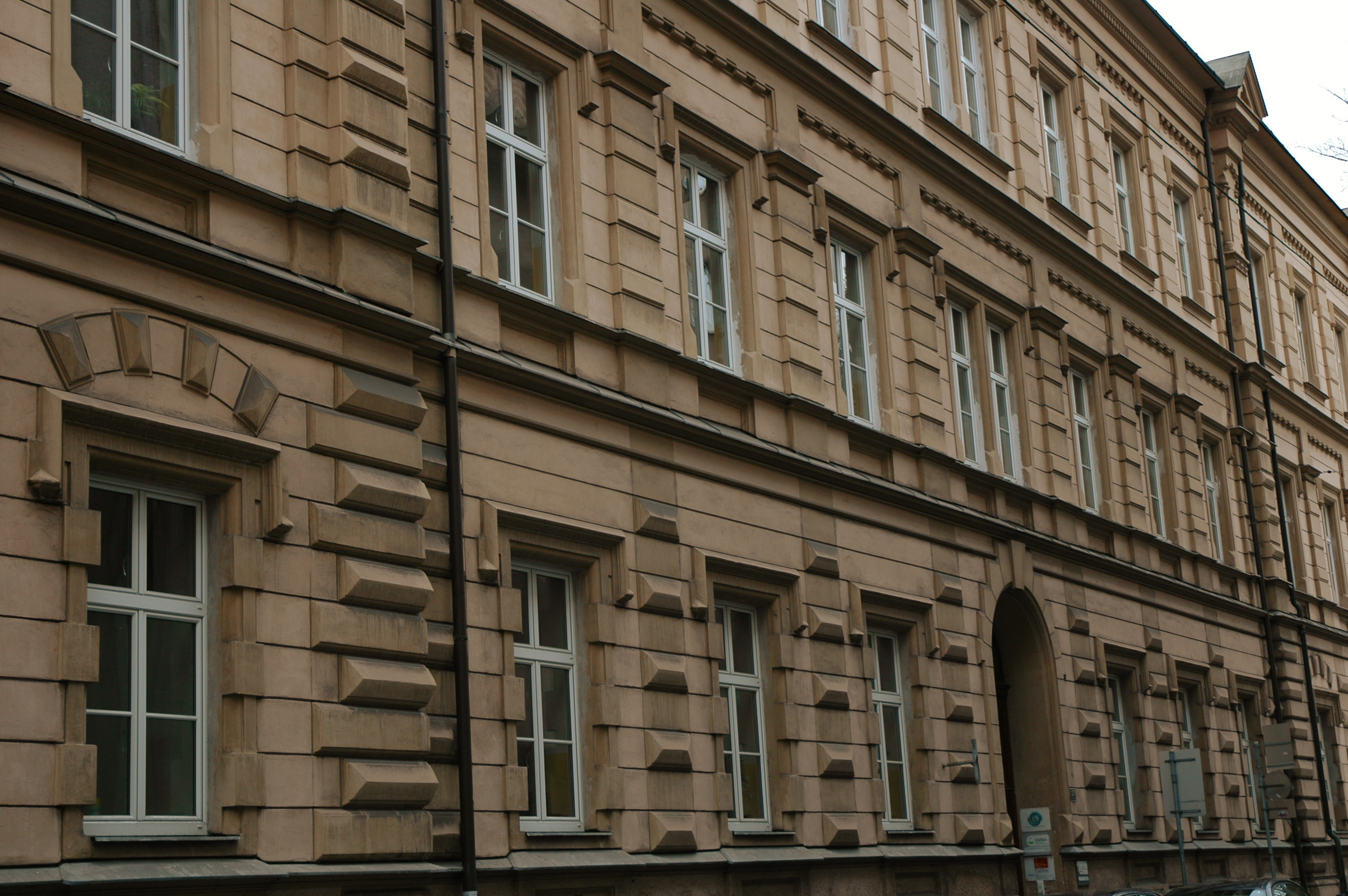
Historismus ist vorherrschender Architekturstil vor allem in den an die Innenstadt angrenzenden Stadtbezirken.

#### Realisierte Grundsätze
Das Linzer Stadtbild ist, wie für eine mitteleuropäische Stadt typisch, vor allem durch eher niedrige, gleichmäßige Verbauung, sowie durch zahlreiche Sakralbauten geprägt. Abgesehen von der mittelalterlichen Altstadt im Stadtzentrum, lässt sich an den vorherrschenden Baustilen der Stadtteile sehr gut die Epoche, in denen sie ihren größten Ausbau und Bevölkerungszuwachs erfuhren, erkennen. So herrscht in den direkt an die Altstadt angrenzenden Stadtbezirken, also vor allem im Stadtteil Innenstadt, der historistische Baustil der Gründerzeit vor, der sich durch Fassaden beispielsweise im Stil des Neoklassizismus, des Neobarock und der Neorenaissance erkennbar macht. Entfernt man sich noch weiter von der historischen Altstadt, dringt man in Wohnviertel, wie das Franckviertel, Froschberg oder den Bindermichl bzw. Kleinmünchen vor. Die dort befindlichen Wohngebäude, vorwiegend im Heimatschutzstil, stammen vielfach aus der Zwischenkriegszeit sowie der Zeit des Nationalsozialismus und geben sich durch einfache Fassaden und die Bauart als große Mietwohnungsanlagen, sogenannte „Hitlerbauten“, häufig in Hofform angelegt, erkenntlich. Auch die Stadtbezirke nördlich der Donau, abgesehen von Alt-Urfahr, weisen viele Wohnanlagen dieser Art und dieser Zeit auf. Eine Ausnahme stellt diesbezüglich vor allem die Gugl dar, die um 1900 ein beliebtes Wohngebiet für die Oberschicht wurde und zahlreiche Villen beherbergt.

#### Neubau nach 1945

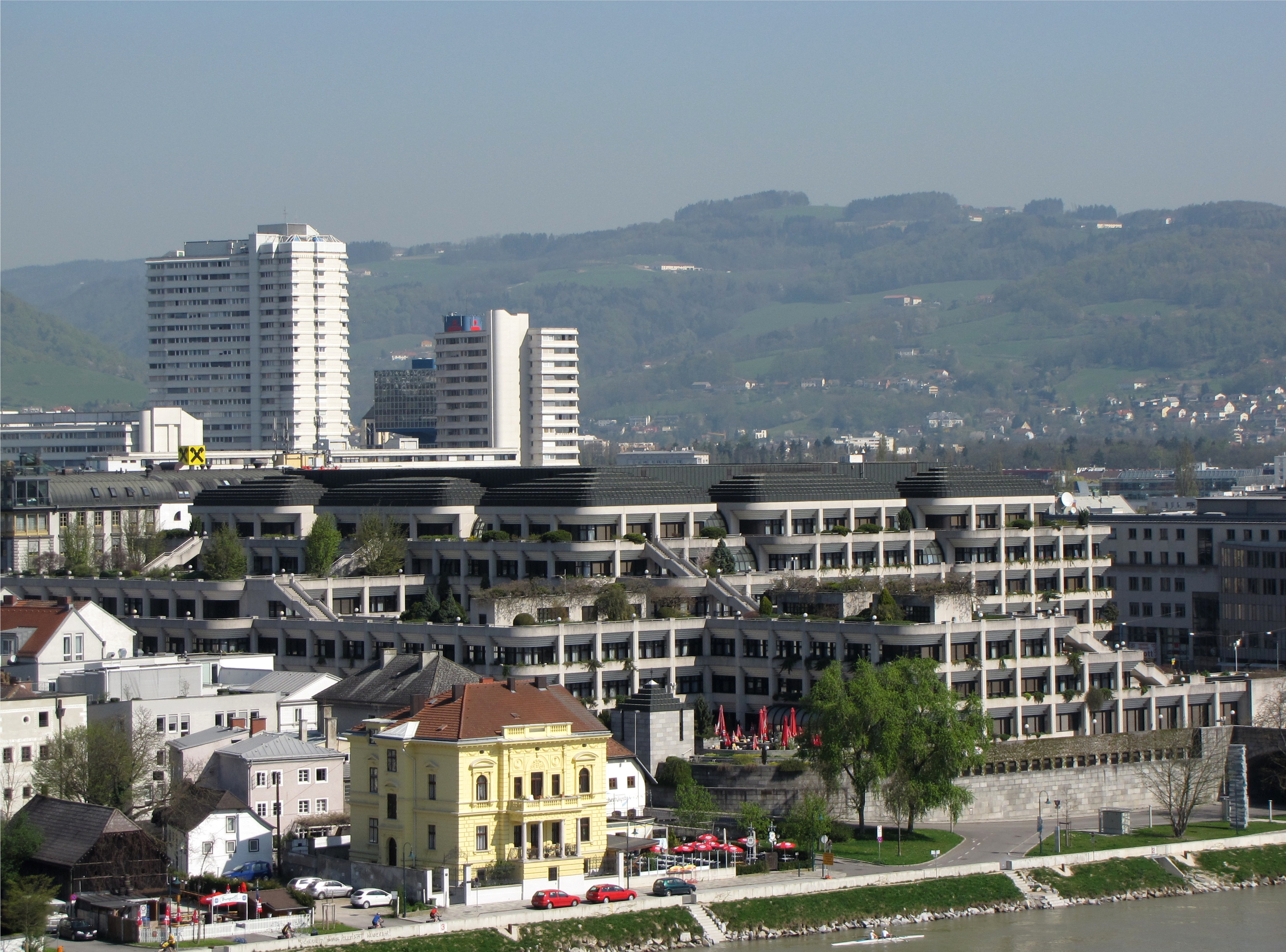
Das Neue Rathaus und dahinter die Türme des Lentia 2000

Nach dem Zweiten Weltkrieg wurden, um die Wohnungsnot zu lindern und durch Fliegerbomben zerstörte Wohnhäuser zu ersetzen, erneut viele Mietwohnhäuser errichtet, die zumeist ohne jegliche Fassadengestaltung auskamen. Zwischen 1950 und 1970 wurden einige historische Gebäude, die das Linzer Stadtbild prägten, abgerissen, z. B. die Linzer Wollzeugfabrik, das Schloss Hagen oder das Hotel Weinzinger. Einen großen Einschnitt ins Stadtbild stellten dann vor allem die 1970er Jahre dar, als die meisten der heute im Stadtbild erkennbaren Wohnhochhäuser gebaut wurden. Man entschied sich für diese, bis dahin im Stadtbild praktisch nicht vorkommende, Hochbauweise, da die seit vielen Jahren konstant hohe Wohnungsnachfrage endlich merklich gelindert werden sollte. Die damals entstandenen, in der Regel um 10 bis 15 Stockwerke hohen Mietwohnhäuser waren architektonisch einfach und in der Bauweise billig gestaltet, um zu raschen Ergebnissen zu kommen. Sie wurden vor allem außerhalb der dicht verbauten Innenstadt in Baulücken oder auf neuen Baugründen gebaut. Ob ihrer einfallslosen Gestaltung in Schachtelform werden diese, genauso einige Bürohochhäuser, die damals in etwa gleich bescheidener Höhe entstanden, überwiegend als Bausünden angesehen. In dieser Zeit der Ausdehnung der Stadt und des großen Bevölkerungswachstums wurden neben solchen unbeliebten Bauwerken auch große Gebäudekomplexe wie das Lentia 2000 und das Sparkasse-Hochhaus im Stadtteil Urfahr möglich. Aus dem Jahr 1985 stammt das Neue Rathaus. Dieses als „begehbarer Hügel“ gestaltete Bauwerk ist die größte Struktur im Stadtteil.

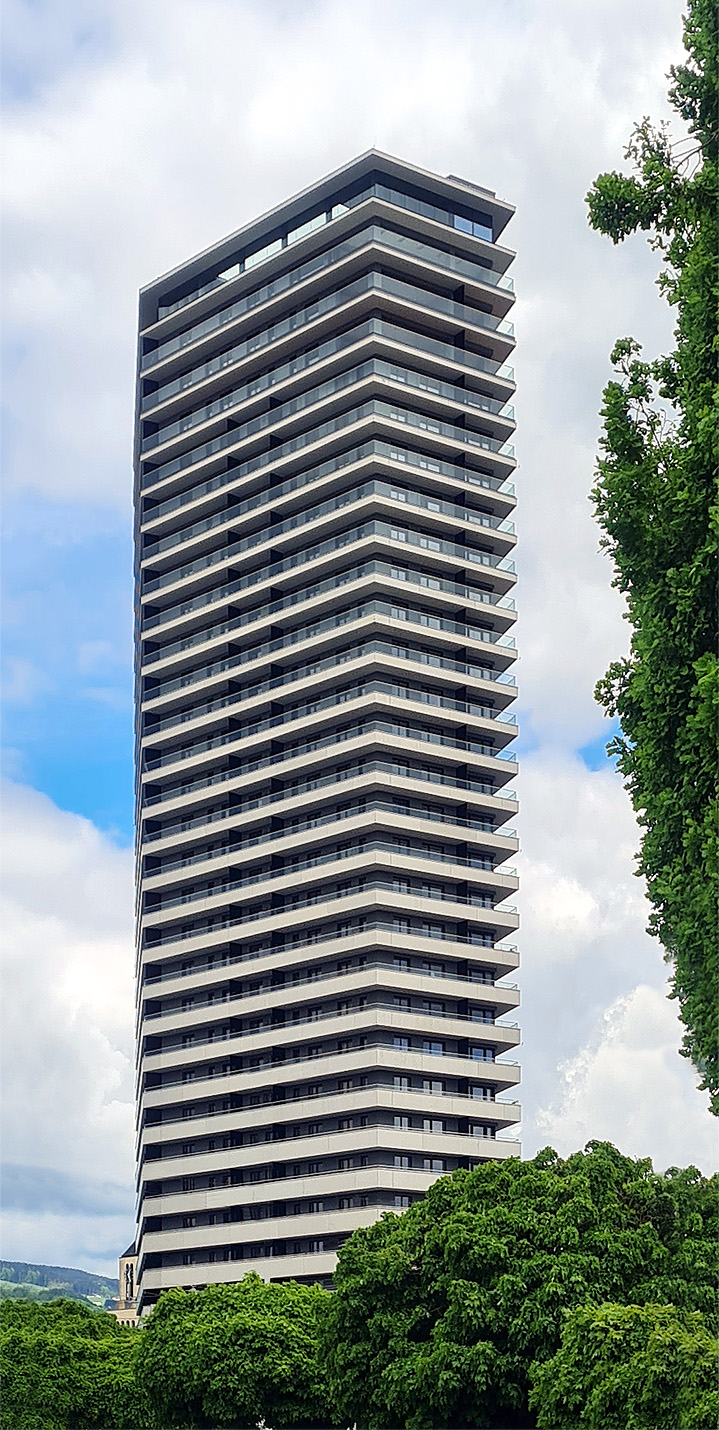
Bruckner Tower, das mit 99 m derzeit höchste Hochhaus in Linz

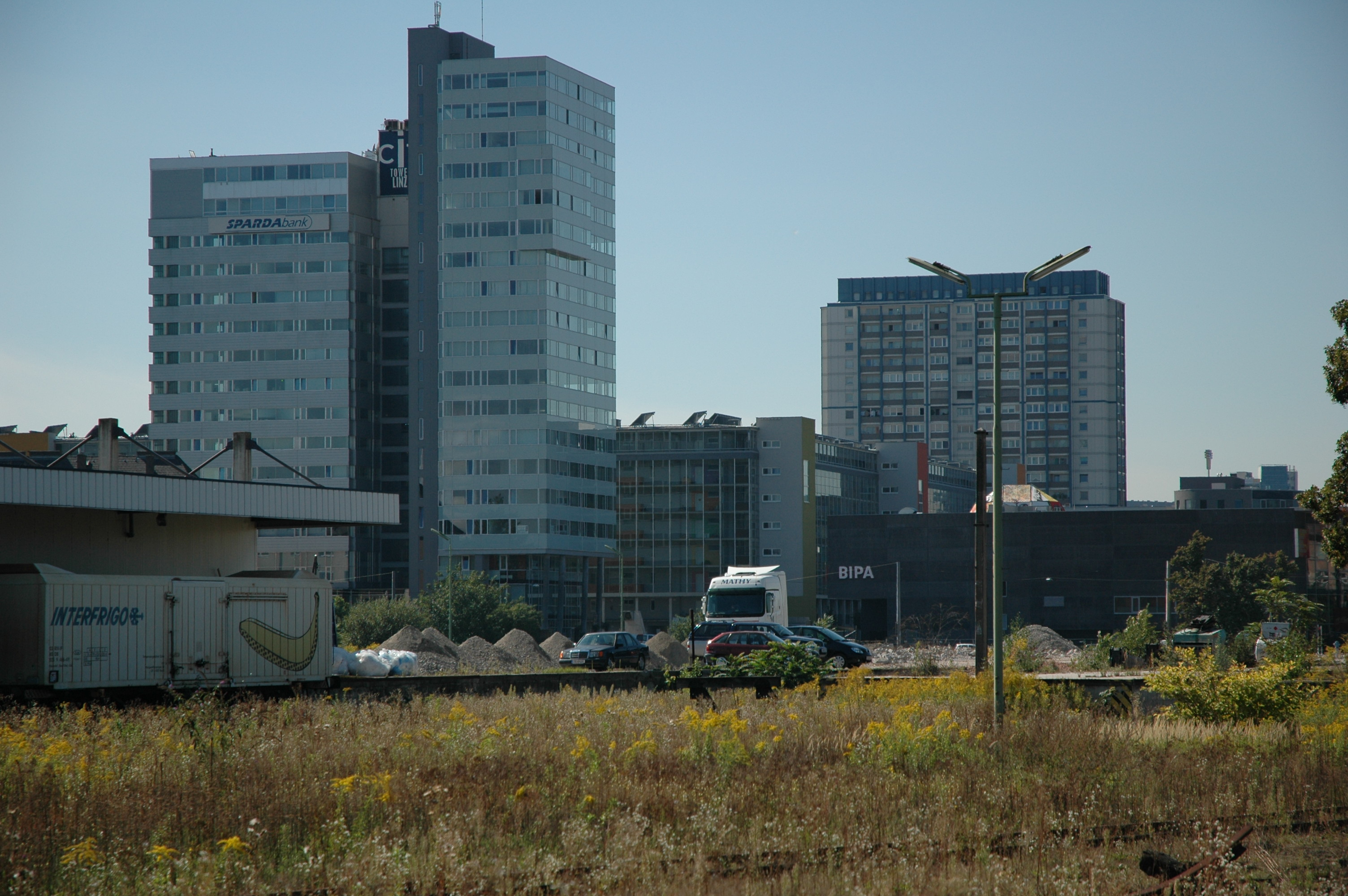
Blick auf die City Tower 1 und 2 des Lenauparks vom Areal des ehemaligen Frachtenbahnhofs (2006)

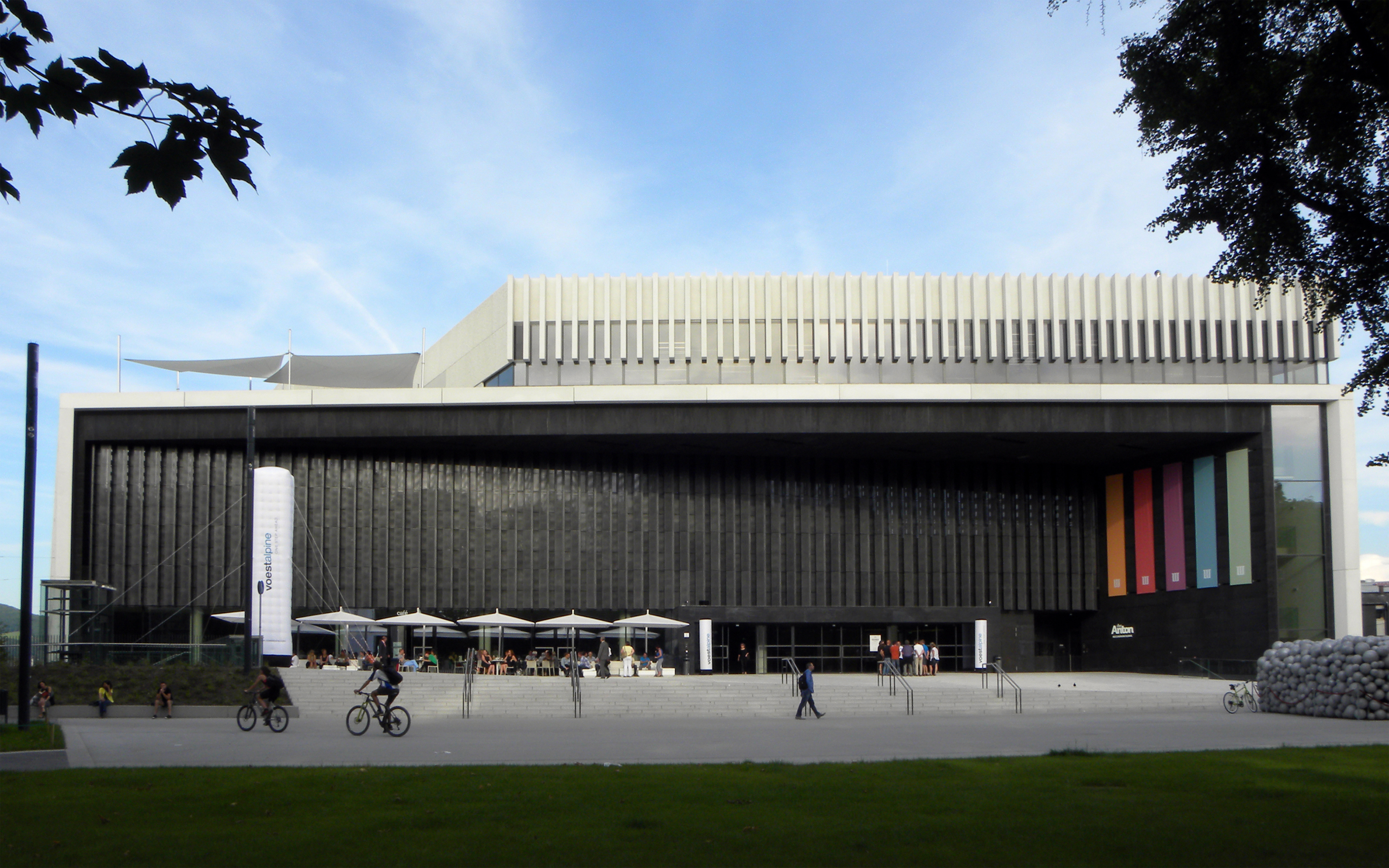
Musiktheater (Juli 2013)

Nach den schlechten Erfahrungen mit dem Hochhausbau der 1970er Jahre richtete die Stadt einige Jahre später einen Gestaltungsbeirat ein, der von nun an die Stadt vor „künftigen Bausünden“ bewahren sollte. Lange Zeit wurden nun kaum noch Hochhäuser errichtet. Erst Ende der 1990er Jahre kamen wieder Überlegungen auf, Hochhäuser im modernen Stil der heutigen Zeit zu errichten. Auf einem Sportplatz der Voest wurde der Bau eines 150 Meter hohen, glasfassadigen Bürohochhauses mit dem Namen „Skygarden Tower“ angedacht. Das Projekt wurde letztendlich jedoch nicht verwirklicht. Gebaut wurde jedoch im Jahr 2004 der Wohn- und Gewerbekomplex Lenaupark, der unter anderem zwei Bürohochhäuser beinhaltet, darunter das bis dahin höchste Gebäude der Stadt (ohne Sakralgebäude), den 67 Meter hohen City Tower 1. Ein 19 Stockwerke hohes Bürogebäude in der Innenstadt an der Gruberstraße wurde zwar vom Gestaltungsbeirat genehmigt, jedoch vom Bauherren nicht verwirklicht.
Es folgte der Bau des 63 Meter hohen Wissensturms, der offiziell am 14. September 2007 eröffnet wurde. In unmittelbarer Nähe entstanden ab dem Jahr 2006 die 99 Meter hohen „Terminal Towers“ der Österreichischen Bundesbahnen (ÖBB) am Hauptbahnhof sowie die neue, 73 Meter hohe Zentrale der Energie AG. Diese Gebäude prägen das neue Erscheinungsbild des Bahnhofviertels, das mit dem Landesdienstleistungszentrum und dem neuen Hauptbahnhof bereits über markante, glasfassadige Neubauten verfügte. Neben diesen Hochhäusern, die ob ihrer passenden, das Stadtbild nicht störenden Standorte (Bahnhofsviertel) und ob ihrer modernen und viel Glasfassaden verwendenden Architektur, sowie der Tatsache, dass es Büro- und keine Wohngebäude sind, in der Bevölkerung auf nur wenig Widerstand stießen, sind für die folgenden Jahre bereits weitere große Wohn- und Gewerbebauprojekte in Planung. So entstehen derzeit (Ende 2013) auf der Fläche des ehemaligen Frachtenbahnhofs Wohnungen und Büros für mehrere hundert Personen.
Abgesehen vom Hochhausbau wurde vor allem ab den 1990er Jahren die Erweiterung der Stadtverbauung Richtung Stadtgrenze wieder aufgenommen. Vor allem im Süden der Stadt, sowie auf unverbauten Flächen der Innenstadt- und Innenstadt-nahen Bezirke entstanden viele, architektonisch modern und optisch eher zurückhaltende Mietwohnanlagen. Mit dem Bau der Solar City am südöstlichen Ende der Stadt, in Pichling südwestlich des Weikerlsees, verwirklichte die Stadt zudem ein zukunftsorientiertes, da auf Energiesparen und Energieeffizienz ausgerichtetes, Wohnprojekt, das kreisförmig angelegt wurde und Reihenhäuser mit Gärten für 5.000 Personen beinhaltet.
Am 5. April 2006 wurde der Entwurf des Londoner Architekten Terry Pawson für das neue Musiktheater Linz als Siegerprojekt eines Architektenwettbewerbs ausgewählt. Das Besondere an diesem Projekt ist, dass die Blumauer Straße hinter das Theater zur Eisenbahn verlegt wurde, der bisherige Verkehrsknotenpunkt Blumauerplatz überbaut wurde und der auf der anderen Seite liegende Volksgarten als eine Art erweitertes Foyer miteinbezogen wurde. Im April 2009 erfolgte der Spatenstich für den Bau des Gebäudes, das bis 2013 in mehreren Etappen errichtet wurde. Am 11. April 2013 wurde das Musiktheater feierlich eröffnet und dient seither als Theater- und Opernhaus der Stadt Linz.

#### Höchste Gebäude

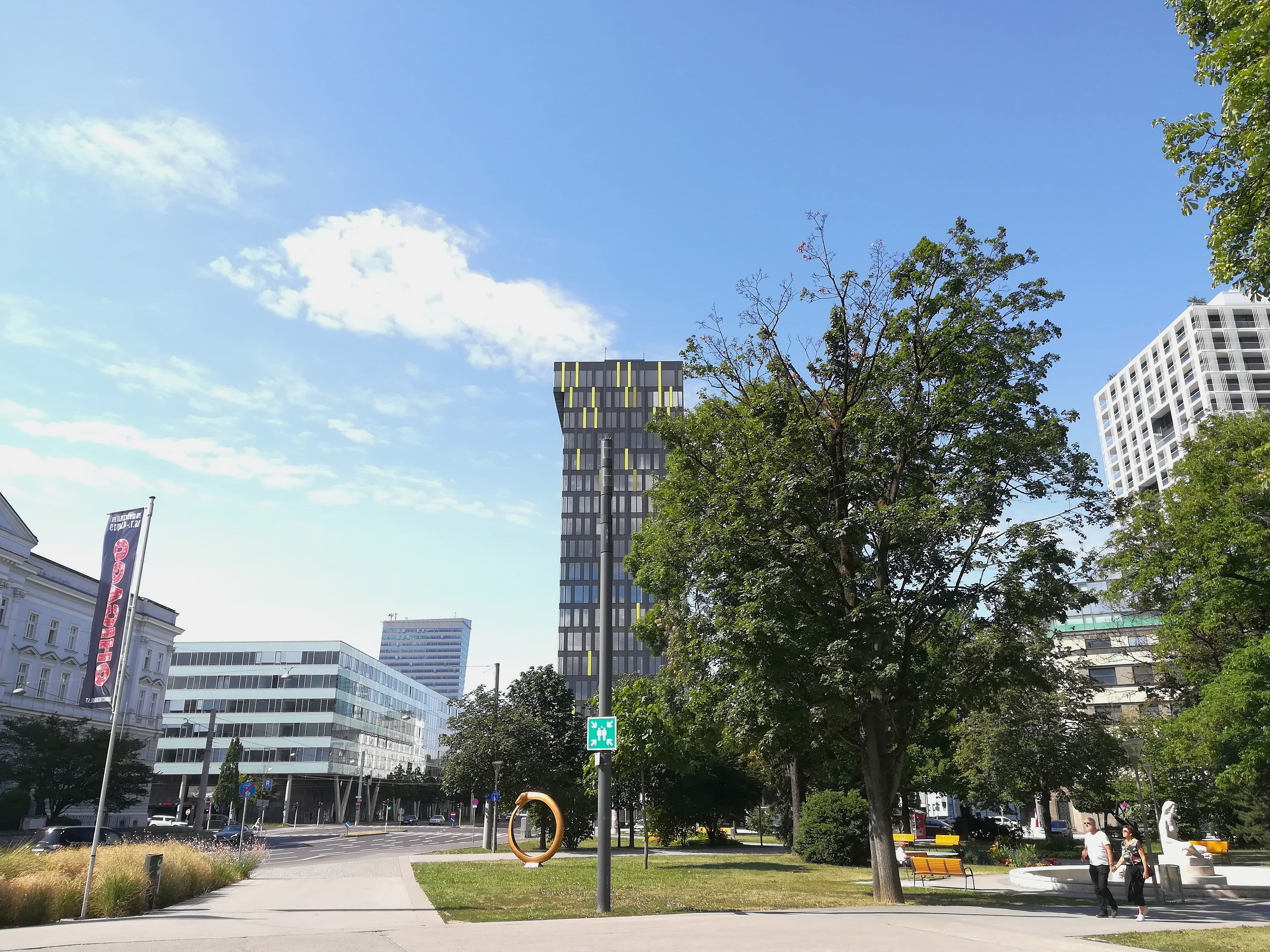
Terminal Tower, Power Tower und Lux Tower (2019)

Laut oberösterreichischem Bautechnikgesetz ist ein Hochhaus ein Gebäude, dessen Traufhöhe auf jeder Seite höher als 25 Meter ist oder die Fußbodenoberkante des obersten Geschoßes allseits höher als 22 Meter über dem angrenzenden Gelände liegt. Nach dieser Definition gibt es mit Stand Februar 2007 in Linz 233 Hochhäuser. Die zehn höchsten Gebäude der Stadt (ohne Sendemasten und Industriekonstruktionen wie etwa der 84 Meter hohe Hochofen der voestalpine) sind:
| lfd. Nr. | Name                             | Fertigstellung | Nutzung             | Höhe in Meter |
| -------- | -------------------------------- | -------------- | ------------------- | ------------- |
| 1        | Mariä-Empfängnis-Dom (Neuer Dom) | 1924           | Kirche              | 0135          |
| 2        | Bruckner Tower                   | 2021           | Wohnen              | 099           |
| 3        | Terminal Tower                   | 2008           | Büros               | 098           |
| 4        | Lux Tower                        | 2017           | Wohnen              | 080           |
| 5        | Blumau Tower                     | 2011           | Büros               | 074           |
| 6        | Power Tower                      | 2008           | Büros               | 073           |
| 7        | City Tower Linz                  | 2004           | Büros, Gewerbe      | 067           |
| 8        | BLICK.punkt                      | 2013           | Wohnen              | 064           |
| 9        | Wissensturm                      | 2007           | Bildung, Verwaltung | 063           |
| 10       | Blütenstraße 23 (Lentia 2000)    | 1977           | Wohnen              | 059           |

#### Ausgewählte Bauwerke und Straßen

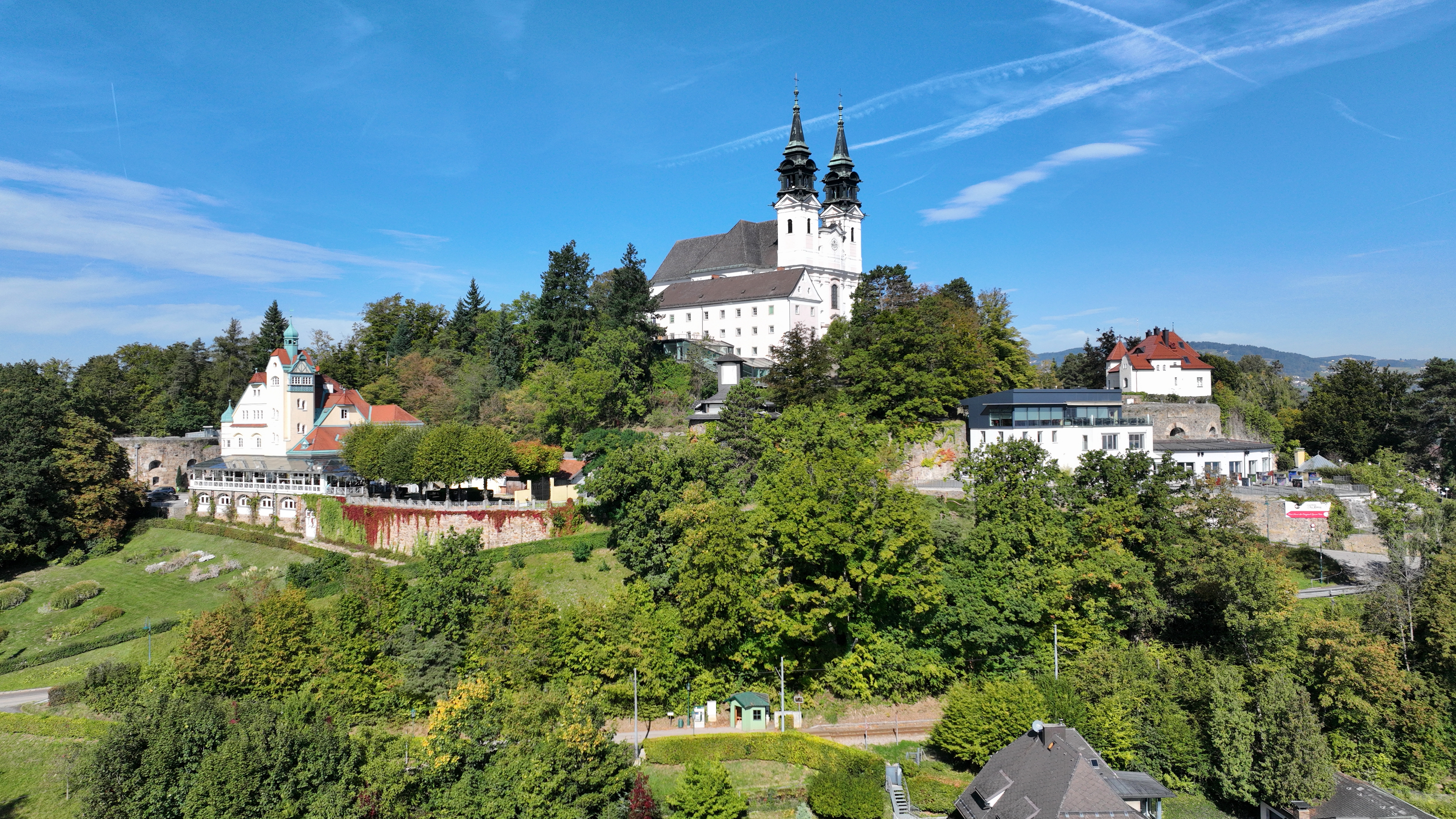
Pöstlingberg mit Wallfahrtsbasilika

- Wallfahrtsbasilika Pöstlingberg (Pöstlingbergkirche): Wahrzeichen von Linz, Wallfahrtskirche hoch über der Stadt auf 537 m Seehöhe; 1738–1774 erbaut.
- Pöstlingbergbahn: Steilste zahnradlose Bergbahn der Welt (Adhäsionsbahn mit 10,5 % Steigung), 1898 erbaut. Endstation in einem Turm des Festungsgürtels (um 1830).
- Linzer Grottenbahn: auf dem Pöstlingberg, in einem ehemaligen Befestigungsturm der Festung 1906 eröffnet. Rundbahn in einem Kleinbahnzug sowie Schauräume lassen Einblicke in die Kindermärchenwelt und auf den Linzer Hauptplatz um das Jahr 1900 zu.

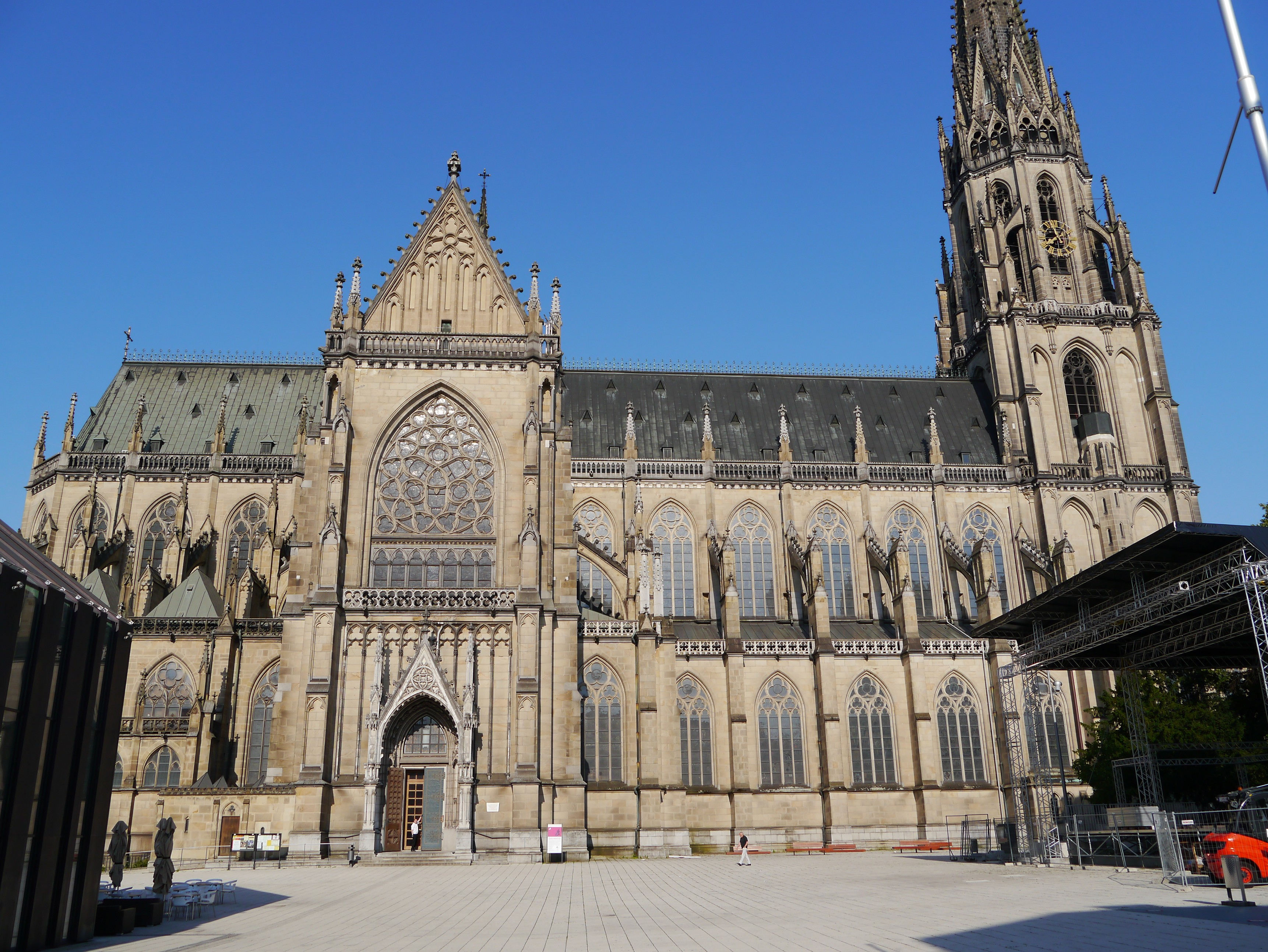
Neuer Dom

- Mariä-Empfängnis-Dom: auch „Neuer Dom“ und Domplatz, 1862 bis 1924 errichtet, Neugotischer Sandsteinbau mit unvollendeten Details; größte Kirche Österreichs (fasst 20.000 Personen); nach dem Stephansdom der zweithöchste Kirchturm Österreichs (Turmhöhe: 134,8 Meter)

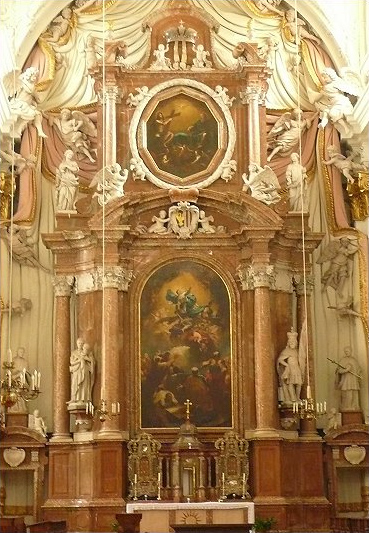
Hochaltar im Alten Dom von Giovanni Battista Barbarino und Giovanni Battista Colombo

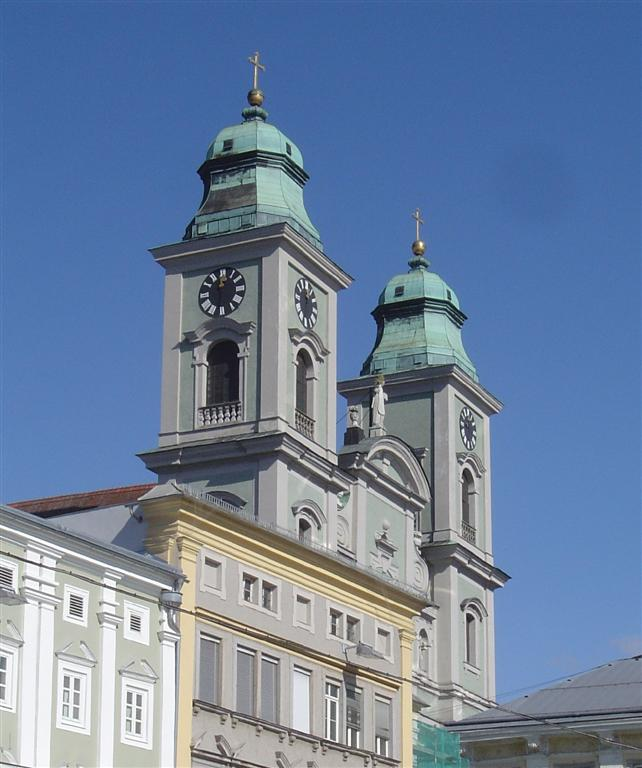
Alter Dom, vom Hauptplatz aus gesehen

- Alter Dom: Kirche (Jesuitenkirche)[249] aus 1669 mit zwei Türmen (bis 1805 mit Zwiebelhelmen)
- Landhaus: Italienischer Frührenaissancebau aus dem Jahr 1564. Planetenbrunnen, errichtet 1648.
- Hauptplatz: größter Stadtplatz an der Donau; mit Dreifaltigkeitssäule aus dem Jahr 1717 und dem Alten Rathaus
- Stadtpfarrkirche: Spätromanische Anlage, 1648 barockisiert. Das Herz und die Eingeweide des 1493 verstorbenen Kaisers Friedrich III. wurden hier beigesetzt.
- Linzer Schloss: erste urkundliche Erwähnung 799. Residenz von Kaiser Friedrich III. Seit 1966 Schlossmuseum mit historischen und volkskundlichen Sammlungen.
- Martinskirche: im Jahr 799 erstmals urkundlich erwähnt, galt zeitweise als älteste erhaltene Kirche Österreichs. Die Forschungen der letzten 25 Jahre haben allerdings ergeben, dass dies nicht haltbar ist. 1978 wurde ein karolingischer Zentralbau ausgegraben, der heutige Grundriss ergibt sich aus einem Umbau wahrscheinlich im 10. oder 11. Jahrhundert[250]
- Hotel Zum schwarzen Bären: Geburtsort des Tenors Richard Tauber, wo er am Abend des 16. Mai 1891 auf die Welt kam. Das eigentliche Geburtshaus in der Herrengasse steht heute nicht mehr, es wurde 1925 durch einen zwischenzeitlich veränderten Neubau ersetzt.
- Mozarthaus: Wolfgang Amadeus Mozart verweilte hier Anfang November des Jahres 1783 als Gast des Grafen von Thun. In dieser Zeit komponierte er in drei Tagen die Linzer Sinfonie. Auch Josef Urbanski (der Planer der Pöstlingbergbahn) wohnte hier zwischen 1893 und 1895. Das Gebäude wurde in der zweiten Hälfte des 16. Jahrhunderts errichtet.
- Landstraße: die Landstraße bildet die städtebauliche Hauptachse von Linz; an der sich viele historische Gebäude und Sehenswürdigkeiten befinden, wie etwa die Ursulinenkirche und die Karmeliterkirche. Sie ist die Einkaufsstraße mit der drittgrößten Besucherfrequenz in Österreich.
- Ebelsberg: Das Schloss Ebelsberg wurde erstmals im Jahre 1154 erwähnt und war über viele Jahrhunderte Schauplatz kriegerischer Auseinandersetzungen, von denen das Gefecht von Ebelsberg während der napoleonischen Kriege die bekannteste war. Die Pfarrkirche Ebelsberg mit der einzigen Jugendstilapsis Oberösterreichs.
- Friedenskirche: erbaut 1933 bis 1951 im Stil der Moderne von Peter Behrens, Alexander Popp, Hans Feichtlbauer und Hans Foschum; im Inneren: Fresko von Max Weiler und lebensgroße Pietà von Adolf Wagner von der Mühl.
- In der Stadt gibt es (vor allem am Rand der Stadt, aber auch in mittlerweile dicht verbauten Gebieten) noch alte Bauernhöfe, viele davon traditionelle Vierkanter, siehe dazu Liste der Bauernhöfe in Linz

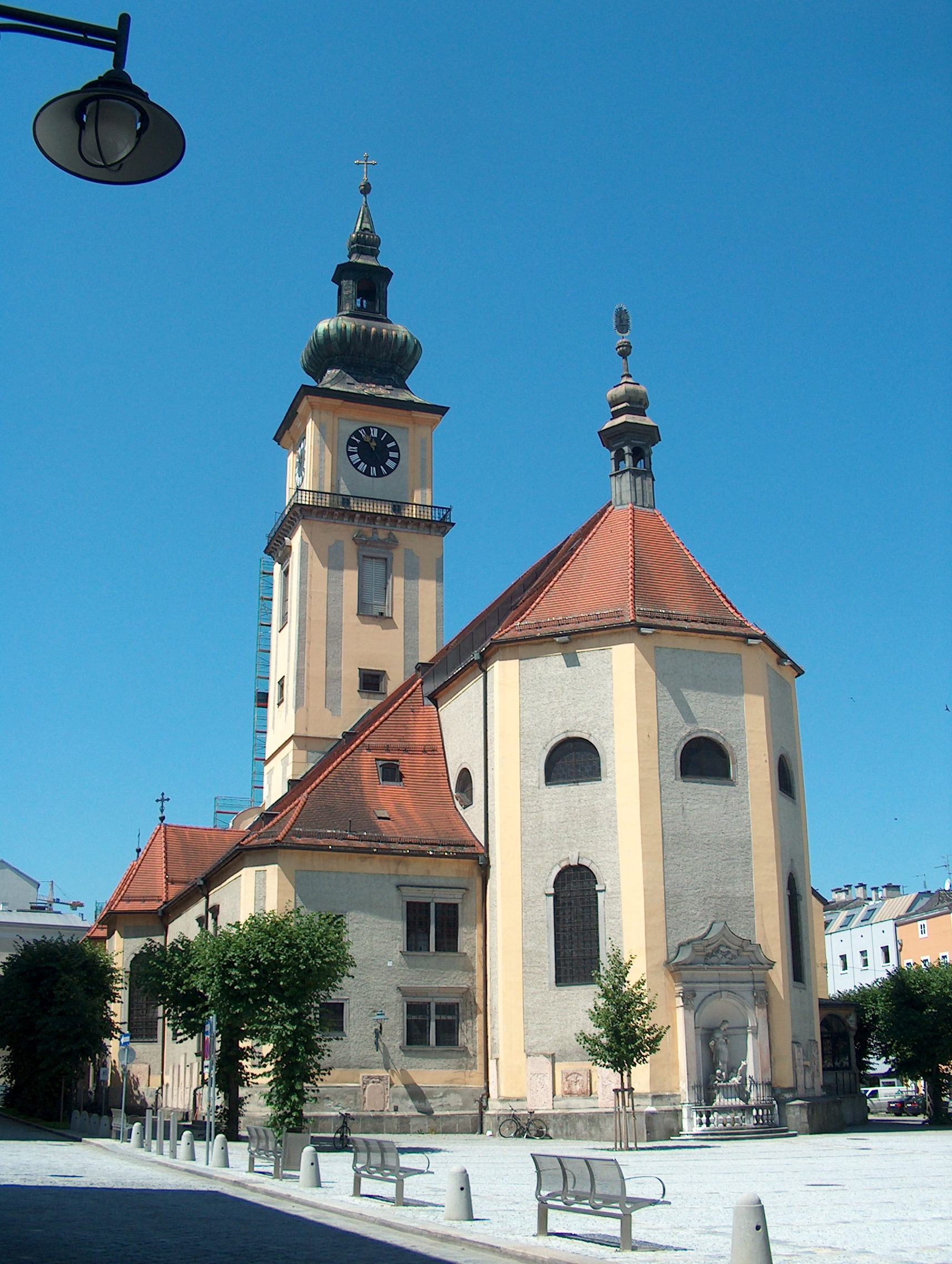
Stadtpfarrkirche
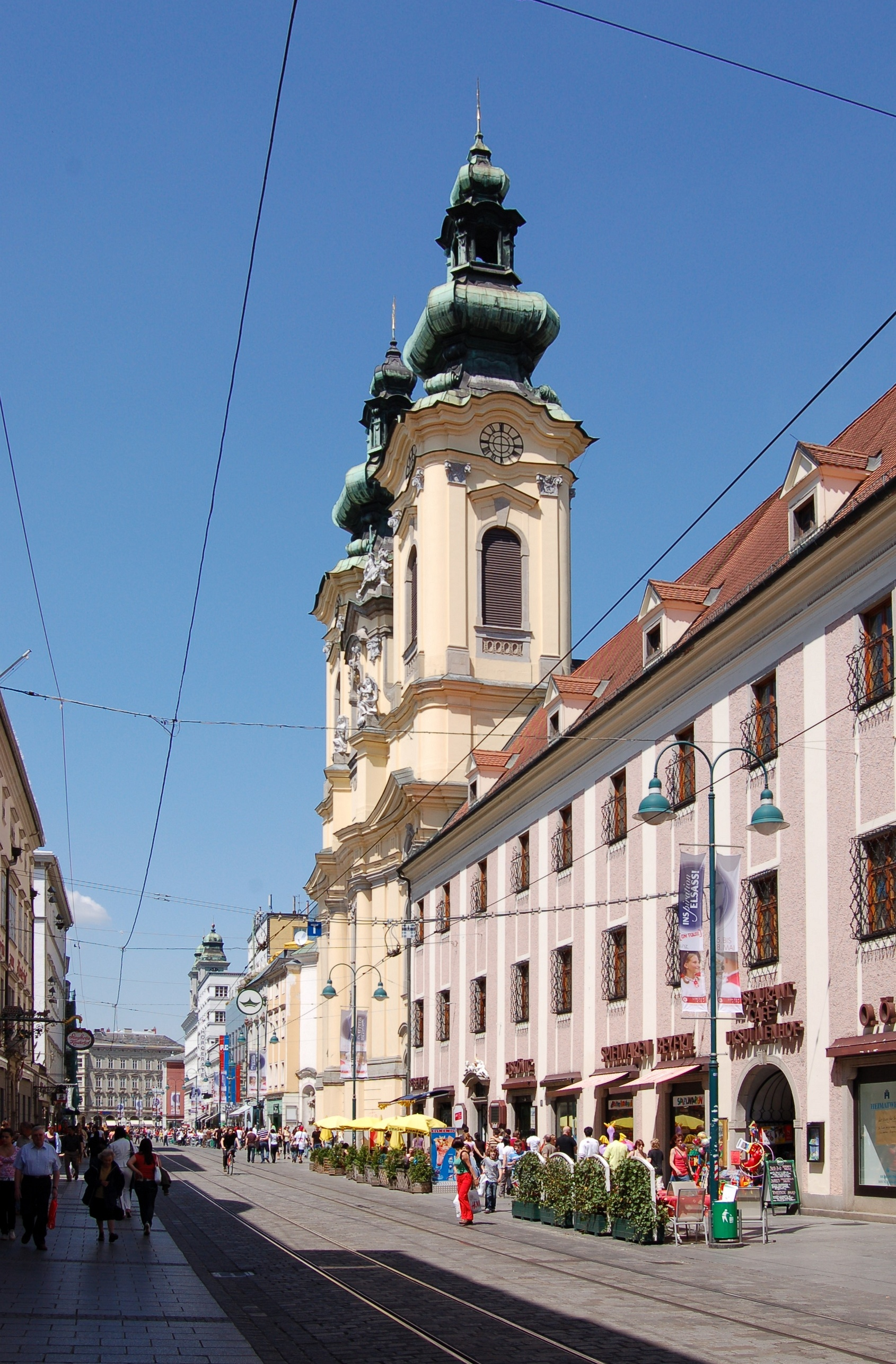
Landstraße mit Ursulinenkirche

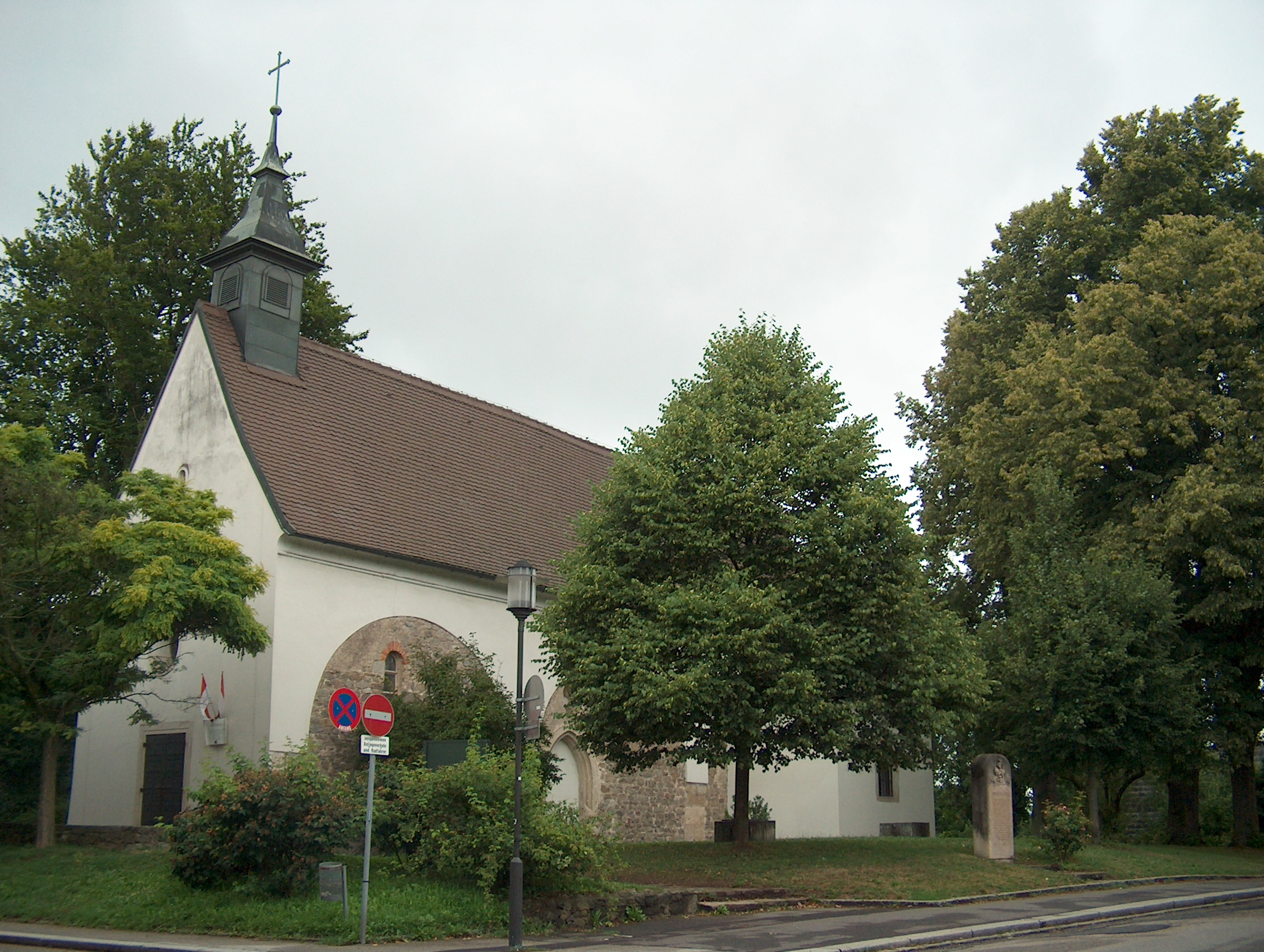
Martinskirche, am Schlossberg/Römerberg
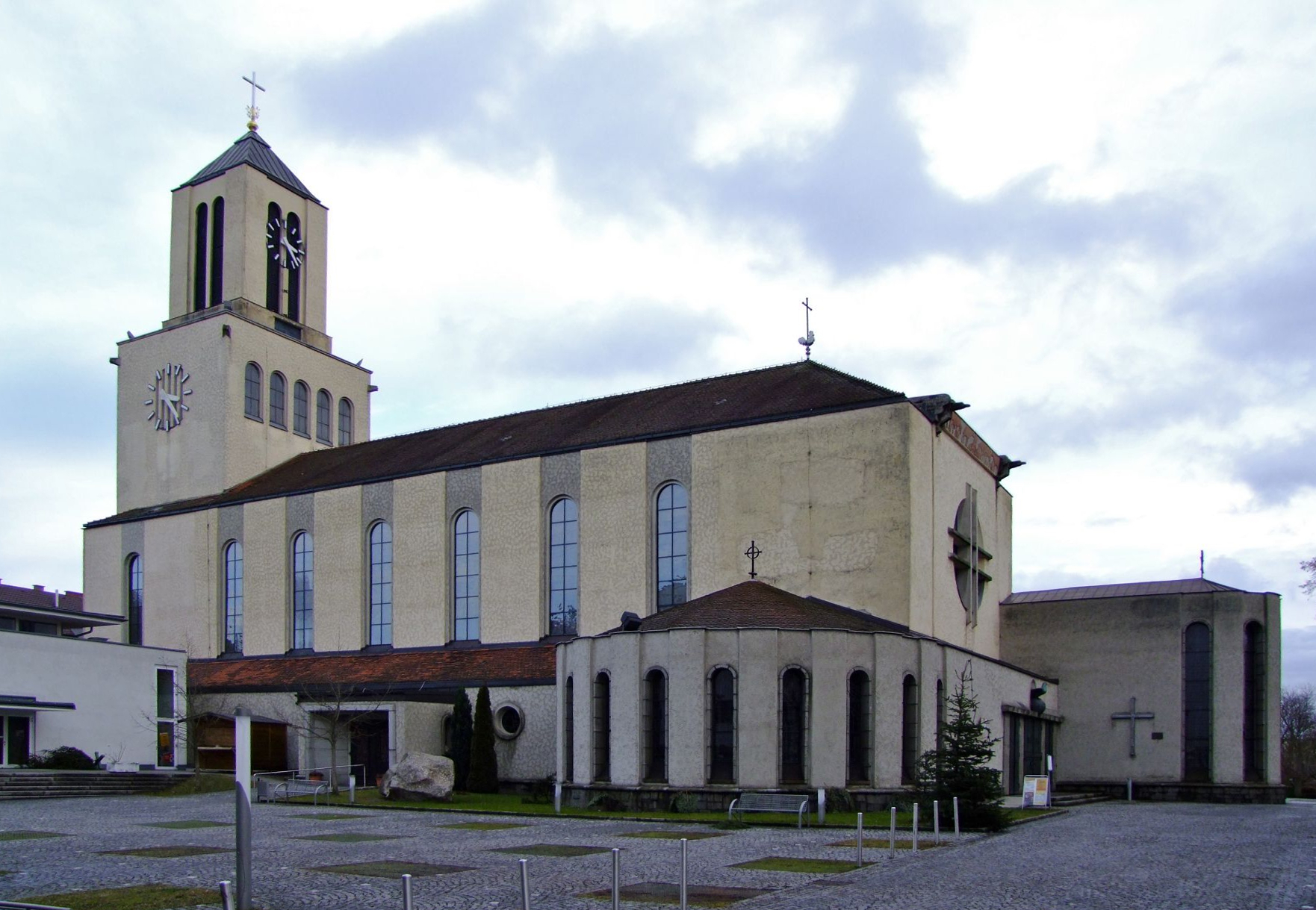
Friedenskirche
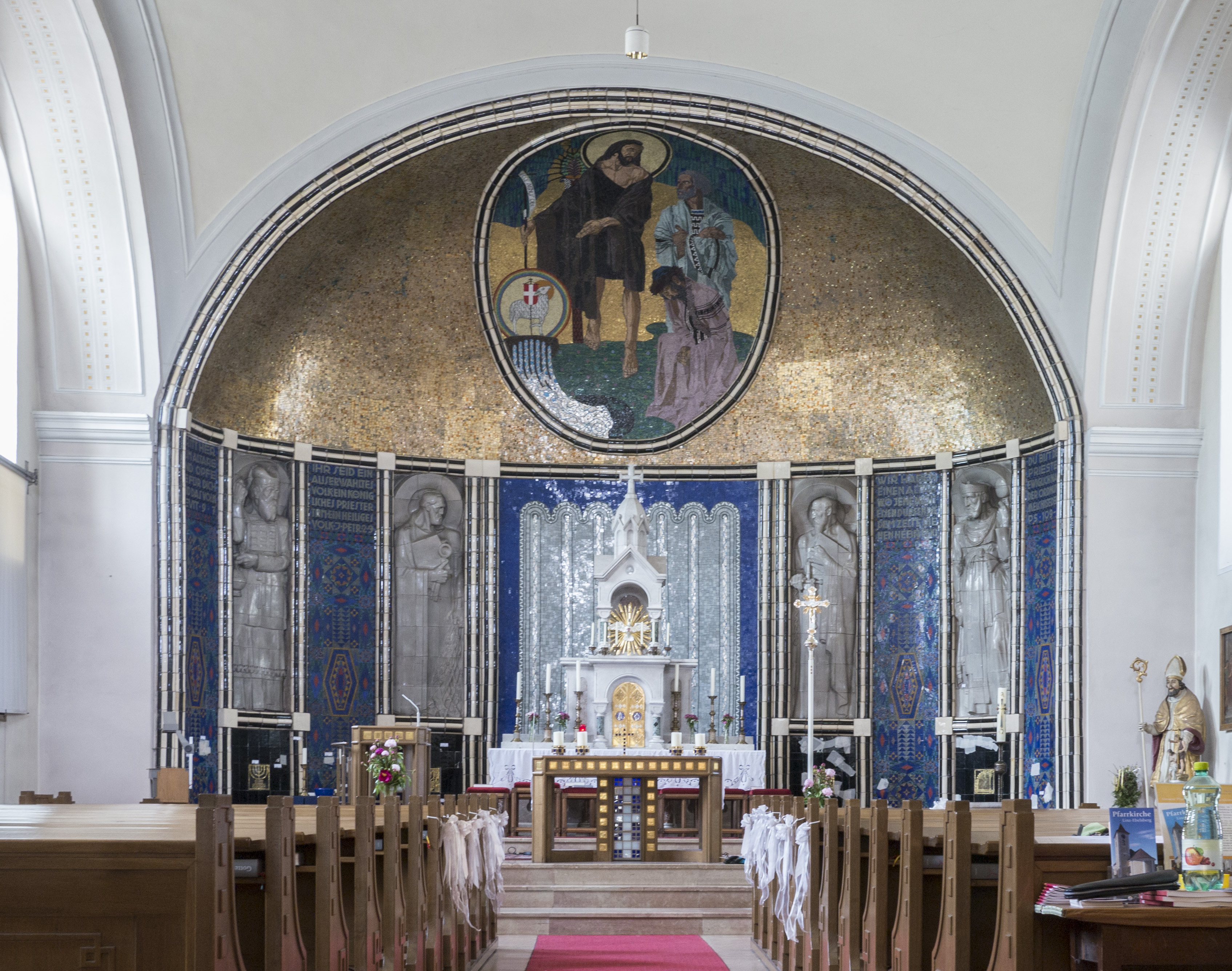
Jugendstilapsis der Pfarrkirche Ebelsberg
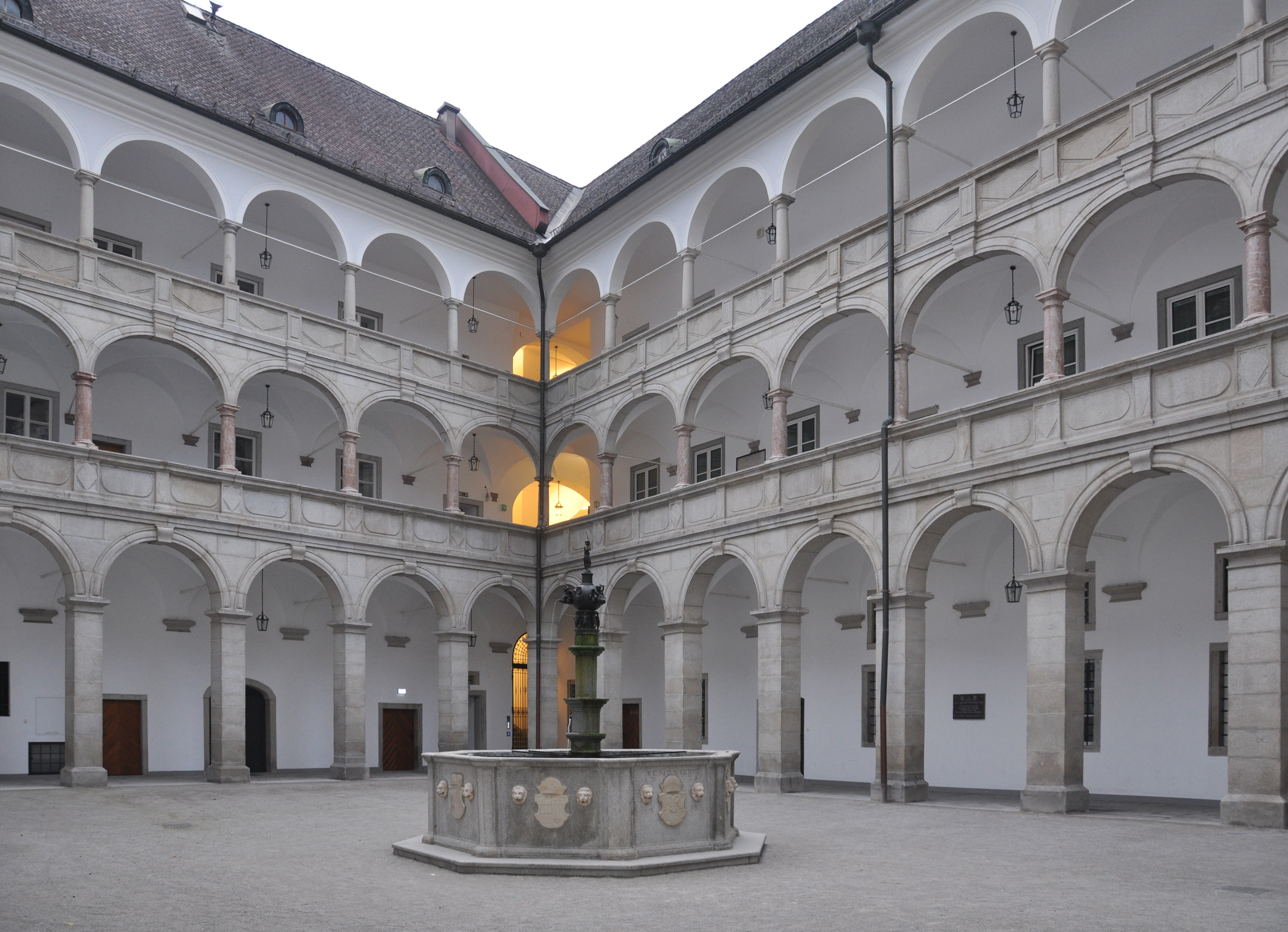
Arkadenhof des Landhauses
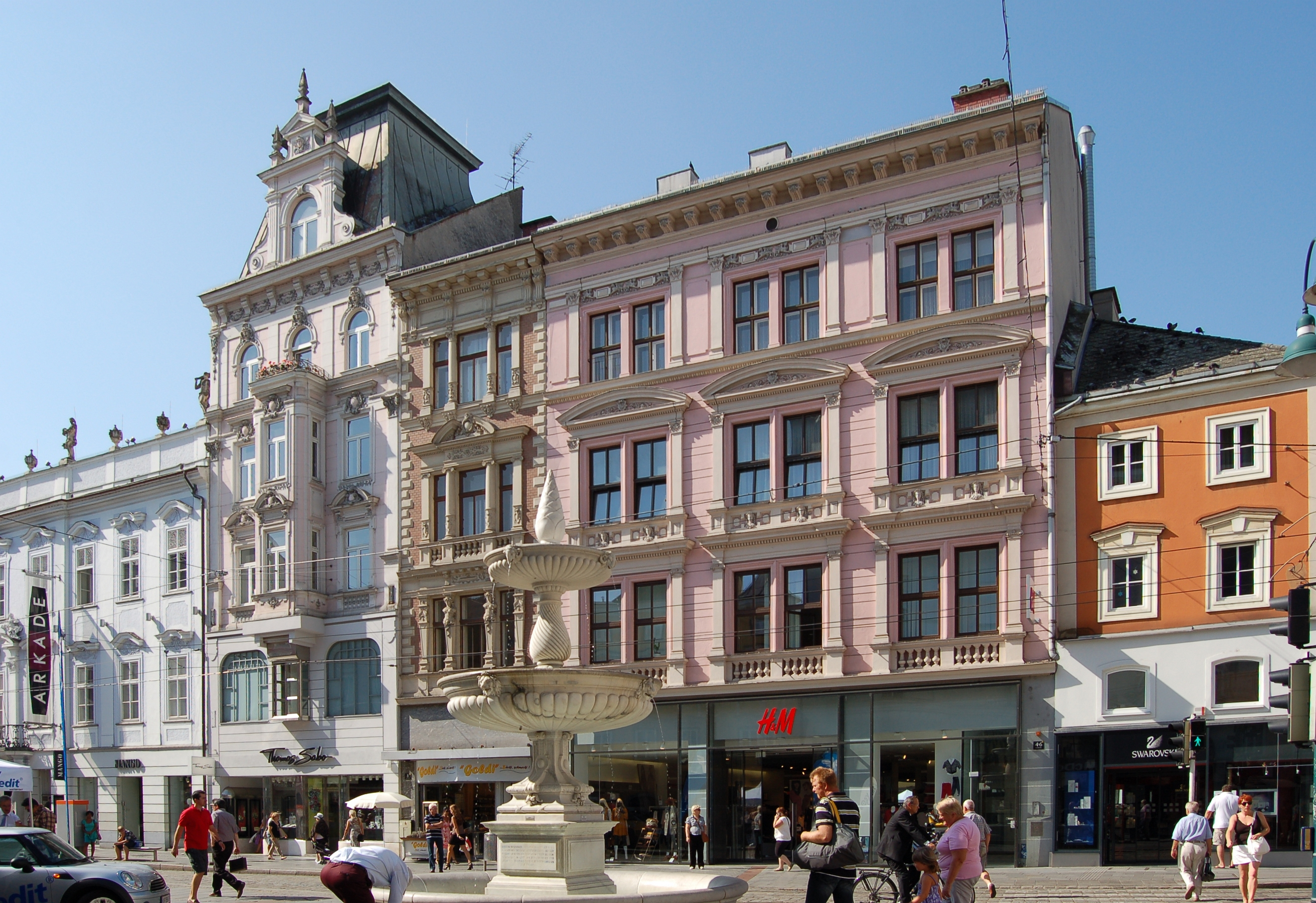
Landstraße, Höhe Taubenmarkt
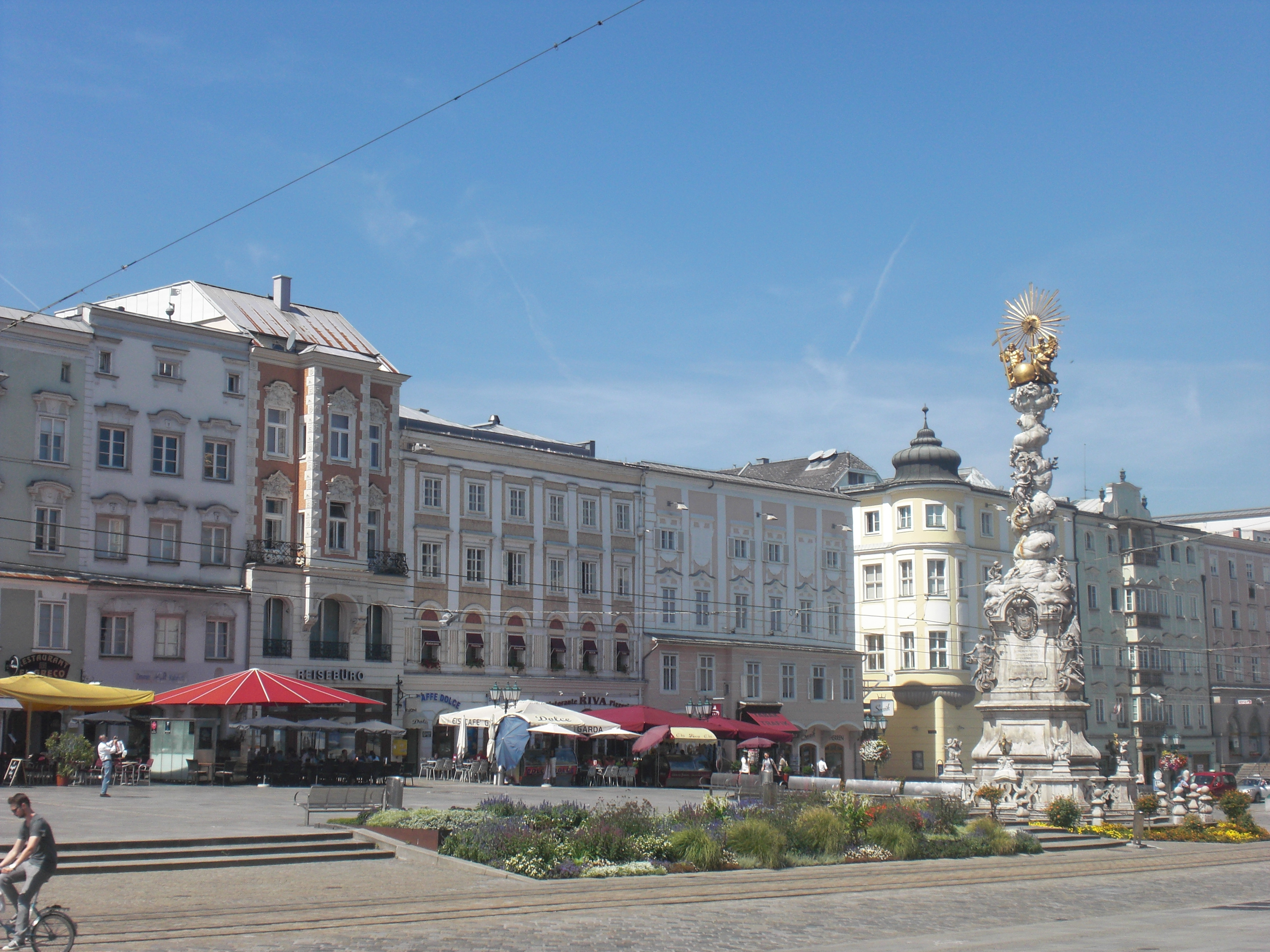
Hauptplatz, Teil der westlichen Seite, Pestsäule (2015)

#### Friedhöfe
In Linz existieren heute insgesamt 11 Friedhöfe, welche verschiedenen Rechtsträgern unterstehen: So werden vier Friedhöfe von der Linz AG im Auftrag des städtischen Magistrats verwaltet, fünf werden von Einrichtungen der römisch-katholischen Kirche und zwei von anderen Trägern betreut.

### Linz in Lied und Musik
Es existieren zahlreiche Volkslieder, in denen die Stadt Linz besungen wird. Die bekanntesten sind:
- Des Linzer Bier is guat
- Drum san ma Landsleit
- Fahr auffi nach Linz
- I bin aus Oberösterreich
- Schöne Linzerstadt, ich muss dich meiden
- Träume von Linz an der Donau
- Und Linz is a Stadtl und Wean is a Stadt
- Und z’Linz auf da Bruckn, da geht da Gspass an

Des Weiteren gibt es zahlreiche Blasmusikstücke, die Linz zugedacht sind, z. B. von Werner Brüggemann und Igo Hofstetter. Ludwig Schmidseder widmete der Linzer Torte die gleichnamige Operette und Mozart komponierte die Linzer Sinfonie. Mitte des 20. Jahrhunderts machten die Blasmusikgruppe Linzer Buam die Stadt musikalisch weitum bekannt. Auch zeitgenössische Musikgruppen der Popularmusik (z. B. Texta) interpretieren Texte über Linz.

### Kulinarik
In Linz gibt es sowohl traditionelle Gasthäuser inklusive Ausflugsgasthäuser und urige (Most-)Heurige als auch moderne und exotische Küche. Der Einfluss von 140 Nationen lässt sich auch im kulinarischen Angebot spüren. Ein Zusammenschluss von über vierzig Restaurants, Cafés und u. a. Bars sind die Hotspots. Zudem verfügt Linz über mehrere à-La-Carte-Sternerestaurants und Gault-Millau-Haubenrestaurants.
Zu den typischen Speisen in Linz zählen neben der berühmten Linzer Torte in erster Linie Knödel und Strudel in allen Varianten. Eine weitere Spezialität ist der Erdäpfelkäs, ein Brotaufstrich aus zerstampften Erdäpfeln und Rahm.
Einige bekannte Köche aus Linz sind Lukas Erich, welcher im „Verdi“ kocht, und Georg Essig aus „Der neue Vogelkäfig“. Bis 1981 existierte in Linz eine Brauerei der Österreichischen Brau AG, in der das Linzer Bier gebraut wurde. Seit 2022 betreibt die Brau Union wieder eine Brauerei mit dem Namen Linzer Bier auf dem Gelände der Tabakfabrik.

### Kulturhauptstadt 2009 und Creative City der UNESCO
Linz wurde für 2009, gemeinsam mit der litauischen Hauptstadt Vilnius, zur Kulturhauptstadt Europas auserkoren (siehe Linz 2009 – Kulturhauptstadt Europas). Seit 1. Dezember 2014 ist Linz als „City of Media Arts“ Mitglied des Creative Cities Networks (UCCN) der UNESCO. Diesen Titel erhalten Städte, die durch die Förderung und erfolgreiche Integration von Medienkunst das urbane Leben bereichern und die Zivilgesellschaft in diese elektronischen Kunstformen einbindet. Der Titel ist sowohl eine Auszeichnung als auch ein Auftrag für die stärkere Positionierung der Medienkunst in Linz.
Ziel ist daher, die kulturelle Vielfalt aufrechtzuerhalten und darzustellen. Auch nach dem Jahr als Kulturhauptstadt soll die Internationalisierung weitergeführt und die Netzwerke ausgebaut werden. Das Netzwerk der Creative Cities umfasst die Bereiche Literatur, Film, Musik, Handwerk und Volkskunst, Design, Gastronomie sowie Medienkunst. Die insgesamt 69 Städte teilen ihre Erfahrungen und überlegen wie sie am besten mit der Globalisierung zurechtkommen. Um einen möglichst intensiven Diskurs mit den anderen Mitgliedsstädten zu ermöglichen, muss Linz nach einigen Jahren eine Selbstevaluierung durchführen. Nach drei Jahren überprüft die UNESCO, ob Linz bestimmte Maßnahmen im Bereich Medienkunst gesetzt hat und weiterhin den Titel führen darf. Auf Grund der langjährigen Erfahrung und des gewonnenen Know-hows kann Linz sich weiterhin in das Creative Cities Netzwerk einbringen und als „kreatives Zentrum“ im internationalen Wettbewerb von Nutzen sein. Neben Linz zählen auch Enghien-les Bains, Lyon, Sapporo, Dakar, Gwangju, Tel Aviv-Jaffa und York zu den „Cities of Media Arts“.
Anlässlich der Ernennung Linz zur „City of Media Arts“ fand vom 27. November 2014 bis 18. Dezember 2014 in der Tabakfabrik Linz die Ausstellung „Innovators Playground“ statt, die von der Creative Region Linz & Upper Austria organisiert wurde. Im Rahmen dessen wurden innovative Projekte und Produkte der Kreativwirtschaft gezeigt.
Zudem wurde die Wahl zur Kulturhauptstadt Europas im Jahr 2009 zum Anlass genommen, den internationalen Auftritt der Stadt zu erneuern. Das Projekt Linz 2009 – Kulturhauptstadt mit dem Slogan „Linz Verändert“ sowie „Linz09“ wurde ins Leben gerufen.
Mit der Aufnahme hat Linz nicht nur einen Titel, sondern kann auch das UNESCO-Logo im Auftritt der Stadt verwenden. Zusammen mit den UNESCO-Unterlagen werden Richtlinien zur Verwendung des Logos gemeinsam mit dem bestehenden städtischen Erscheinungsbild entwickelt. Außerdem wurde eine eigene Homepage erstellt und der Aufbau eines Interessensnetzwerks innerhalb von Linz und Oberösterreich organisiert.
Das neueste Projekt, das Linz im Rahmen der City of Media Arts entwickelt hat, ist das in der Tabakfabrik angesiedelte „Valie Export Center“, das zusammen mit der Kunstuniversität Linz betrieben wird. Es stellt eine internationale Forschungsstelle für Medien- und Performancekunst dar. Außerdem umfasst es Vorlass sowie Archiv der angesehenen und aus Linz stammenden Medienkünstlerin Valie Export, die zahlreiche heimische sowie internationale Preise vorzuweisen hat. Zusammen mit dem Archiv der Ars Electronica beherbergt Linz zwei international anerkannte Medienkunstarchive. Die Archive dienen als Ausgangspunkt für die künstlerische und wissenschaftliche Auseinandersetzung mit Medien- und Performancekunst sowohl innerhalb Österreichs, als auch international.

### Open Commons
Open Commons Linz ist eine Initiative, welche seit 2009 freie Daten anbietet. Darunter versteht man unter anderem geo- und stadtbezogene Daten sowie Informationen aus Politik, Freizeit oder Tourismus. Ein weiterer Punkt der Initiative sind die 202 Hotspots mit kostenlosen Wlan und ein Public Server für in Linz gemeldete Bürger. Zu den Schwerpunkten der Hotspots gehören neben öffentlichen Plätzen und Parks, sowie städtischen Einrichtungen, auch die öffentlichen Verkehrsmittel. Die Open Commons Plattform macht die Stadt zu einem europäischen Vorreiter bezüglich offener Daten.

### Friedensstadt Linz
Mit einer einstimmigen Erklärung des Gemeinderates zur „Friedensstadt“ hat die Stadt Linz im Oktober 1986 die Verpflichtung übernommen, die „Friedenssehnsucht und das Friedensengagement der Menschen in der Stadt aufzugreifen und verstärkt zu einem Grundprinzip künftigen kommunalpolitischen Handelns zu machen.“
- Jährlich wird vom Gemeinderat eine Friedenserklärung beschlossen[269]
- Seit 2019 finden jährlich die Linzer Friedensgespräche statt[270][271]
- Der Bürgermeister von Linz ist Mitglied der „Mayors for Peace“, eine von Hiroshima ausgehende, weltweite Initiative von Städten, die sich der Friedensarbeit und der atomaren Abrüstung verschrieben haben
- Die Friedensinitiative der Stadt Linz ist ein ehrenamtliches Personenkomitee, das sich jährlich sechsmal trifft, um Friedensaktivitäten umzusetzen, wichtige Fragestellungen zu diskutieren und den Bürgermeister in Friedensangelegenheiten zu beraten[272]
- Am Friedensplatz in Linz befindet sich der Menschenrechtsbrunnen, der alle 30 Artikel der Allgemeinen Erklärung der Menschenrechte der Vereinten Nationen zeigt[273]
- Die vom Linzer Friedensforscher Reiner Steinweg gestiftete Friedensbibliothek, eine Abteilung der Stadtbibliothek, enthält zahlreiche Bücher und Zeitschriften zu einzelnen Aspekten der politischen Friedenswahrung, Möglichkeiten der Friedenserziehung, Ergebnissen der Friedens- und Konfliktforschung, zu Gewaltfreier Aktion, einzelnen Konflikten und über die Friedensbewegung.[274]
- Die Friedensakademie Linz wurde 2010 gegründet.[275][276]
- Friedensmusik in der Friedensstadt Linz gibt es in Form einer CD des Konzerts „Frieden hören“[277]
- Hinweisschilder an den Linzer Ortstafeln informieren darüber, dass Linz seit 1986 Friedensstadt ist[278]
- Mahnmal für aktive Gewaltfreiheit vor dem Neuen Rathaus[279][280]
- Erinnerungszeichen für NS-Opfer in Linz[281][282]
- Am 23. September 2023 wurde im Beisein von Vertretern von sieben Religionsgemeinschaften die „Jerusalemweg Friedenstaube“ enthüllt und gesegnet.[283]

### Gedenkjahr 2018
Am 29. Juni 2018 startet das Projekt „Linz 1938/1918“, welches an 100 Jahre Republiksgründung (1918) und 80 Jahre „Anschluss“ (1938) erinnern soll. Im Rahmen einer Installation im öffentlichen Raum der Ars Electronica in Kooperation mit der Direktion Kultur und Bildung und dem Archiv der Stadt Linz wird dieses Gedenkprojekt medial aufbereitet und in der Innenstadt präsentiert. Damit erfüllt Linz mit seiner Erklärung zur Friedensstadt ihre Verantwortung und ihr Engagement zur Friedenserhaltung und leistet einen Beitrag zur Vergangenheitsaufarbeitung. Menschen, die wenig Bezug zu den Jahren 1918 oder 1938 haben, sollen erreicht werden.

### Sport
In Linz gibt es 302 Sportvereine. 224 davon sind in den drei großen Dachverbänden ASKÖ (108 Vereine mit rund 48.500 Mitgliedern), UNION (67 Vereine mit rund 40.500 Mitgliedern) und ASVÖ (49 Vereine mit rund 19.000 Mitgliedern) eingegliedert. Zu den berühmtesten Vereinen zählt der LASK, österreichischer Fußballmeister 1965 sowie der SK VÖEST Linz, österreichischer Fußballmeister von 1974 (die Fußballsektion besteht in der ursprünglichen Form nicht mehr, mittlerweile wird Fußball nur mehr als Breitensport angeboten) bzw. dessen ideologischer Nachfolger FC Blau-Weiß Linz. In den letzten Jahren ebenfalls stark an Zuschauern gewonnen hat der Eishockeyverein EHC Black Wings Linz, nachdem man in der Saison 2002/03 und 2011/12 den Meistertitel geholt hatte.
Im August 2011 fanden Vorrundenspiele und die Viertelfinali der Faustball-Weltmeisterschaft im Askö Bewegungs Center Linz statt. Das Finale der Faustball-WM war am 13. August im Waldstadion Pasching, wo die österreichische Faustballnationalmannschaft Vizeweltmeister wurde.
Am 24. September 2011 fand in der Stadt die Europameisterschaft im Swingolf mit 160 Aktiven statt.

#### Sporteinrichtungen (Auswahl)
- TipsArena Linz (Sport- und Veranstaltungshalle auf der „Gugl“)
- Raiffeisen Arena (Fußballstadion, Heimstätte des LASK)
- Hofmann Personal Stadion (auch „Donauparkstadion“, Fußballstadion, Heimstätte des FC Blau Weiß Linz)
- Linzer Eissporthalle (auch „Donauparkhalle“, Heimstätte der Black Wings)
- Hello yellow Velodrom wurde 2022 eröffnet und ist das einzige Velodrom Österreichs

#### Sportvereine (Auswahl)
- Alpenverein Linz
- Alpenverein Touristenklub Linz
- Fechten: Oberösterreichischer Landesfechtklub (OÖLFK), Fecht-Union Linz (FUL)
- Reiten: Union Reitclub St. Georg Linz Linz-Ebelsberg
- Schwimmsport: ASV Linz
- Rudern: RV Wiking Linz, Linzer Ruderverein Ister
- Eishockey: EHC Black Wings Linz
- Triathlon: Union ADM Linz – Sektion Triathlon
- Laufen und Triathlon: TriRun Linz
- Rugby: 1. ORSC Linz
- Snooker: 1. Linzer Snooker Verein, Snooker Cracks
- Faustball: FBC ASKÖ Linz-Urfahr
- Volleyball: ASKÖ Linz Steg (Damen)
- Basketball: BBC Dynamo Lui
- Handball: Askö Urfahr, HC Linz AG
- Fußball: FC Blau-Weiß Linz, ASKÖ Donau Linz, SV Urfahr, SK St. Magdalena, Union Edelweiß Linz, ASKÖ Blaue Elf Linz, LASK Linz
- Frauenfußball: LASK Ladies, Union Kleinmünchen, Stahlstadtkickerinnen
- Floorball: UHC Linz

#### Sportveranstaltungen
- CSIO-Reitsportturnier: 12.000 Besucher (2004)
- II. Hallenweltmeisterschaften der Senioren und Seniorinnen: 3300 Teilnehmer (2006)[287]
- Gugl-Meeting: Leichtathletikwettkampf im Linzer „Gugl“-Stadion mit 14.700 Besuchern (2006)
- Generali Ladies Linz: Tennisturnier mit 30.000 Besuchern (2006)
- Linz-Marathon: 19.400 Teilnehmer (2019)
- Drei-Brücken-Lauf: 2.000 Teilnehmer (2019)
- Linz-Triathlon: ca. 1.000 Teilnehmer (2008)
- Silvesterlauf Linz: ca. 600 Teilnehmer (2008)

## Film
- Blick zurück als Schritt nach vorn – Linz ist Kulturhauptstadt 2009. Dokumentation, Deutschland, 2009, 4:03 Min., Buch und Regie: Peter Gerhardt, Till Rüger, Produktion: hr, Erstsendung: 4. Jänner 2009 (online-Video und Filmtext).
- Es muss was geben – Dokumentarfilm über die alternative Linzer Musikszene in den 1980er Jahren. Österreich, 2010, 104 Min., Regie: Oliver Stangl und Christian Tod.